# Arbres remarquables de France
Les arbres remarquables de France sont des arbres vivants exceptionnels par leur âge, leurs dimensions, leur forme, leur passé ou encore leur légende. Ces ligneux représentent un patrimoine naturel et culturel qui doit être conservé. Certains ont été classés « monument naturel » par l'État dans les années 1930 et le dernier est le platane de Cézy en 2018 après six ans de procédure.
L'association A.R.B.R.E.S. remet le label « Arbre remarquable de France » reconnu par l'État pour les arbres « remarqués d'intérêt national ». Les arbres lauréats du concours national de l'arbre de l'année, prix du public et prix du jury, sont également des arbres remarquables d'intérêt national, aussi labellisés « Arbre remarquable de France » pour la plupart.
Les régions, départements et communes font appel à leurs services spécialisés ou à des organismes et associations pour le suivi et l'inventaire : visiter les arbres, les mesurer, les observer, les photographier sous toutes les coutures et les répertorier dans une base de données. Les arbres sont parfois classés en trois catégories : « arbres remarquables », « beaux arbres », et « curiosités ».
La liste ci-dessous répertorie les arbres remarquables, situés en France, qu'ils aient obtenu ou non le label « Arbre remarquable de France » décerné par l'association ARBRES.

## Critères
Les arbres remarquables de France sont considérés remarquables à plusieurs titres :
- soit parce qu'ils battent des records de dimensions (les plus grands, les plus gros, etc.) ou d'âge (les plus vieux)
- soit parce qu'ils présentent d'autres caractéristiques physiques particulières et rares
- soit parce qu'ils présentent un intérêt historique.

« Plusieurs chênes ou tilleuls, oliviers ou caroubiers de villages français sont réputés millénaires, en raison par exemple de documents attestant de leur date de plantation. On avance ainsi des âges de 2 000 ans pour l’olivier de Roquebrune-Cap-Martin (Alpes-Maritimes), de plus de mille ans pour le chêne d’Allouville-Bellefosse en Normandie… Mais, si l’on remonte à l’an mille, aucun document ne permet de garantir que l’arbre n’a pas été plusieurs fois replanté. Comme ces arbres sont le plus souvent creux, on ne pourra sans doute jamais connaître leur âge réel, même très approximativement. »

## Label «Arbre remarquable de France»
« Arbre remarquable de France » est un label décerné, depuis 2000, après étude de dossier, par l'association ARBRES (Arbres Remarquables : Bilan, Recherche, Études et Sauvegarde) qui effectue un inventaire à l'échelle du territoire national. Les arbres ainsi distingués sont signalés par un panneau « Arbre remarquable de France »
Ce label distingue des sujets exceptionnels, au nombre d'environ 700 arbres en 2019 ainsi que des ensembles arborés remarquables. L'association a remis son 1000ème label le samedi 12 octobre 2024.
Les communes, collectivités territoriales, établissements publics, associations et propriétaires privés qui reçoivent ce label s'engagent, par un accord de partenariat, à « entretenir, sauvegarder et mettre en valeur l'arbre distingué, considéré comme patrimoine naturel et culturel ».

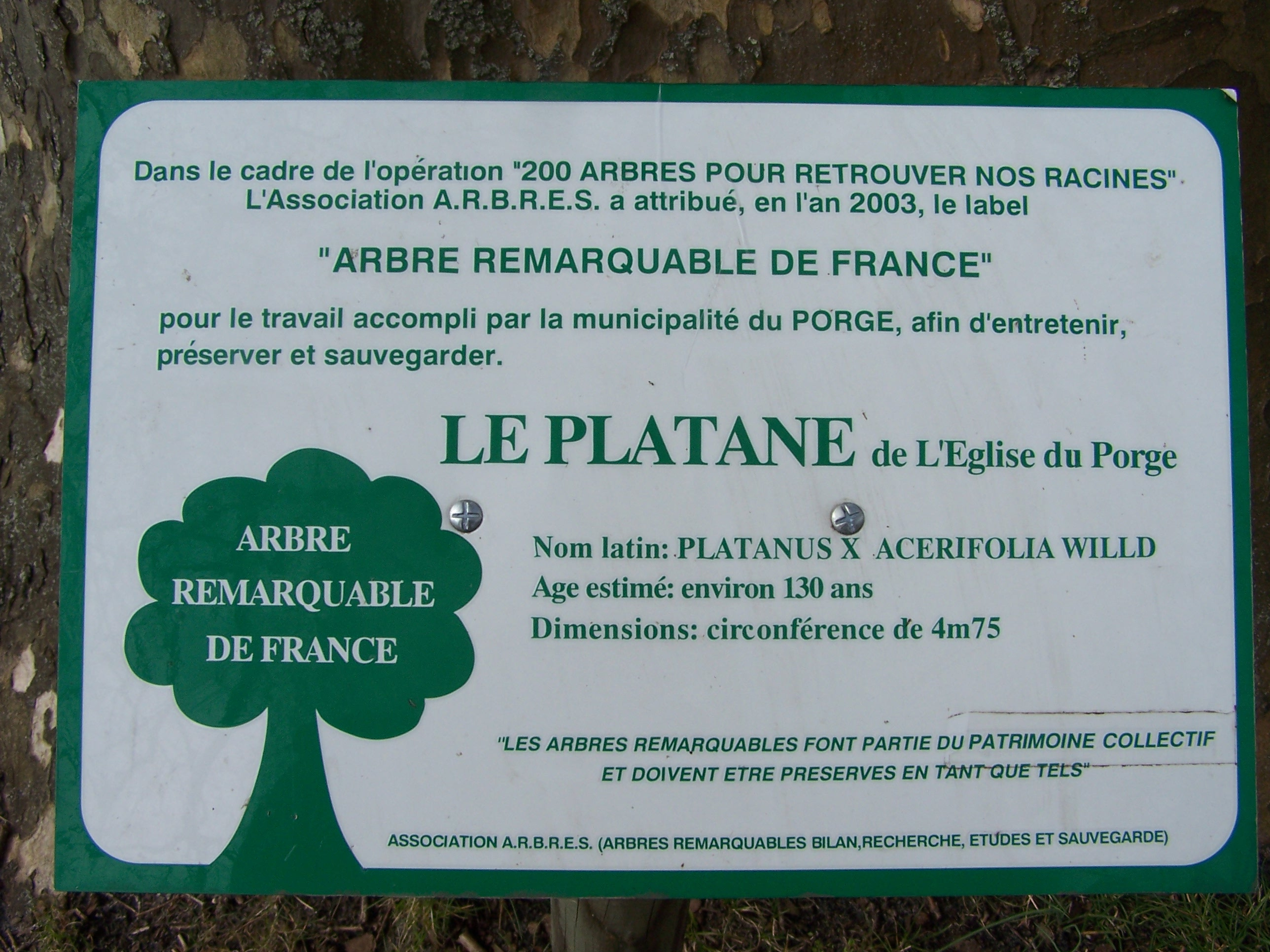
Panneau d'information de l'association A.R.B.R.E.S. (2003).
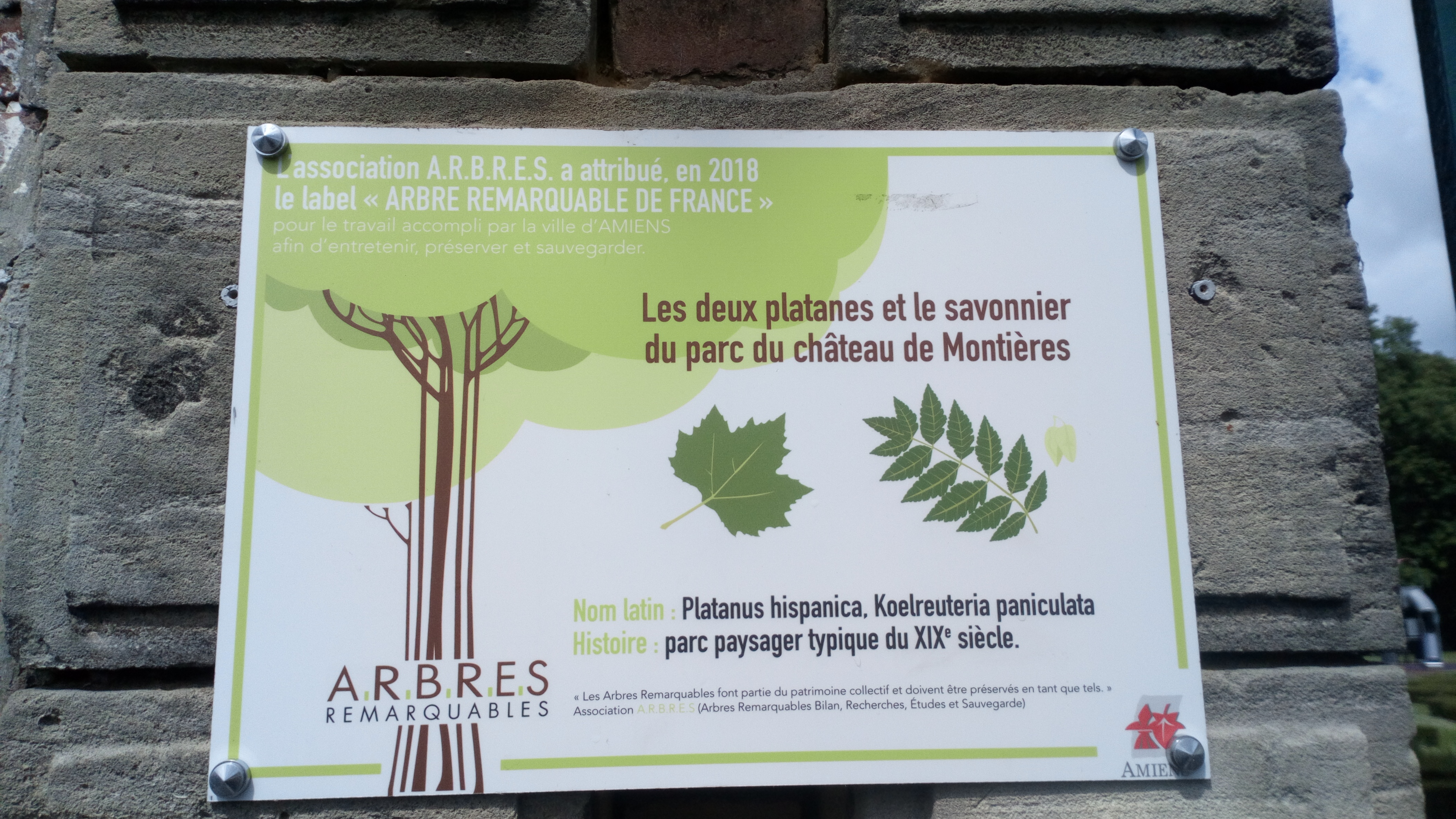
Panneau d'information de l'association A.R.B.R.E.S. (2018).

## Liste des arbres remarquables de France par région
Les arbres remarquables sont classés par régions, départements et communes. La liste des arbres labellisés « Arbre remarquable de France » ou « ensemble arboré remarquable » par l'association A.R.B.R.E.S. est disponible par département sur demande (document mis à jour régulièrement), et consultable sur la carte interactive en ligne sur www.arbres.org. Cette carte interactive n'étant plus mise à jour, la liste des labels validés depuis décembre 2022 est disponible sur ce même site et accessible ici.

### Auvergne-Rhône-Alpes

#### Ain
| commune   | lieu                 | essence     | âge ou date de plantation | label « arbre remarquable » | note                                                                                           | photos |
| --------- | -------------------- | ----------- | ------------------------- | --------------------------- | ---------------------------------------------------------------------------------------------- | ------ |
| Innimond  | Chapelle d'Innimond  | Tilleul     | 1601                      |                             | Tilleul de Sully planté vraisemblablement pour commémorer le rattachement du Bugey à la France |        |
| Marignieu | Maison Angelot       | Châtaignier | 1515                      |                             |                                                                                                |        |
| Ordonnaz  | Église Saint-Antoine | Tilleul     | 1601                      |                             | Idem supra.                                                                                    |        |

#### Allier

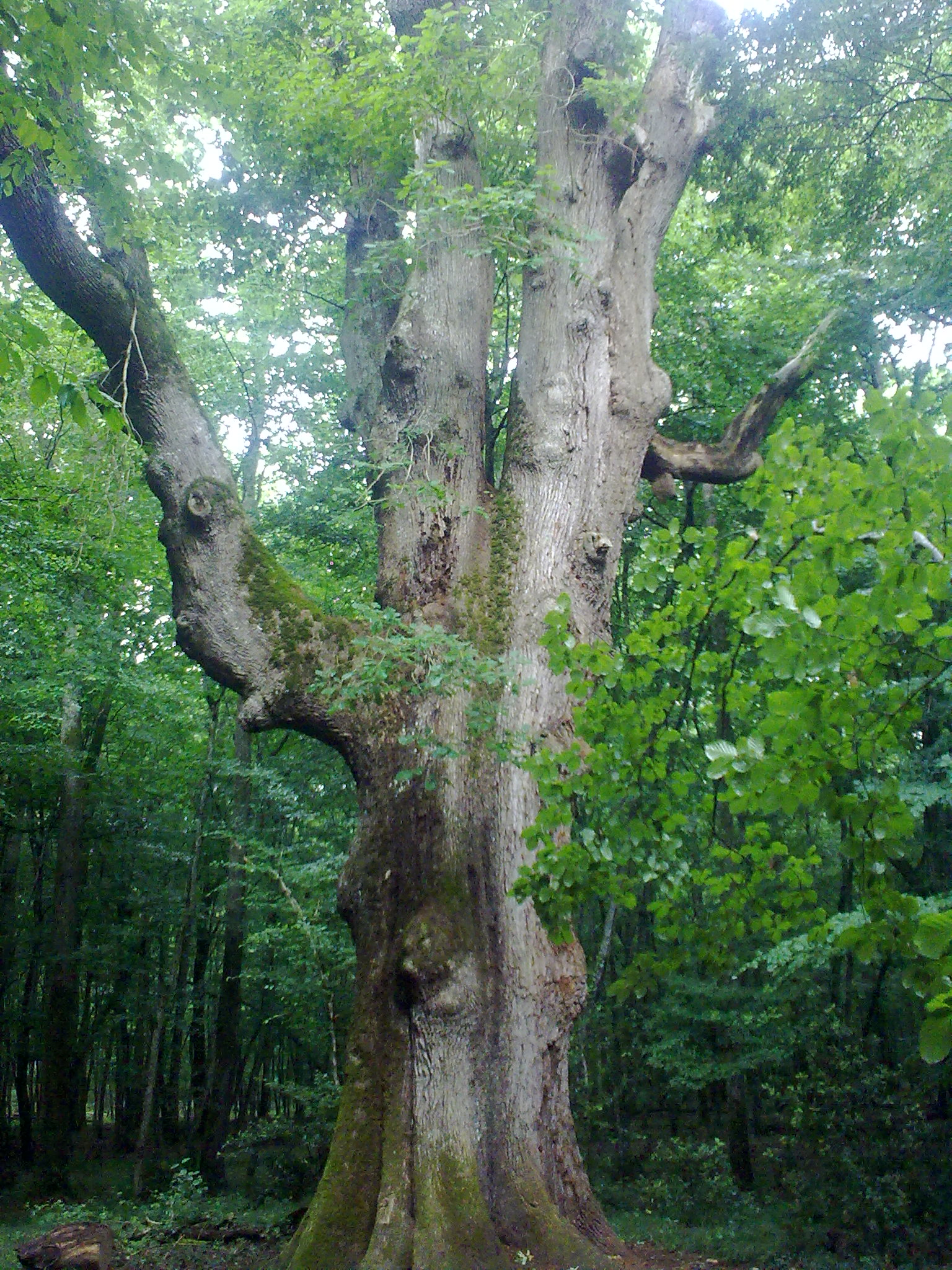
Le chêne Sentinelle, forêt du Tronçais.

- Saint-Nicolas-des-Biefs : hêtres de l'allée des Géants, âgés de 400 ans, répertoriés en 1998 par le Muséum national d'histoire naturelle en tant qu'ensemble d'éléments naturels exceptionnels.
- Forêt de Tronçais :
  - Chênes jumeaux, circonférence : 5,10 m et 4,45 m, âge ~ 400 ans (parcelle 137)
  - Chêne de Montaloyer, circonférence : 5,45 m, âge ~ 400 ans (parcelle 279)
  - Chêne Saint-Louis, circonférence : 6 m, âge : ~ 400 ans (parcelle 232)
  - Chêne Sentinelle, circonférence : 6,50 m, âge : ~ 400 ans (parcelle 136)
  - Chêne carré, circonférence : 6,44 m, âge : ~ 300 ans (parcelle 215)
  - Chêne Émile Guillaumin, circonférence : 3,90 m, âge ~ 300 ans (parcelle 176)
  - Chêne Charles-Louis Philippe, circonférence : 4,70 m, âge : ~ 300 ans (parcelle 177)
  - Chêne de la Résistance, circonférence : 3,70 m, âge ~ 300 ans (parcelle 235)[9]
  - Chêne Stebbing II, circonférence : 4,60 m, âge ~ 300 ans (parcelle 227).

#### Ardèche
| commune   | lieu                    | essence     | âge ou date de plantation | label « arbre remarquable » | note | photos                                |
| --------- | ----------------------- | ----------- | ------------------------- | --------------------------- | ---- | ------------------------------------- |
| Désaignes | châtaignier de l’Hermet | Châtaignier |                           |                             |      | https://goo.gl/maps/yhbNoZKEgJfUriR98 |

#### Cantal
- Condat : le hêtre roi des Gaubert et Gaulis, 3,15 m de circonférence, 43 m de haut
- Neussargues en Pinatelle : le hêtre  de "lou deime"  de CHAVAGNAC  5,35m  de circonférence
- Raulhac : tilleul de Sully d'âge estimé à 400 ans[Quand ?], 11,00 m de circonférence
- Saint-Simon : tilleul de Sully d'âge estimé à 400 ans[Quand ?], 11,00 m de circonférence
- Vézac : plusieurs arbres dans le parc-arboretum du château de Caillac, jardin inscrit à l'IMH en 1997

#### Drôme
- Chastel-Arnaud : châtaignier vieux de 700 ans 9,30 mètres de circonférence, hauteur de 15 m, une ramure de 22 m de diamètre , labellisé « Arbre remarquable de France » en 2003[10].
- Montchenu : chêne, vieux de trois siècles
- Saint-Martin-en-Vercors : tilleul planté sur ordre de Sully en 1597

#### Haute-Loire
| commune              | lieu                                      | essence | âge ou date de plantation | label « arbre remarquable » | note                                                         | photos |
| -------------------- | ----------------------------------------- | ------- | ------------------------- | --------------------------- | ------------------------------------------------------------ | ------ |
| Lapte                | Séquoia du parc du château de la Rochette | Séquoïa |                           | Non                         | Circonférence de 11,38m à 1,3m du sol (2016) hauteur : 34 m. |        |
| Saint-Romain-Lachalm |                                           | Hêtre   | 350 ans                   |                             | 26 m de haut, abattu en avril 2019.                          |        |
| Yssingnaux           | Hêtre du château de Lavée                 | Hêtre   | Entre 250 et 350 ans      | 2021                        |                                                              |        |

#### Haute-Savoie
| commune  | lieu                    | essence     | âge ou date de plantation | label « arbre remarquable » | note | photos |
| -------- | ----------------------- | ----------- | ------------------------- | --------------------------- | ---- | ------ |
| Féternes |                         | Tilleul     |                           |                             |      |        |
| Lugrin   | Châtaignier de Troubois | Châtaignier |                           |                             |      |        |
| Samoëns  | Gros tilleul            | Tilleul     |                           |                             |      |        |

#### Isère
- Chichilianne : Epicea en symbiose sur un saule[13]
- Saint-Aupre : Le seul Tilleul de Sully officiellement reconnu de nos jours en Isère[14]
- Réaumont : Tilleul sur la place du village planté en1390, le plus vieil arbre de l'Isère (labellisé « Arbre Remarquable de France » en 2000)
- Venon : Chêne de Venon, chêne âgé de ~300 ans, 18 mètres de haut, 5 mètres de circonférence (labellisé « Arbre Remarquable de France » en 2017)
- Saint-Martin-le-Vinoux : Magnolia grandifolia de la Casamaures (labellisé « Arbre Remarquable de France » en 2007)
- Chimilin : le Tilleul tricentenaire de Meudenin (labellisé « Arbre Remarquable de France » en 2010)
- Vercors : l'Arbre Taillé de la plaine de La Queyrie est un pin à crochet emblématique des Hauts-Plateaux du Vercors[14]

#### Loire
| commune  | lieu | essence          | âge ou date de plantation | label « arbre remarquable » | note                                                               | photos |
| -------- | ---- | ---------------- | ------------------------- | --------------------------- | ------------------------------------------------------------------ | ------ |
| Jonzieux |      | Séquoïa          |                           |                             | Circonférence de 10,30 m                                           |        |
| Renaison |      | Sapin de Douglas |                           | 2012                        | Hauteur de 66,60 m considéré comme l'arbre le plus haut de France. |        |

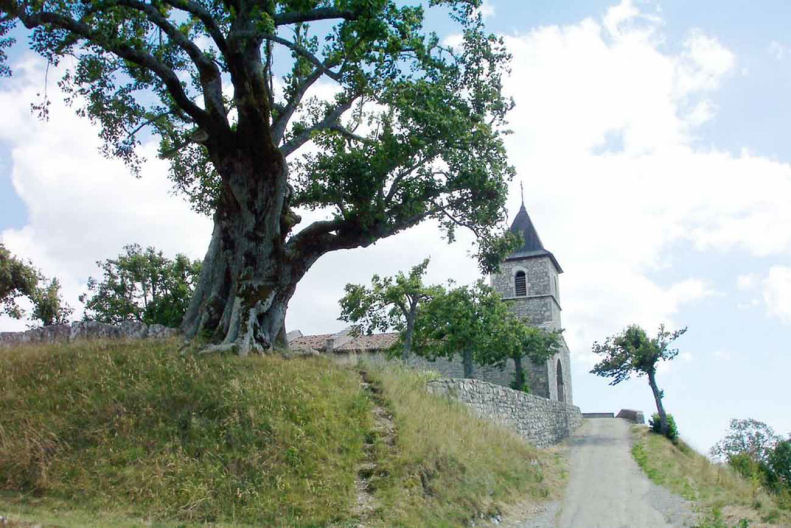
Innimond, Tilleul de Sully
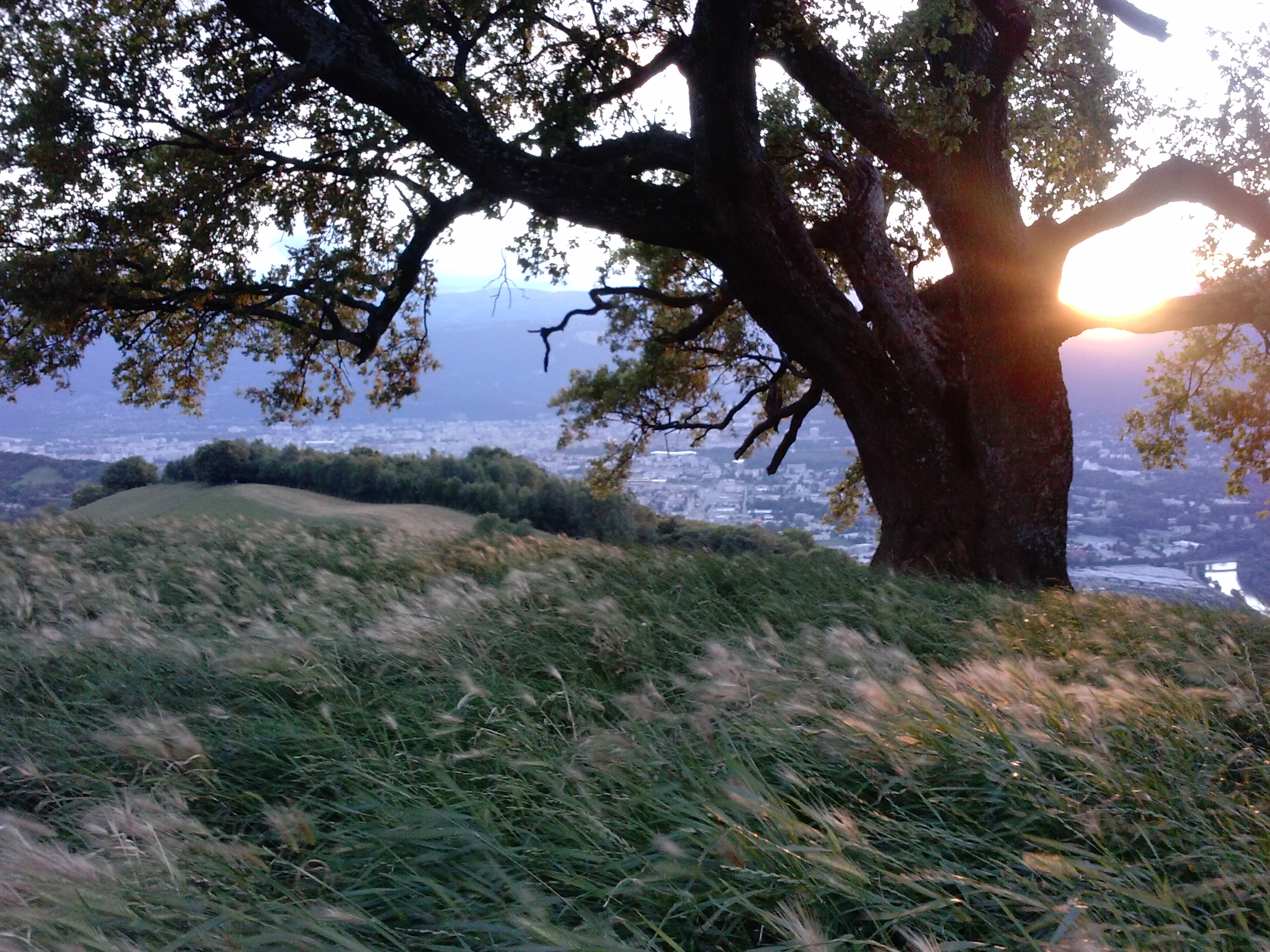
Chêne de Pressembois à Venon
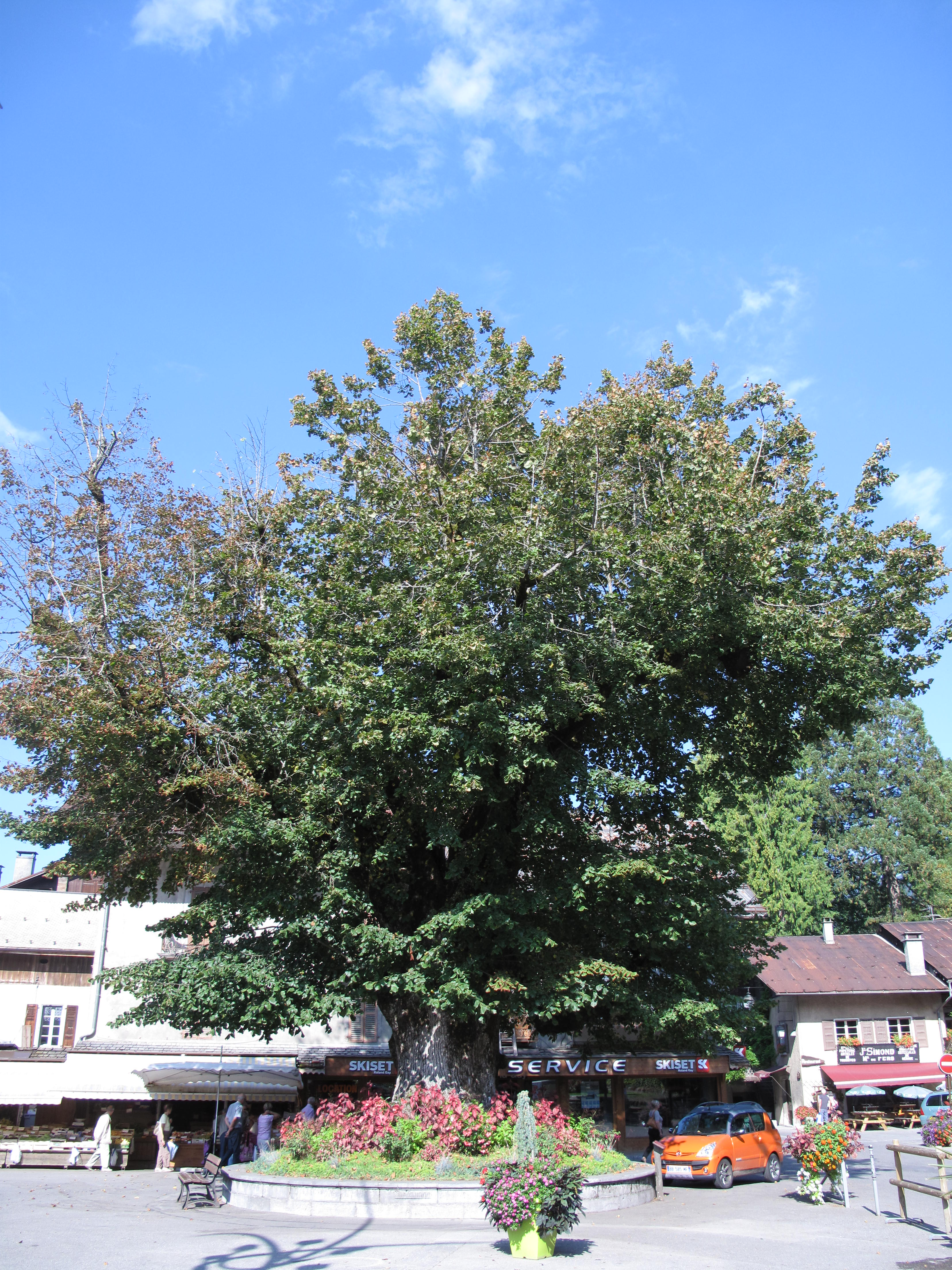
Gros tilleul de Samoëns

#### Puy-de-Dôme
- Saint-Étienne-des-Champs : chêne à la grange, lieu-dit « Chez Jally », labellisé « Arbre remarquable de France » par l’association A.R.B.R.E.S. en 2001[16].
- Saint-Sauveur-la-Sagne : tilleul de Sully, classé « Arbre Remarquable » par le Muséum national d'histoire naturelle, en 1997[17].

#### Rhône
- Arnas : Cèdre du parc du Château de Longsard circonférence : 7,83 m à 1,50 m du sol hauteur 28 à 30 m labellisé « Arbre remarquable de France » en 2012
- Brindas : chêne pédonculé labellisé « Arbre remarquable de France » en avril 2007. Age : 150 ans environ circonférence de 3,87 m hauteur de 18 m
- Limonest : Chêne porte-gui circonférence à 1,3 m du sol en mars 2015 : 3,60 m hauteur : 17,5 m âge estimé : 250 ans
- Lyon :
  - Parc de la Tête d'or :
    - Oranger des Osages, circonférence : 3,70 m à 1,3 m du sol en 2014, hauteur estimée : 12 m, âgé estimé : plus de 100 ans
    - Érable de Cappadoce, circonférence : 3,20 m à 1,3 m du sol en 2014, hauteur : 26 m
    - Chêne à gros fruits d'Amérique du Nord, circonférence à 1,3 m du sol : 4,4 m
    - Cyprès chauve, circonférence : 5,45 m à 1,3 m du sol en 2014, hauteur : 20,5 m

#### Savoie
- Chambéry : Ptérocaryer du Caucase du parc du Verney.

### Bourgogne-Franche-Comté

#### Côte-d'Or
- Collonges-lès-Bévy : tilleul de Sully
- Magny-lès-Aubigny : tilleul de Sully
- Mavilly-Mandelot : Cormier, 4,50 m de circonférence
- Planay : tilleul de Sully, 7,50 m de circonférence
- Veilly : Tilleul de Sully, 25 m de hauteur et 10 m de circonférence

#### Doubs
- Étrappe : deux tilleuls plantés pendant la Révolution française
- La Grange : tilleul vieux de 600 ans
- Rigney : trois chênes sessiles (quercus petraea), âgés d'environ 300 ans, plantés sur l'ancien champ de foire du village sous Louis XIV.

#### Haute-Saône
- Bresilley : vieux chêne, tronc de 8 m de circonférence, aurait été planté en 1640. À l'Assomption, on y déposait une statuette de la Vierge, qui finissait par être engloutie par la croissance de l'arbre. Huit Vierges ont déjà été englouties !

#### Jura
- Bracon : tilleul de La Grange-Sauvaget
- Chevigny : chêne de la Manche
- Forêt de la Joux : « Sapin Président »[18]

#### Nièvre
- Dornecy : Champs de la Ville, tilleul de Sully
- Glux-en-Glenne/Saint-Léger-sous-Beuvray : les queulles de la hêtraie de la Terrasse sur le mont Beuvray dans le Morvan

#### Saône-et-Loire
- Lugny : hêtre pourpre bicentenaire du parc Monseigneur Joseph Robert, haut de 30 mètres (labellisé « Arbre Remarquable de France » en juin 2018)[19]
- Martailly-lès-Brancion : orme bicentenaire de (labellisé « Arbre Remarquable de France » en juin 2000)
- La Petite-Verrière : les douglas de la Roche Guillaume, douglas d’exception : les premiers plantés en Morvan, vers 1880, (labellisés « Arbres remarquables de France » en octobre 2007)
- Saint-Germain-lès-Buxy : chêne pédonculé poussant au bas du parc du château (labellisé « Arbre remarquable » en novembre 2011)
- Saint-Léger-sous-Beuvray/Glux-en-Glenne : les queulles de la hêtraie de la Terrasse sur le mont Beuvray dans le Morvan

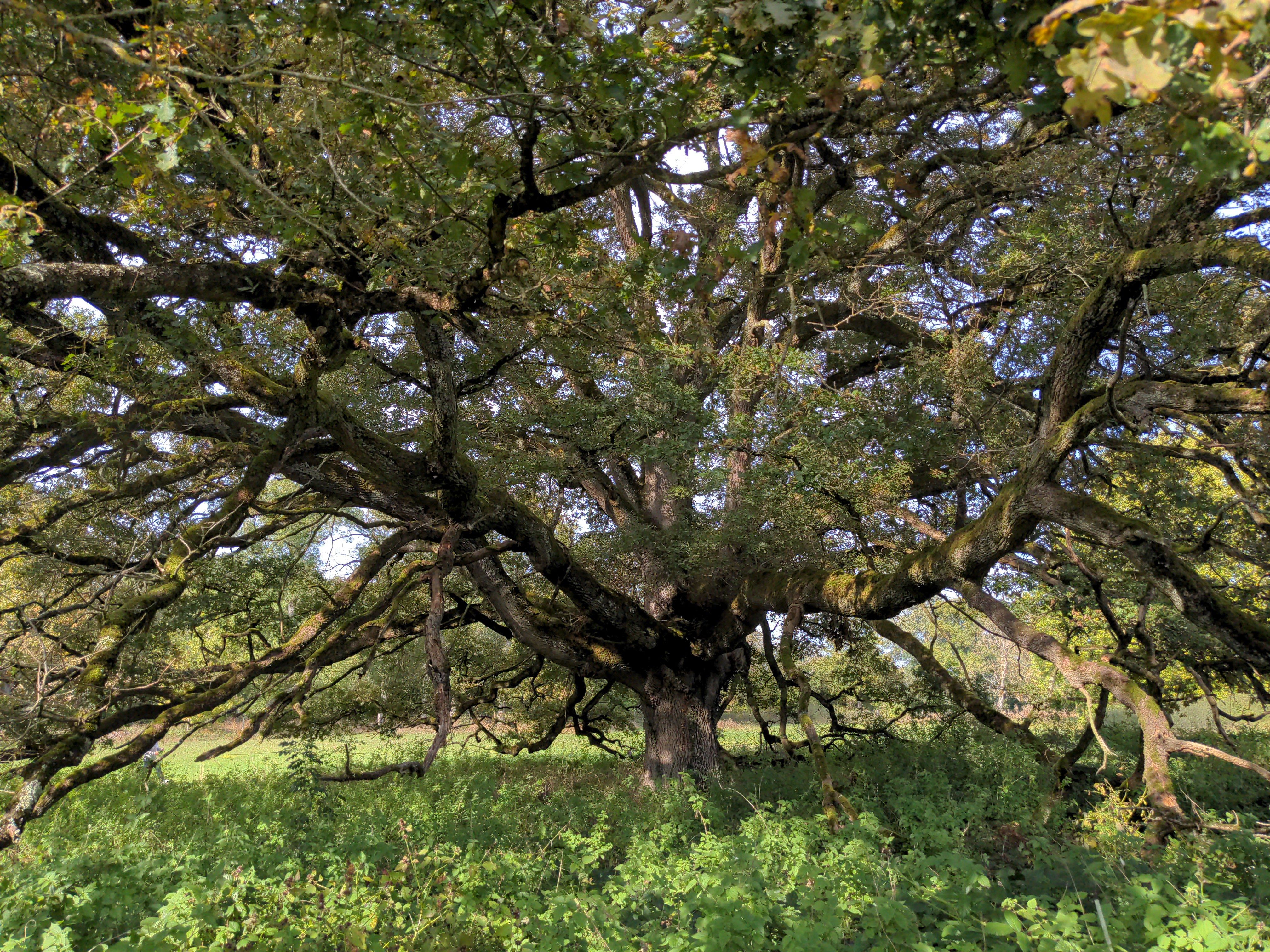
Chêne pédonculé du Château de Saint-Germain-lès-Buxy

#### Yonne
- Blannay : Le Rosny, tilleul de Sully
- Cézy : platane surnommé les Six Frères[20]
- Perceneige : Plessis-du-Mée, tilleul de Sully
- La Postolle : tilleul de Sully Rosny, 1598 (Édit de Nantes)
- Sens : sequoia, 1865
- Sougères-en-Puisaye : hameau de Pesselières, tilleul de Sully, 1598'

#### Territoire de Belfort
- Fontaine : tilleul de Turenne
- Grandvillars : tilleul

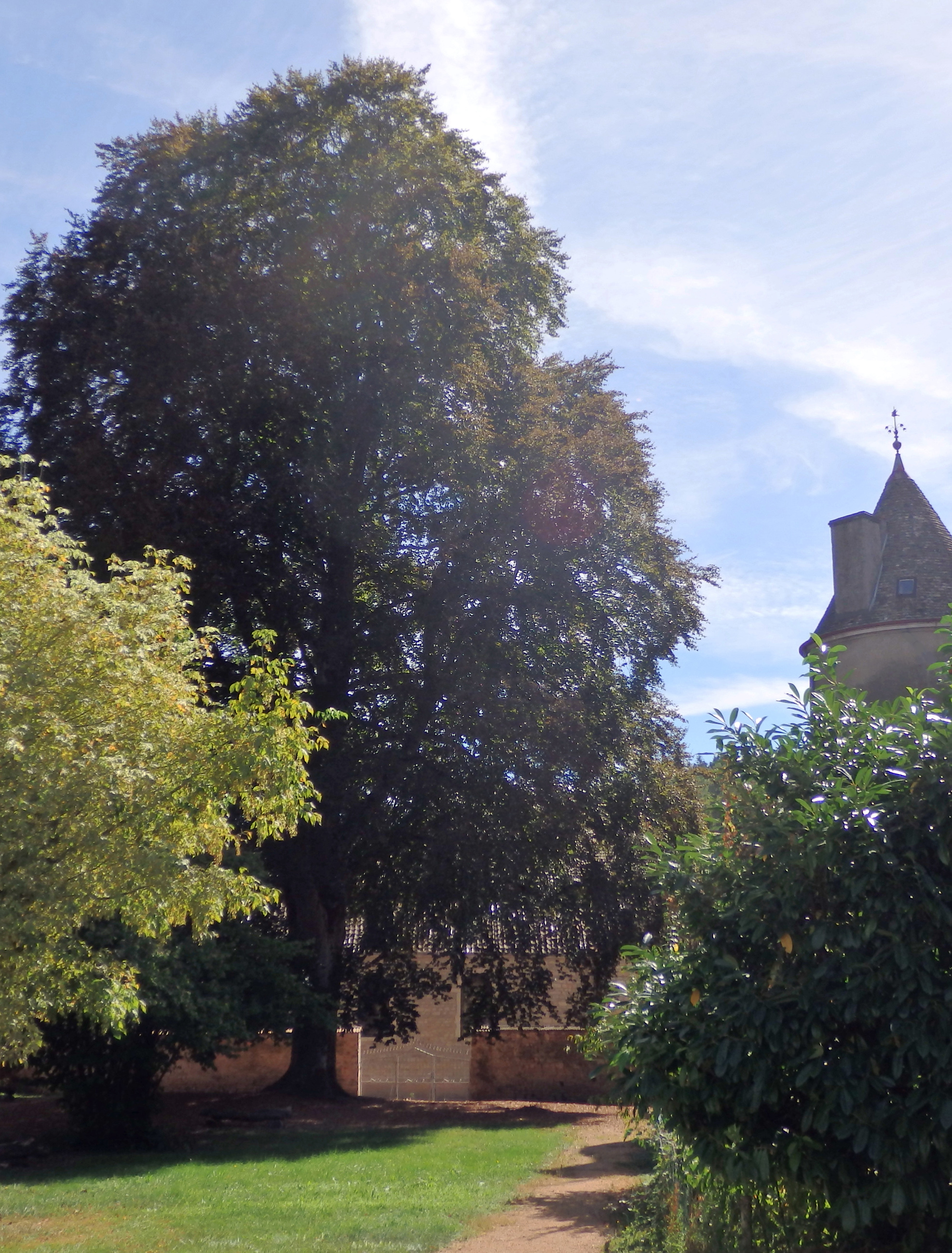
Le hêtre pourpre bicentenaire visible dans le parc Monseigneur Joseph Robert à Lugny, en Haut-Mâconnais, labellisé en 2018 « Arbre remarquable de France ».
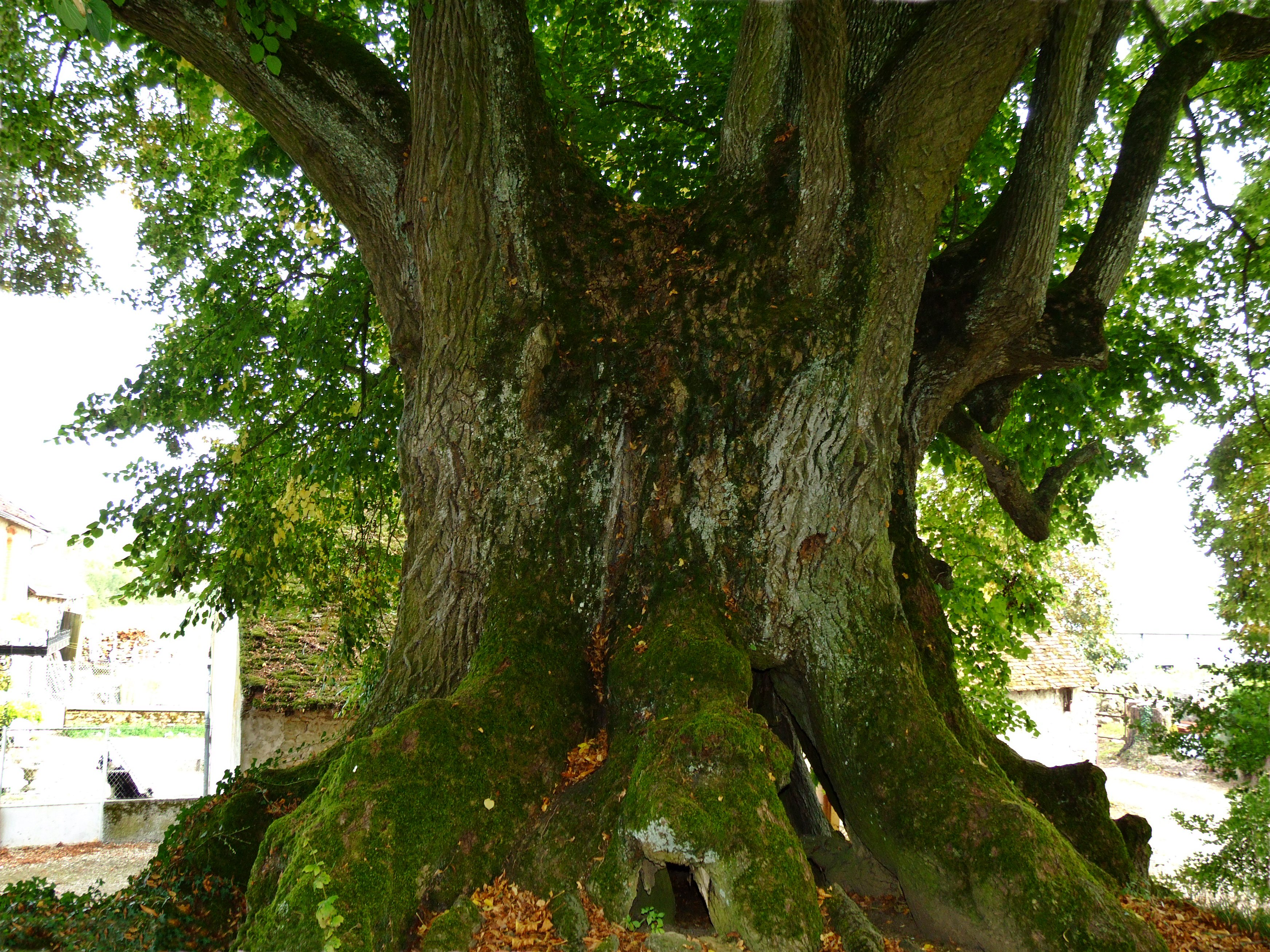
Un arbre majestueux planté sous le règne du roi Henri IV (vers 1610) : le tilleul de Veilly.
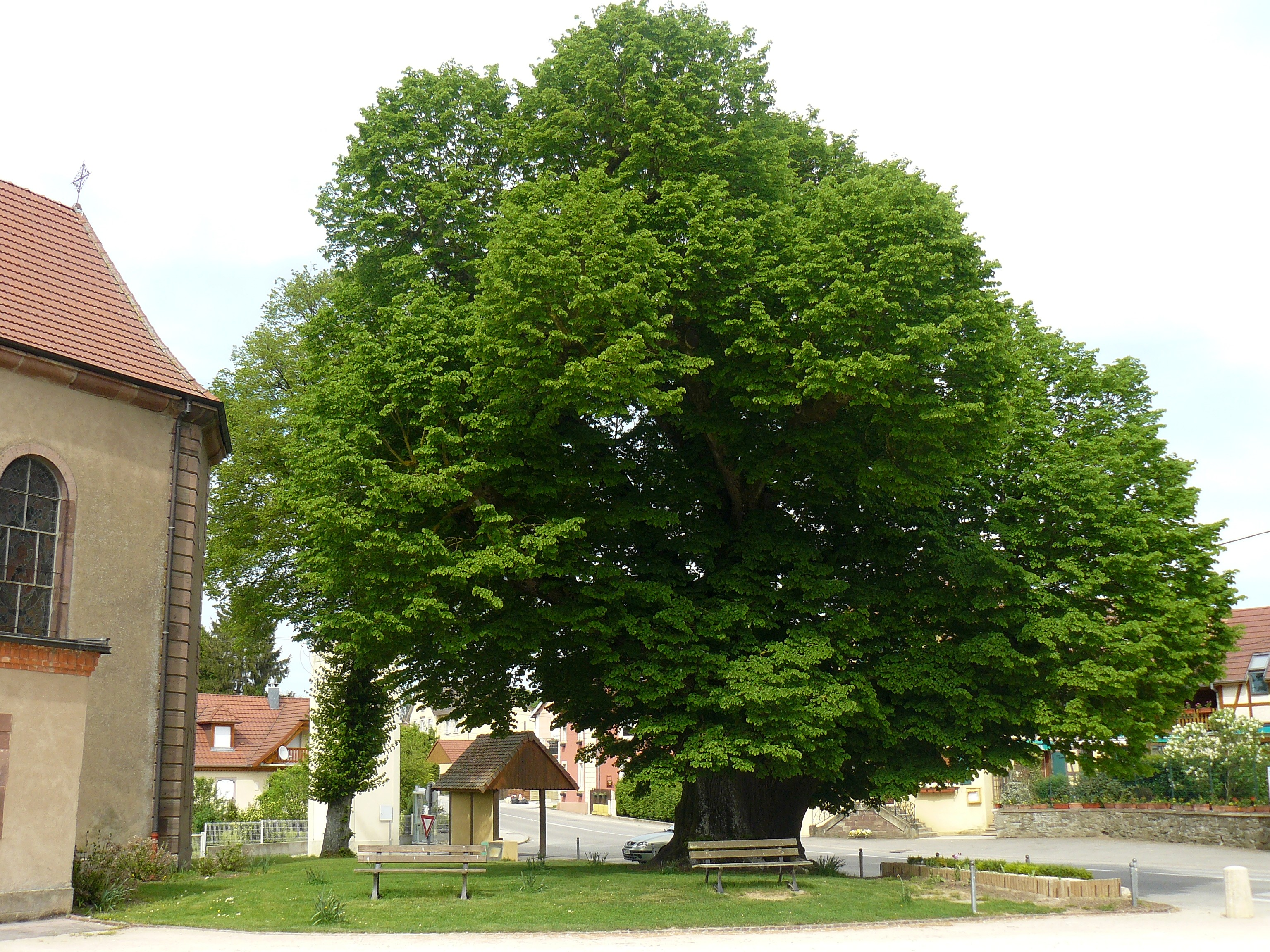
Un arbre sous lequel, le 29 décembre 1674, le maréchal de Turenne s’est arrêté, avant de remporter le combat face aux Impériaux, à Mulhouse : le tilleul de Fontaine.

### Bretagne
Les principaux arbres remarquables en Bretagne sont, :

#### Côtes-d'Armor
- Bulat-Pestivien : Chêne de Tronjoly 12 m de circonférence, entre 1 500 et 1 700 ans[Quand ?]
- Saint-Maudez : If, 8,8 m de circonférence, sans doute 1 300 ans[Quand ?]
- Yvignac : If millénaire près de l'église d'Yvignac-la-Tour
- Dinan : Magnolia Soulangeana 15 m d envergure, planté en 1850

#### Finistère
- Fouesnant : Arbre girafe (chêne pédonculé), vieux de 200 ans, élu jeudi 24 novembre 2011 « Arbre de l’année » par le public du premier concours du genre en France[23]. Il a une circonférence de 2,80 m et mesure 18 m de haut
- Locmaria-Berrien : deux Chênes pédonculés
- Lycée agricole de Suscinio : jardin botanique de Suscino : tulipiers de Virginie, hêtre commun, pins de Monterey, ptérocarya du Caucase et charmes séculaires[24]
- Pont-l'Abbé : le châtaignier de Kerseoc'h, peut-être âgé de 1 200 ans, mesure 14 m de circonférence[25].

#### Ille-et-Vilaine
- Forêt de Paimpont, lieu-dit Val sans retour : L'arbre d'or est un tronc de châtaignier recouvert de 5 000 feuilles d'or par le sculpteur François Davin et 250 bénévoles
- Vitré : thuya géant du Jardin du parc.
- Melesse : le chêne du Plessis est un arbre de plus de 7 m de circonférence. Il est officiellement daté de 300 ans mais il est probablement plus vieux.
- L’if de Saint-Solen: Arbre planté par les Gaulois, peut être en 1200 ou 1250, ou plus tard. Son âge est estimé entre 600 et 800 ans. Il trône près de la petite église du village.

#### Morbihan
- Concoret : chêne à Guillotin, en bordure de la forêt de Paimpont, 9,60 m de circonférence, probablement 1 000 ans[Quand ?][26] (labellisé « Arbre remarquable de France » en 2017);
- Le Guerno : platane d'Orient du Parc zoologique du château de Branféré, âge : ~200 ans (labellisé « Arbre remarquable de France » en 2001)
- Lignol : chêne pédonculé de Kervené, âge 200 à 300 ans (labellisé « Arbre remarquable de France » en 2001)
- Plouray : deux chêne pédonculés de Rosterc'h, âge plus de 500 et plus de 300 ans (labellisés « Arbre remarquable de France » en 2004)
- Rochefort-en-Terre : glycine du bourg (labellisé « Arbre remarquable de France » en 2003)
- Saint-Jean-Brévelay : Chêne du Pouldu, 16 m de hauteur, 9,30 m de circonférence, plus de 500 ans[Quand ?]

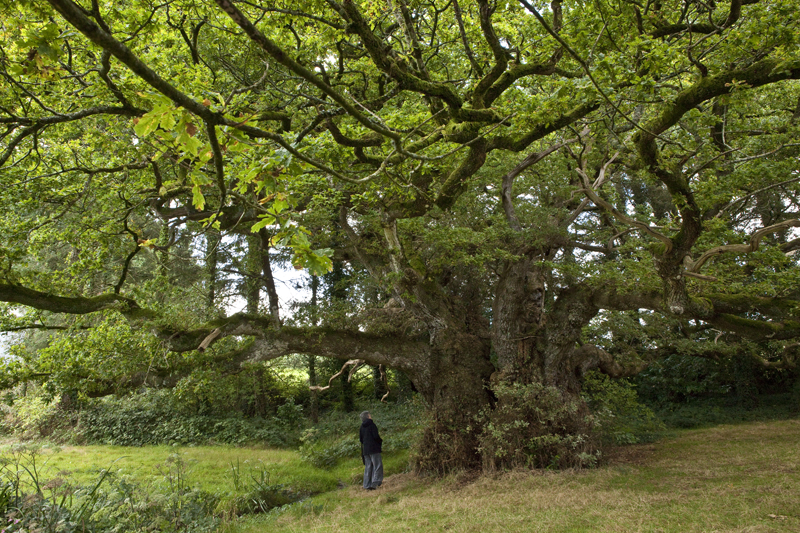
Le Chêne de Tronjoly (Côtes-d'Armor).
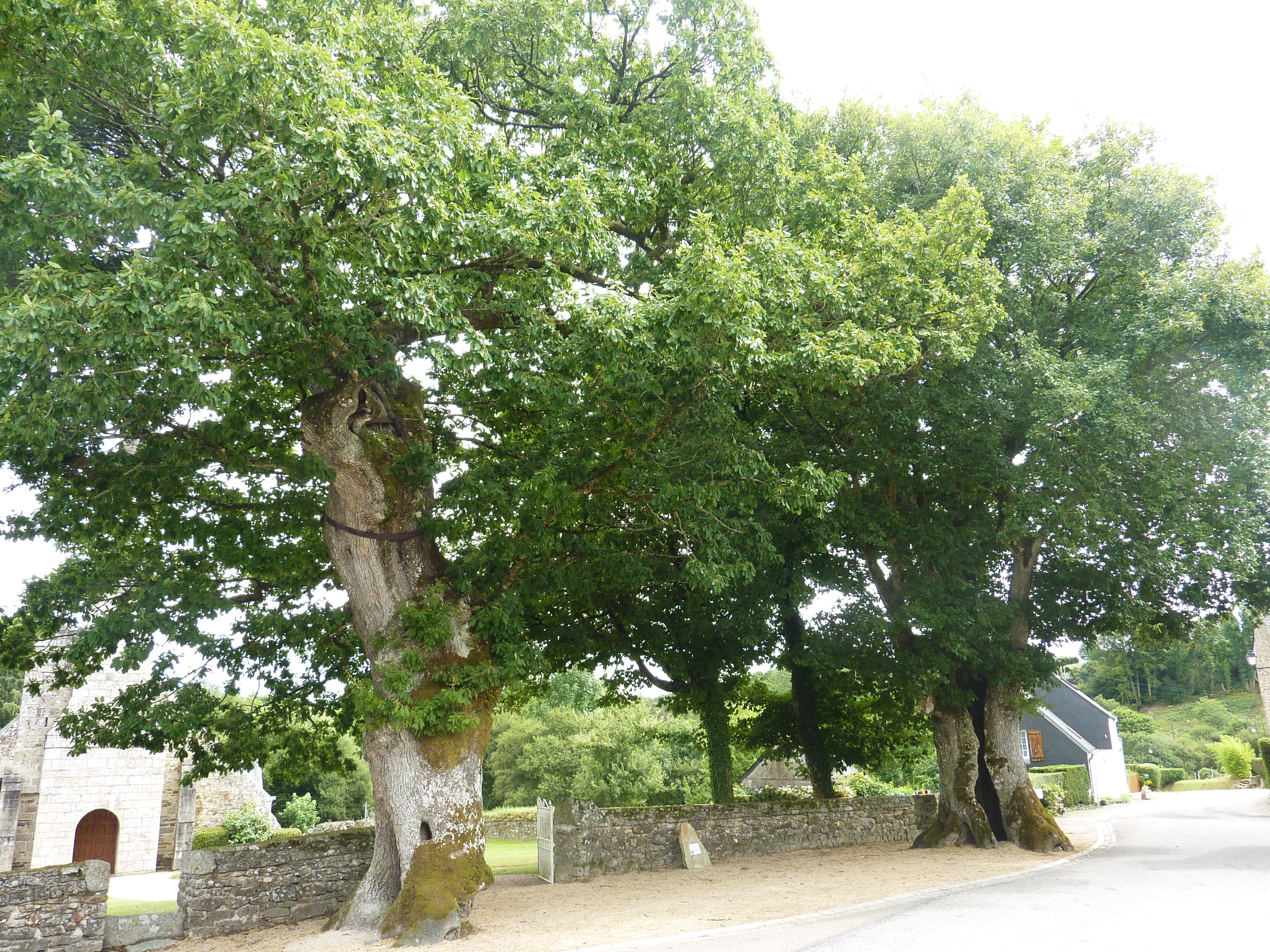
Les chênes pédonculés de Locmaria-Berrien (Finistère).
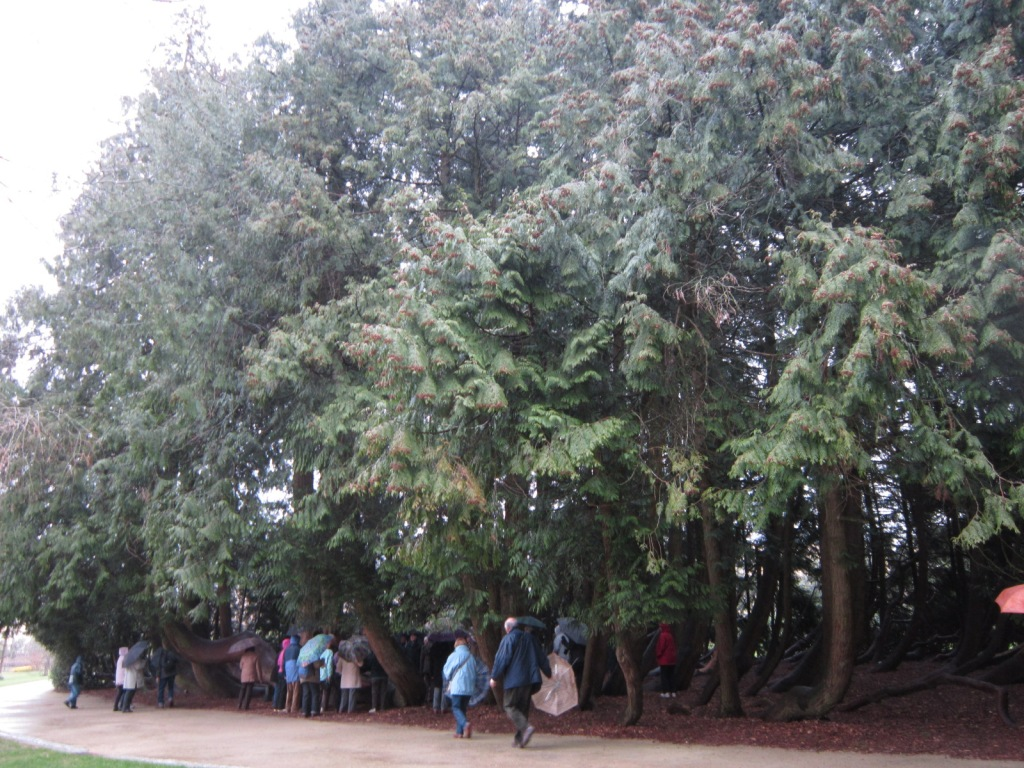
Thuya de Vitré (extérieur) (Ille-et-Vilaine).
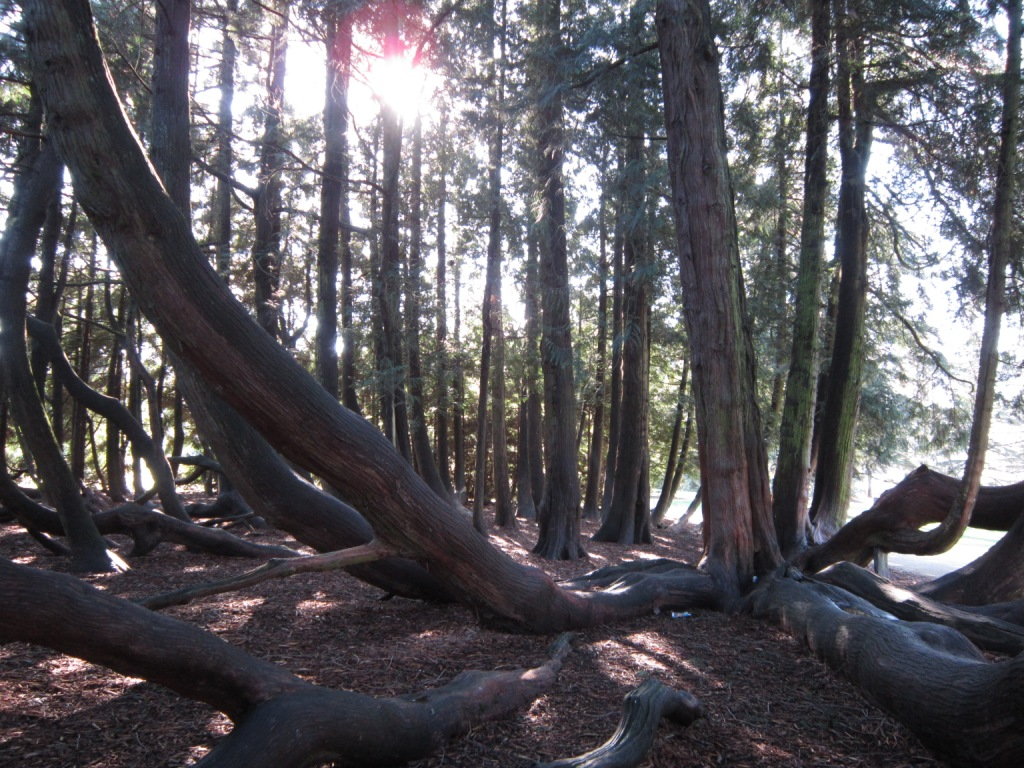
Thuya de Vitré (intérieur).
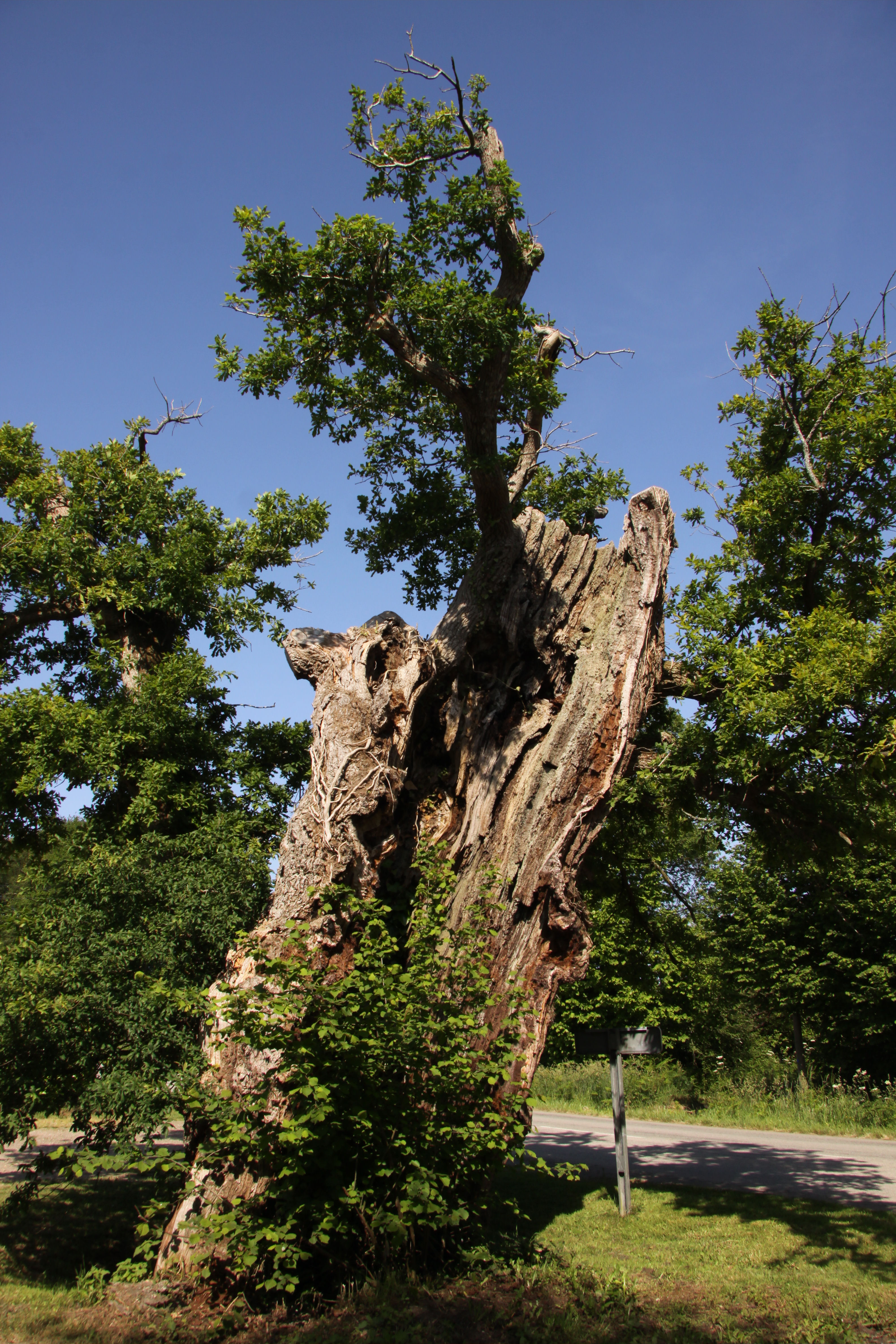
Chêne millénaire du Pouldu (Morbihan)

### Centre-Val de Loire

#### Cher
- La Chapelle-Montlinard : Chêne [27],[28]

#### Eure-et-Loir
Le  département regroupe, en 2023, dix arbres ou ensemble arboré labellisés « Arbre remarquable de France », listés dans le tableau ci-dessous.
D'autres spécimens sont également remarqués et font, éventuellement, l'objet d'une demande de labellisation en cours. Ils sont listés dans l'article détaillé ci-dessus.
| Commune                    | lieu-dit                     | essence                                                          | date de plantation | hauteur                        | circonférence          | date du label ARBRES | accessibilité | illustration |
| -------------------------- | ---------------------------- | ---------------------------------------------------------------- | ------------------ | ------------------------------ | ---------------------- | -------------------- | ------------- | ------------ |
| Champrond-en-Gâtine        | bois Landry                  | chêne « Les quatre Frères »,                                     | bicentenaire       | 31 m                           | 7 m                    | 2020                 | privé         |              |
| Happonvilliers             | la Prière                    | châtaigniers (2)                                                 |                    |                                |                        | 2023                 | privé         |              |
| Maintenon                  | château                      | tilleuls : alignement des allées Racine et Le Nôtre (146 et 287) | tricentenaire      | 26 m                           |                        | 3 mai 2023           | oui           |              |
| Maintenon                  | château                      | trio de platanes                                                 | planté vers 1830   | 38 m                           | entre 4,30 m et 4,90 m | 3 mai 2023           | oui           |              |
| Meaucé                     | carrefour D920-D15           | chêne dit « Le Gros Chêne »,                                     | 1360 (environ)     | 12 m                           | 10 m                   | 2020                 | oui           |              |
| Montigny-sur-Avre          | château                      | chêne pédonculé                                                  |                    |                                |                        | 2009                 | privé         |              |
| Nogent-le-Rotrou           | parc Daupeley                | cèdre de l'Atlas,                                                | 1830 (environ)     | 26 m                           | 5,5 m                  | 2020                 | oui           |              |
| Orgères-en-Beauce          | rue Nationale                | houx (2)                                                         |                    |                                |                        | 2023                 | privé         |              |
| Saint-Georges-sur-Eure     | alignement dans le cimetière | ifs,                                                             | centenaire         | 5 m (entrée) 4,50 m (suivants) | 6,50 m (moyenne)       | 2017                 | oui           |              |
| Saint-Lubin-des-Joncherets | château                      | platanes                                                         |                    |                                |                        | 2020                 | privé         |              |
| Thiron-Gardais             | domaine de l'abbaye          | tilleul de la Révolution,                                        | 1789               | 18-20 m                        | 6,75 m                 | 2018                 | oui           |              |
| Thiron-Gardais             | collège royal militaire      | sequoia                                                          | 1790 (environ)     | 32 m                           | 7,10 m                 | 2019                 | accès payant  |              |

#### Indre
- Bouges-le-Château : Arbres du château [28]
- La Buxerette : Le chêne rond, arbre planté vers 1880. Tronc court, ramure tout en rondeur d'où son nom circonférence du tronc : 4,80 m[35];
- La Motte-Feuilly : If [28]
- Nohant-Vic : Cinq arbres du domaine de George Sand [27],[28] dont deux cèdres plantés à la naissance des enfants de George Sand un ginkgo biloba, un sophora et un if;
- Saint-Civran : Chêne presque millénaire, consacré plus bel arbre de l'année en 2013 par le magazine Terre sauvage, situé entre le hameau de La Bitte et celui de Chassingrimont[36].
- Vicq-Exemplet : chêne de la ferme des Trois Chênes[27],[28]

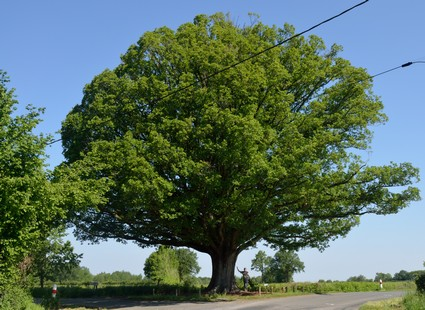
Le chêne rond de La Buxerette.
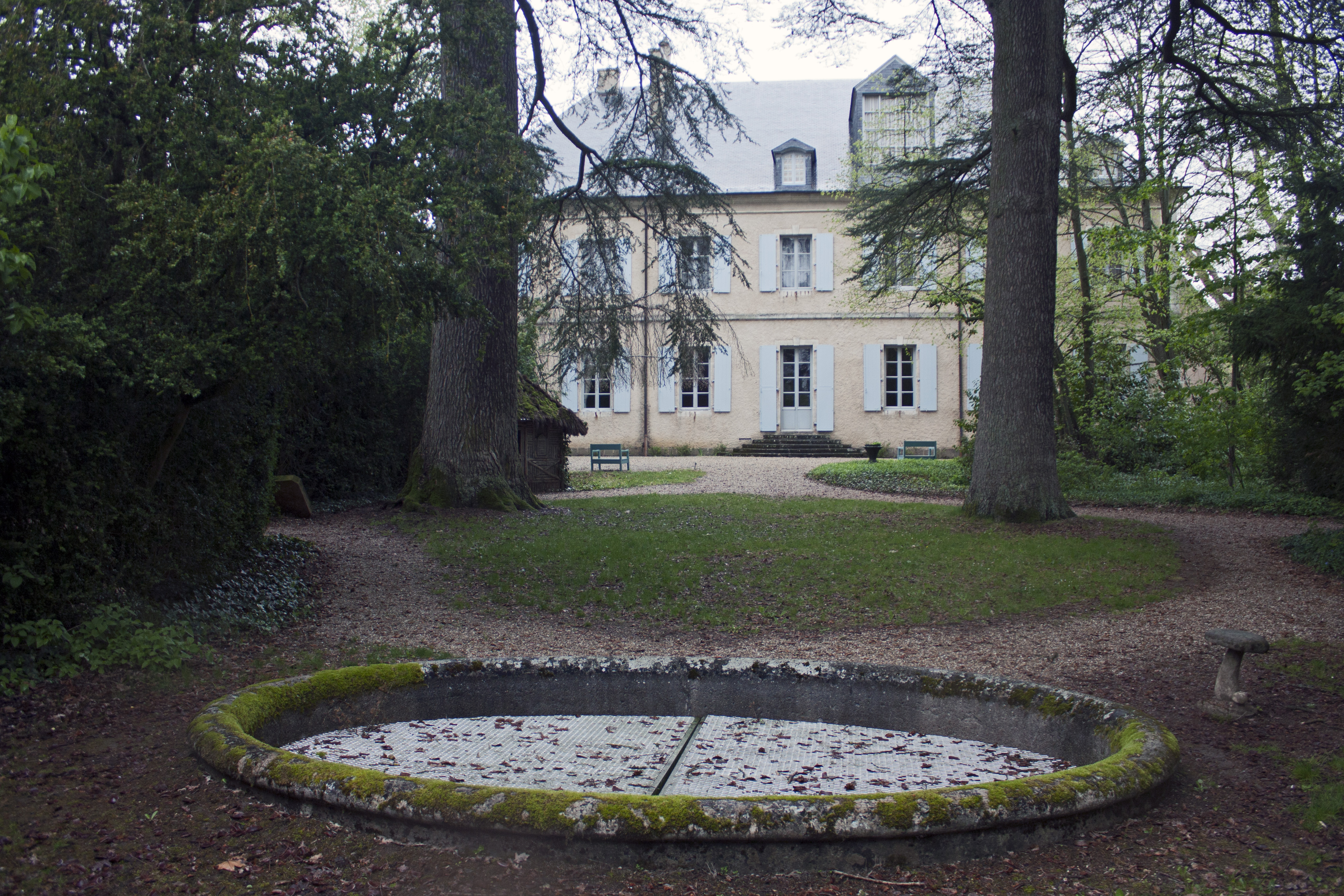
Deux cèdres du domaine de George Sand.

#### Indre-et-Loire
- Les Essards : chêne de la Ronde
- Tours :
  - Cèdre du Liban situé dans la cour du musée des beaux-arts ; planté en 1804.
  - Platane commun dans le square de la préfecture.
- Veigné : châtaignier de la Championnière.

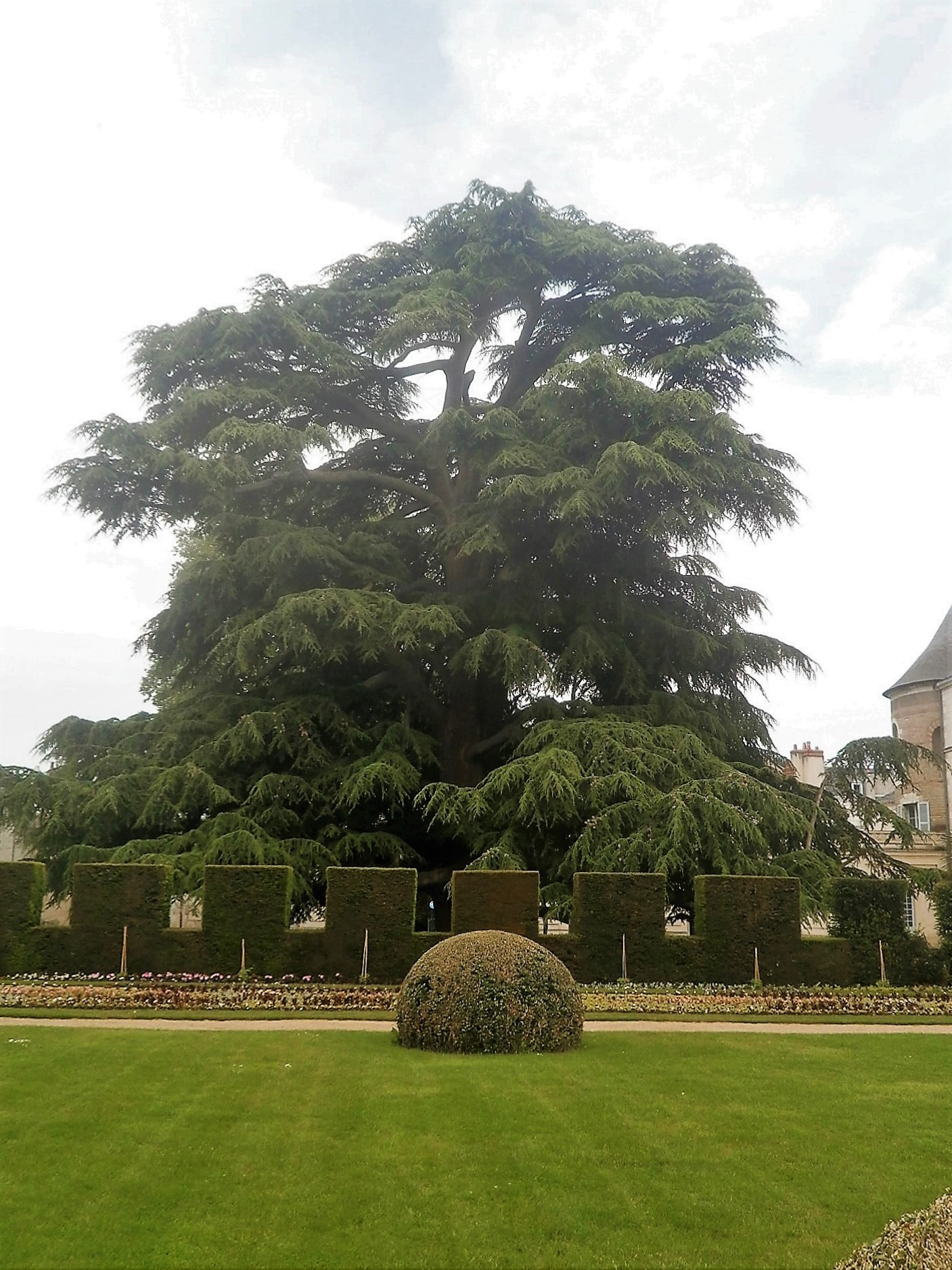
Cèdre du musée des Beaux-Arts à Tours.
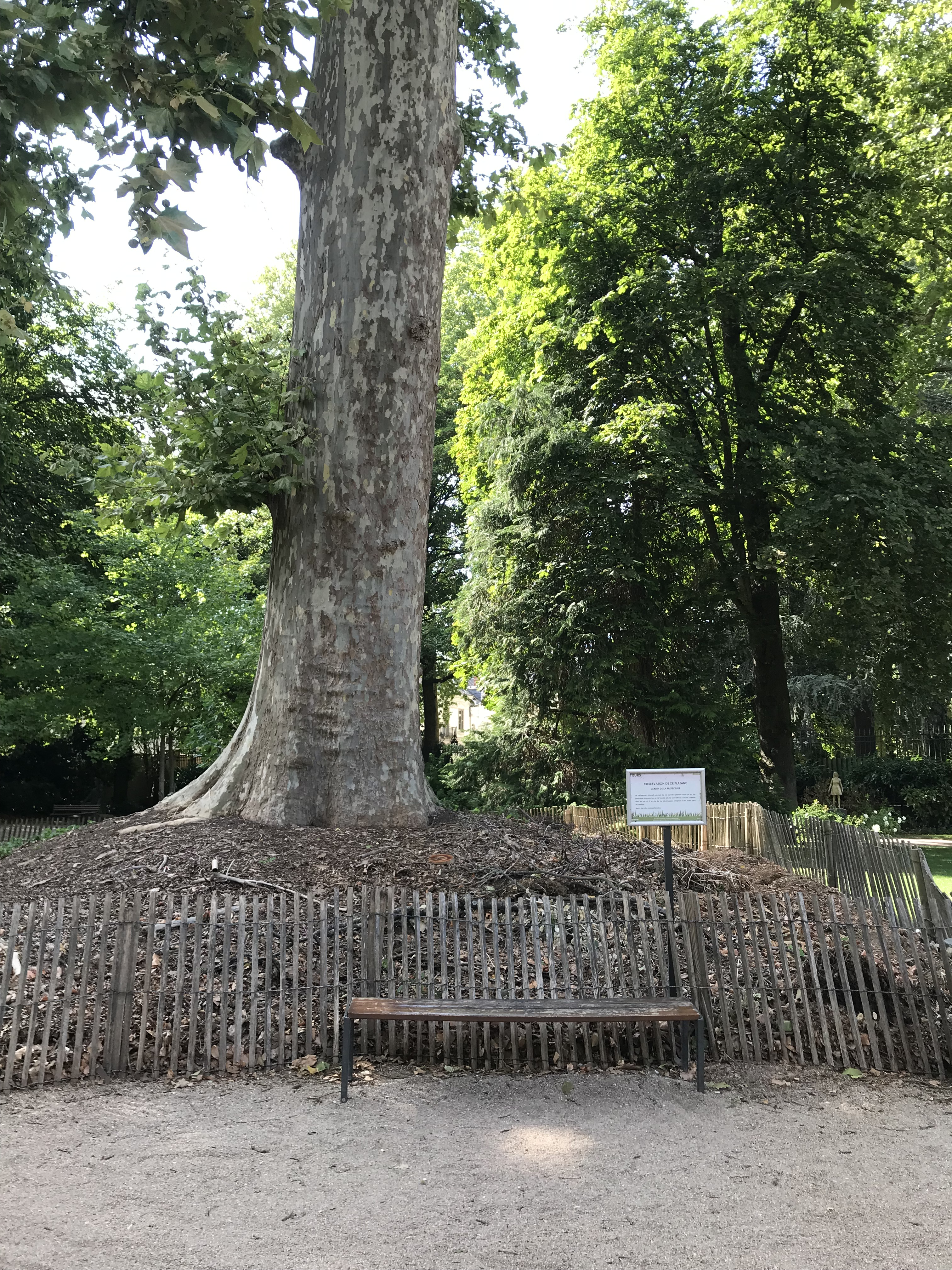
Platane du square de la préfecture à Tours.
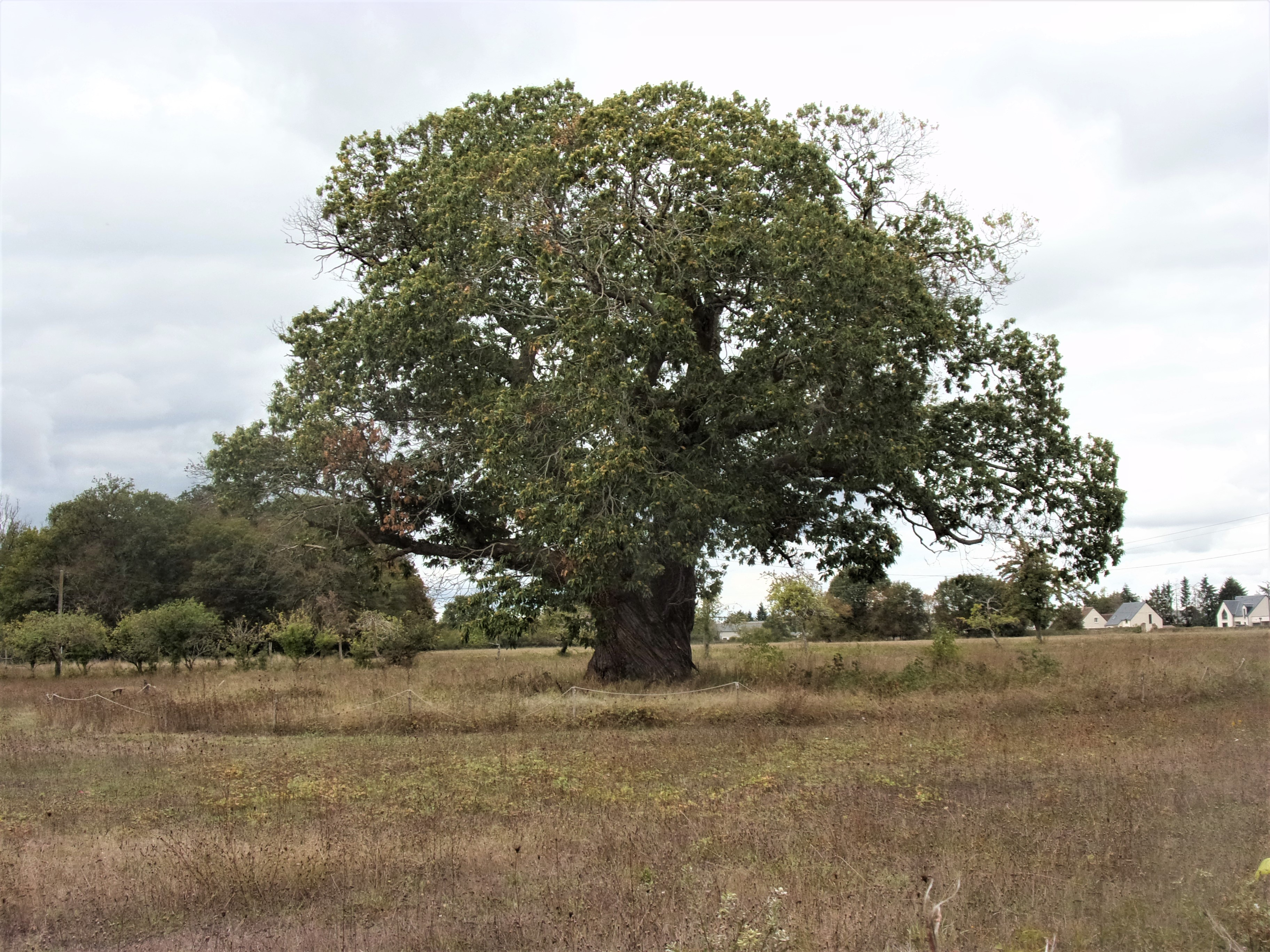
Châtaignier de la Championnière à Veigné.

#### Loir-et-Cher
- Château de Selles-sur-Cher : cèdre du Liban[37].

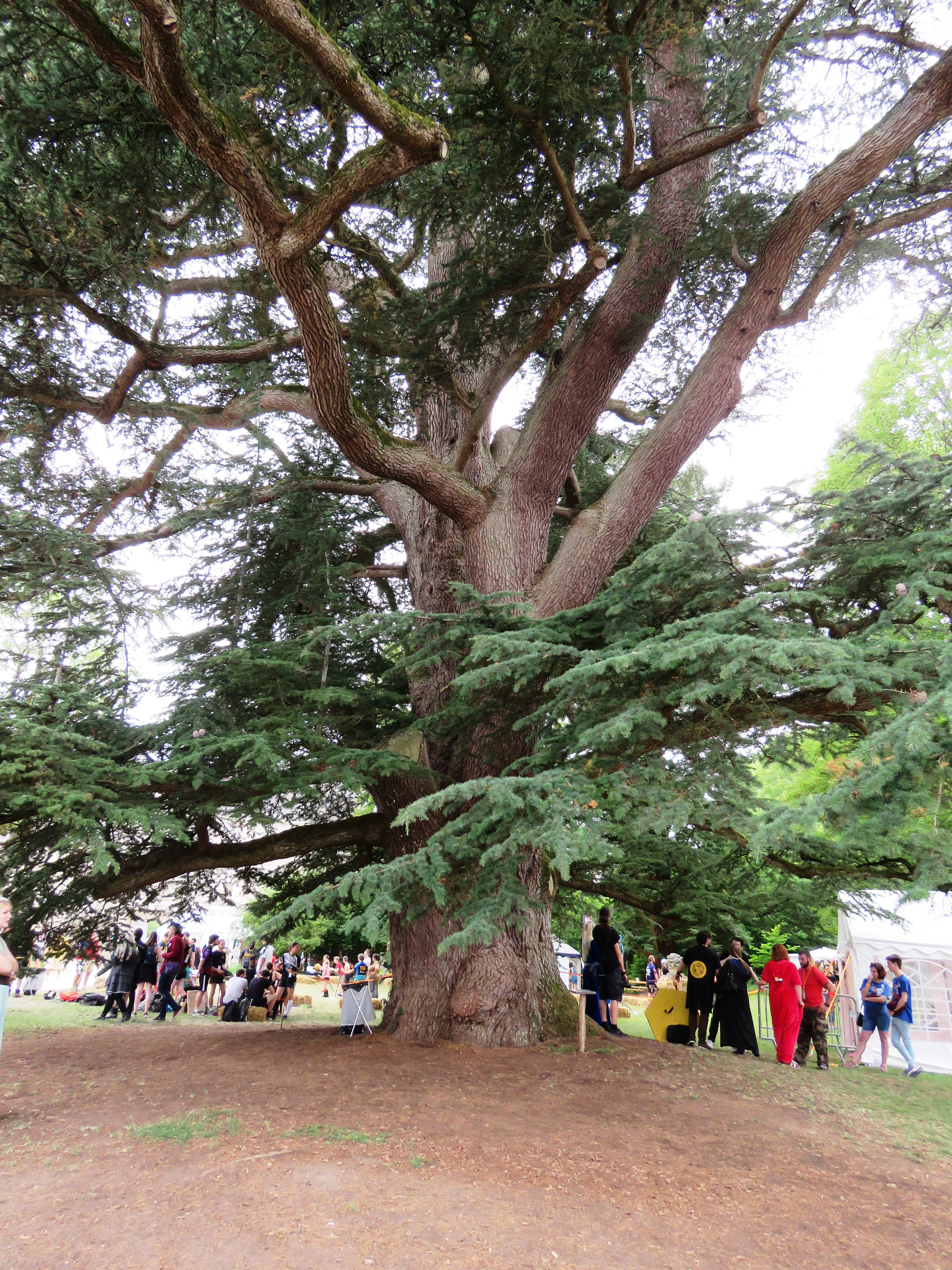
Cèdre du Château de Selles-sur-Cher

#### Loiret
- La Chapelle-Saint-Sépulcre : Chêne du lieu-dit les Pitons, 400 ans[Quand ?]
- Ingrannes : Chêne de l'arboretum des Grandes Bruyères, au moins 200 ans
- Olivet : Cèdre du Couasnon

### Corse

#### Corse-du-Sud
- Argiusta-Moriccio : Le grand chêne vert de Matachjina (U Liccionu di Matachjina en corse), multi-centenaire est nommé en 2020  pour le concours français de l'Arbre de l'Année[38].
- Filitosa : Olivier d'Europe millénaire du site préhistorique (il aurait plus de 2 000 ans, ce qui lui vaut de disputer à l'olivier millénaire de Roquebrune-Cap-Martin le titre de l'arbre le plus vieux de France)[39]. Il est nommé en 2016 pour le concours français de l'Arbre de l'Année[40] et labellisé Arbre remarquable de France en 2017[41].

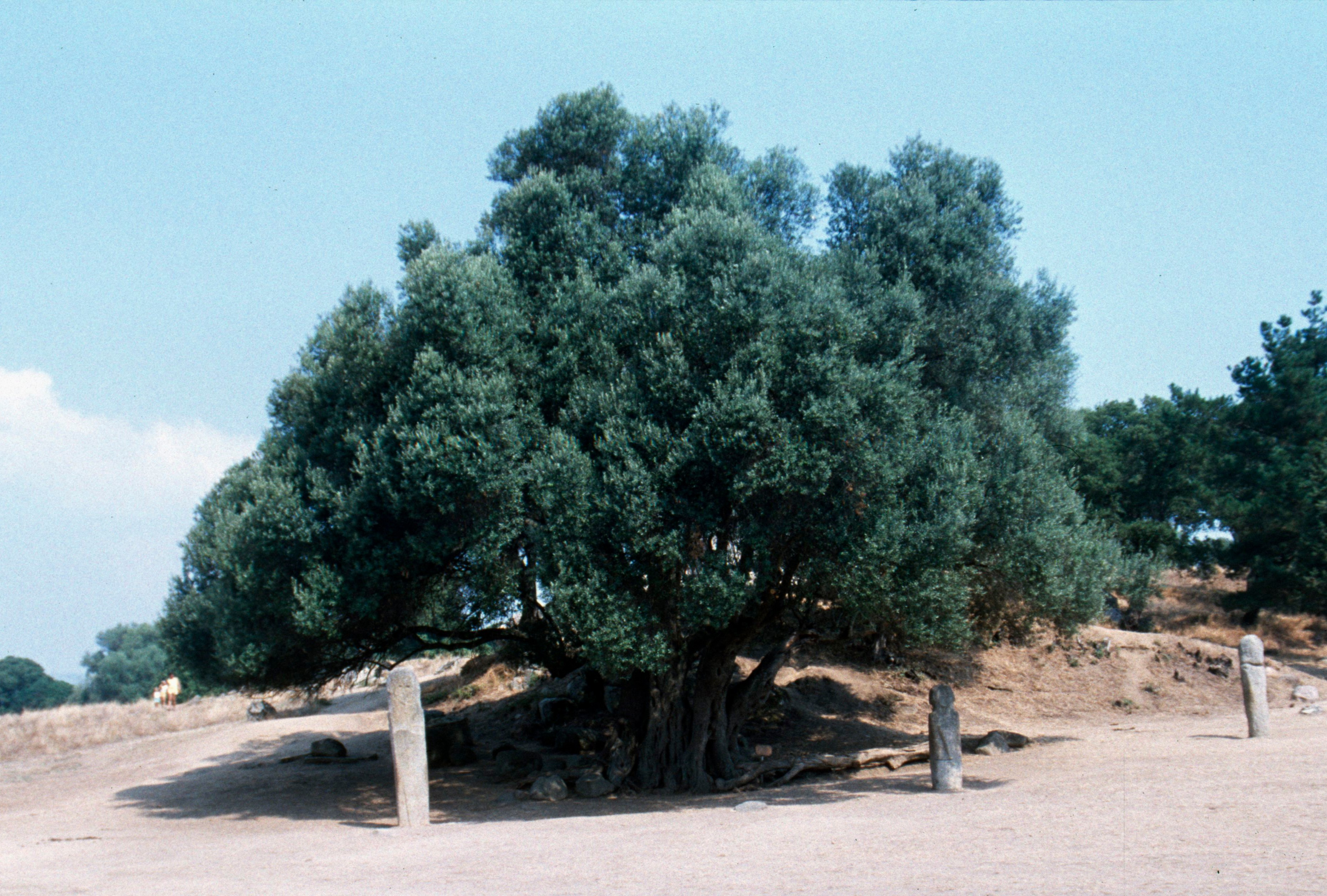
Olivier millénaire de Filitosa

- Levie : Châtaignier millénaire sur la route du site préhistorique de Cucuruzzu.
- Sartène : Chêne-liège estimé de 100 à 200 ans est nommé en 2019  pour le concours français de l'Arbre de l'Année[42].

#### Haute-Corse
- Ghisonaccia
  - Le Pistachier lentisque, est élu arbre de l'année  « Prix du Jury 2011[23] » par l’écrivain Didier van Cauwelaert, président du jury et auteur du « Journal intime d’un arbre ». Il est d'un âge estimé à environ 1 000 ans dont certaines de ses branches atteignent 1,50 m de circonférence, presque autant que le tronc (1,90 m), avec son houppier couvrant une surface de près de 80 m2.
  - Le Chêne liège, l'arbre-oiseau « Arburacellu » est élu arbre de l'année « Prix du Public 2018 »[43] (3 053 votes sur 12 000 votes) ainsi que 4e finaliste du concours « Arbre Européen de l'année 2019 »[44] ( 29 140 voix sur 311 772 ). C'est un arbre d'un âge modeste de 200 ans, sculpté par la nature.

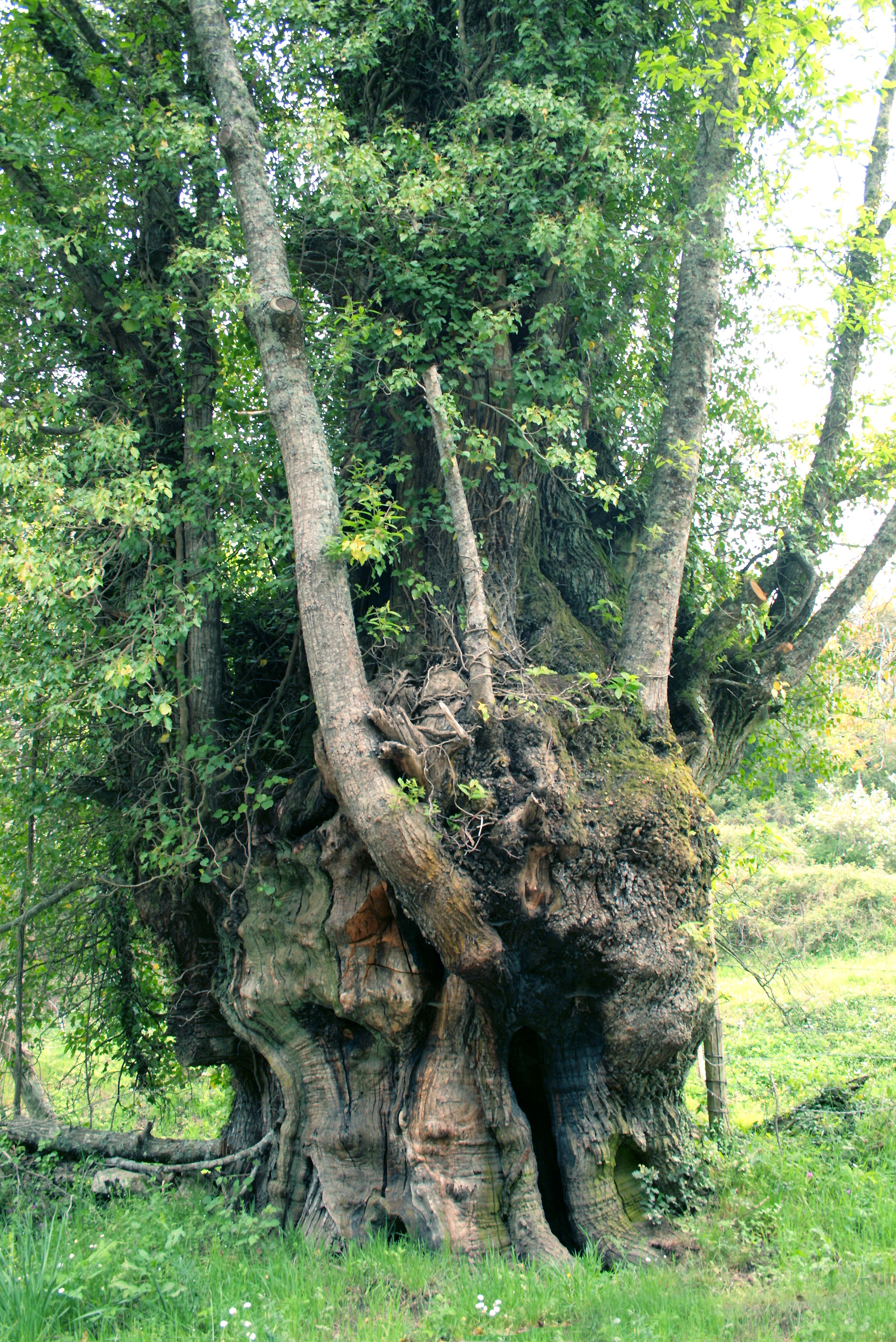
Châtaignier millénaire de Levie
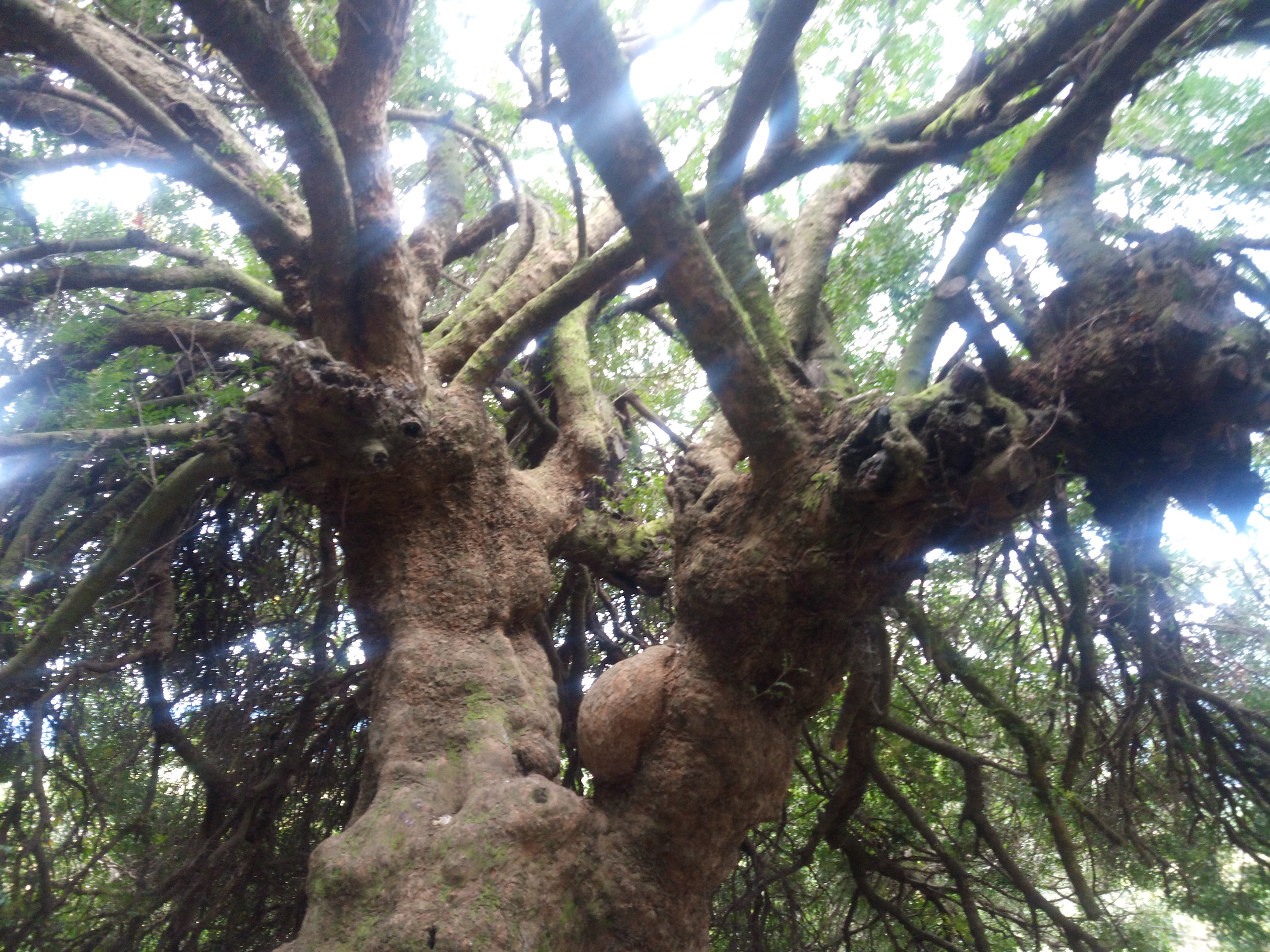
Lentisque remarquable de Ghisonaccia
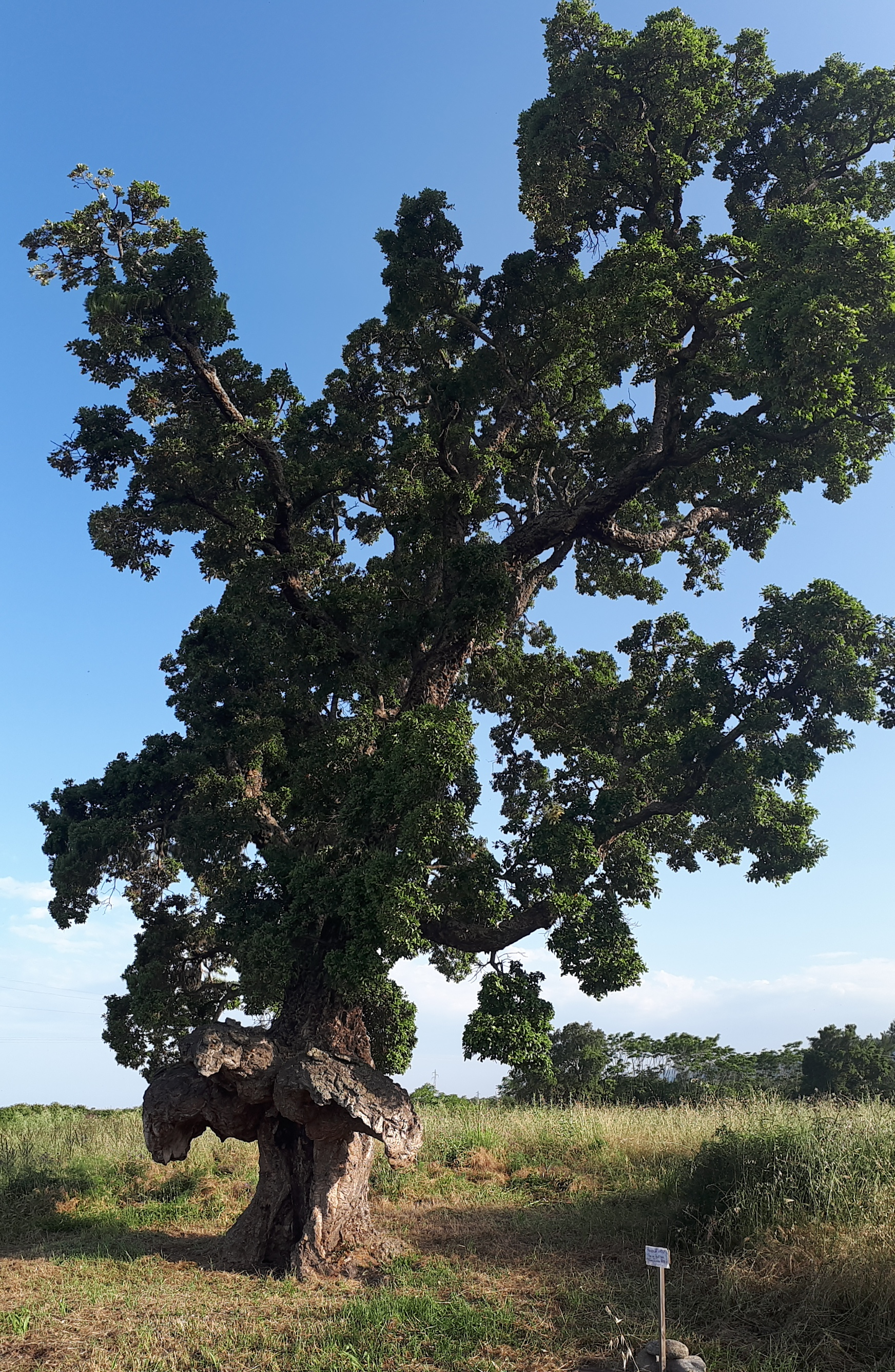
Chêne liège de Ghisonaccia. L'arbre-oiseau « Arburacellu »

- Monticello : L'olivier de Monticello, situé près de la mairie, est labellisé Arbre remarquable de France en 2015[41].
- Oletta : L’olivier d’Oletta estimé entre 800 et 1000 ans est nommé en 2013 pour le concours français de l'Arbre de l'Année[45].
- Pianello : Le Châtaignier ou « Arbre à pain de Pianello » d'une auteur de 12 m, d'une circonférence de 15 m et d'un âge estimé entre 800 et 1 000 ans est élu « Prix du jury 2014 »[46].

### Grand Est

#### Ardennes
- Chartreuse du Mont-Dieu : chêne de Montpy : 30 m de hauteur, 4,30 m de circonférence

#### Aube
- Chavanges :3 tilleuls. tricentenaire, autour d'un calvaires furent labelisés arbres remarquables en 2017.
- Coursan-en-Othe : tulipier du parc de la mairie (labélisé « Arbre Remarquable de France » en juillet 2015). L'âge de cet arbre a été estimé par l'ONF à 350 ans, ce qui pourrait en faire aujourd'hui le plus vieux tulipier de France.
- Pont-Sainte-Marie : tilleul en cépée du parc Lebocey (labélisé en 2018)
- Vosnon : chêne sessile dit « chêne du pied-cornier » en forêt d'Othe. Cet arbre aurait 800 ans selon l'ONF

#### Haute-Marne
- Aubigny-sur-Badin : gros tilleul

#### Marne
- Verzy : Fau de Verzy
- Réveillon : parc du château, un catalpa qui a marcotté
- Val-de-Vesle : Marronnier de la liberté Planté en 1848, il a une circonférence de 4,20 m, mesure 18 m de haut et a une envergure de 24 m de longueur pour 24 m de largeur. Il a été labellisé « Arbre Remarquable de France » en 2019
- Trois-Fontaine-l'Abbaye: Le Magnolia, âge estimé 110ans, hauteur 15m dans le parc de l'Abbaye de Trois-Fontaines

#### Meurthe-et-Moselle
- Amance : cèdre du Liban[47]
- Chambley-Bussières : tilleul

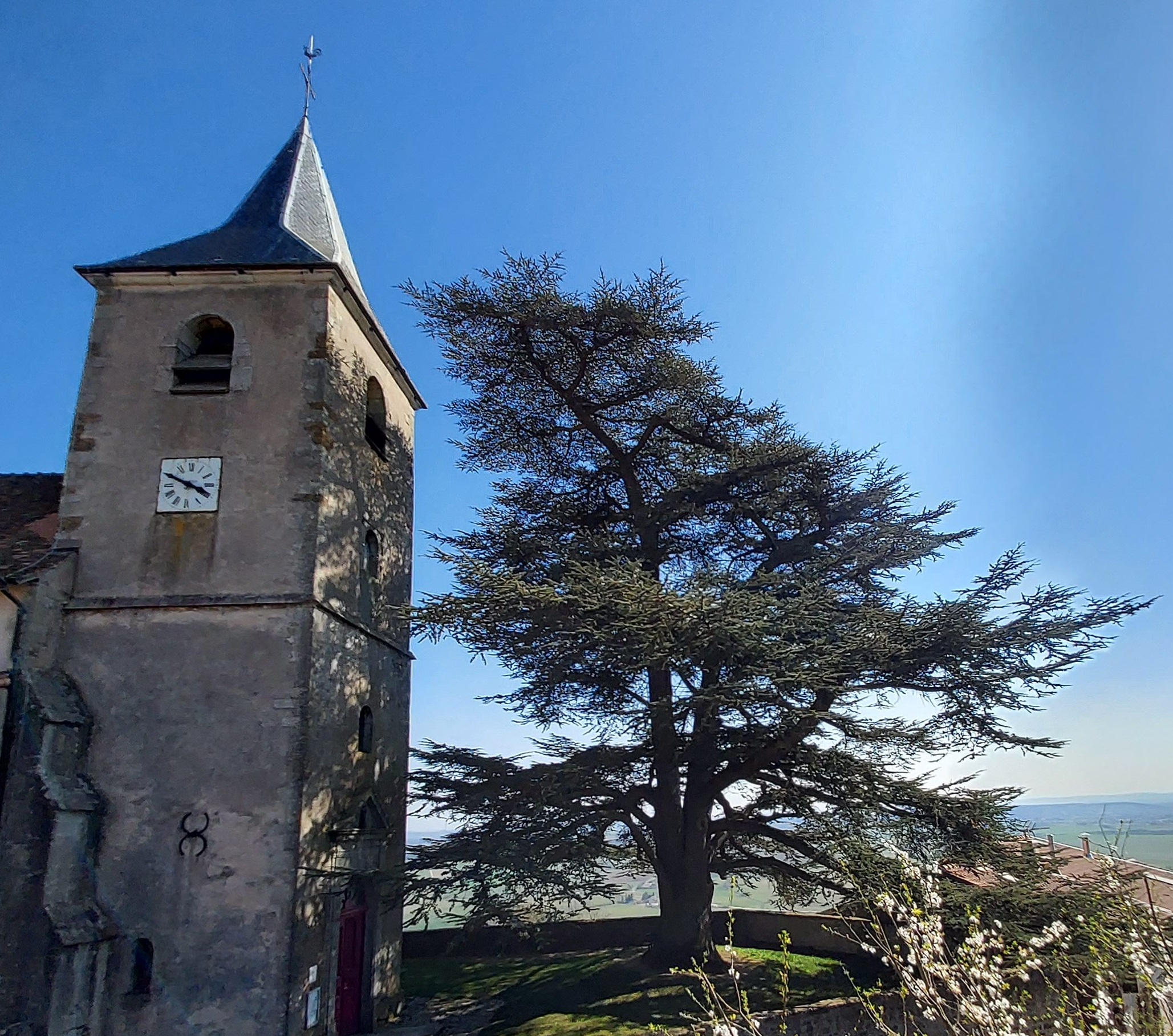
Cèdre du Liban planté devant l'église d'Amance.

- Champigneulles : hêtres tortillards de l'arboretum de la maison forestière de Bellefontaine
- Nancy
  - deux platanes du parc du Palais du Gouverneur
  - magnolia de Soulange du Parc Sainte-Marie
  - un hêtre pourpre du Parc de la Pépinière
- Puxe : arbres du château
- Saint-Ail : séquoia

#### Meuse
- Belleville-sur-Meuse : hêtre de la forêt de Verdun, rescapé de la Première Guerre mondiale, parcelle forestière 569[48]
- Damvillers : saule argenté, circonférence de 8,04 m
- Verdun :
  - deux platanes de la place Saint-Nicolas, houppiers de 25 m à 30 m d’envergure, circonférence des troncs : 5,97 et 5,10 m
  - deux platanes du parc du Pré l’Évêque, 3 m de circonférence pour l'un et 4,52 m, pour l'autre au port asymétrique.

#### Moselle
- Bettange : l'orme champêtre de (1793)
- Bining : « Gros Chêne »
- Châtel-Saint-Germain : hêtre des batailles
- Dornot : if du cimetière de 3,60 m de circonférence
- Bibiche : « Gros Chêne » de la forêt domaniale, d'environ 5 m de circonférence
- Haspelschiedt : Douglas de 64 mètres (en 2021). Serait le deuxième plus haut arbre de France
- Hestroff : « Gros Chêne » de 4,49 m de circonférence
- Meisenthal : le chêne Georgel et le chêne de la Liberté dans la forêt privée dite de Saint-Louis
- Metz : chêne urbain dit « de Raigecourt » (du nom de la rue), âge estimé : 220 ans. Plus vieil arbre de la ville.
- Saint-Avold : « Chêne des Sorcières » , dans la forêt de Zang située entre L'Hôpital (Moselle) et Saint-Avold arbre de 850 ans, ARBRES (septembre 2013). Il s'agit d'un chêne pédonculé (Quercus robur L) constitué de deux arbres qui ont fusionné. C'est l'un des plus vieux arbres forestiers de France. La circonférence de son tronc est de 6,40 m mesurée à une hauteur de 1,50 m . Sa hauteur est d'environ 21 m . Vandalisé en 2008 et ayant souffert de diverses tempêtes, il est actuellement étayé à la suite de travaux de protection entrepris par l'Office national des forêts.
- Saint-Hubert :
  - Hêtre (dit du Canyon) aux racines traçantes verticales le long d'un à-pic. Prix du jury ; Concours français Arbre de l'année 2022.
  - Villers-Bettnach, annexe de saint-Hubert : le chêne aux moines, estimé à plus de 300 ans.
- Waldweistroff : chêne tricentenaire

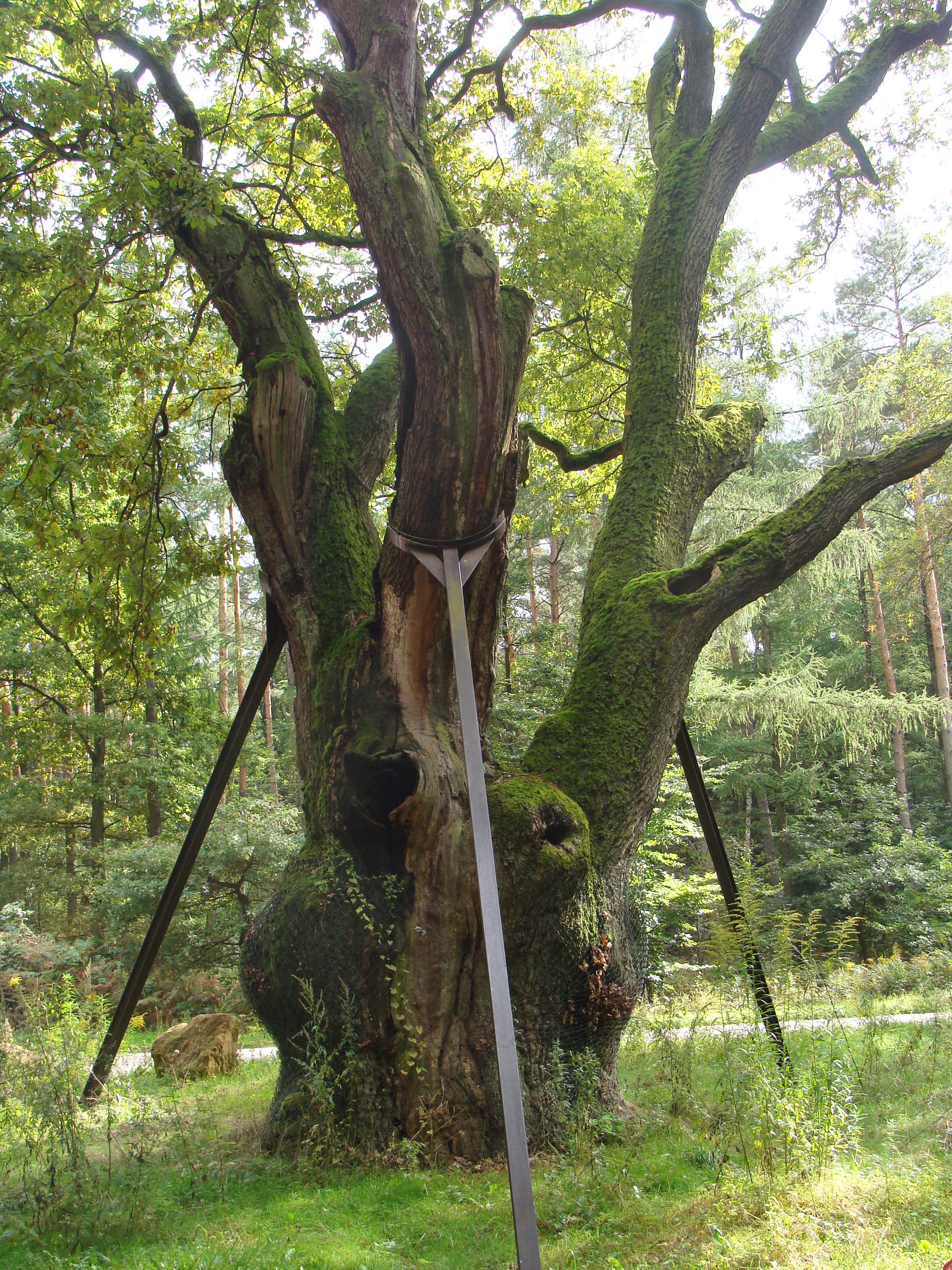
Saint-Avold, chêne des Sorcières.
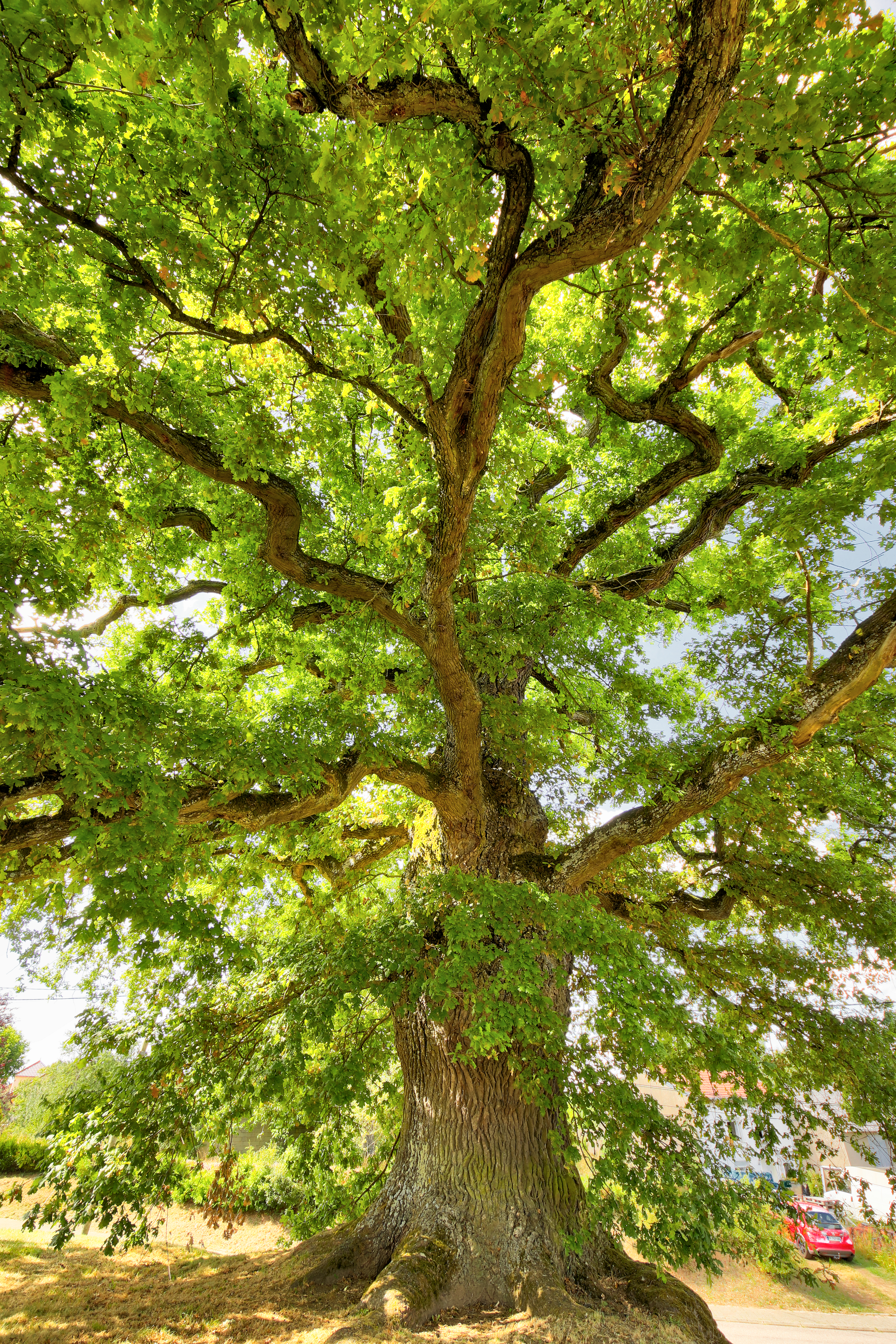
Waldweistroff, chêne tricentenaire.
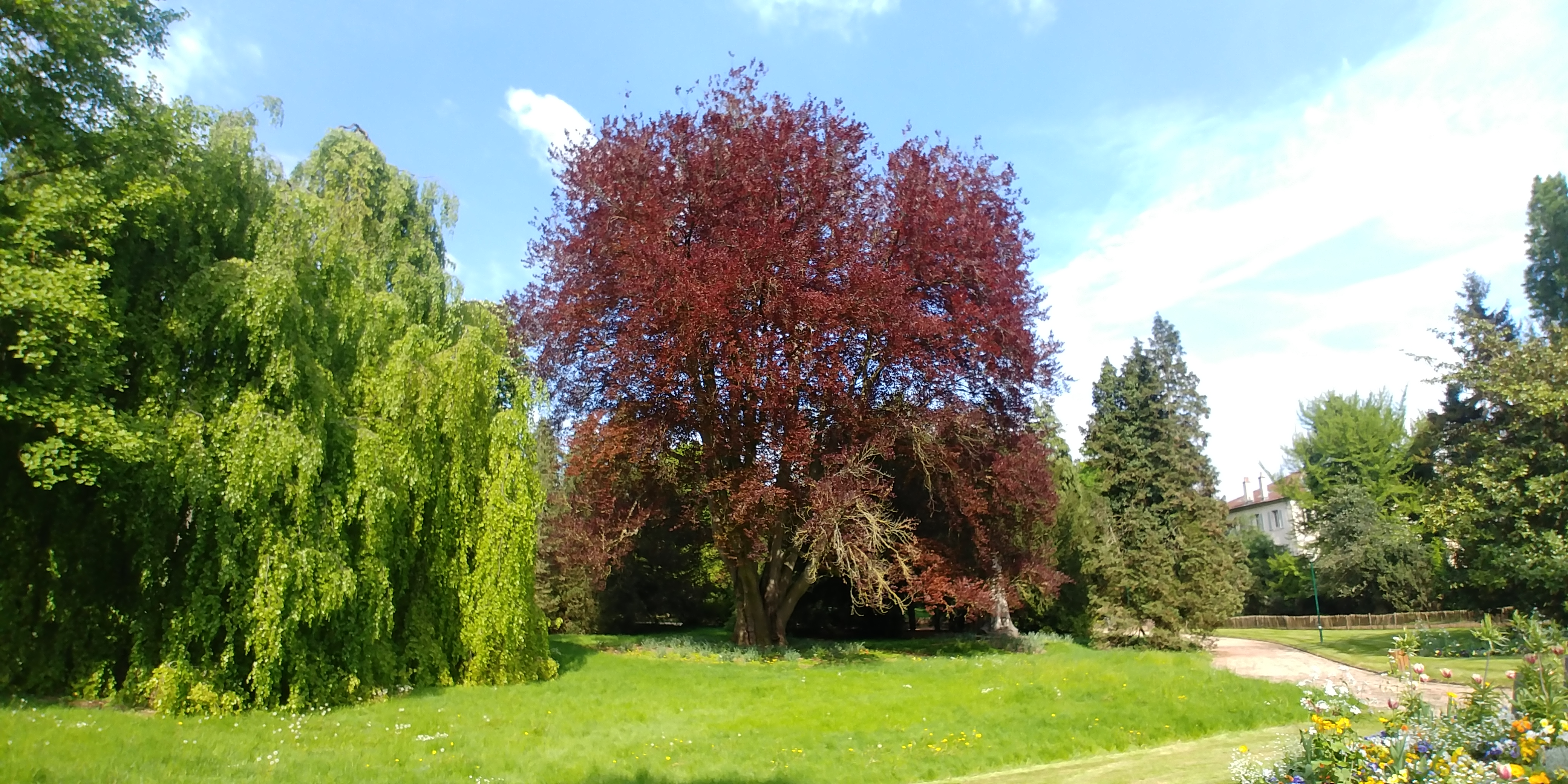
hêtre pourpre du parc de la Pépinière de Nancy. Coupé en 2023 car dépérissant.

#### Bas-Rhin
- Forêt de Haguenau : gros-chêne
- Niederbronn-les-Bains : Séquoia géant du Moulin (propriété privée), circonférence d'environ 7,20 m
- Ottrott : Séquoia géant du parc du Windeck, le deuxième plus gros arbre d'Alsace avec plus de 10 m de tour de tronc à 1,50 m du sol
- Reinhardsmunster : hêtre
- Sarre-Union : Cormier, rue de la Poste, arbre remarquable par sa rareté et ses dimensions.
- Schœnenbourg : Tilleul arbre imposant de plus de 350 ans[Quand ?].
- Walbourg : Orme lisse, 7,60 m de circonférence pour plus de 250 ans[Quand ?], à l'entrée est du village.

#### Haut-Rhin
- Bergheim : Tilleul, arbre de plus de 700 ans (une fête s'y est déroulée en l'an 1300)
- Colmar : Arbre de Judée (Cercis siliquastrum), situé dans la cour Waldner-Stephan, il a près de 250 ans
- Issenheim : duo de platanes de la place
- Oberlarg : Vieux chêne forestier plus de 500 ans[Quand ?]
- Ribeauvillé : Douglas dont la taille approche les 62,5 m pour un individu et les autres entre 50 et 59 m. Le plus grand individu peut, être, considéré comme le, ou l'un des plus grands arbres de France, toutes espèces confondues;
- Heimsbrunn : Chêne St-Louis 700 ans.

#### Vosges
- Saint-Dié-des-Vosges : tilleul, datant du XIVe siècle[49].

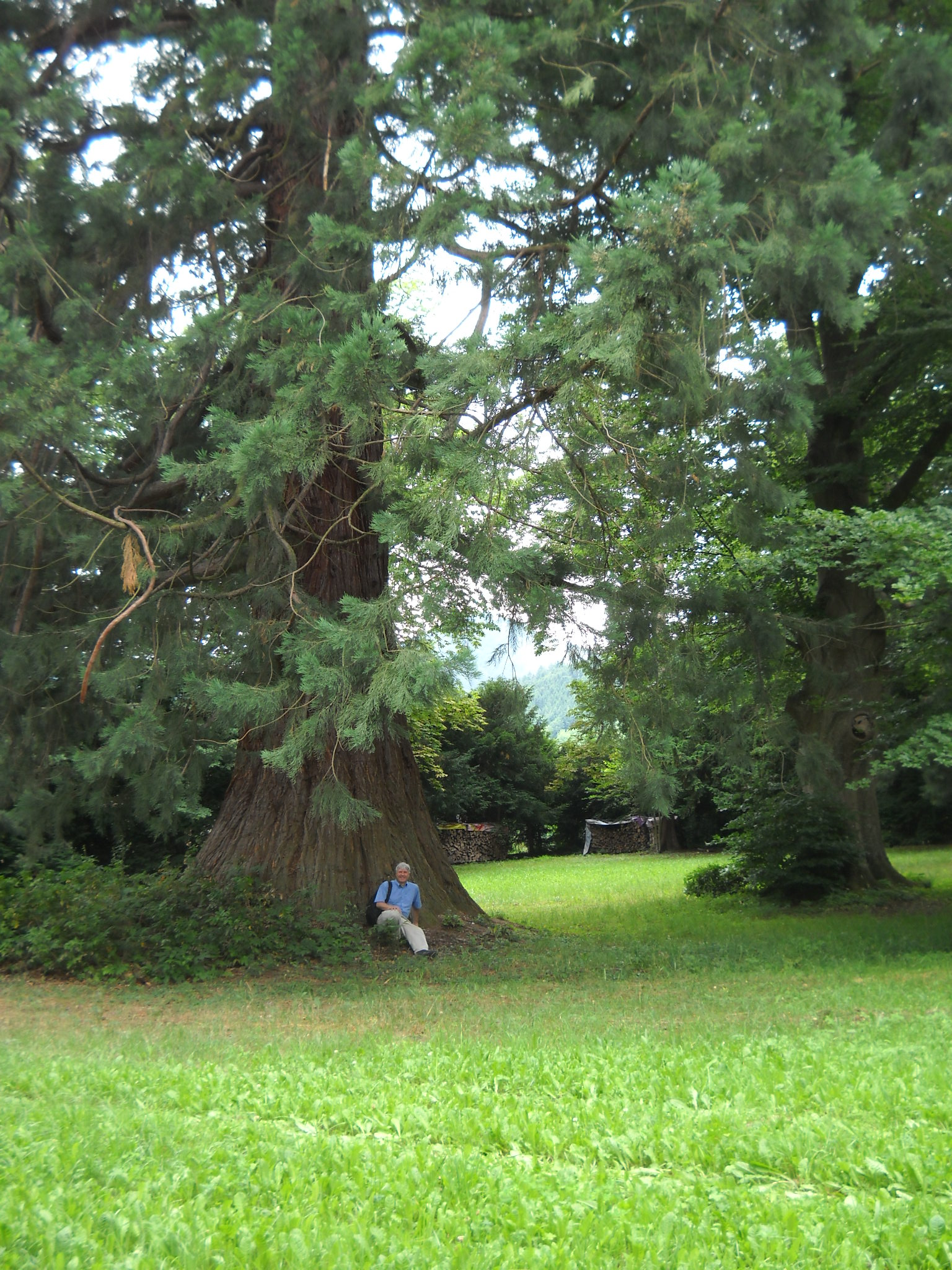
Séquoia du parc des Frères de la Charité à Ottrott.
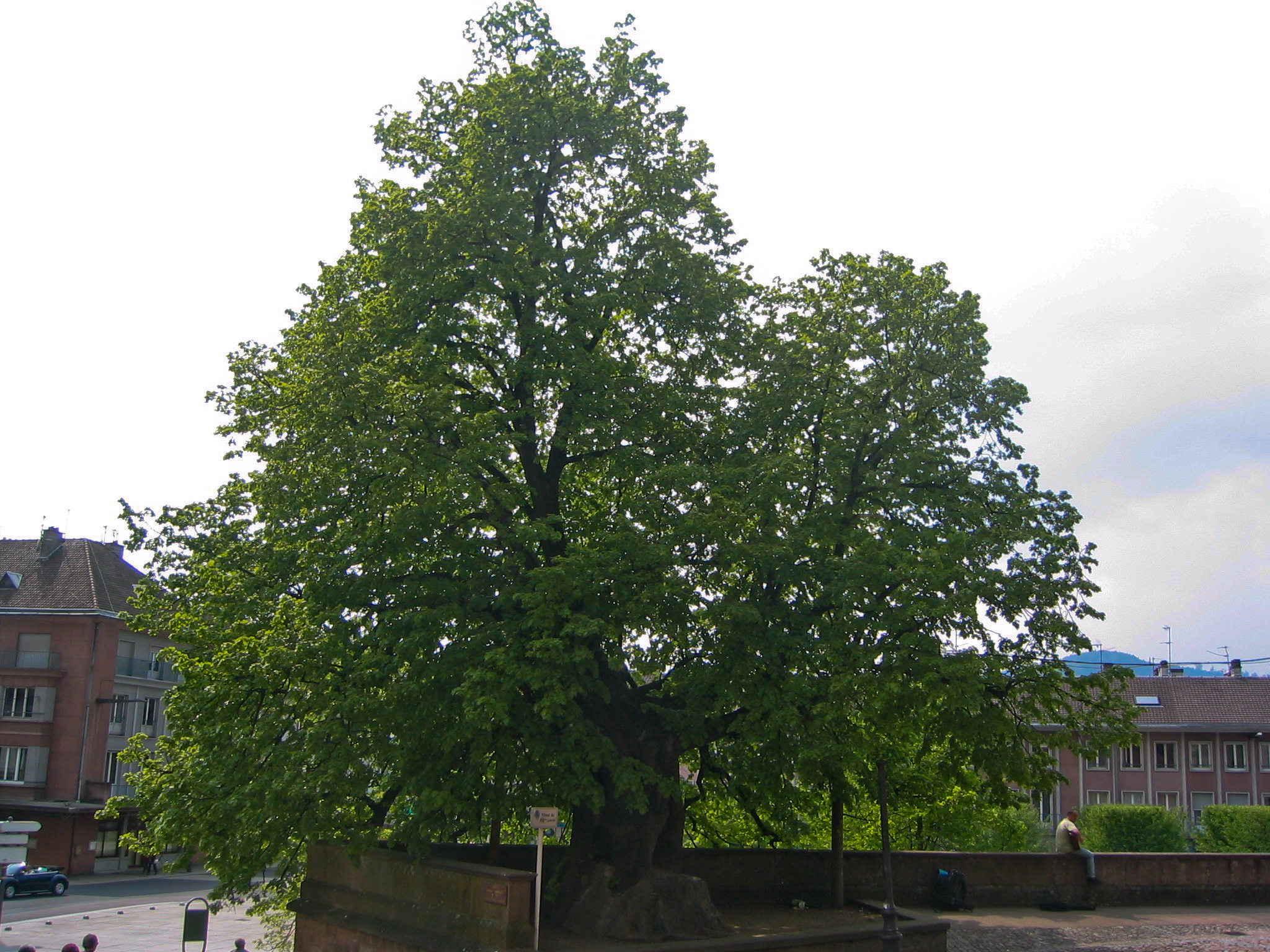
Tilleul de Saint-Dié-des-Vosges.

### Hauts-de-France

#### Aisne
- Beuvardes : chêne de la ferme d'Artois (labellisés « Arbres remarquables de France »).
- Bosmont-sur-Serre : Arbre de la liberté, tilleul planté en 1790 élagué sévèrement en 2014.
- Brasles : sophora pleureur (labellisés « Arbres remarquables de France »)
- La Capelle : chêne « Le Capellois », circonférence à la base : 5,25 m
- Fresnoy-le-Grand : if (labellisés « Arbres remarquables de France »)
- Jaulgonne : chêne sessile, circonférence à 1,30 m du sol : 5,45 m, âge estimé : 250-300 ans. Il a perdu une branche maîtresse[50].
- Rozoy-Bellevalle : chêne Jean de La Fontaine, 16 m de haut, 7 m de circonférence, serait âgé de 400 ans[51].
- Saint-Christophe-à-Berry : Marronnier (labellisés « Arbres remarquables de France »).
- Vendières : Saules du domaine de Pomesson (labellisés « Arbres remarquables de France »)

#### Nord
- Aubers: Tilleul du Joncquoy
- Baisieux : Hêtre pleureur du parc de la mairie
- Bellaing : Peuplier noir
- Cambrai : marronnier
- Croix : Hêtre pourpre du parc de la mairie
- Houplin-Ancoisne : 281 platanes, sur 5 km de berge du canal de Seclin labellisés « Arbres remarquables de France » en 2016[52]
- Lambersart : Marronnier du clos Saint-Pierre
- Lauwin-Planque : Hêtre pourpre de l'église Saint-Ranulphe.- (Abattu en Août 2019[53]).
- Lille :
  - Marronnier du jardin des Dondaines, élagué sévèrement en 2015.
  - Platane du square Ramponneau
- Lompret : Hêtre pourpre de la pépinière
- Petite-Forêt : Chêne du parc d'activité Lavoisier
- Rosult : Hêtres pleureurs de la chapelle Saint-Roch
- Santes : Hêtre pourpre du parc du château
- Tourcoing : Platane du parc Clemenceau
- Villeneuve-d'Ascq : quartier Breucq, Hêtre et prunier du parc Jean Desmarets

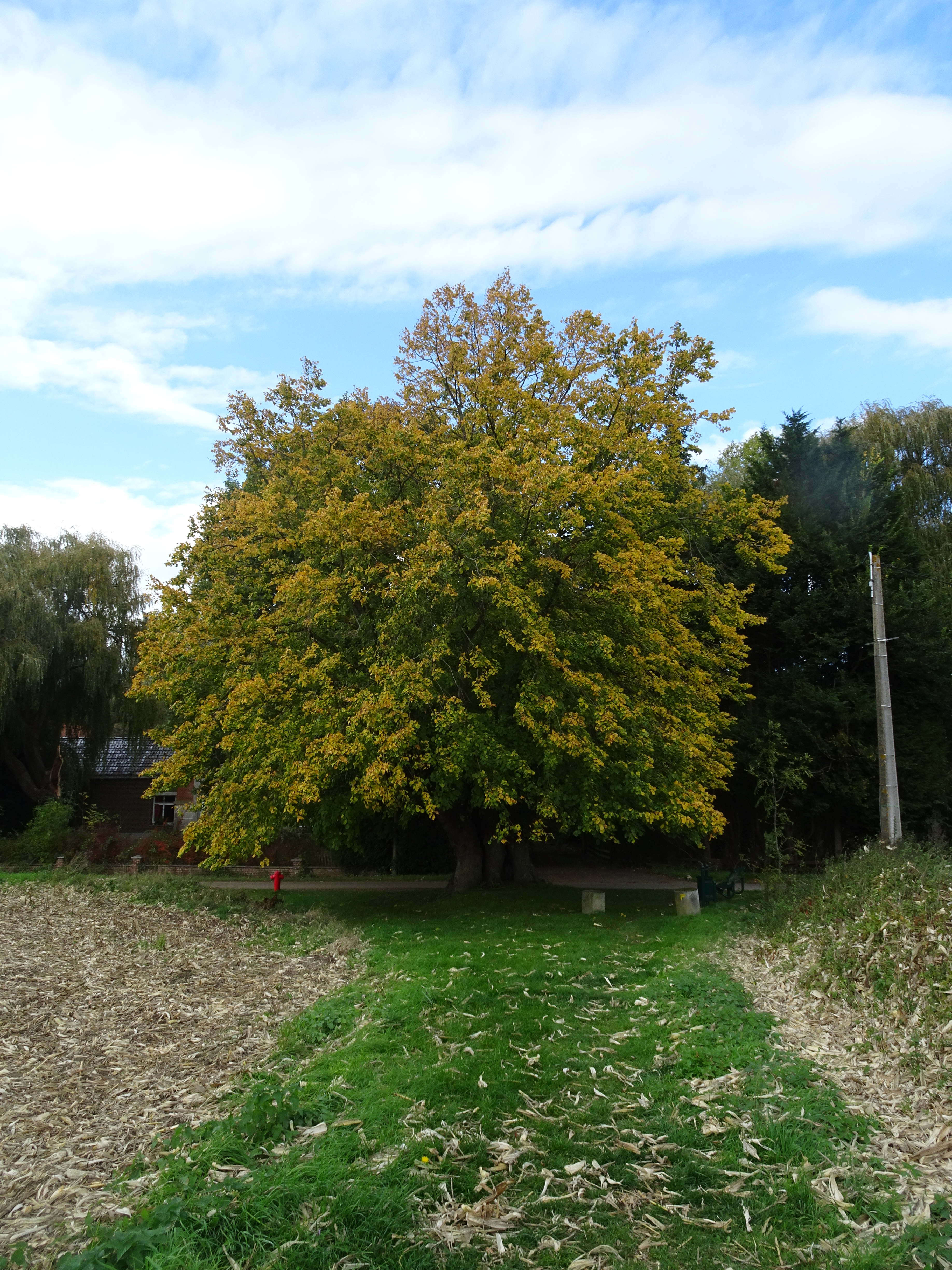
Aubers, Tilleul du Joncquoy
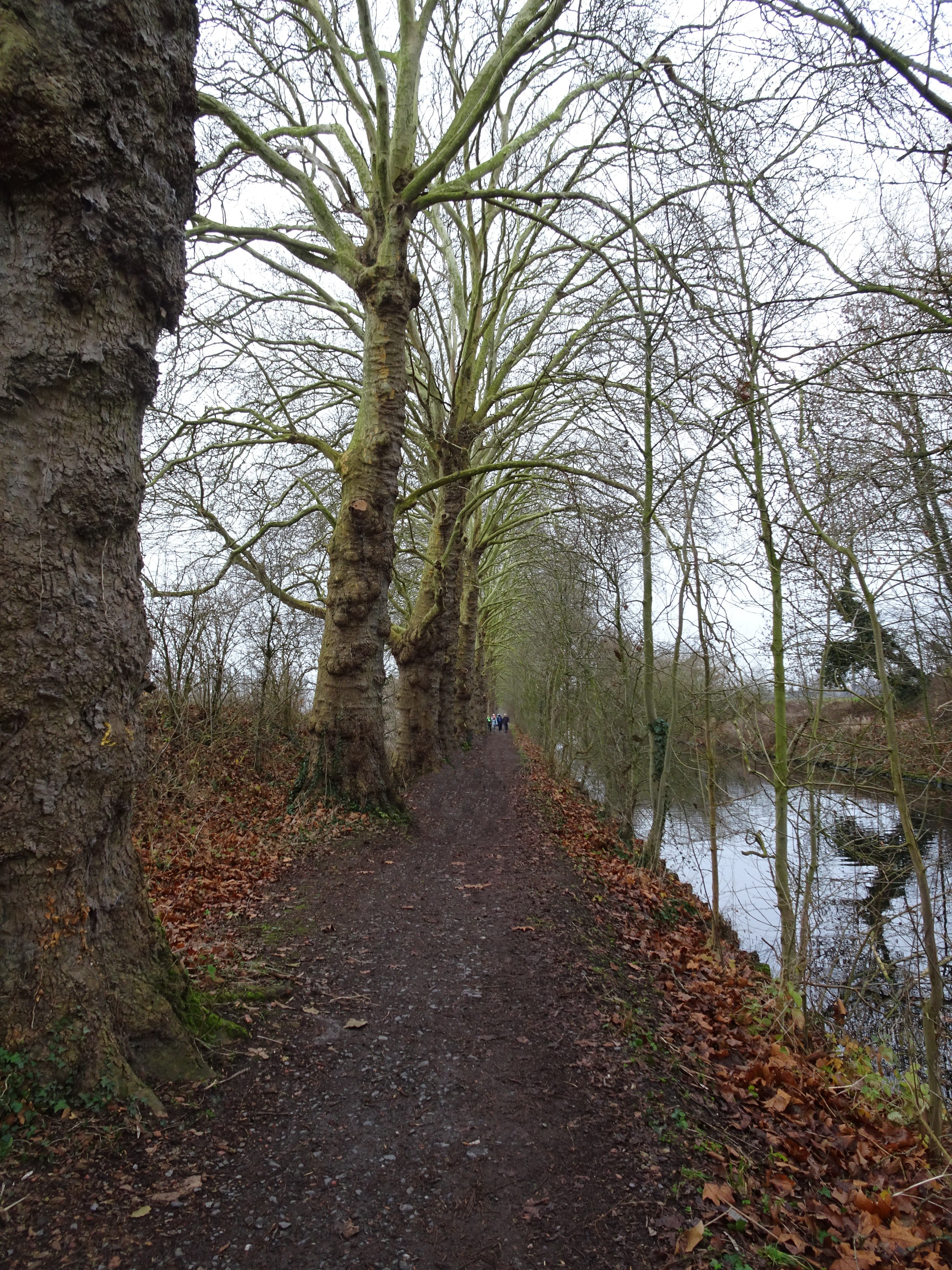
Houplin-Ancoisne, platanes du canal de Seclin.

#### Oise
- Berneuil-en-Bray :
  - chêne du château d'Auteuil
  - Peuplier noir
- Chaumont-en-Vexin : platane de la place de la Foulerie, 30 mètres de hauteur, 7 mètres de circonférence, ramure 450 m2, planté entre 1793 et 1805 à partir de graines rapportées de Syrie par le cardinal du Bellay (labellisé « Arbre Remarquable de France » en 2015[54]).
- Forêt de Compiègne : Chêne de Saint-Jean, hauteur : 25 mètres, circonférence du tronc : plus de 8 mètres. Il serait âgé de 750 à 800 ans. En 2011, sa branche principale est tombée.
- Palais de Compiègne : Hêtre pourpre et chêne du parc
- Gerberoy : if
- Saint-Pierre-es-Champs : Tilleul de la colline Sainte Hélène. Cet arbre a obtenu le prix du jury du concours de l'arbre de l'année 2018[55].
- Château de Troissereux : platanes.

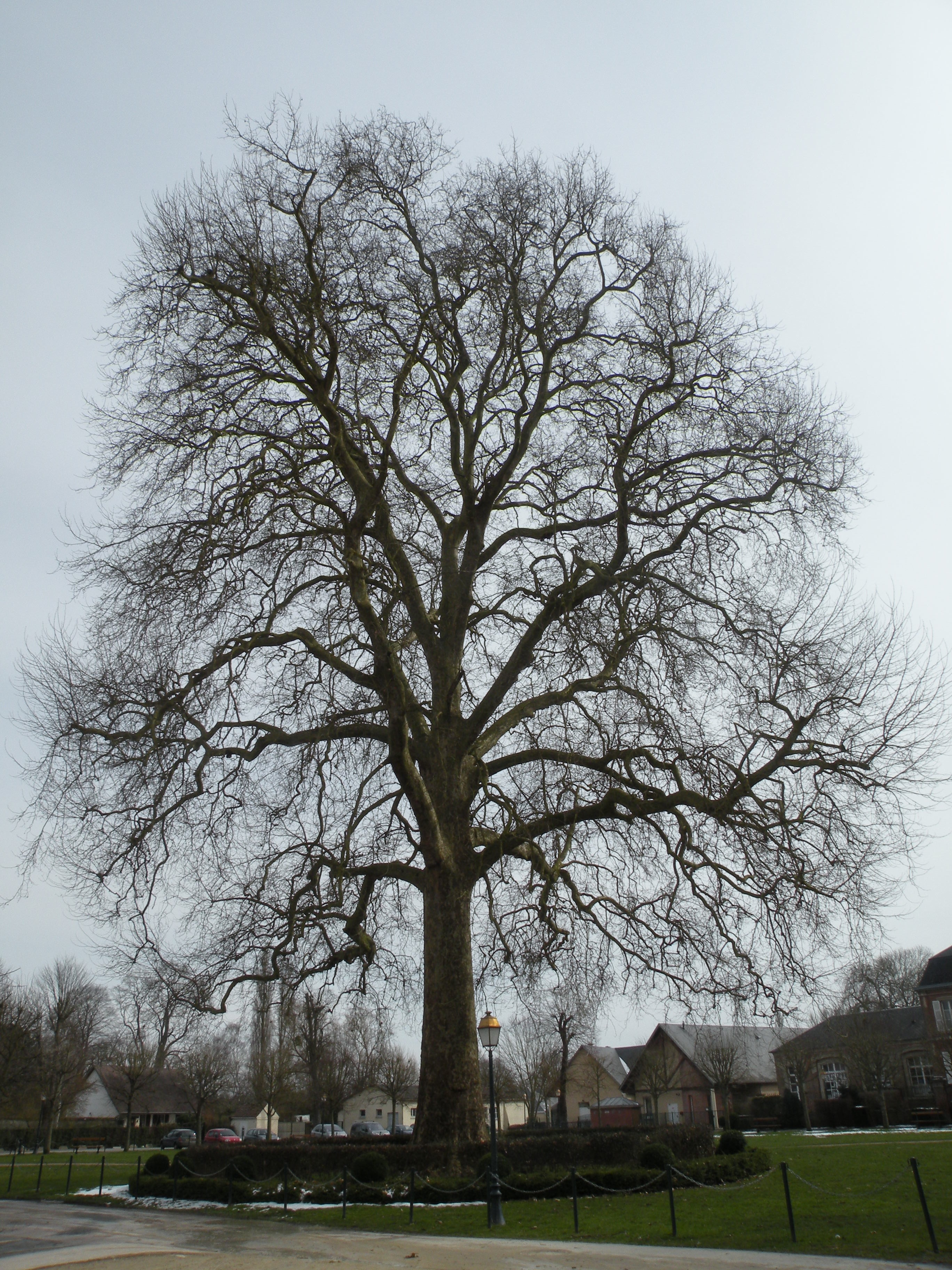
Platane de Chaumont-en-Vexin.
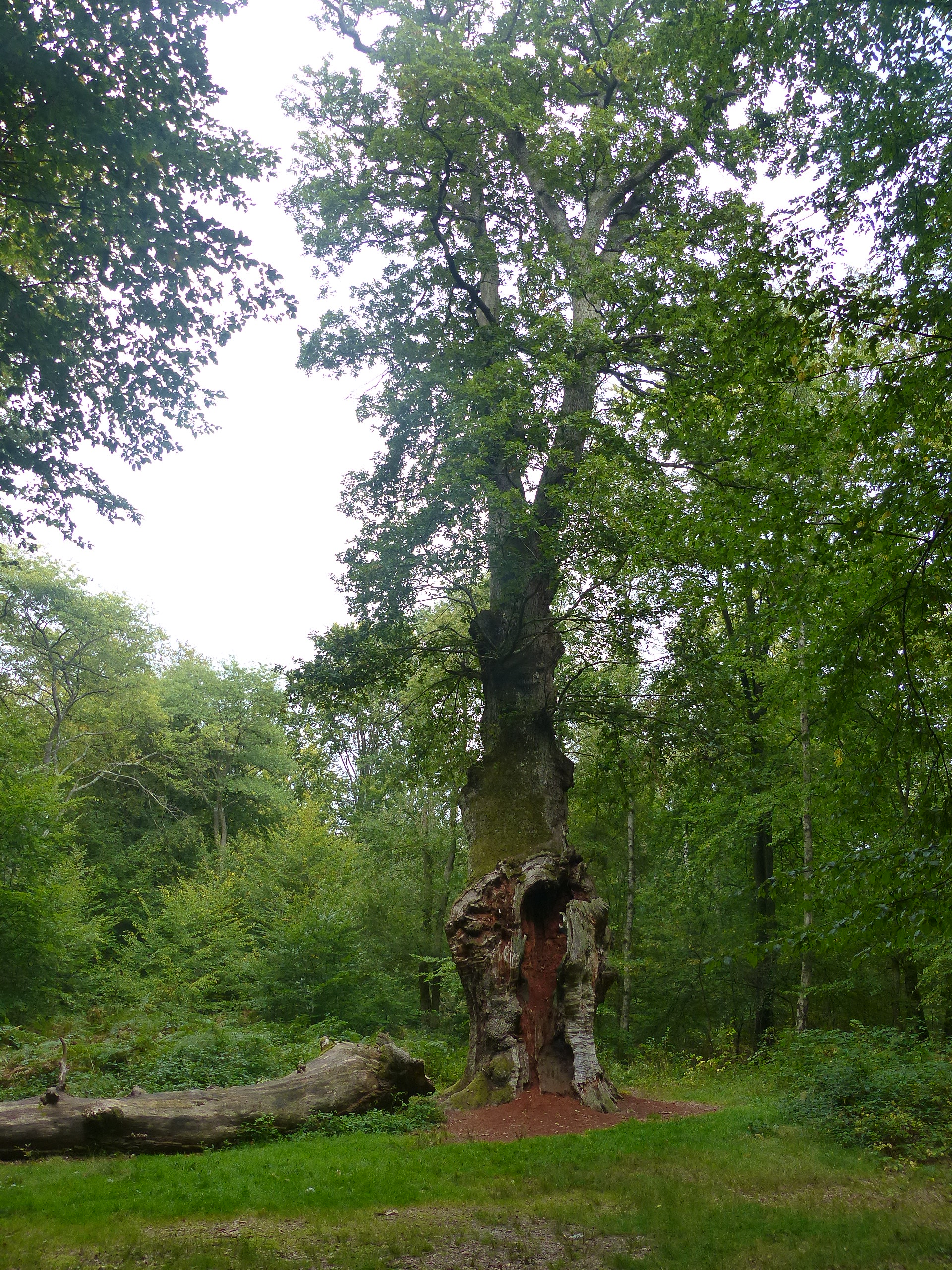
Chêne de Saint-Jean de la Forêt de Compiègne.

#### Pas-de-Calais
- Béthune : hêtre pourpre du lycée Blaringhem
- Beugin : érable champêtre dit « l'Arbre rond » (L'arbre remarquable de Beugin a été  foudroyé 14 octobre 2019)[56].
- Blendecques : 
  - tulipier et séquoias du parc de la mairie
  - ginkgo biloba, 200 rue Louis-Pasteur
- Bomy : rotonde des Tilleuls[57]
- Clairmarais : chêne de la forêt de Clairmarais[58]
- Desvres : cépée de hêtre
- Doudeauville : buis de l'église
- Étaples : chêne pédonculé allée des sorbiers
- Hermaville : hêtre de l’Espace Loisirs
- Marquise : tilleul de l'église
- Quercamps : tilleul de la place[58]
- Recques-sur-Hem : poiriers palissés
- Saint-Martin-lez-Tatinghem : 
  - saule doré, 20 rue Pasteur
  - hêtre pleureur, 2 rue du capitaine Revel
- Saint-Omer : ginkgo biloba dans une propriété privée près du tribunal[58]
- Tilques : noyer noir d’Amérique du château d'Écou
- Le Touquet-Paris-Plage : frêne de la forêt du Touquet, avenue de la Dune-aux-Loups. L'arbre est atteint par la chalarose, maladie cryptogamique.
- Le Wast : marronnier de la place
- Zutkerque : chêne, rue du chemin de Calais

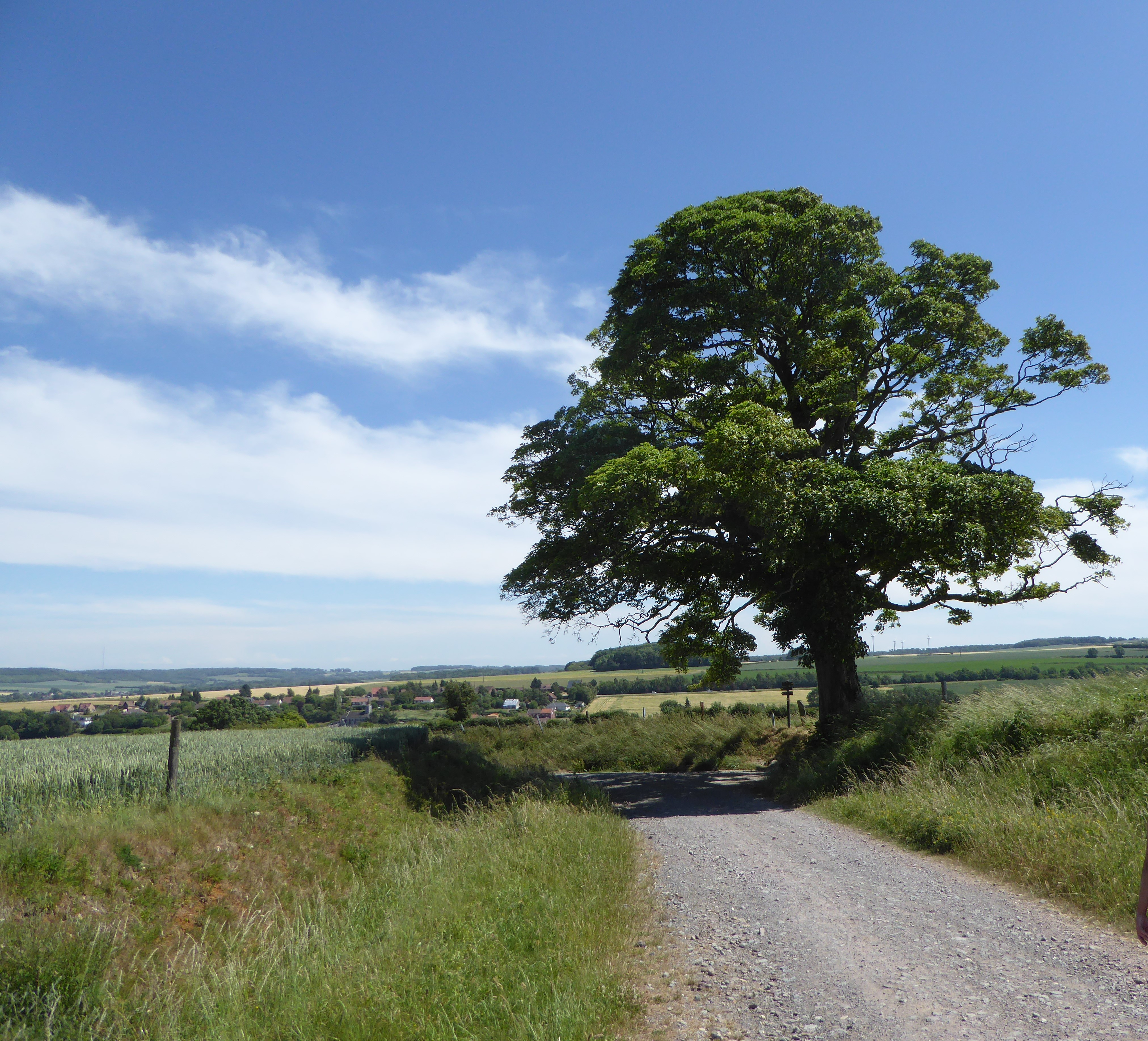
« L'Arbre rond » de Beugin avant qu'il ne soit foudroyé en octobre 2019.
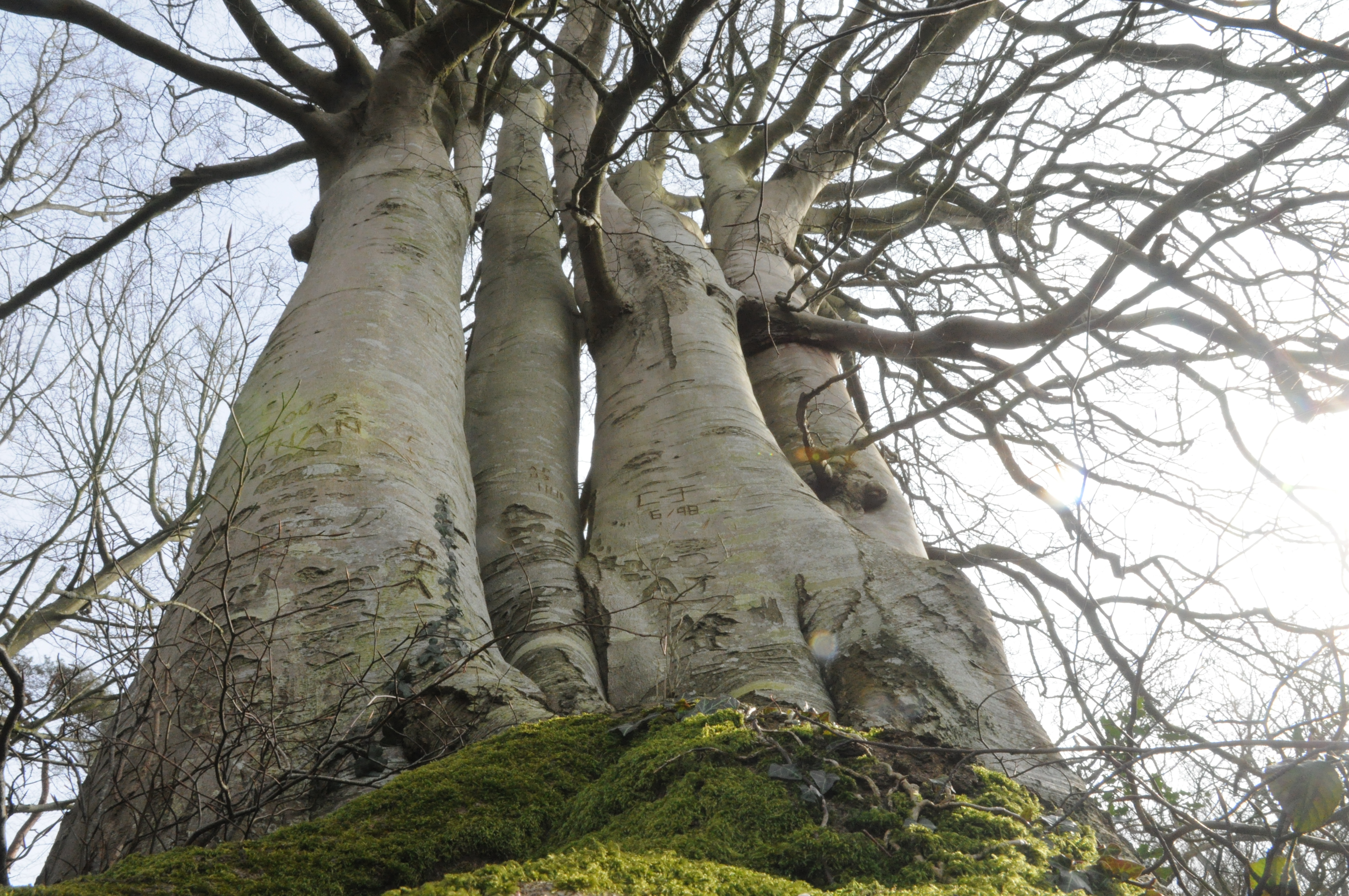
Cépée de hêtres Forêt domaniale de Desvres
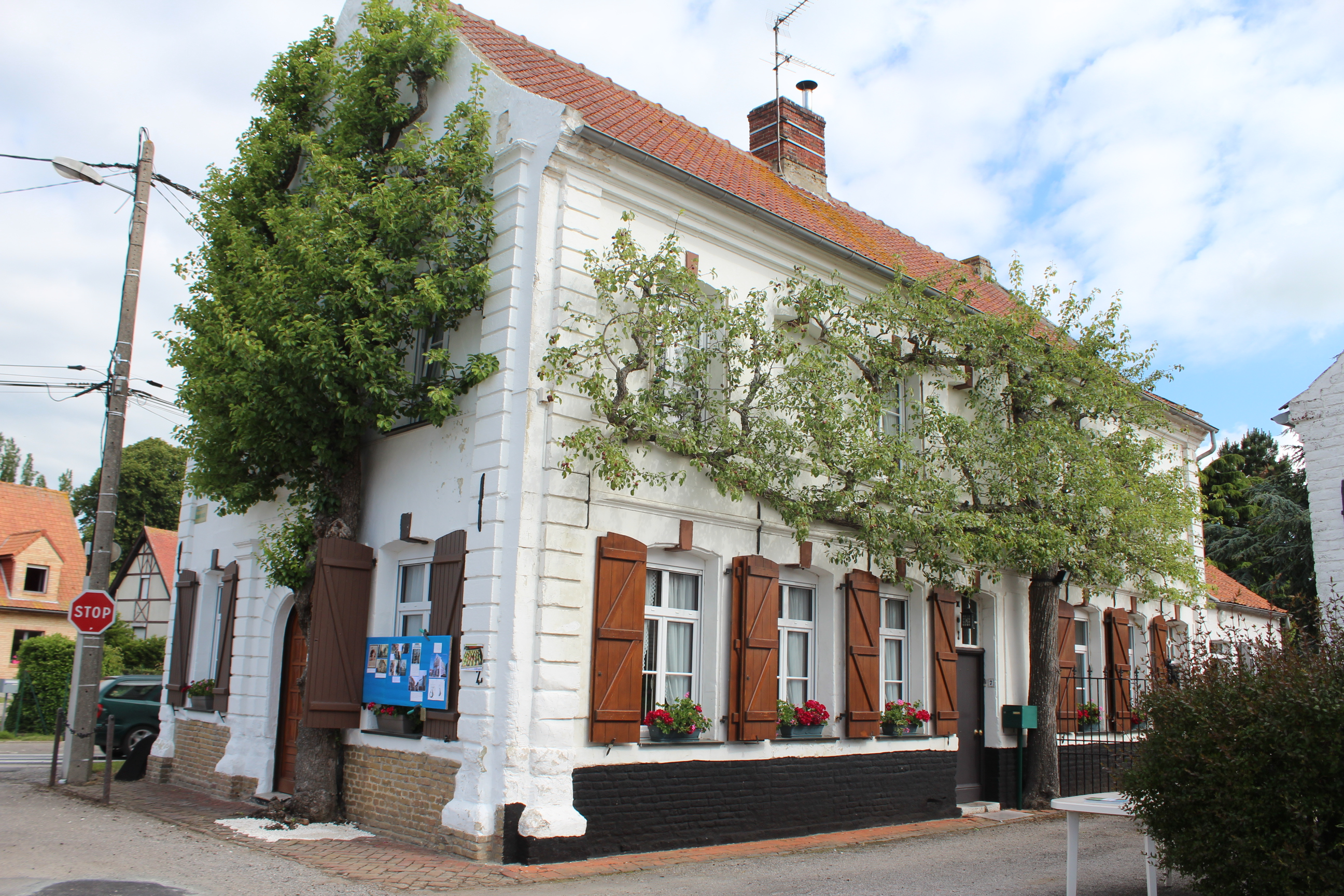
Deux poiriers en espalier Recques-sur-Hem
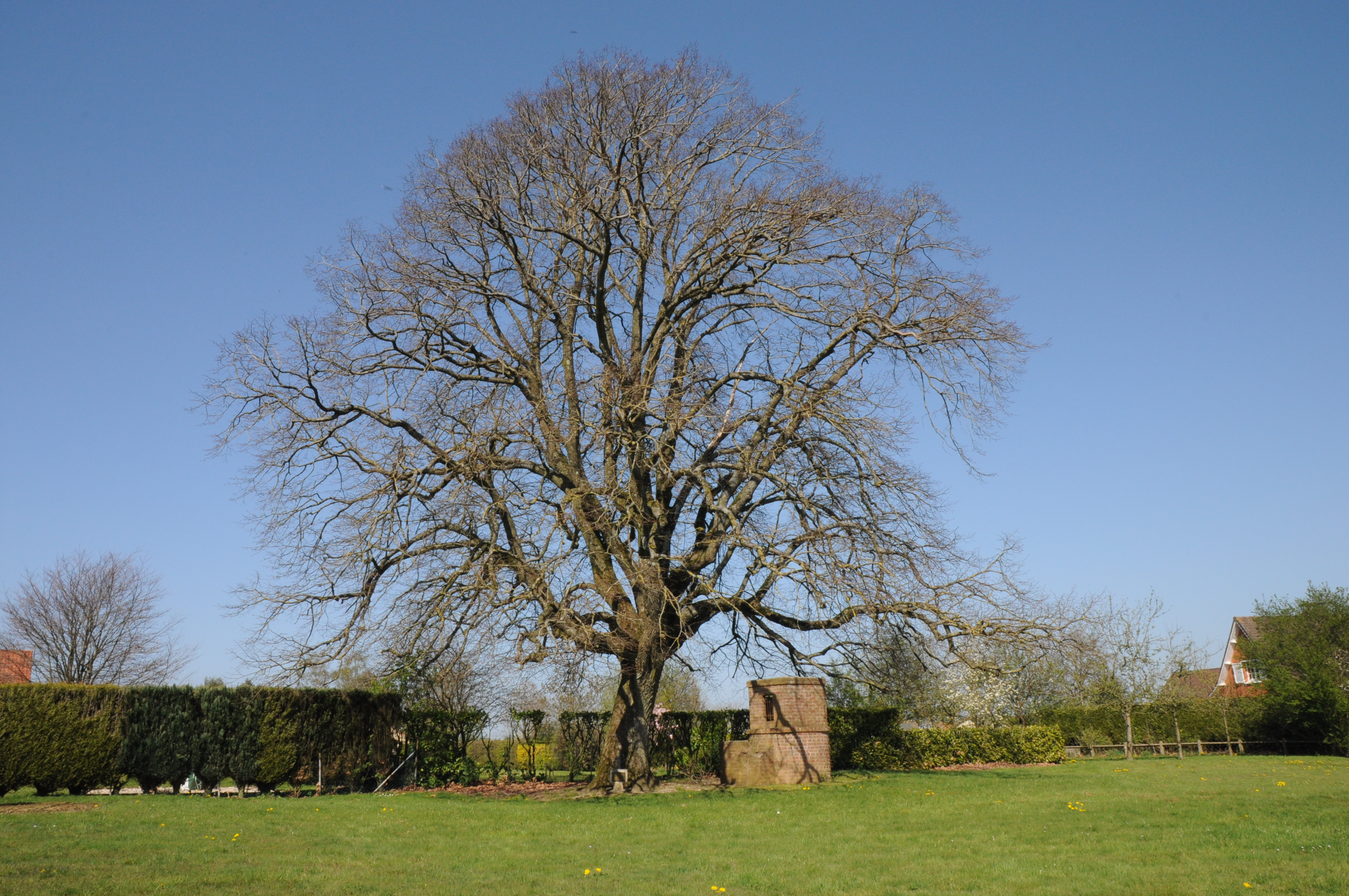
Tilleul - Arbre de la liberté - 1848 - Quercamps
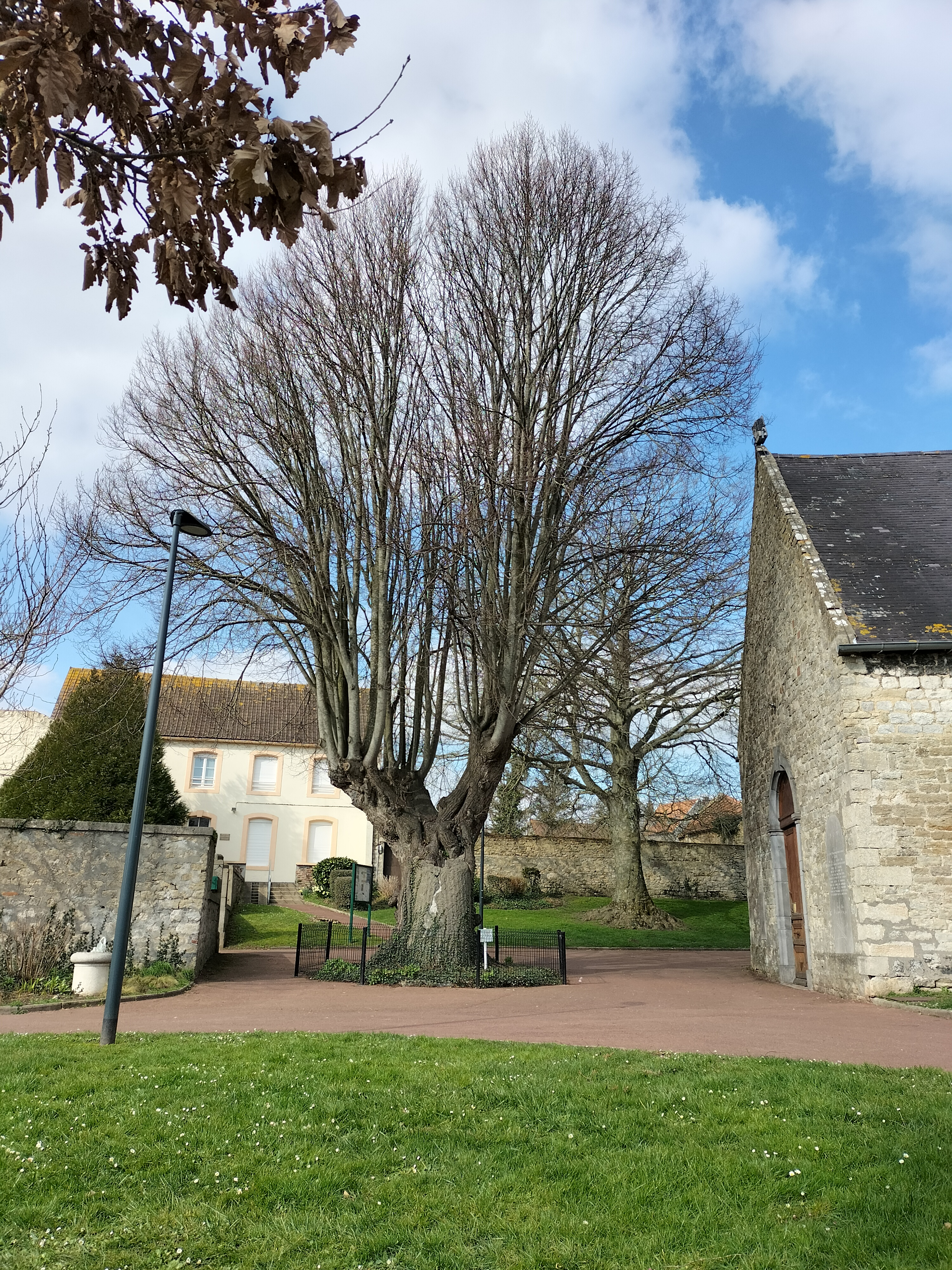
Tilleul de l'église de Marquise

#### Somme
- Amiens :
  - Cèdre du Liban du parc de l'Hôtel de préfecture de la Somme, planté en 1756.
  - Marronnier du square Saint-Denis, âgé de ~ 150 ans (labellisé « Arbre Remarquable de France » 2018).
  - Parc du château de Montières :
    - Savonnier de Chine âge : ~ 200 ans (labellisé « Arbre Remarquable de France » 2018).
    - Deux platanes âge : ~ 200 ans, hauteur : 34 m, circonférence du tronc : 6,38 m et 5,65 m, ramure de 32 m de diamètre (labellisés « Arbres remarquables » 2018).

  - Cimetière de La Madeleine : ifs plantés pour certains en 1811 (labellisés « Arbre Remarquable de France » 2018).
  - Allée des Acacias : alignement de robiniers faux acacias (labellisés « Arbre Remarquable de France » 2018).
  - Alignement de platanes, rue Jean Jaurès, plantés en 1880 (labellisés « Arbre Remarquable de France » 2018).

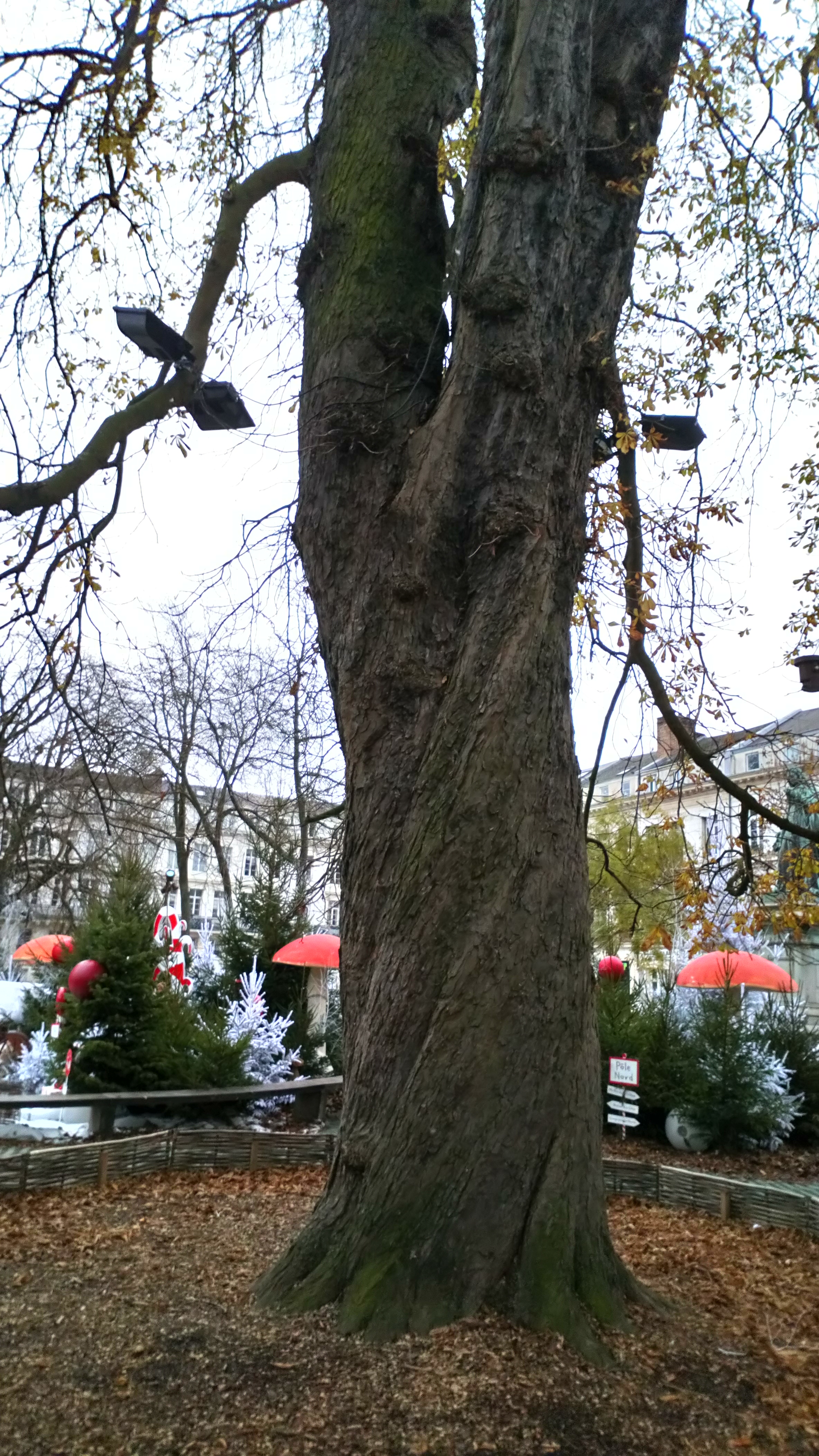
Amiens, marronnier du square Saint-Denis.
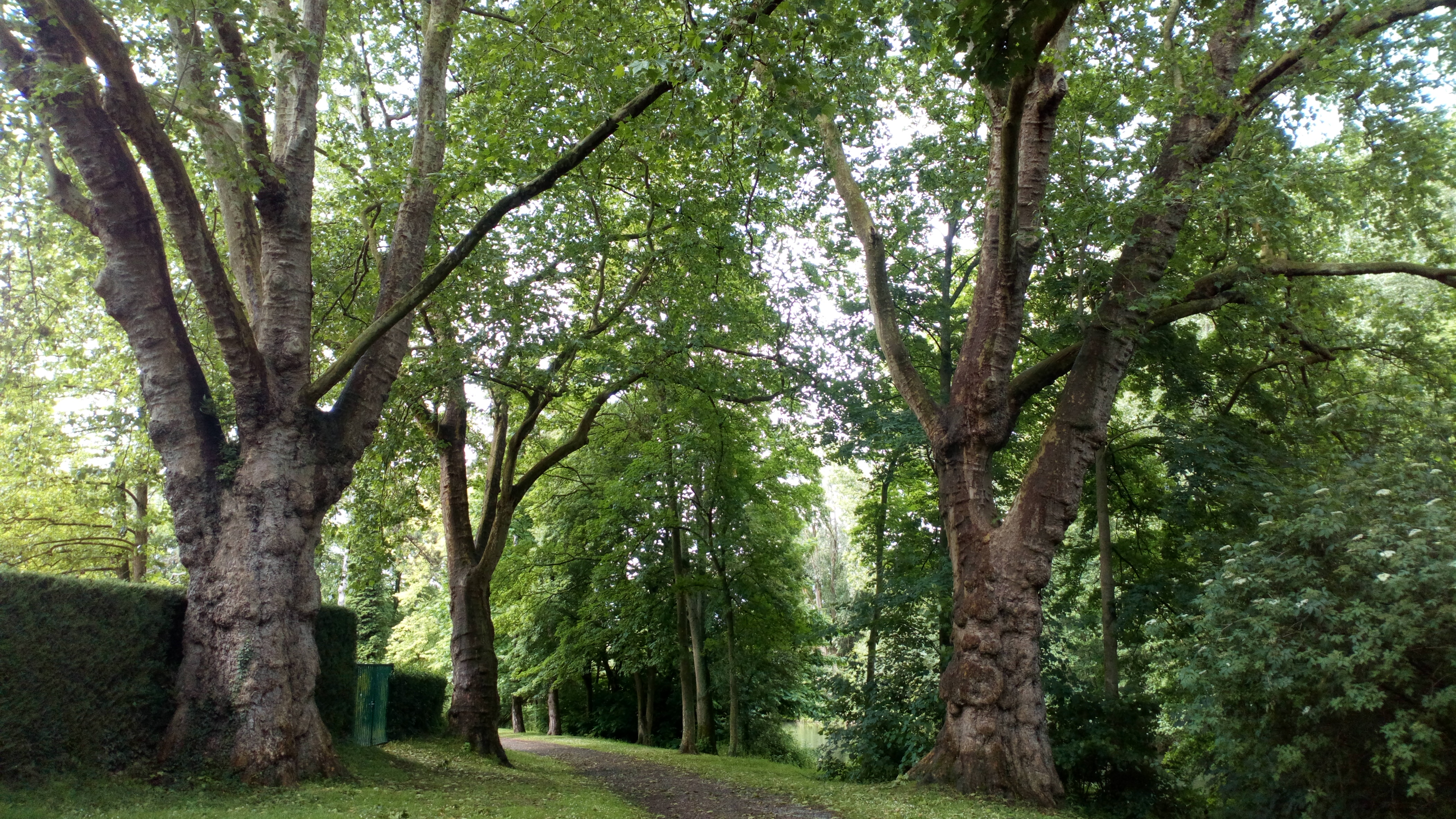
Platanes du parc du château de Montières.
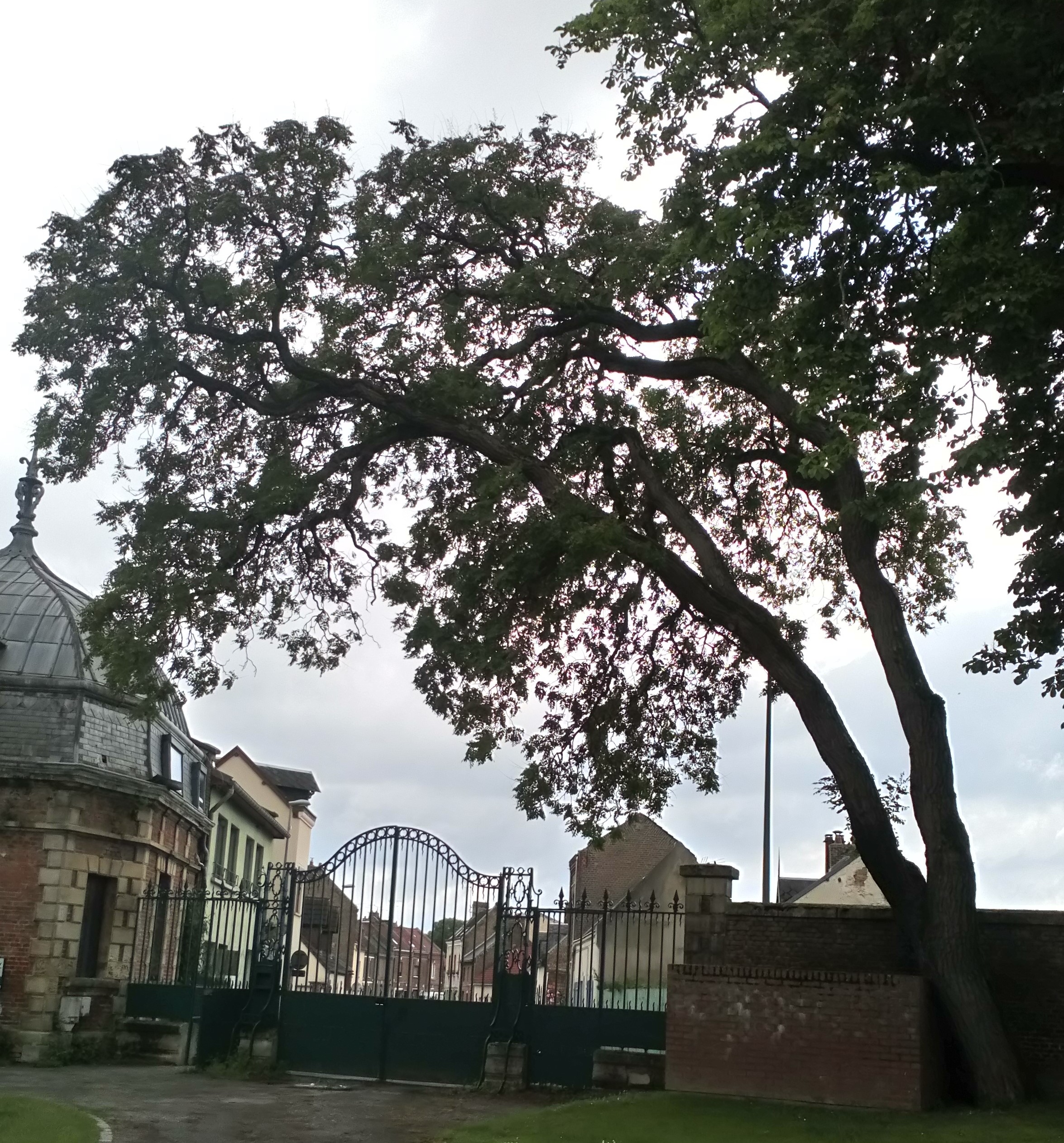
Savonnier du parc du château de Montières.
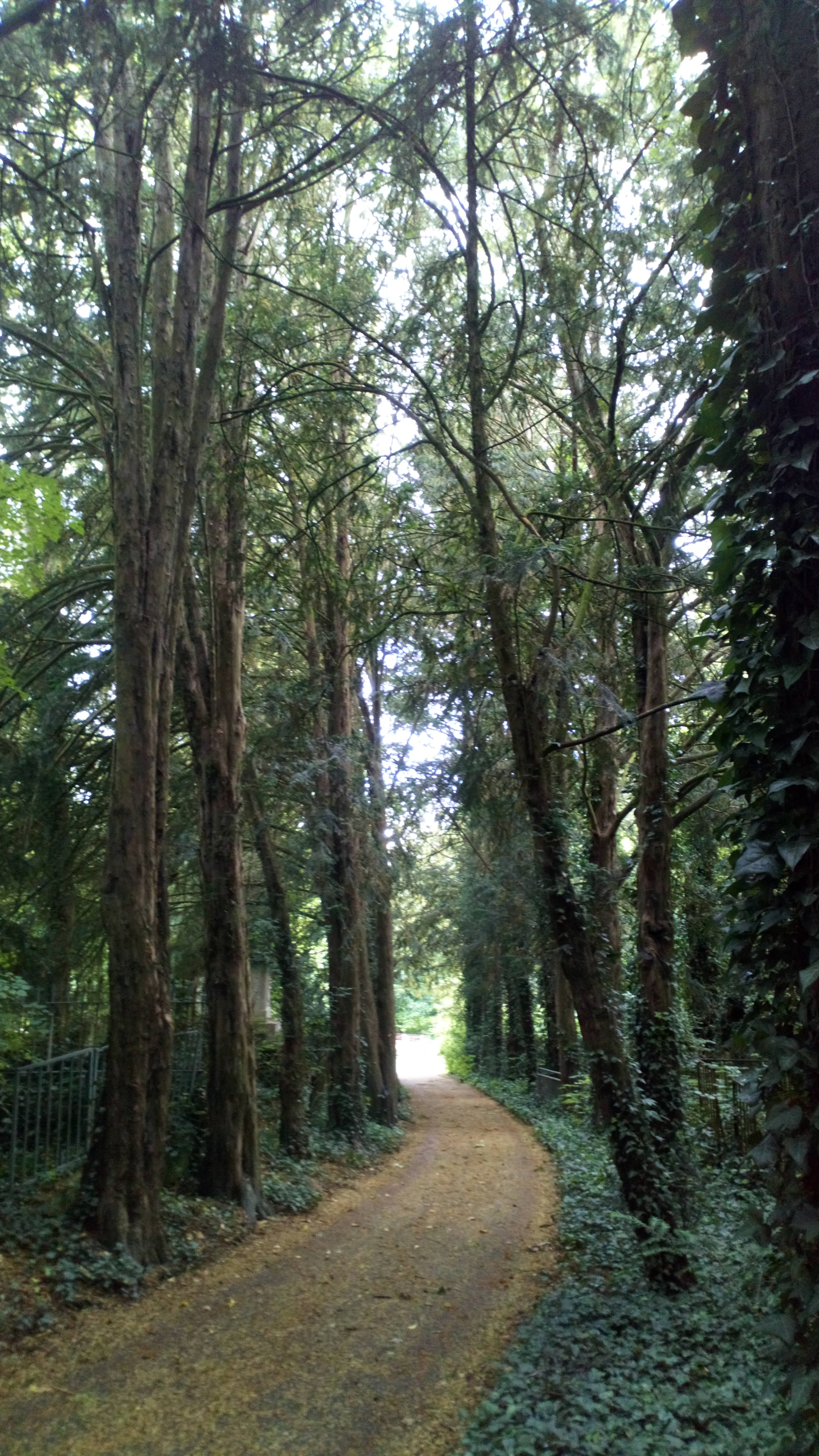
Alignement d'ifs du Cimetière de La Madeleine (Amiens).
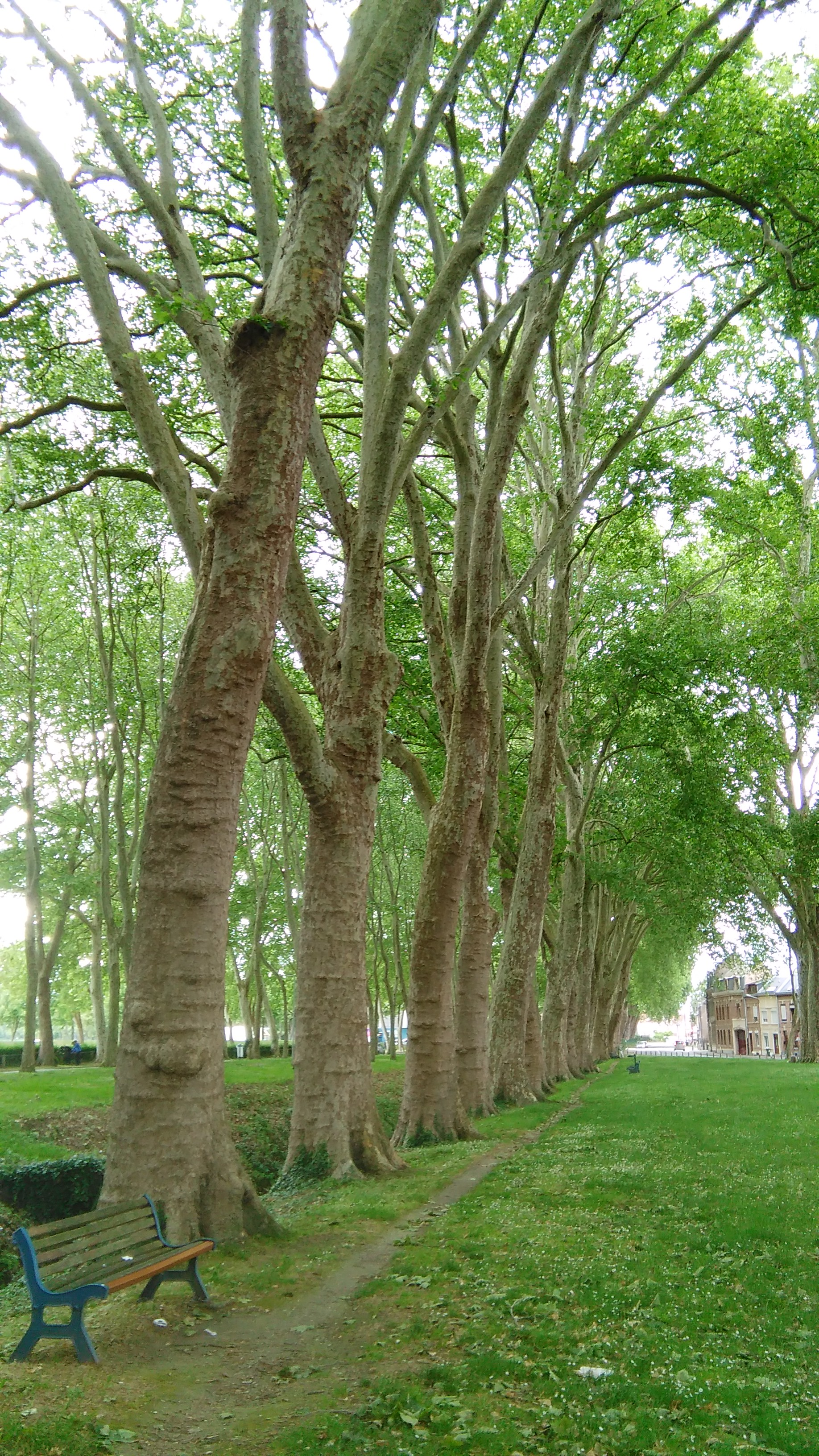
Alignement de platanes de la rue Jean Jaurès.

- Argoules :
  - gros tilleul qui serait un arbre de Sully (début XVIIe siècle) ou un arbre de la liberté (1792- 1793) classé monument naturel, le 8 janvier 1934[1]. Une tempête décapita sa ramure le 16 octobre 1987. Labellisé « arbre remarquable » en juin 2016 (hauteur : 13 m, circonférence : 5,2 m, en 2016)
  - poirier de l'abbaye de Valloires : planté en 1756, ce qui en fait l'un des plus vieux de France.

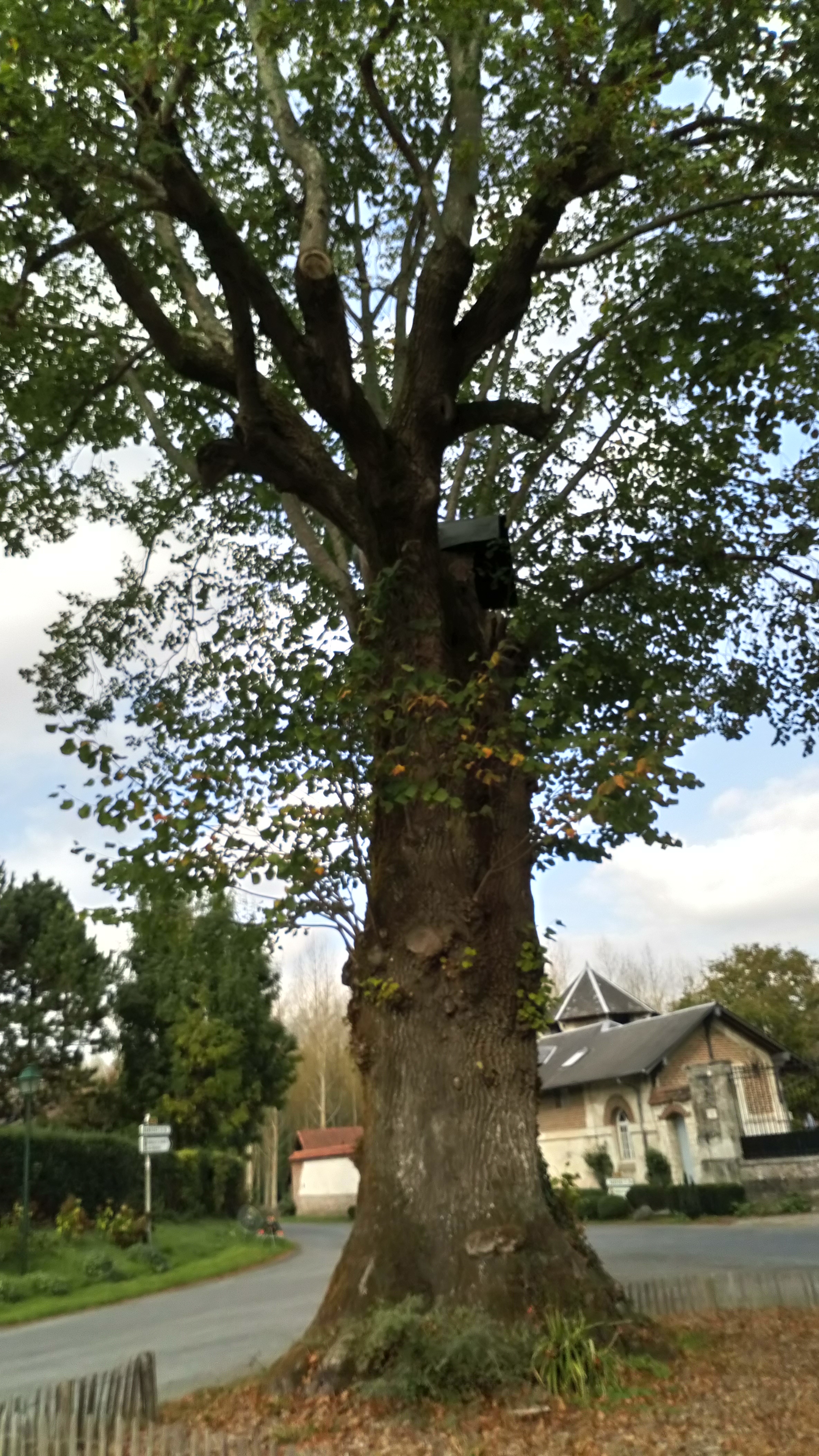
Gros tilleul d'Argoules.
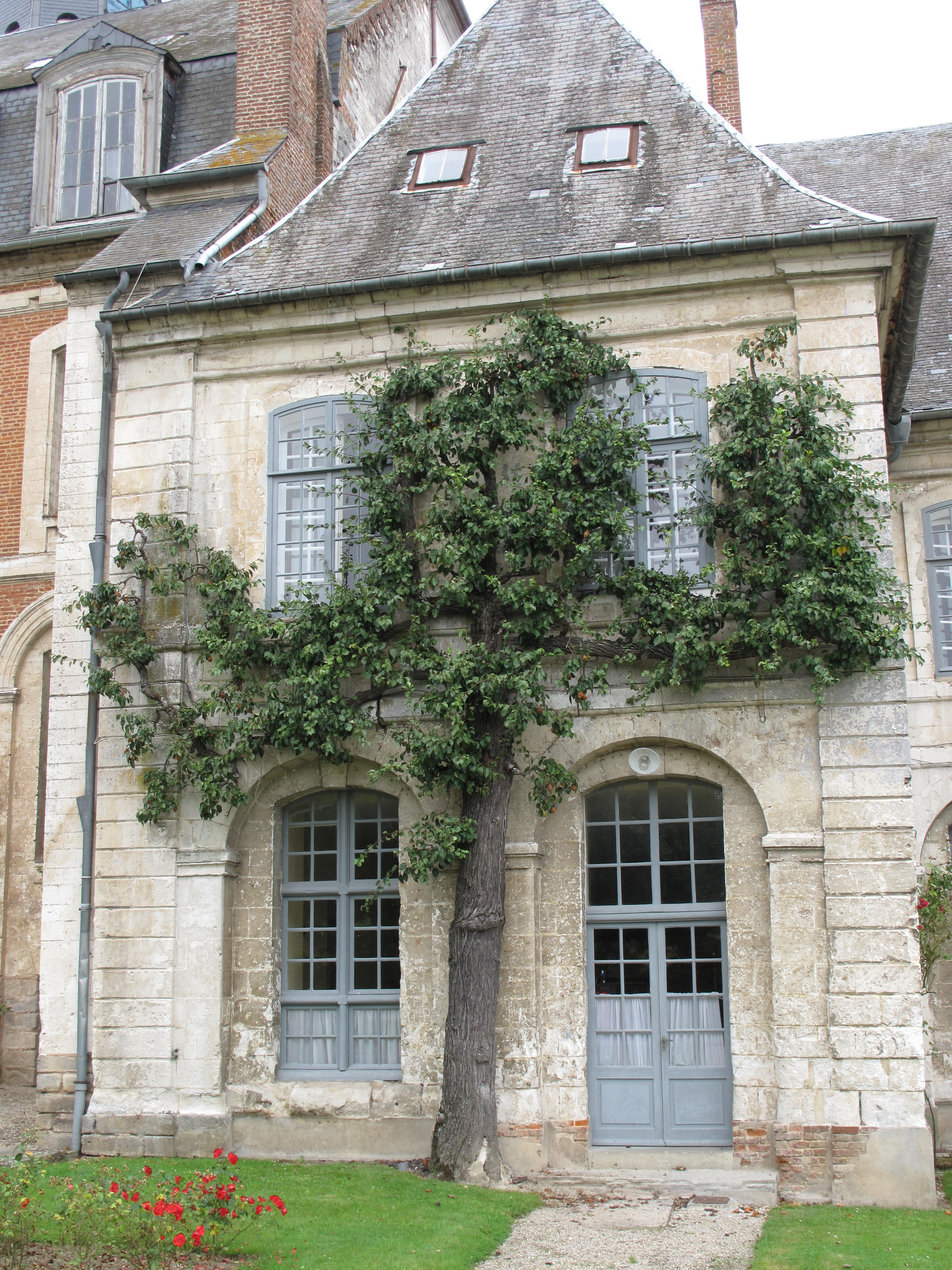
Vieux poirier de l'abbaye de Valloires.
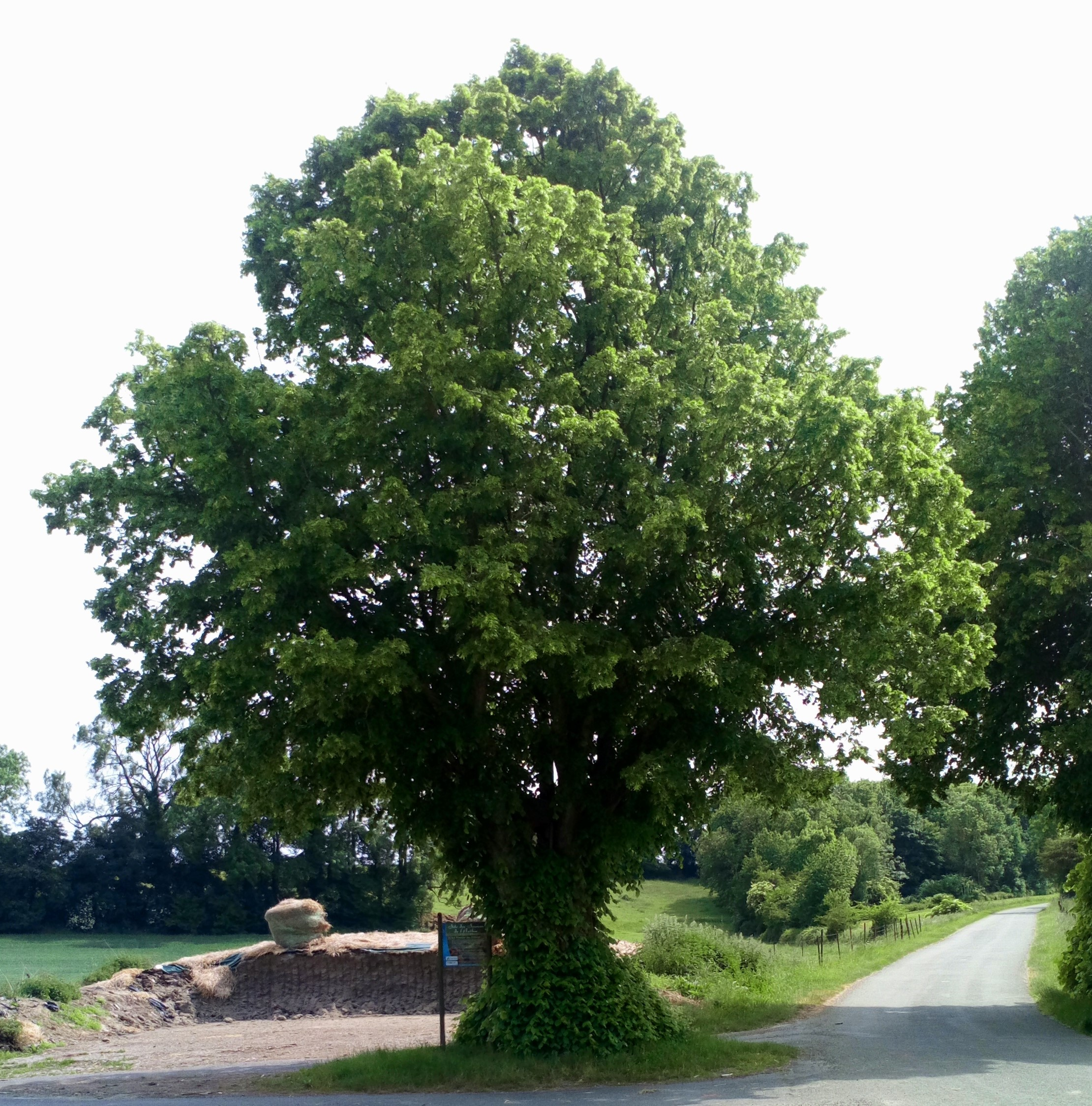
Tilleul de Coigneux.

- Bouttencourt-sur-Bresle : deux platanes sur les pelouses du château de Monthières, classés monument naturel le 7 février 1934[1].
- Coigneux : tilleul qui aurait été planté dans les années 1660 par Turenne.
- Forêt de Crécy :
  - le Beau à voir (hêtre)
  - le Beau Seigneur (Chêne)
  - le Beau Témoin (hêtre)
  - le Bel Ancien (Chêne)
  - le Bien-Venant (hêtre)
  - Chêne des Chartreux, allusion à l'ancienne abbaye des Chartreux, toute proche
  - Chêne de Crécy
  - Hêtre du Cygne
  - l'Éclaireur (hêtre)
  - l’Ermite (hêtre)
  - les Frères ennemis, hêtre et chêne, soudés à la base, classés en 1903, tombés en 2018[59]
  - Hêtre du Hallot
  - Hêtre Richard, 33 m de haut, 5,16 m de circonférence, âge : 390 ans[60]
  - Chêne du Président
  - Chêne des Ramolleux, 27 mètres de haut, 5,55 mètres de circonférence, âge estimé 600 ans qui aurait été planté après la bataille de Crécy[61]
  - le Remplaçant (hêtre)
  - le Rescapé (Chêne)
  - le Revenant (chêne), classé depuis 1904, canton de la Haute Loge, parcelle 260[60]
  - le Royal (chêne)
  - le Spectateur (Chêne)
  - Le Superbe (Chêne)
  - le Vénérable (hêtre)[62]…

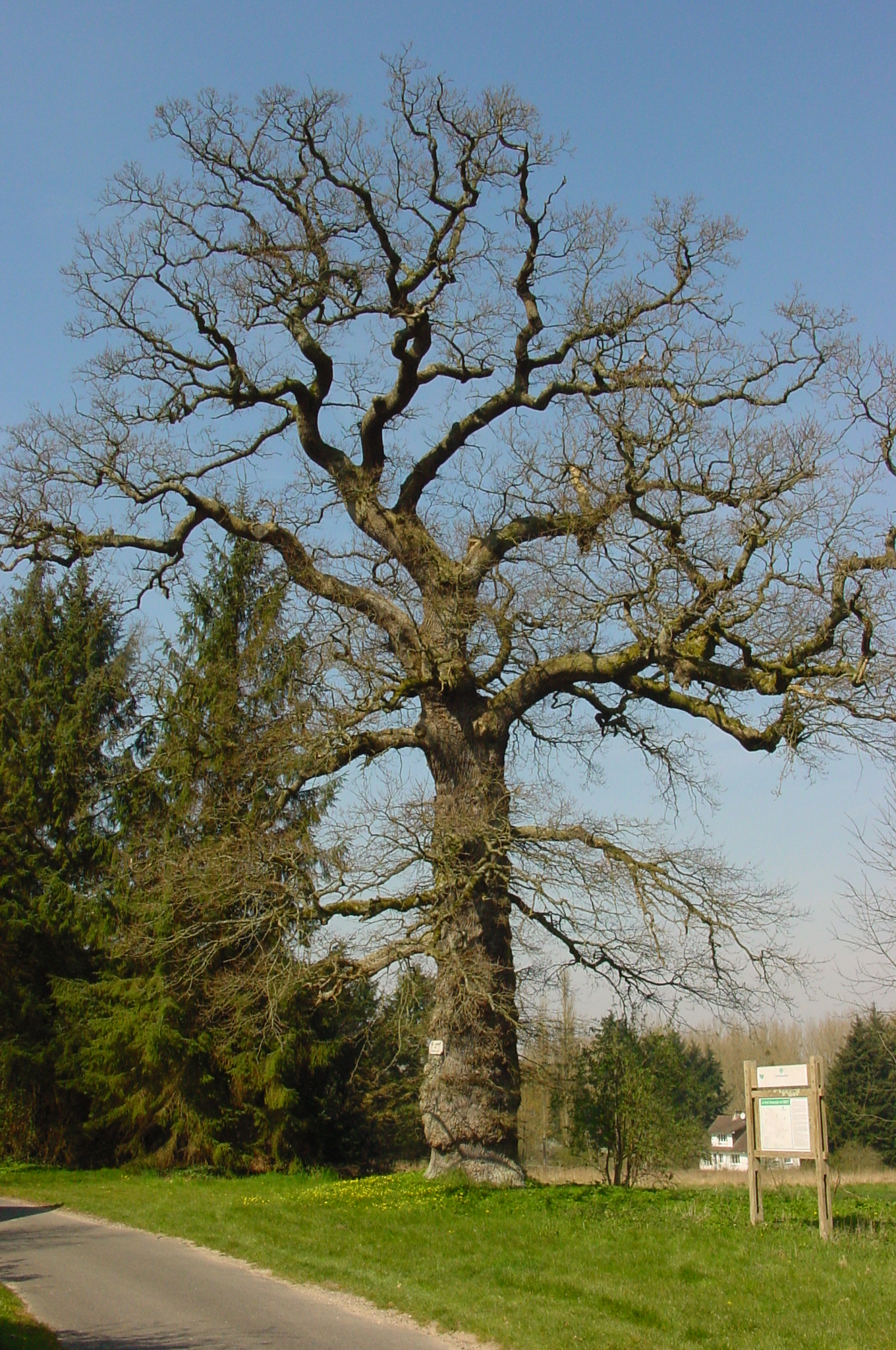
Chêne des Ramolleux
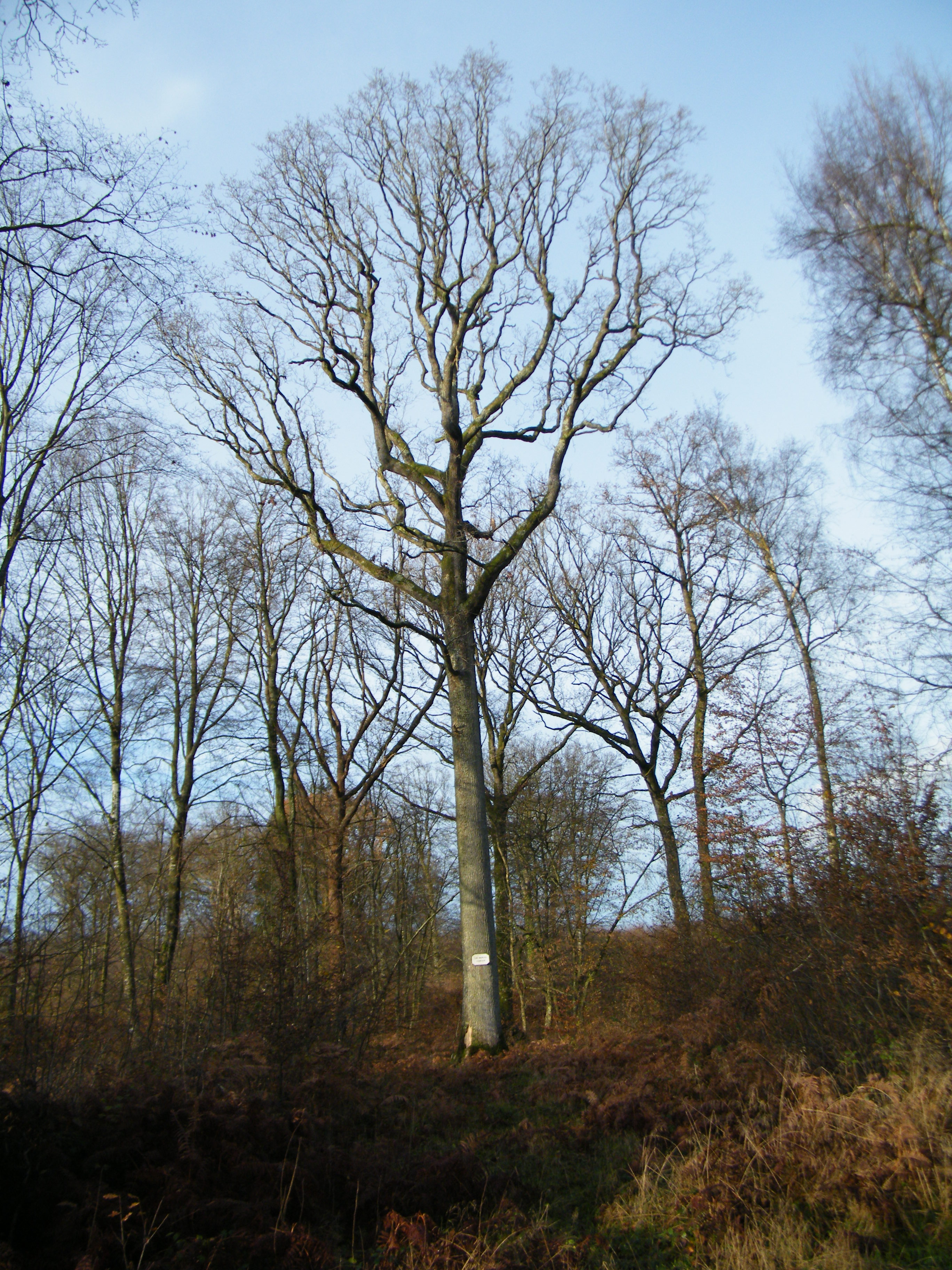
Le Royal.
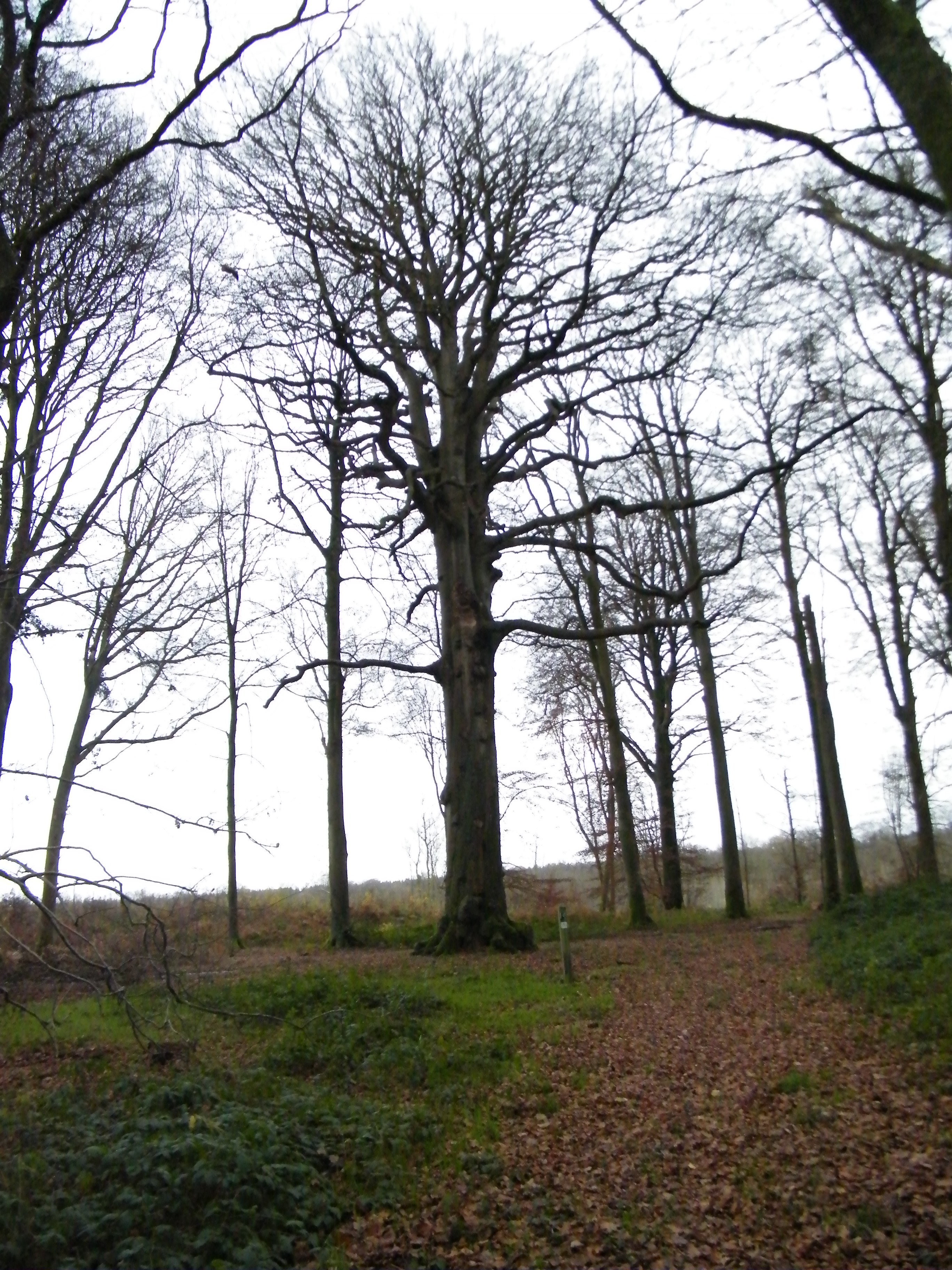
Le hêtre Richard.
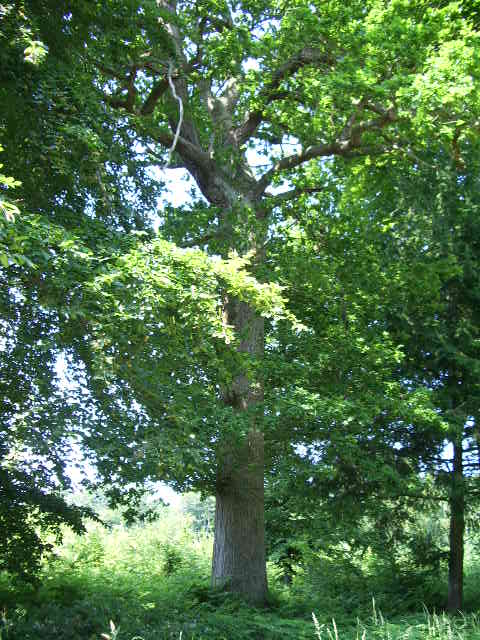
Le Rescapé.

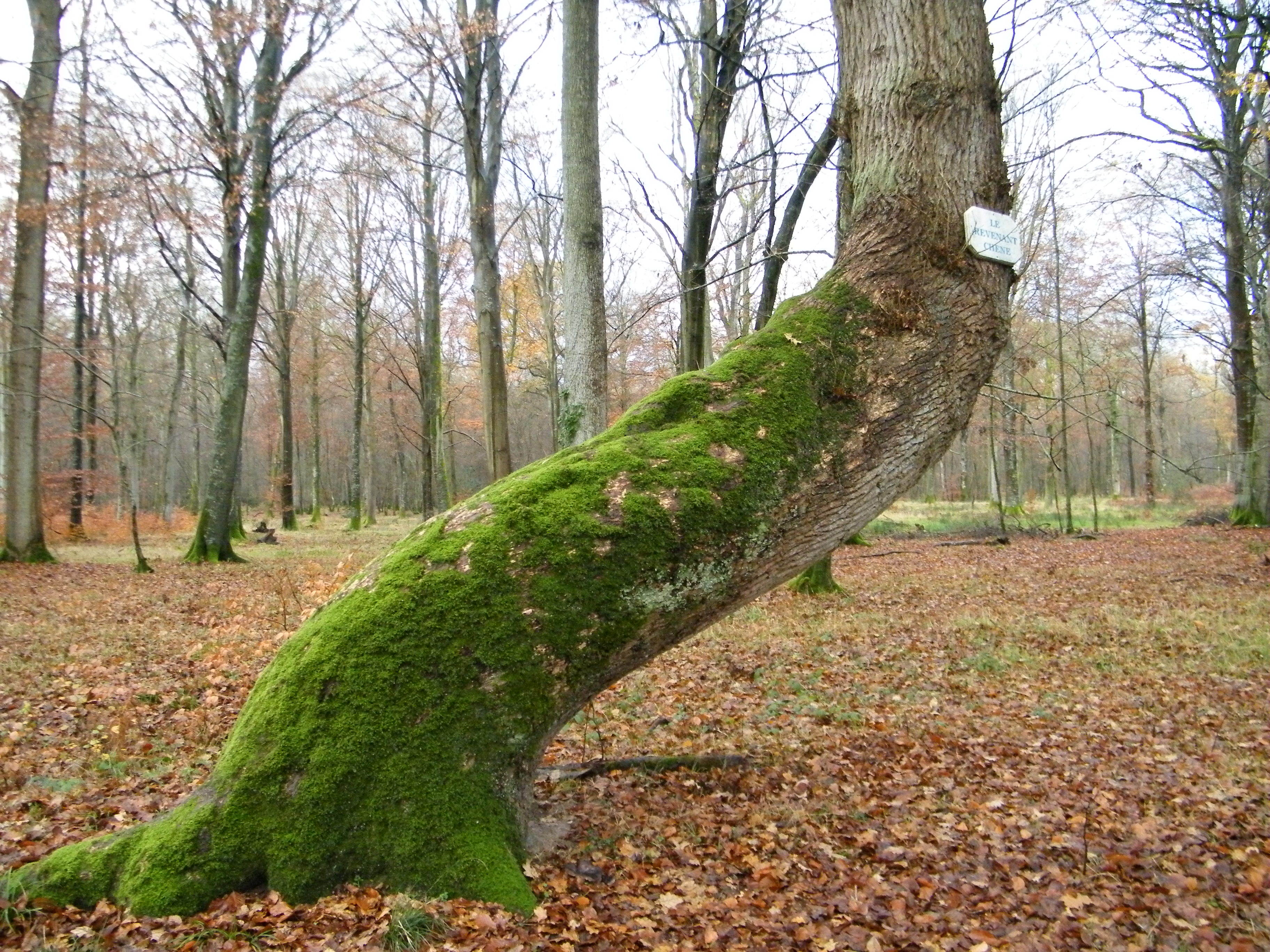
Le Revenant.
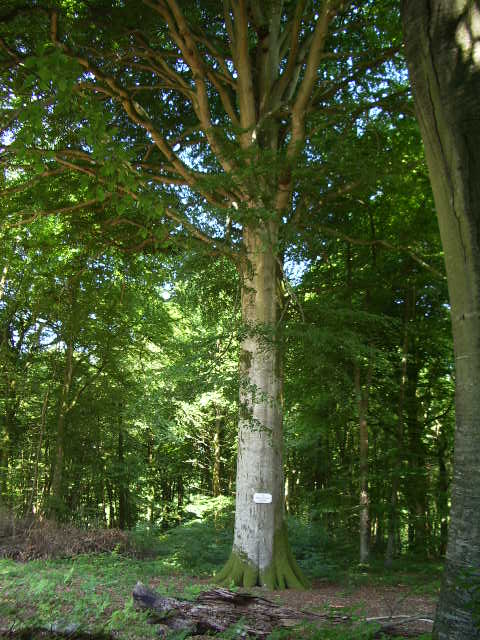
Le Bien venant.
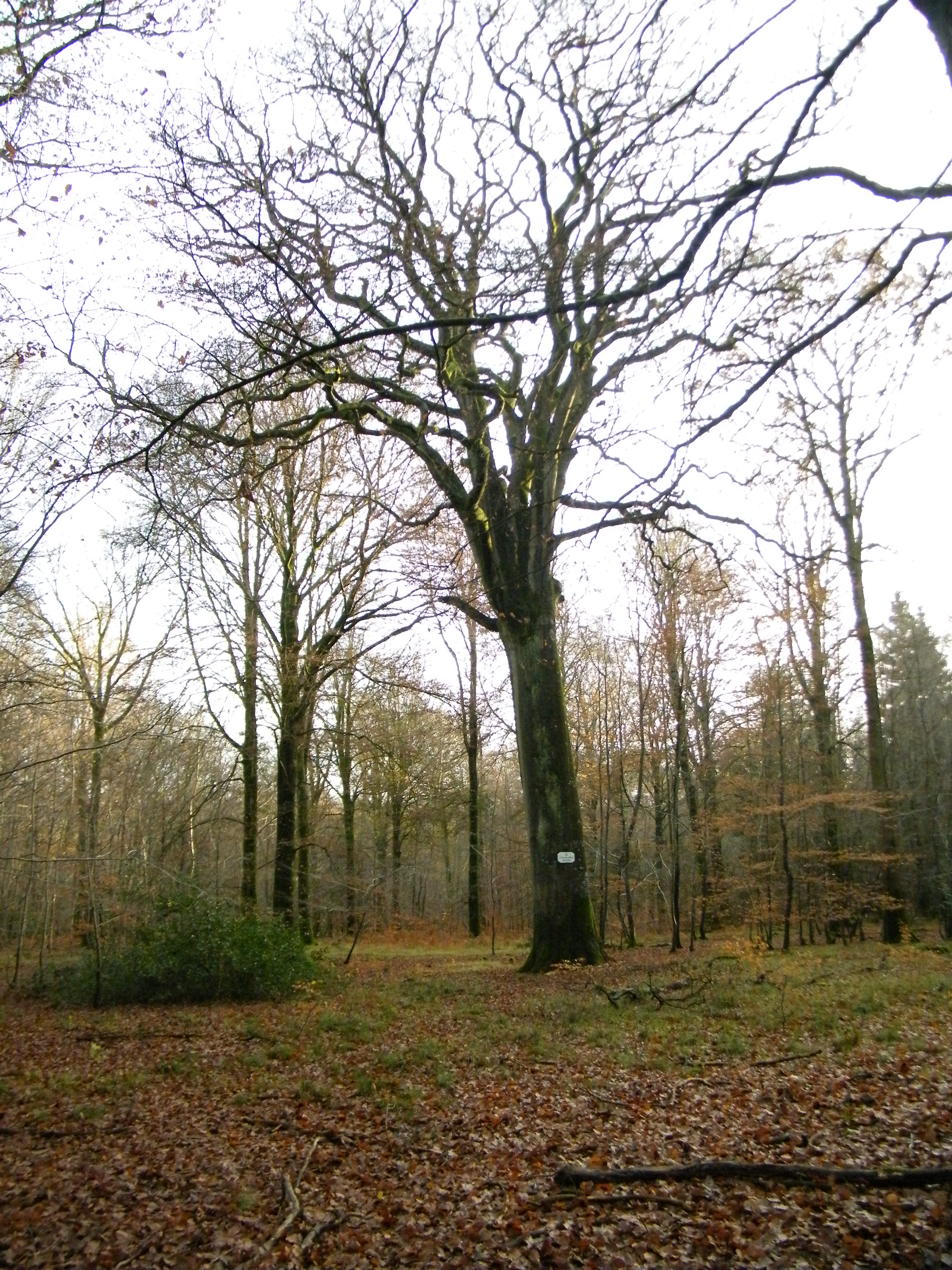
Le Vénérable.

- Ham : tilleul qui aurait été planté dans l'enceinte du château de Ham en 1793 ou 1795, arbre de la liberté ? Louis-Napoléon Bonaparte fut emprisonné au château de Ham de 1840 à 1846 après l'échec de sa tentative de soulèvement de la garnison de Boulogne-sur-Mer. De retour sur les lieux de sa détention, le 26 octobre 1853, l'empereur Napoléon III, l'impératrice Eugénie et leur suite, prirent une collation sous le vieux tilleul de la cour du château[63]. Ce tilleul a été victime de la destruction du château en 1917. Bien que son tronc fût calciné, ses racines encore vivantes ont permis à un rejet de lui faire reprendre vigueur.
- Hautvillers-Ouville : tilleul des croisettes. On déposait une croisette au passage des convois mortuaires se rendant au cimetière.
- Lucheux :
  - Tilleul « arbre aux épousailles » (arbre creux), ce serait deux vieux tilleuls emmêlés, ou un seul tilleul ayant évolué ainsi au cours du temps cet arbre daterait du début des années 1600 selon certains ou serait un arbre de la liberté, planté en 1848. Il a été classé monument naturel, le 16 décembre 1930[64].
  - « L’arbre curieux » ou « la porte cochère » dans le bois de Watron, classé monument naturel le 19 février 1934[1]. Hêtre formé par la ligature de deux troncs voisins qui a été décapité par une tempête en 1991. Sa base vermoulue, haute de 5 mètres, était encore visible en 1998, ce n'est plus qu’une curieuse souche vermoulue[65].
- Longueval : parc du Mémorial national sud-africain du bois Delville, le Dernier Arbre est un charme, seul arbre ayant survécut à la bataille du bois Delville, en 1916[66].
- Rambures, parc du château :
  - vieux frêne
  - Murier blanc de Chine
  - Noyer noir d'Amérique
  - Séquoïa géant, rapporté des États-Unis par le Marquis de La Roche-Fontenilles en 1787
- Saint-Léger-lès-Domart : Arbre de la Croix de Notre-Dame de Bonne-Garde, tilleul à petites feuilles, au tronc court (2 m), circonférence du tronc 5,55 mètres, hauteur 18 mètres, âge estimé 660 ans[67]. Arbre classé monument naturel, le 24 février 1934[1]. .

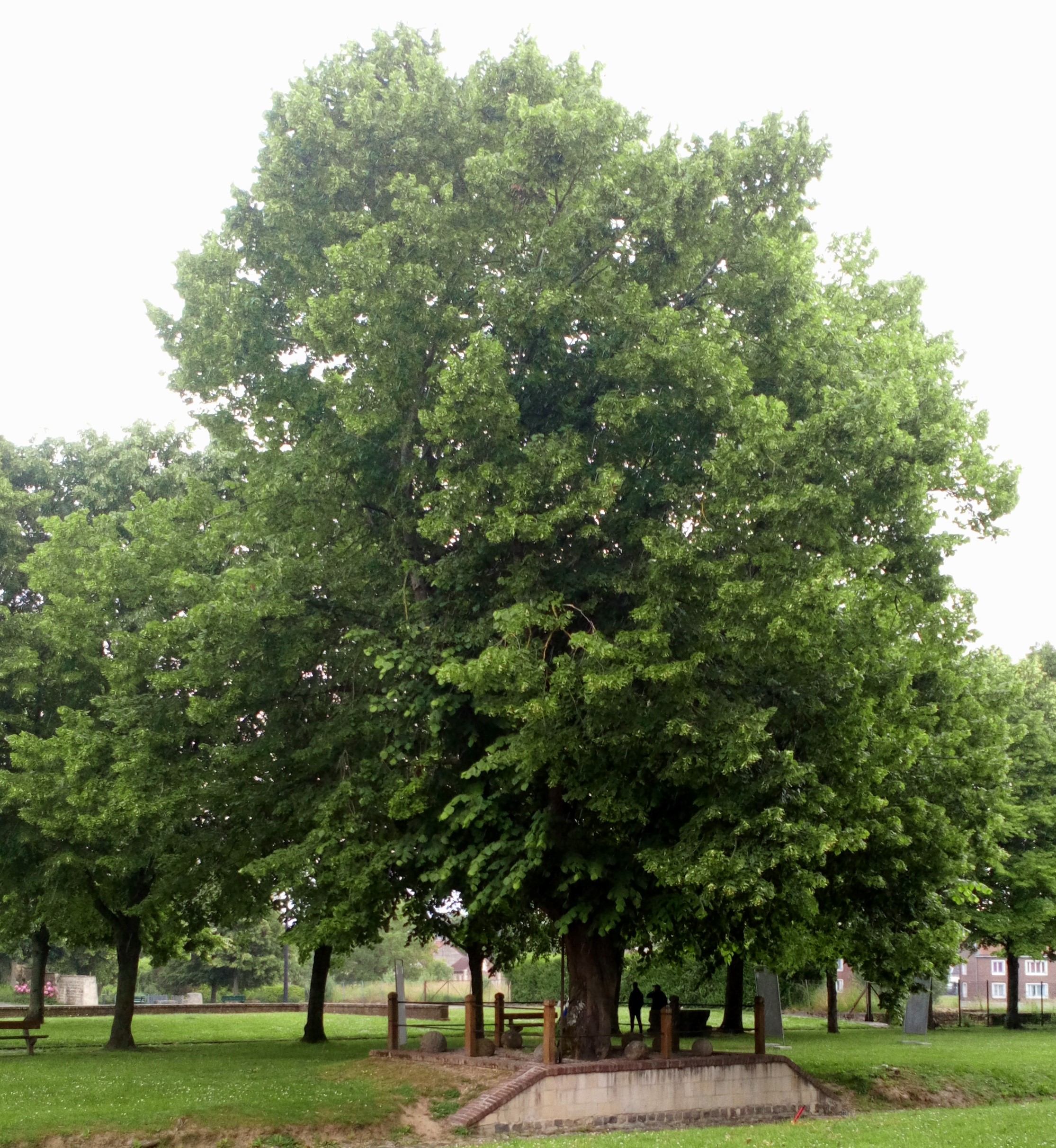
Vieux tilleul du château de Ham.
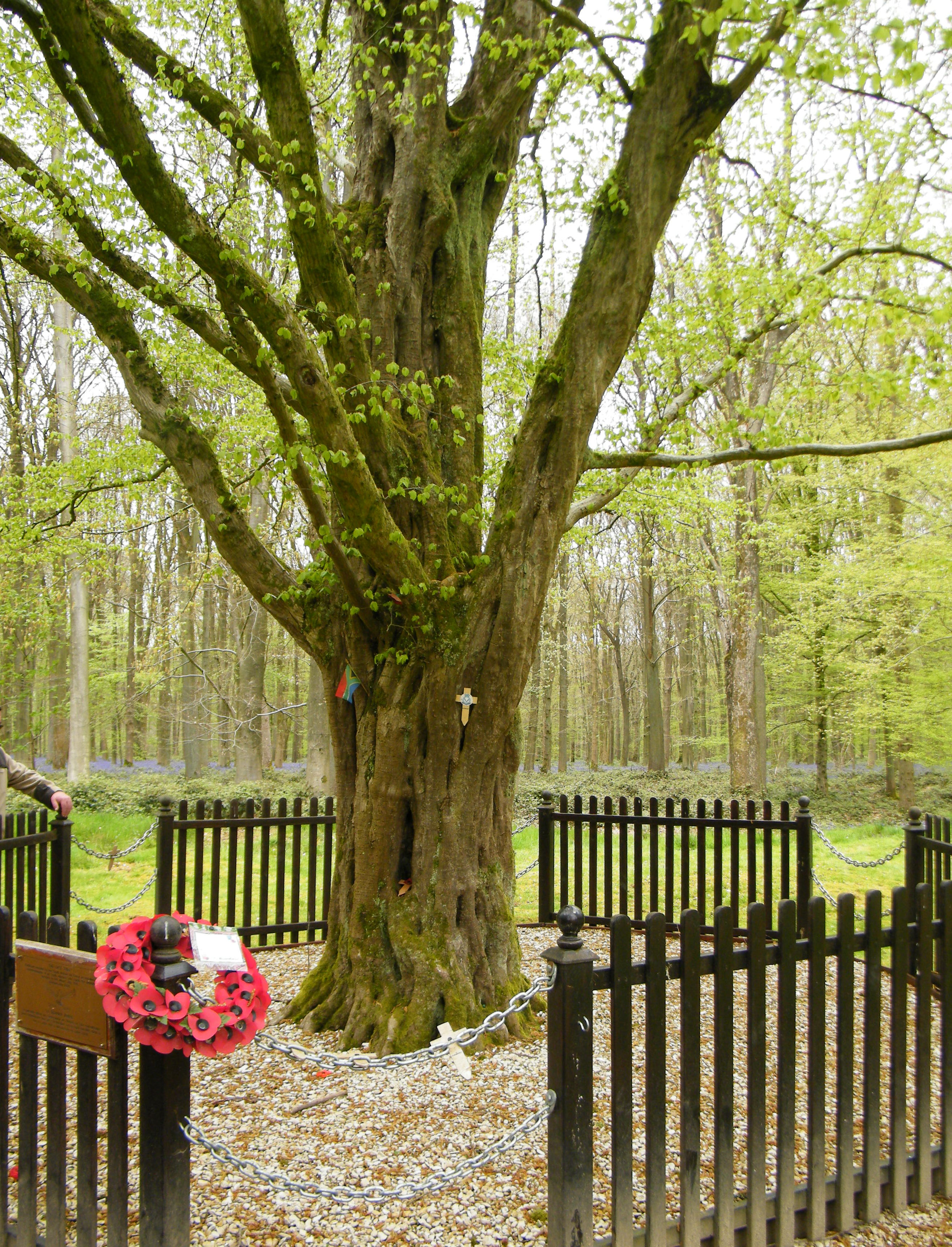
Le Dernier Arbre, Mémorial national sud-africain du bois Delville à Longueval.
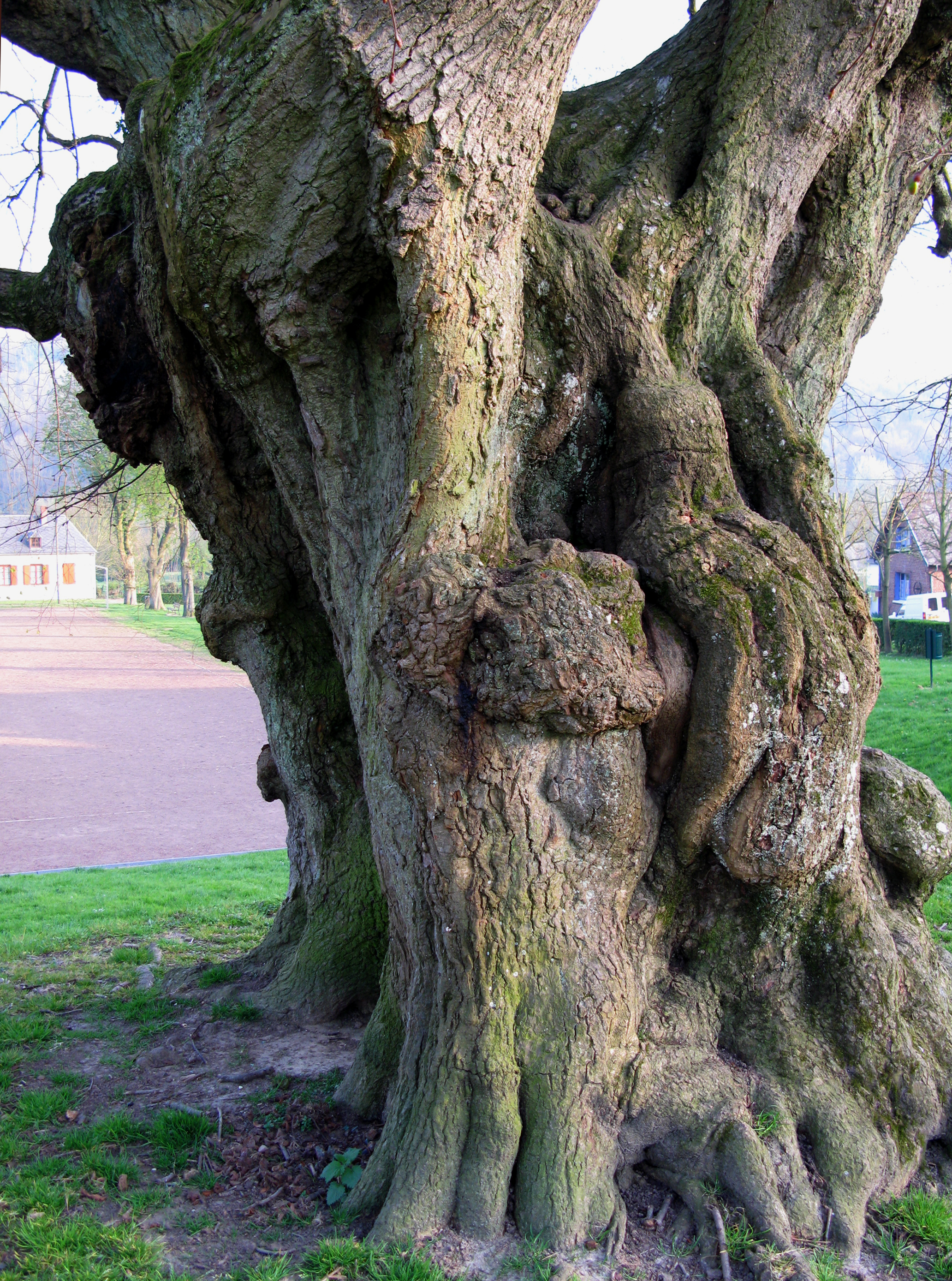
Arbres des épousailles de Lucheux.
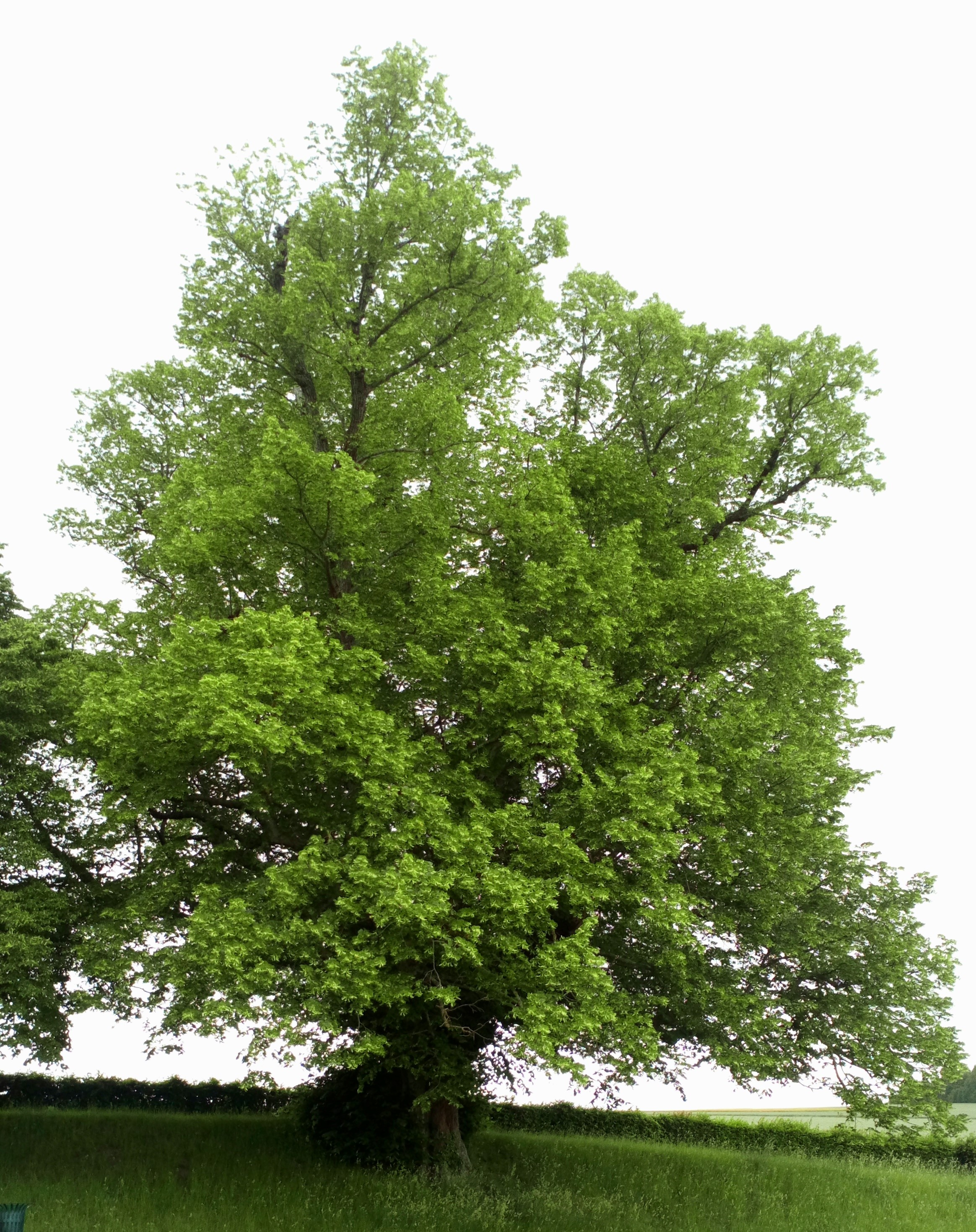
Arbre de la croix à Saint-Léger-lès-Domart.
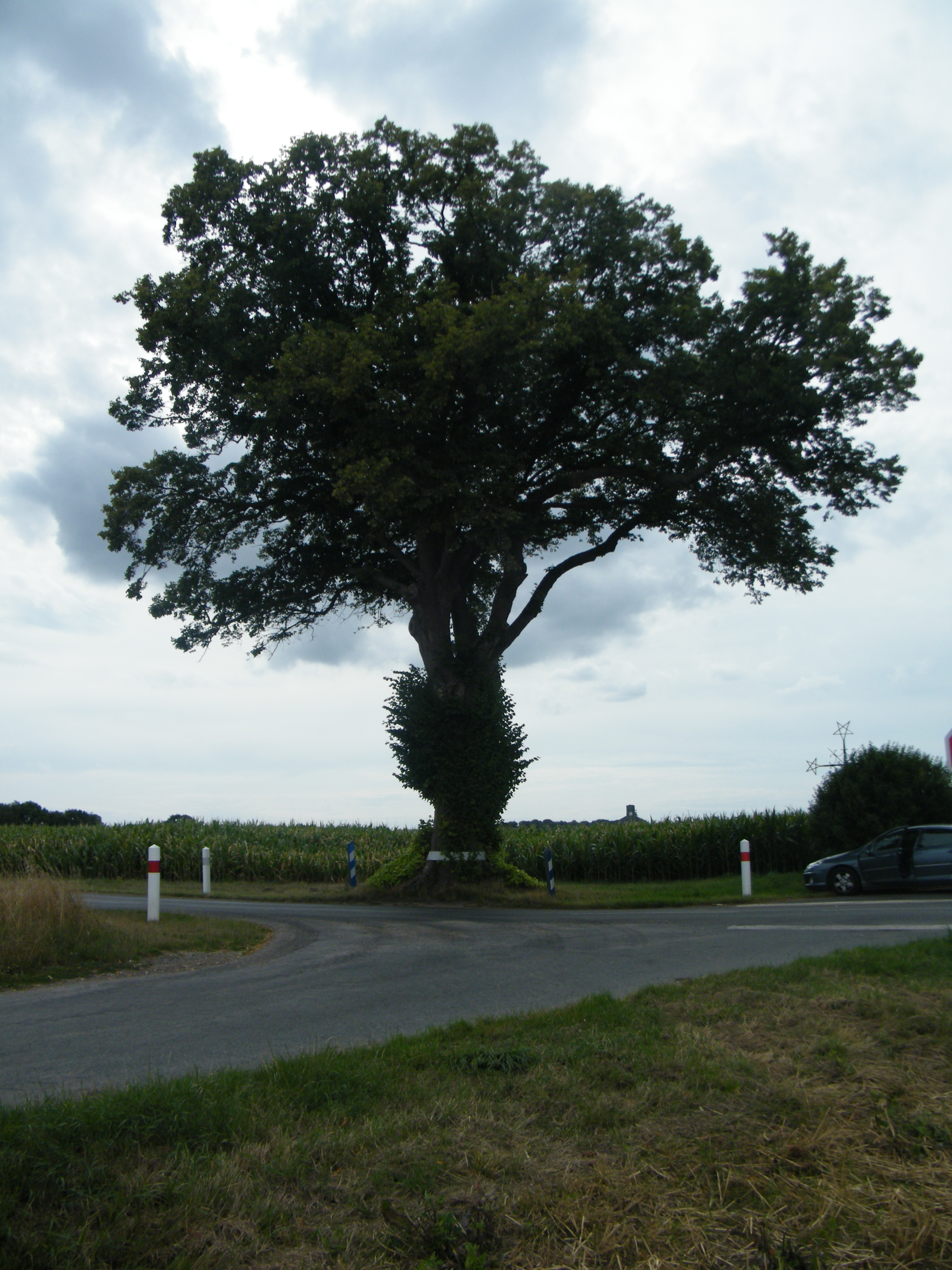
Tilleul des croisettes à Hautvillers-Ouville.

### Île-de-France
Le 25 novembre 2019, le Comité de l'arbre remarquable d'Ile de France, en collaboration avec l'Association A.R.B.R.E.S, a classé 132 "Arbres remarquables" dont la liste est disponible ici. Certains de ces arbres étaient déjà labellisés par A.R.B.R.E.S. qui avait également attribué antérieurement le label à d'autres arbres ne figurant pas dans cette liste.

#### Essonne
Ci-dessous les 20 arbres ou ensembles d'arbres classés "Arbre Remarquable" par la Région Île-de-France le 25/11/2019. Certains de ces arbres ont obtenu le label "Arbre Remarquable de France" de l'Association A.R.B.R.E.S..
- Angerville : les deux cèdres près de l'église, labellisés en 2016[7].
- Angervilliers : le gros chêne en forêt.
- Ballancourt-sur-Essonne : les platanes du Château du Saussay, labellisés en 2010[7].
- Boussy-Saint-Antoine : l'alignement de platanes de la Thibeaudière, labellisé en 2019[7].
- Boutigny-sur-Essonne : le tilleul de la Liberté, labellisé en 2000[7].
- Bruyères-le-Chatel : le chêne dit de Saint-Louis, dans le parc du Château.
- Bures-sur-Yvette : le chêne du Petit-Launay, labellisé en 2000[7].
- Chamarande : le platane, labellisé en 2001[7], et le hêtre pourpre du parc du château.
- Courances : les platanes du château, labellisés en 2015[7].
- Courson-Monteloup : le séquoia du parc du château, labellisé en 2003[7].
- Fontenay-lès-Briis : les platanes de Soucy.
- Forêt de Sénart : le vieux chêne de la forêt de Sénart.
- Juvisy-sur-Orge : le sophora du Japon du parc de la mairie, labellisé en 2000[7].
- Les Granges-le-Roi : le chêne des Six-Frères (forêt d'Ouye-Dourdan).
- Le Val-Saint-Germain : les platanes du château du Marais, labellisés en 2009[7].
- Mennecy : les séquoias du parc de Villeroy, labellisés en 2001[7].
- Morsang-sur-Orge : le platane du parc du Château, labellisé en 2009[7].
- Saint-Sulpice-de-Favières : les hêtres tortillards de l'arboretum de Segrez, labellisés en 2008[7].
- Wissous : le marronnier du parc Arthur Clark, labellisé en 2012[7].
- Yerres : le cèdre du Liban  et le platane de Caillebotte, labellisés en 2017[7].

D'autres arbres ne figurant pas dans la liste du 25/11/2019 ci-dessus, ont obtenu le label A.R.B.R.E.S..
- Ballancourt-sur-Essonne : le saule marcotteur du Château du Saussay, labellisés en 2010[7].
- Juvisy-sur-Orge : le platane commun, labellisé le 08/03/2024[7].
- Limours : le chêne pédonculé, labellisé en 2019[7].
- Montgeron : Tilleuls sp, Erables, Platanes, Marronniers d'Inde, labellisés en 2020[7].
- Saint-Michel-sur-Orge :le chêne pédonculé, labellisé en 2020[7].

#### Hauts-de-Seine
Ci-dessous les 15 arbres ou ensemble d'arbres classés "Arbre Remarquable" par la Région Île-de-France le 25/11/2019. Certains de ces arbres ont obtenu le label "Arbre Remarquable de France" de l'Association A.R.B.R.E.S..
- Boulogne-Billancourt : les arbres remarquables du parc Edmond de Rothschild.
- Boulogne-Billancourt : les arbres remarquables (Ginkgo, hêtre pleureur, marronnier) du jardin Albert Kahn.
- Châtenay-Malabry : arboretum de la Vallée-aux-Loups :
  - Cèdre bleu pleureur de l'Atlas, labellisé en 2001.
  - Chêne à feuilles de myrsine (Quercus myrsinifolia).
  - le cèdre du Liban.

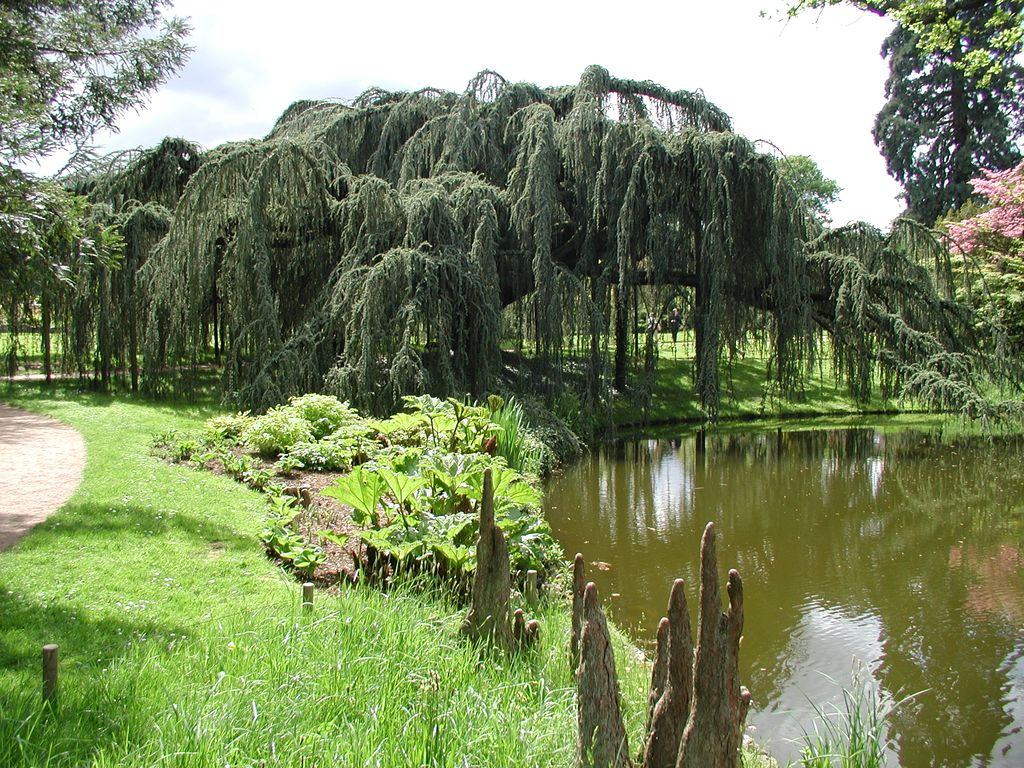
Arboretum de la Vallée-aux-Loups, cèdre bleu pleureur de l'Atlas.
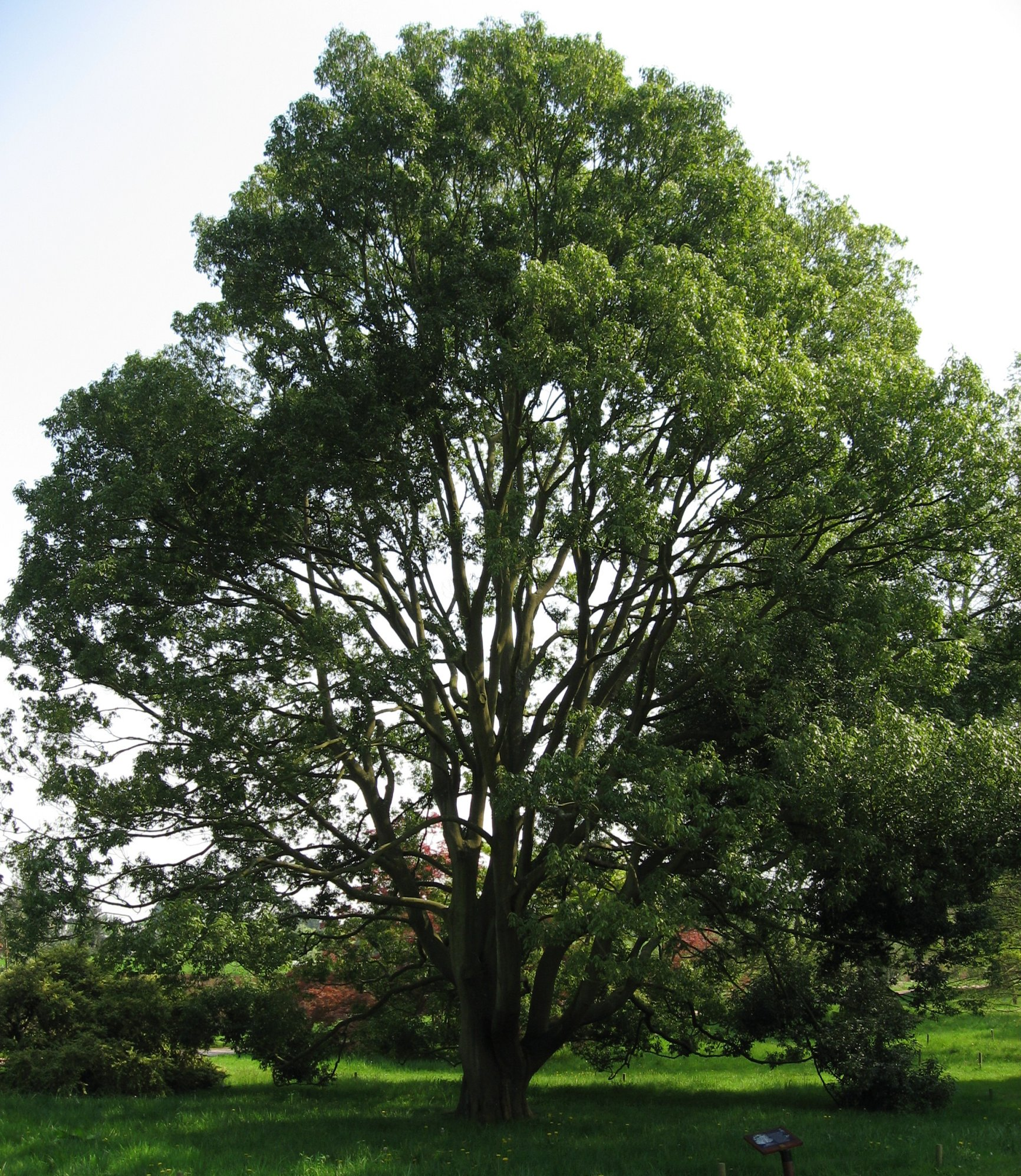
Arboretum de la Vallée-aux-Loups, chêne à feuilles de myrsine.

- Châtenay-Malabry : les arbres historiques (marronnier, catalpa couché) de la maison de Chateaubriand.
- Issy-les-Moulineaux : le peuplier noir du parc de l'île Saint-Germain.
- Marnes-la-Coquette : le platane d'Orient du Mémorial de l'escadrille la Fayette, labellisé en 2019.
- Meudon : le chêne des Missions.
- Parc de Sceaux ( Antony - Sceaux ) :
  - les cerisiers du Japon du bosquet nord
  - le charme « sculpté ».
  - l'allée des cèdres.
- Le Plessis-Robinson : le châtaignier « guinguette »du parc Henri Sellier.
- Rueil-Malmaison : le circuit des arbres remarquables,  labellisé en 2009 et  le cèdre du Liban dit "de Marengo".
- Saint-Cloud : le grand chêne du parc de Saint-Cloud.

D'autres arbres ne figurant pas dans la liste du 25/11/2019 ci-dessus, ont obtenu le label A.R.B.R.E.S..
- Meudon : le chêne sessile dit chêne de la Vierge de Viroflay, labellisé en 2002.
- Saint-Cloud : le hêtre pourpre, labellisé le 30/04/2023.
- Vaucresson : le cèdre du Liban, labellisé en 2020,

Les arbres suivants méritent également d'être signalés :
- Meudon : 
  - Cèdre impérial planté vers 1800 rue Napoléon. Ce cèdre est à l’heure actuelle menacé par un projet de promotion immobilière au 11 rue de la République (anciennement rue Napoléon) - voir le site internet consacré au Cèdre impérial de Meudon.
  - Cèdre Redouté, cadeau de Joséphine de Beauharnais pour son professeur de dessin Pierre-Joseph Redouté.

#### Paris
En 2011 mise en ligne d'une carte des arbres remarquables. 222 spécimens remarquables y ont été répertoriés, avec 80 essences d’arbres dominées par les platanes (36 sujets) et hêtres (18) retenus pour leur grand âge ou leur port exceptionnel. Brève du 07/09/2011
Le lien inclus dans la brève ci-dessus est obsolète. La base de données "Paris|Data:Les arbres remarquables", créée en 2006, publiée en 2011 est mise à jour chaque semaine. Le 24/01/2025 elle ne comptait plus que 187 enregistrements. Elle est accessible ici.
Selon cette liste les 15 sujets suivants ont reçu le label "ARF" de l'Association A.R.B.R.E.S.:
- Platane commun du Square des Batignolles (17-10), 17ème, planté en 1850, labellisé le 23/11/2015.
- Platane commun du Square des Batignolles (17-08), 17ème, labellisé le 23/11/2015.
- Noyer noir, Route de la Ceinture du lac Daumesnil, Bois de Vincennes, 12ème, planté en 1845, labellisé le 23/11/2015.
- Platane d'Orient, Parc Monceau, 8ème, labellisé le 23/11/2015.
- Saule pleureur, Étang de Suresnes, Bois de Boulogne, 16ème, planté en 1901, labellisé le 23/11/2015.
- Hêtre pleureur, Square Carnot, Bois de Vincennes, 12ème, planté en 1864, labellisé le 23/11/2015.
- Sophora du Japon, Parc des Buttes Chaumont (19-06), 19ème, labellisé le 23/11/2015.
- Robinier du square René-Viviani, 5ème, labellisé le 23/11/2015.
- Platanes communs (ID 302598), Jardin des Champs Elysées, 8ème, labellisé le 23/11/2015.
- Platanes communs (ID 307582), Jardin des Champs Elysées, 8ème, labellisé le 23/11/2015.
- Platane commun, Jardin du Champ de Mars, 7ème, labellisé le 23/11/2015.
- Orme Saint-Gervais, 4ème, labellisé le 23/11/2015.
- Figuier, Square Georges Caïn, 3ème, labellisé le 01/04/2017.
- Noyer du Caucase, Square d'Estienne d'Orves, 9ème, labellisé le 01/04/2017.
- Cèdre du Liban, Square de Choisy, 13ème, labellisé le 01/04/2017.

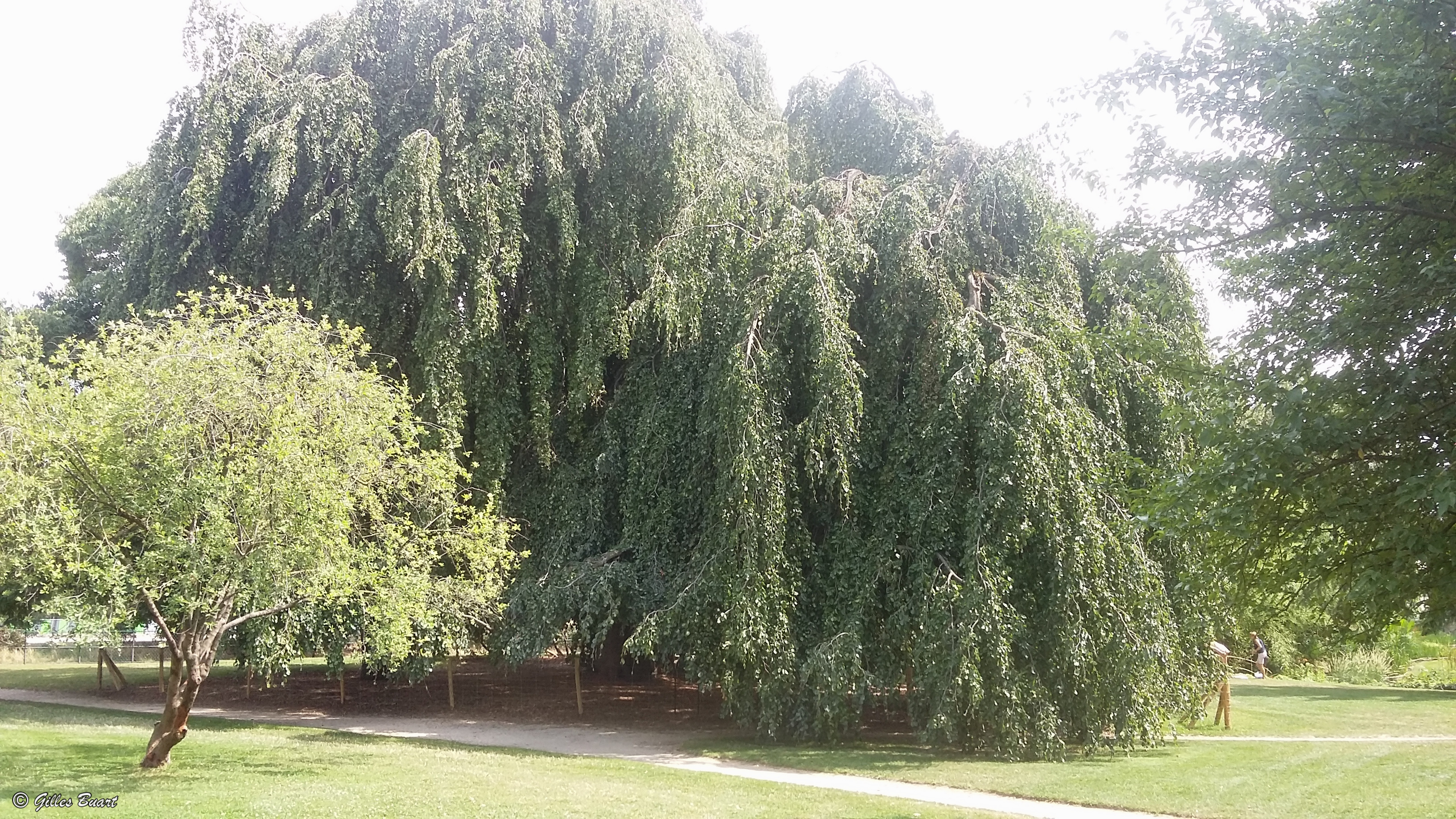
Le hêtre pleureur du Square Carnot (Paris 12ème).
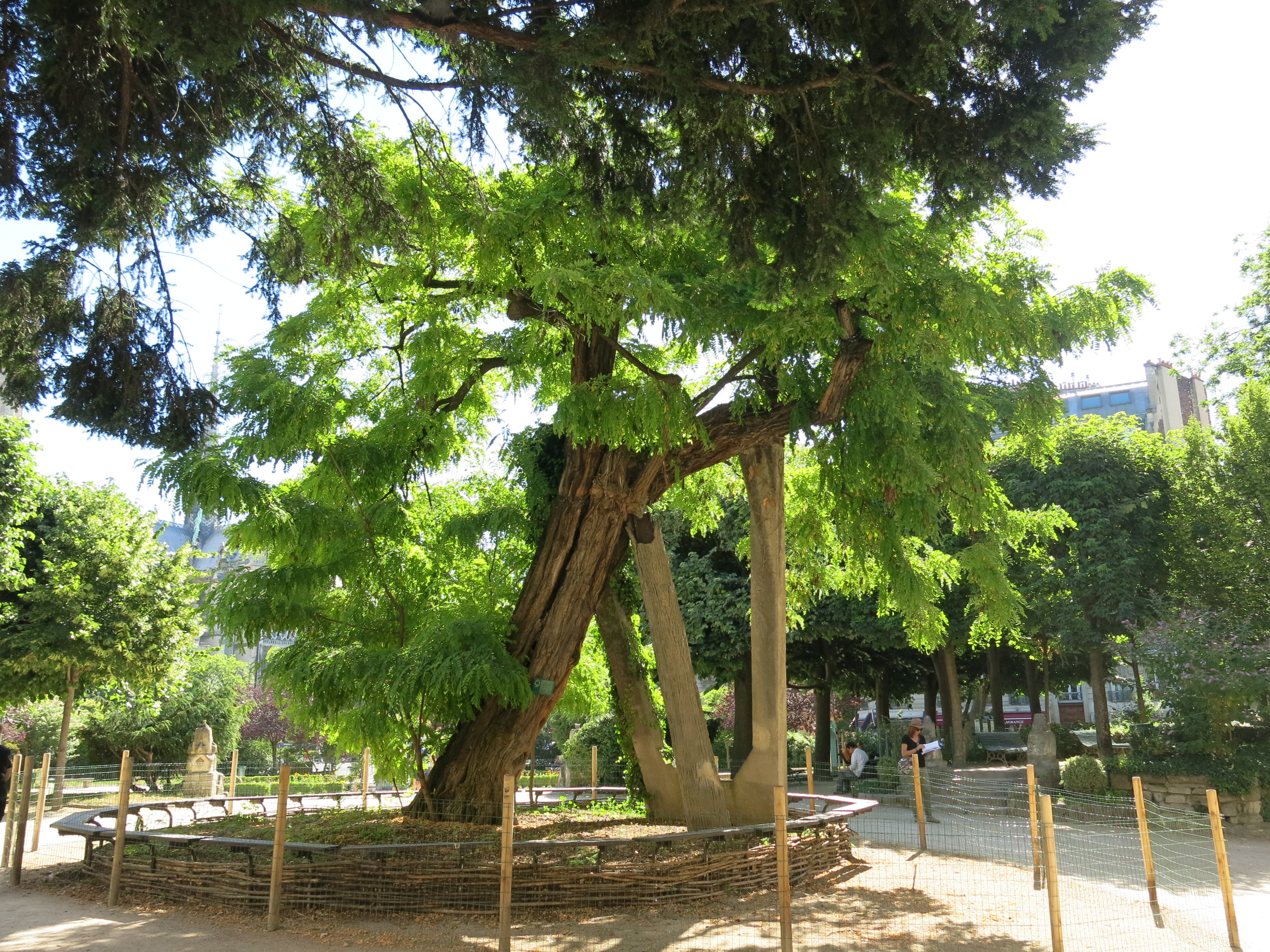
Le robinier planté en 1601, réputé le plus vieil arbre de Paris.
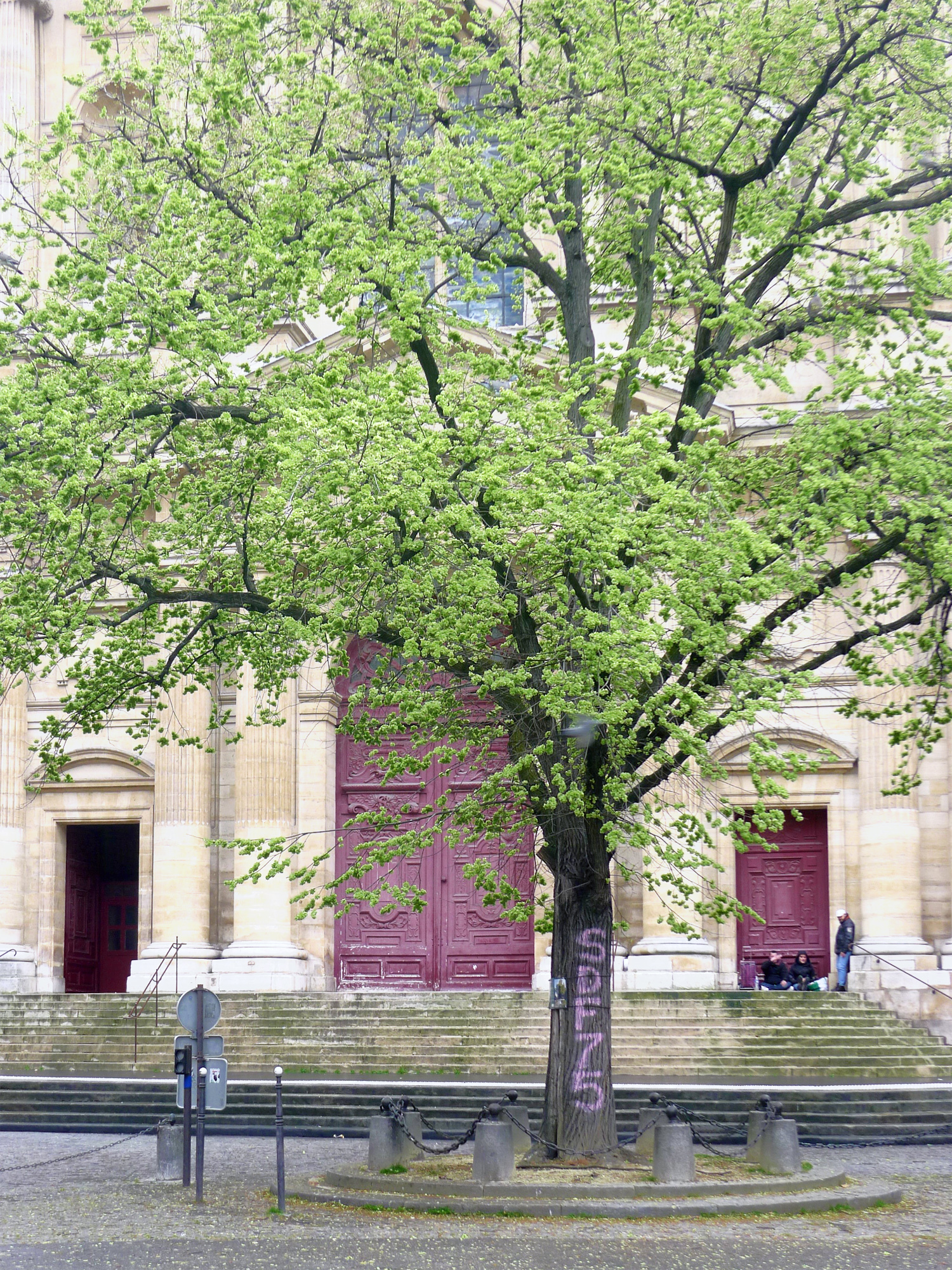
Orme de Saint-Gervais.

Autres arbres non labellisés:
- Saule Pleureur centenaire du Square de l'Île-de-France sur l'île de la Cité

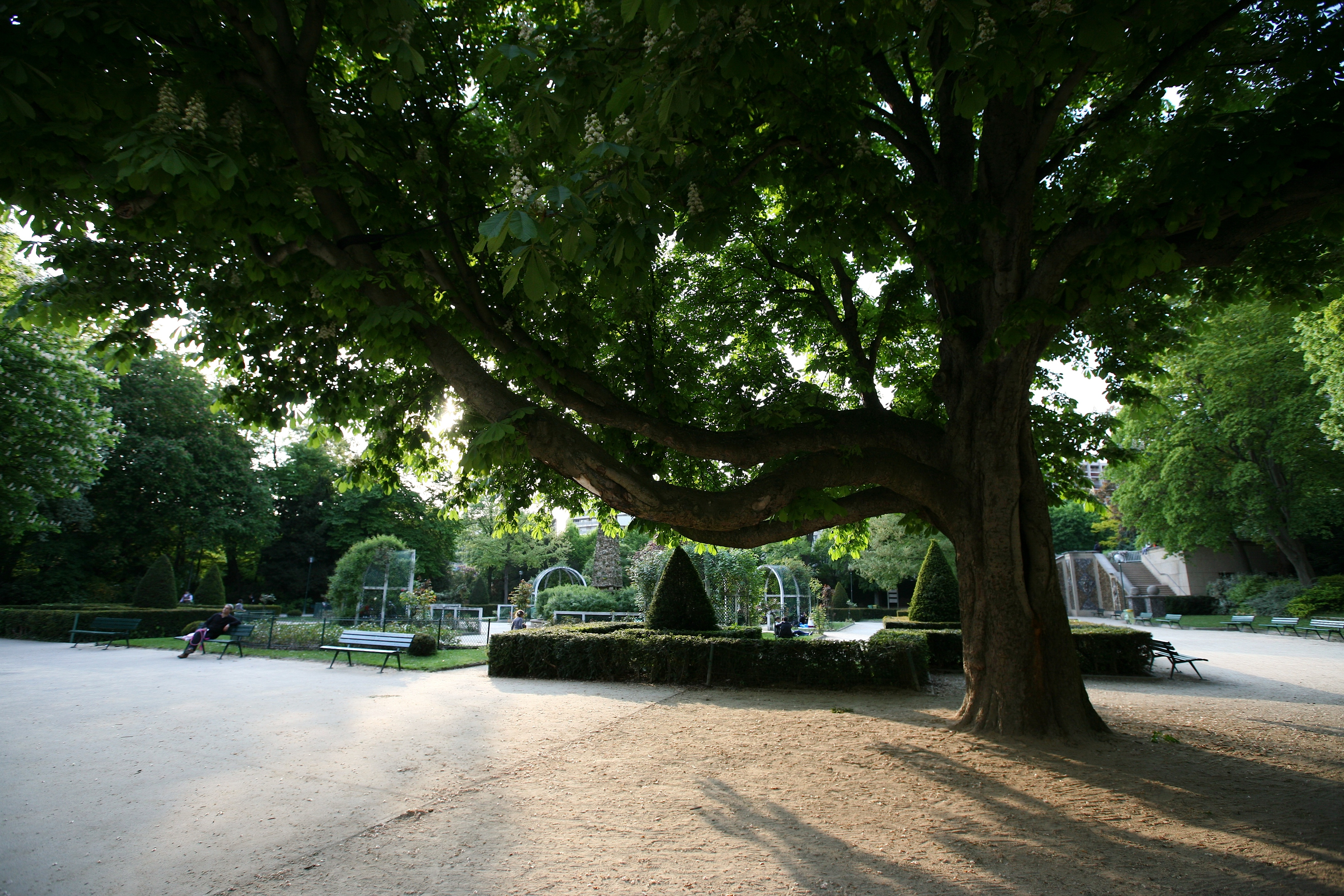
Marronnier d'inde du square René-Le Gall

- Marronnier d'inde du square René-Le Gall

#### Seine-et-Marne
Ci-dessous les 17 arbres ou ensemble d'arbres classés "Arbre Remarquable" par la Région Île-de-France le 25/11/2019. Certains de ces arbres ont obtenu le label "Arbre Remarquable de France" de l'Association A.R.B.R.E.S..
- Armainvilliers : cépée de chêne en forêt
- Bussy-Saint-Martin : deux platanes et un cèdre du parc de Rentilly
- Champs-sur-Marne : If dit de Bossuet dans le parc du château, planté entre 1810 et 1830[71], labellisé A.R.B.R.E.S. en 2006[7].
- Chessy : chêne historique
- Féricy : cyprès-chauves du bois de Saint Denis
- Ferrières-en-Brie : arbres remarquables du parc du château
- Ferrières-en-Brie : Les séquoias de l'allée des Lions, labellisé A.R.B.R.E.S. en 2006[7].

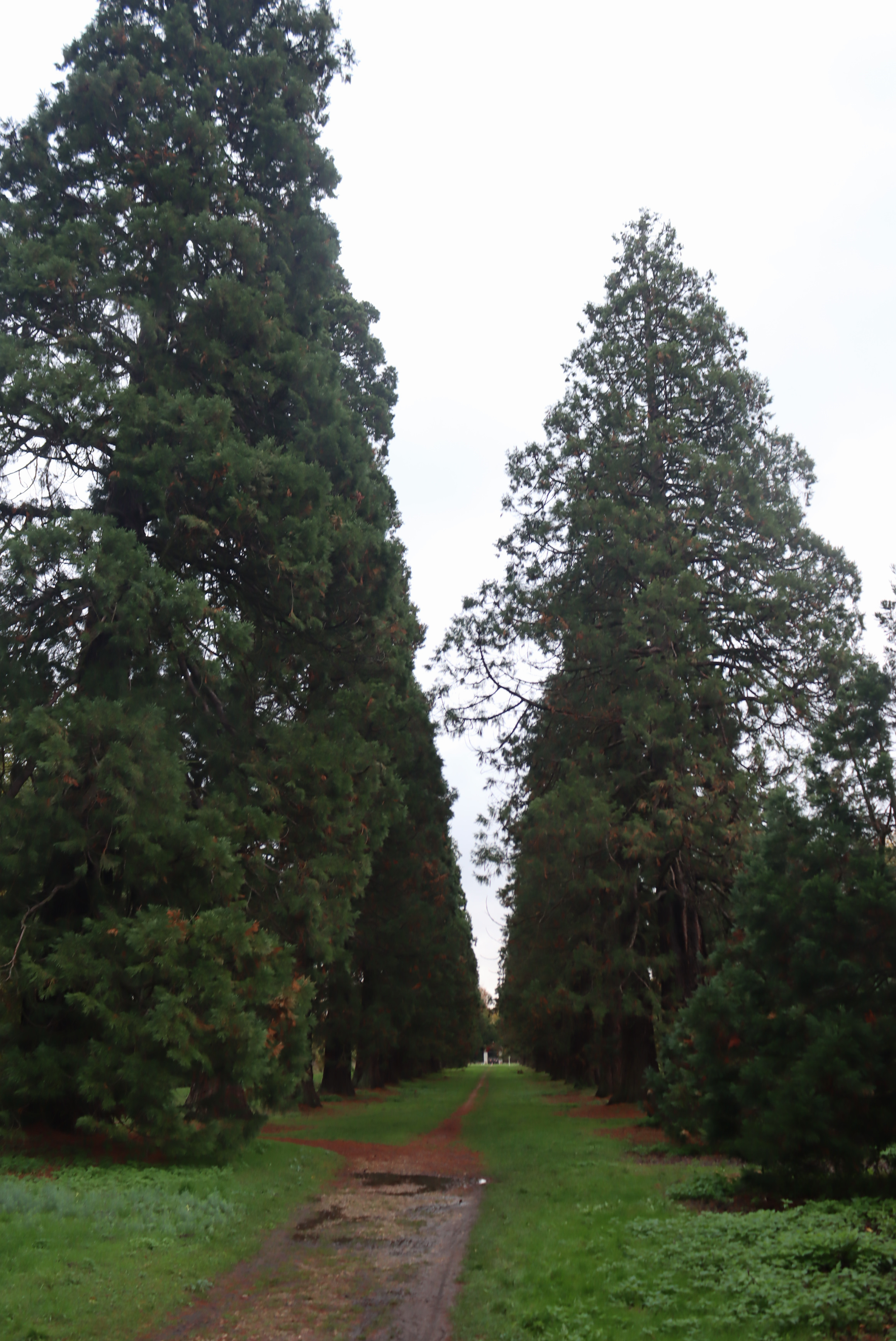
Allée des Lions - Ferrières-en-brie
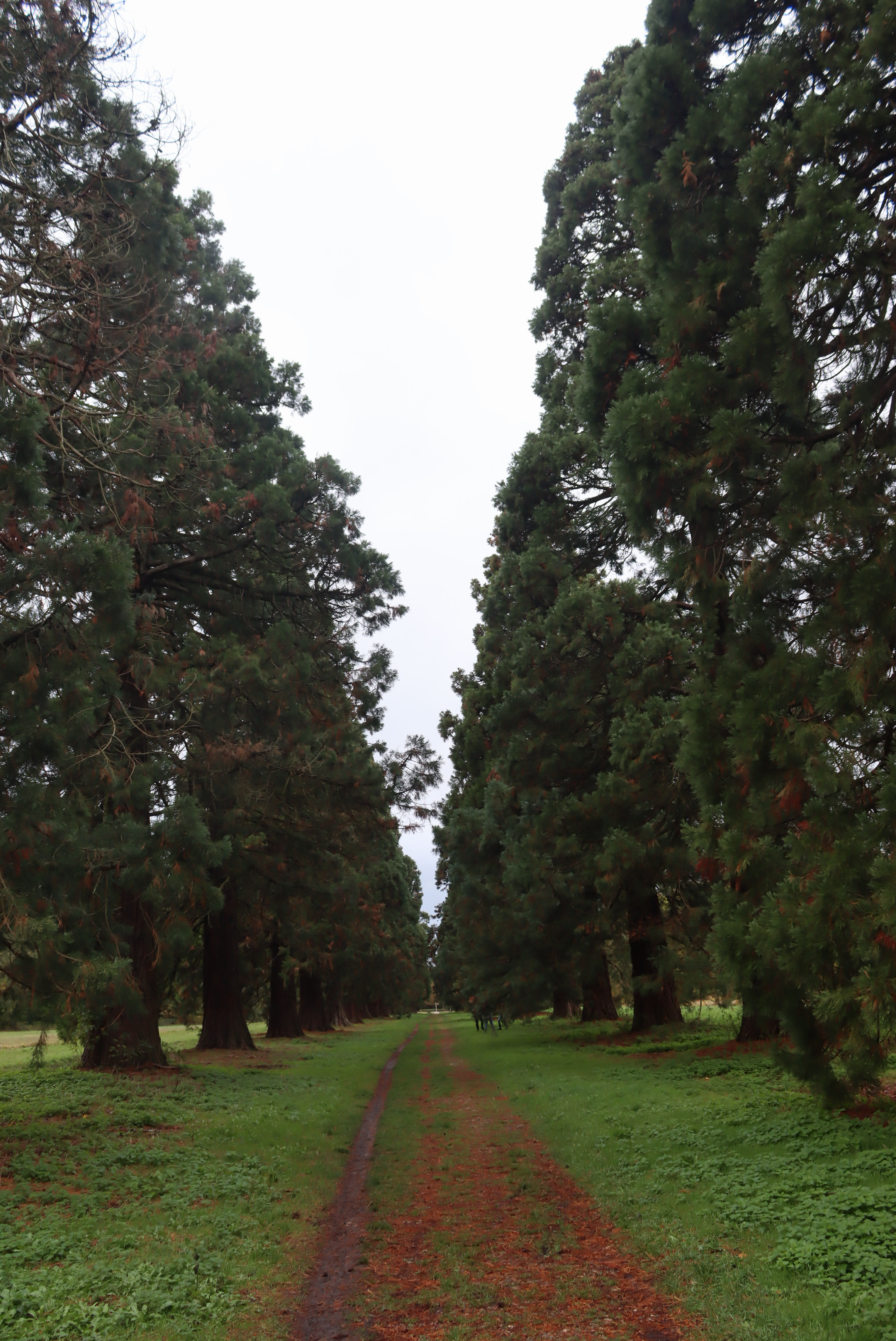
Allée des Lions - Ferrières-en-brie

- Fontainebleau : Chêne du Rocher Canon en Forêt de Fontainebleau, labellisé A.R.B.R.E.S. en 2006[7].
- Fontainebleau : chêne historique de Sully
- Fontainebleau : cépée de chênes, bouquet des Longues Vallées
- Jossigny : allée des platanes du château
- La Brosse-Montceaux : cépée de sophora, labellisé A.R.B.R.E.S. en 2006[7].
- La Rochette : charme cannelé du bois des Pincevents
- Maincy : allée de platanes face au château de Vaux-le-Vicomte
- Montry : sophora du Japon de l'EPIDE, labellisé A.R.B.R.E.S. en 2006[7].
- Noisiel : marronnier marcottant
- Voulangis : saules de Corot du pré-Manche

Deux autres arbres ne figurant pas dans la liste du 25/11/2019 ci-dessus, ont obtenu le label A.R.B.R.E.S..
- Champeaux : Platane du domaine d'Aunoy, labellisé en 2006.
- Thomery : Chêne sessile du domaine de Rosa Bonheur, labellisé en 2020.

#### Seine-Saint-Denis
Ci-dessous les 10 arbres ou ensemble d'arbres classés "Arbre Remarquable" par la Région Île-de-France le 25/11/2019. Certains de ces arbres ont obtenu le label "Arbre Remarquable de France" de l'Association A.R.B.R.E.S..
- Aulnay-sous-Bois : chênes de l'ancienne forêt de Bondy.
- Aulnay-sous-Bois : Parc départemental du Sausset
  - l'érable champêtre du triangle du Bocage.
  - le noyer d'Amérique des Petits Champs.
  - la hêtraie de la forêt.
- Gagny : Cèdre du Liban planté vers 1760 (30m de hauteur, 6m de circonférence)[72], Place du Souvenir Français (48° 53′ 04″ N, 2° 31′ 54″ E), labellisé ARF en 08/2023[8].

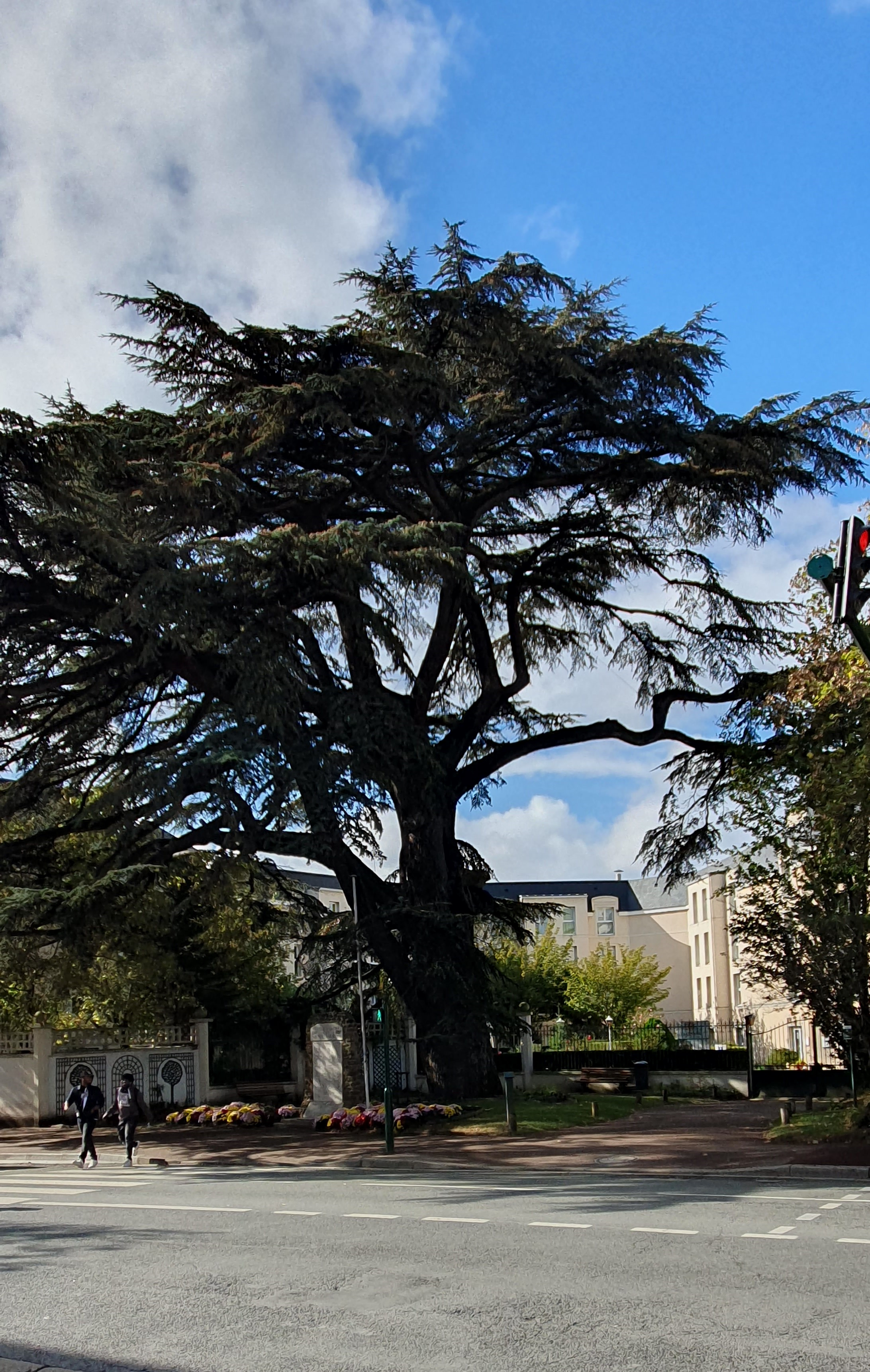
Cèdre du Liban - Gagny
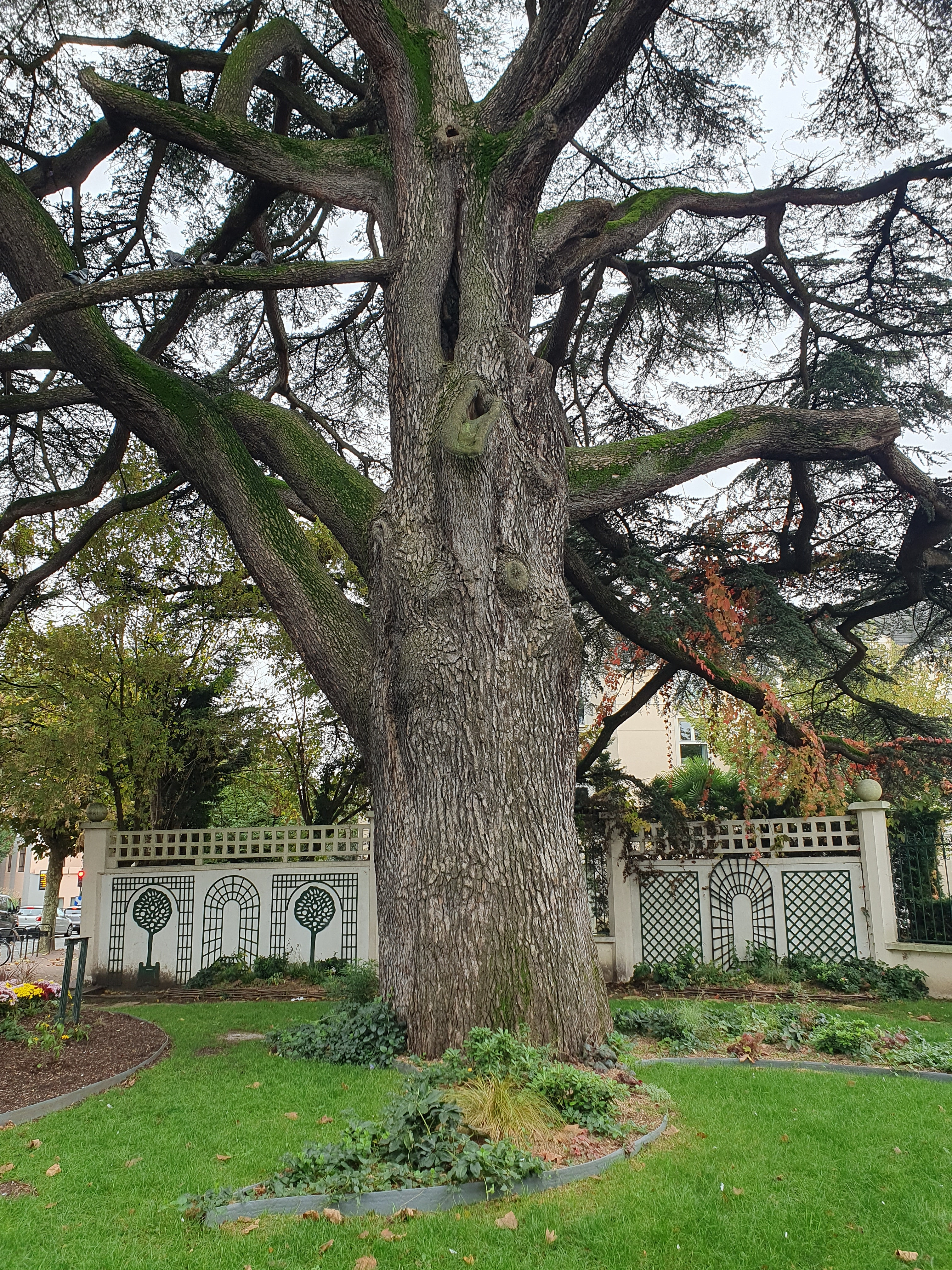
Cèdre du Liban - Gagny

- Gournay-sur-Marne : catalpa du parc de la mairie (48° 51′ 52″ N, 2° 34′ 21″ E), planté en 1782[73], labellisé ARF le 09 avril 2016[73].
- La Courneuve : Parc départemental Georges Valbon:
  - le ginkgo biloba de la pelouse
  - le pin noir de la vallée des fleurs
  - le platane des 3 rivières
  - le séquoia géant de la pelouse de la tête de Géant
- Livry-Gargan : Cèdre du Liban, 35 Av. du Maréchal Leclerc (RN3) (48° 53′ 04″ N, 2° 31′ 54″ E), planté vers 1750[74].
- Neuilly-Plaisance : Le chêne historique, près de l'église Notre-Dame de l'Assomption.
- Sevran : Platane de la Liberté.
- Sevran : Parc forestier de la Poudrerie (communes de Sevran, Livry-Gargan, Vaujours, Villepinte)
  - le peuplier tremble de la piste cyclable
  - l'orme champêtre de l'aire de jeux du Renard
  - les chênes «doublettes»
  - les 2 séquoias géants proche du Pavillon Maurouard
- Villemomble : Le platane, 47 Grande Rue (48° 52′ 59″ N, 2° 30′ 46″ E).

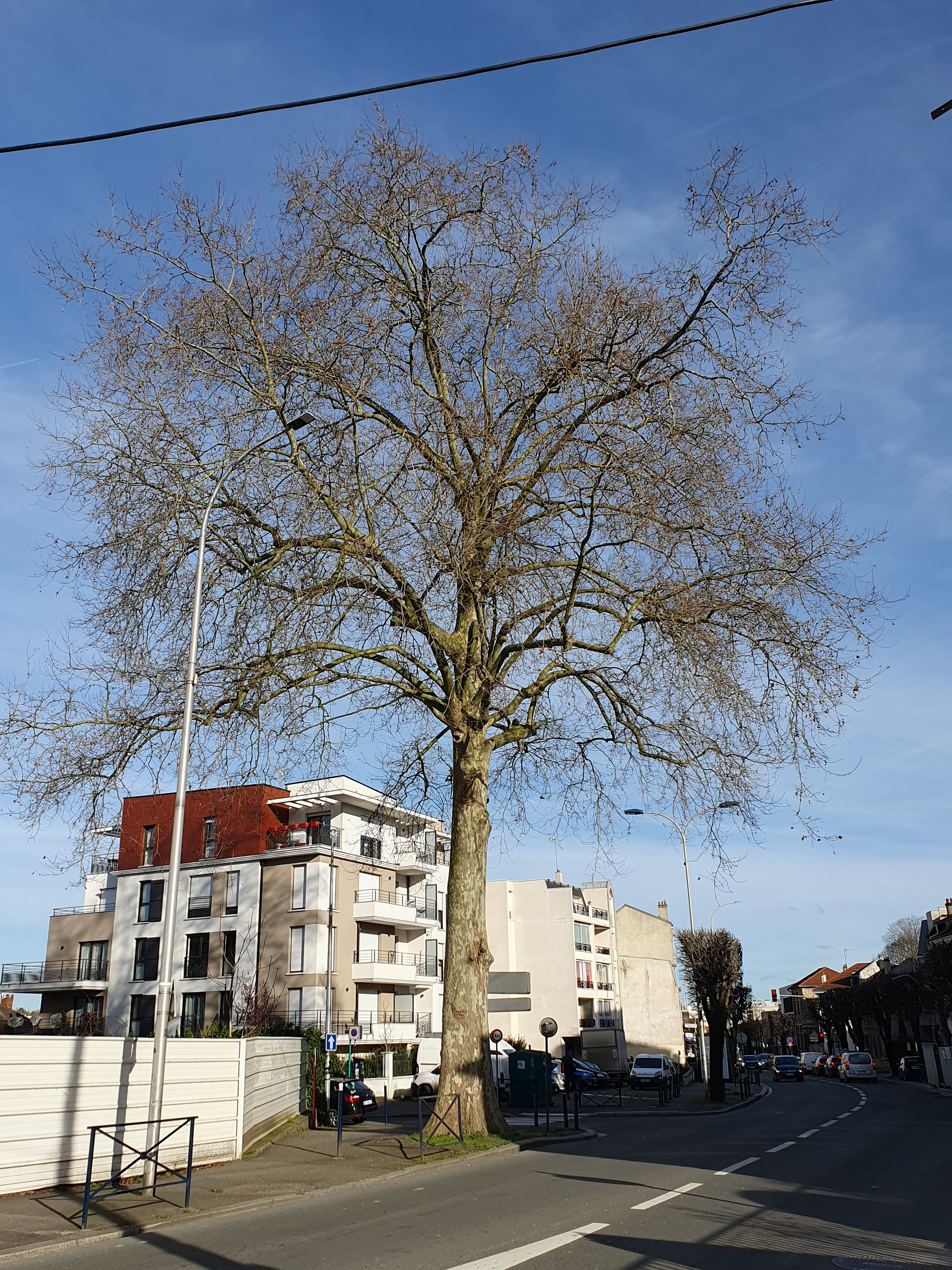
Platane de Villemomble

D'autres arbres ne figurant pas dans la liste du 25/11/2019 ci-dessus, ont également obtenu le label A.R.B.R.E.S..
- Bagnolet : chêne-liège planté en 1960, (labellisé A.R.B.R.E.S. en avril 2006).
- Coubron : Ginkgo biloba + Platane, place du 19 mars 1962 (labellisés en 2000 - Abattus en 2009 Malades[7]).
- Pantin : Amandier (labellisé en 2001 - mort en 2009).

#### Val-de-Marne
Ci-dessous les 11 arbres ou ensembles d'arbres classés "Arbre Remarquable" par la Région Île-de-France le 25/11/2019. Certains de ces arbres ont obtenu le label "Arbre Remarquable de France" de l'Association A.R.B.R.E.S..
- Arcueil : la « forêt » de métaséquoias de la Vache noire.
- Fresnes : le cèdre du Liban du parc du Coteau, labellisé en 2005.
- Ivry-sur-Seine : Le Chêne vert, labellisé en 2017[75].
- Mandres-les-Roses : le mûrier du parc des Charmilles, labellisé le 04/12/2023.
- Nogent-sur-Marne : les arbres remarquables de l'Ile des Loups, labellisés en 2021.
- Orly :le mûrier de la résidence Anotera, labellisé en 2007.
- Rungis : Le Tilleul à grandes feuilles, situé dans le parc de la mairie d'honneur, labellisé en 2010.

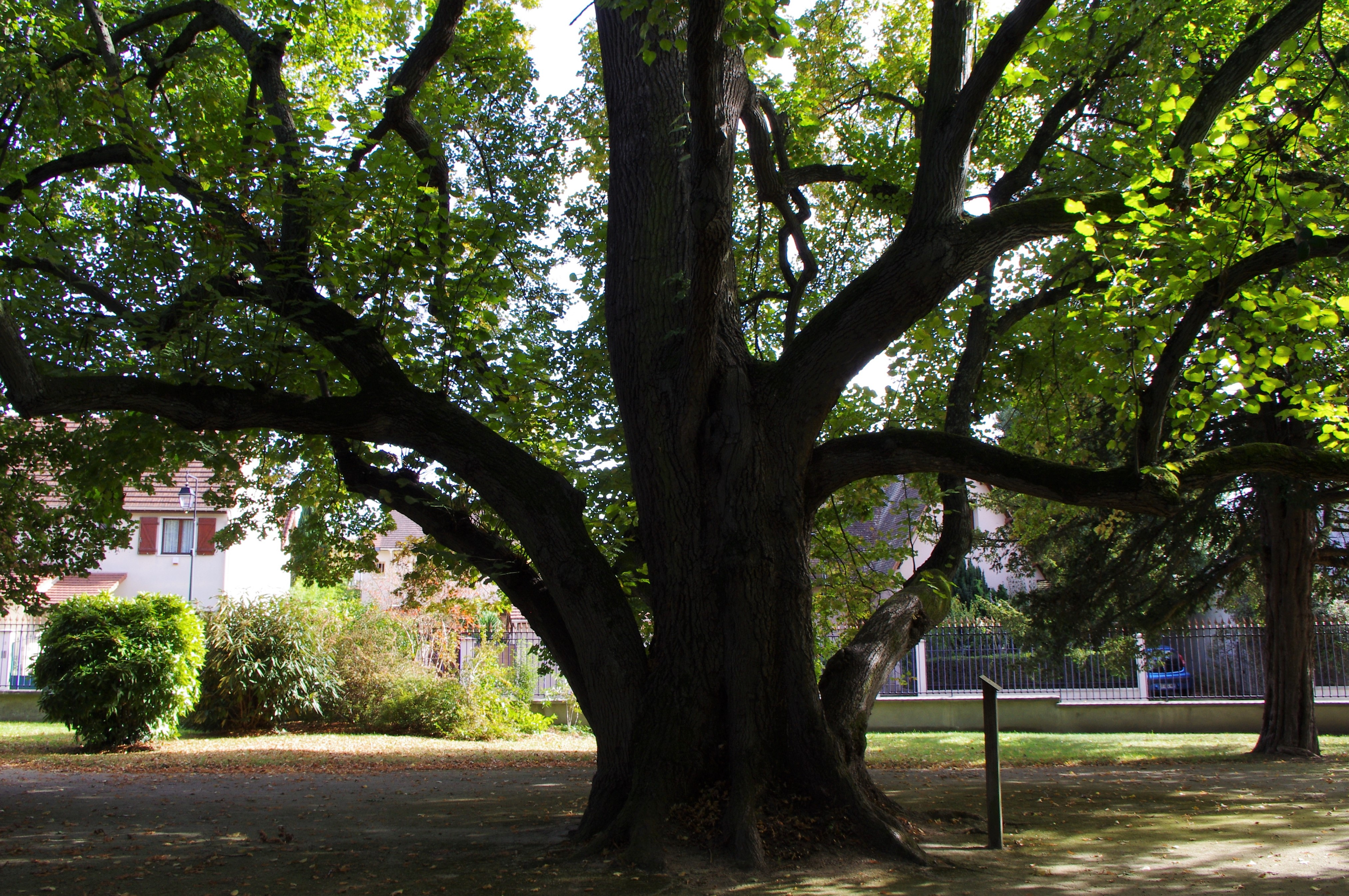
Rungis, Tilleul à grandes feuilles.

- Saint Maurice : le platane.
- Sucy-en-Brie : le mûrier.
- Sucy-en-Brie :  le tilleul et le platane du parc de la résidence de la Cité verte.
- Vitry-sur-Seine : le cèdre du Liban du parc du Coteau, labellisé en 2005.

Autres arbres labellisés ARF par A.R.B.R.E.S.:
- L'Haÿ-les-Roses : l'arbre de Judée, labellisé en 2001
- Maisons-Alfort, l'allée de platanes, labellisée le 01/07/2024.
- Périgny-sur-Yerres, le cèdre du Liban, les 2 maronniers et le sophora de la place du Général De Gaulle, labellisés en 2018.
- Saint-Maur-des-Fossés, le cèdre du Liban, labellisé le 08/03/2024.

#### Val-d'Oise
Ci-dessous les 19 arbres ou ensembles d'arbres classés "Arbre Remarquable" par la Région Île-de-France le 25/11/2019. Certains de ces arbres ont obtenu le label "Arbre Remarquable de France" de l'Association A.R.B.R.E.S..
Ils sont répertoriés sur le site de l' Observatoire des arbres du Val d'Oise.
- Arnouville : le marronnier de l'espace Fontaine, labellisé en 2018, hauteur 20m, circonférence 3m[77].
- Béthemont : les deux châtaigniers, labellisés en 2004, planté vers 1624-1674, hauteur 23m, circonférence 7m[78].
- Fontenay-en-Parisis :le marronnier de la place de l'église, hauteur 23m, circonférence 3,3m[79].
- L’Isle-Adam :le platane en cépée des trois frères du parc Manchez, labellisé en 2016, hauteur 36m, circonférence 3 troncs de 4,3m[80].
- L’Isle-Adam :les tilleuls du parc du château de Stors, labellisés en 2007[81].
- La Roche-Guyon : le platane, hauteur 34m, circonférence 4,3m[82].
- Maffliers : le platane hybride, hauteur 33m, circonférence 6m[83].
- Magny-en-Vexin : le séquoia géant de l'hopital, hauteur 40m, circonférence 6,5m[84].
- Maudétour : l'allée de 96 tilleuls à grandes feuilles[85].
- Mery-sur-Oise :les deux platanes du parc du Château, hauteur 33m, circonférence 2 troncs de 4,6m[86].
- Montmorency : les 44 châtaigniers de Jean-Jacques Rousseau, labellisés en  2004[87].
- Osny : le tilleul  à grandes feuilles du parc de la mairie, hauteur 31m, circonférence 4,1m[88].
- Roissy-en-France :les cèdres du parc du Cèdre, labellisés en 2005, abattus en 2018 et 2019[89].
- Ronquerolles :le tilleul  à grandes feuilles de l'église, planté en 1793, hauteur 18m, circonférence 4m[90].
- Saint-Cyr-en-Arthies : platane d'Orient, d'un diamètre de 7,8 m et d'une hauteur de 40 m, il se propage par marcottage spontané[91], labellisé en 2015, planté avant la révolution Française[92].
- Saint-Gratien :le cèdre du Liban de la mairie, labellisé en 2000, planté en 1710[93].
- Saint-Martin-du-Tertre :les 3 cyprès-chauves du Parc du château de Franconville-aux-bois[94].
- Saint-Ouen-l'Aumône : les 27 platanes du miroir d'eau de l'abbaye de Maubuisson, labellisé en 2007[95].
- Taverny :ensemble des arbres de l'hôpital, labellisés en 2004:
  - Sequoia sempervirent: hauteur 36m, circonférence 5m[96].
  - Pin laricio de Corse: hauteur 27m, circonférence 4m[97].
  - Erable de Montpellier: hauteur 14m, circonférence 2,8m[98].
  - Cèdre du Liban: hauteur 20m, circonférence 6m[99].

Autres arbres labellisés ARF par A.R.B.R.E.S. et non inclus dans la liste du 25/11/2019.
- Arnouville : le sophora pleureur de l'Institut Pierre Mâle,  labellisé en 2005, planté vers 1790-1800, hauteur 7m, circonférence 2,8m[100].
- Baillet-en-France : les 8 séquoias géants du golf, labellisés en 2004[101].
- Montmorency : le cèdre, labellisé en 2001, (mort et disparu)[102].
- Sannois : l'araucaria, labellisé en 2004,  hauteur 15m, circonférence 1,8m[103].
- Survilliers : le chêne pédonculé, labellisé en 2004, mort en 2007[7].
- Villiers-le-Bel : le Ginkgo Biloba du Parc Sainte-Beuve, labellisé en 2021,  hauteur 21m, circonférence 3,9m[104].
- Villiers-le-Bel : le platane d'Orient du Parc Louis Jouvet, labellisé en 2021,  hauteur 12m, circonférence 1m[105].

Arbres considérés "Arbres Remarquables" classés en 2015 par l' Observatoire des arbres du Val d'Oise mais ne figurant pas dans la base A.R.B.R.E.S.
- Jouy-le-Moutier : catalpas des jardins du campus Veolia[106].
- Vauréal : parc du Clos Levallois
  - noyer noir d’Amérique[107].
  - tilleul à feuilles laciniées[108].
  - pins noirs[109].

#### Yvelines
- La Celle-Saint-Cloud : Châtaigniers de Tournebride

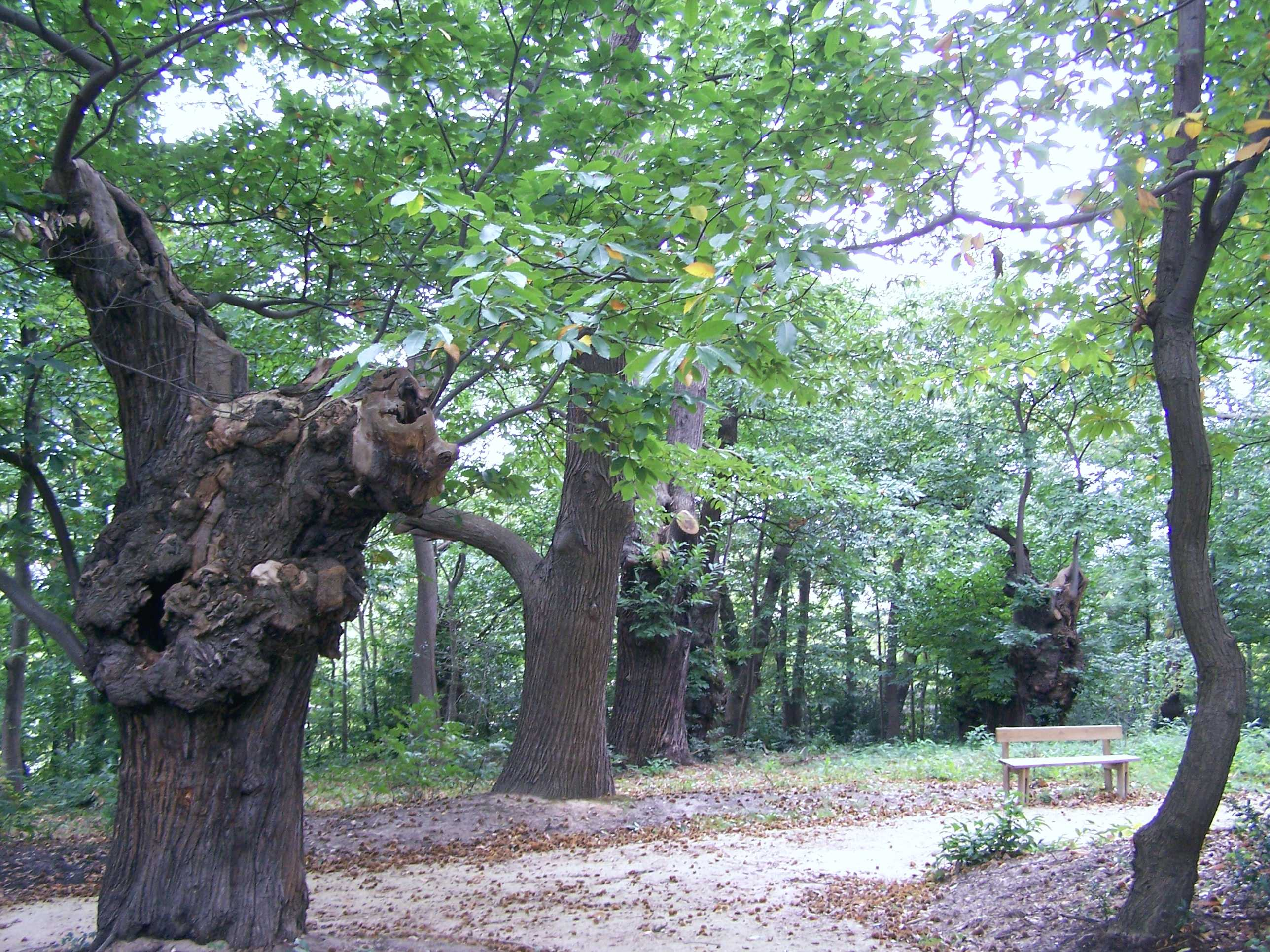
Châtaigniers de Tournebride.

- Les Clayes-sous-Bois : Arbre de Diane
- Rambouillet : Chêne de Montorgueil
- Versailles :
  - Domaine de Trianon :
    - Platane à feuilles d'érable du hameau de la Reine
    - Sophora du Petit Trianon
    - Sophoras du Japon pleureurs

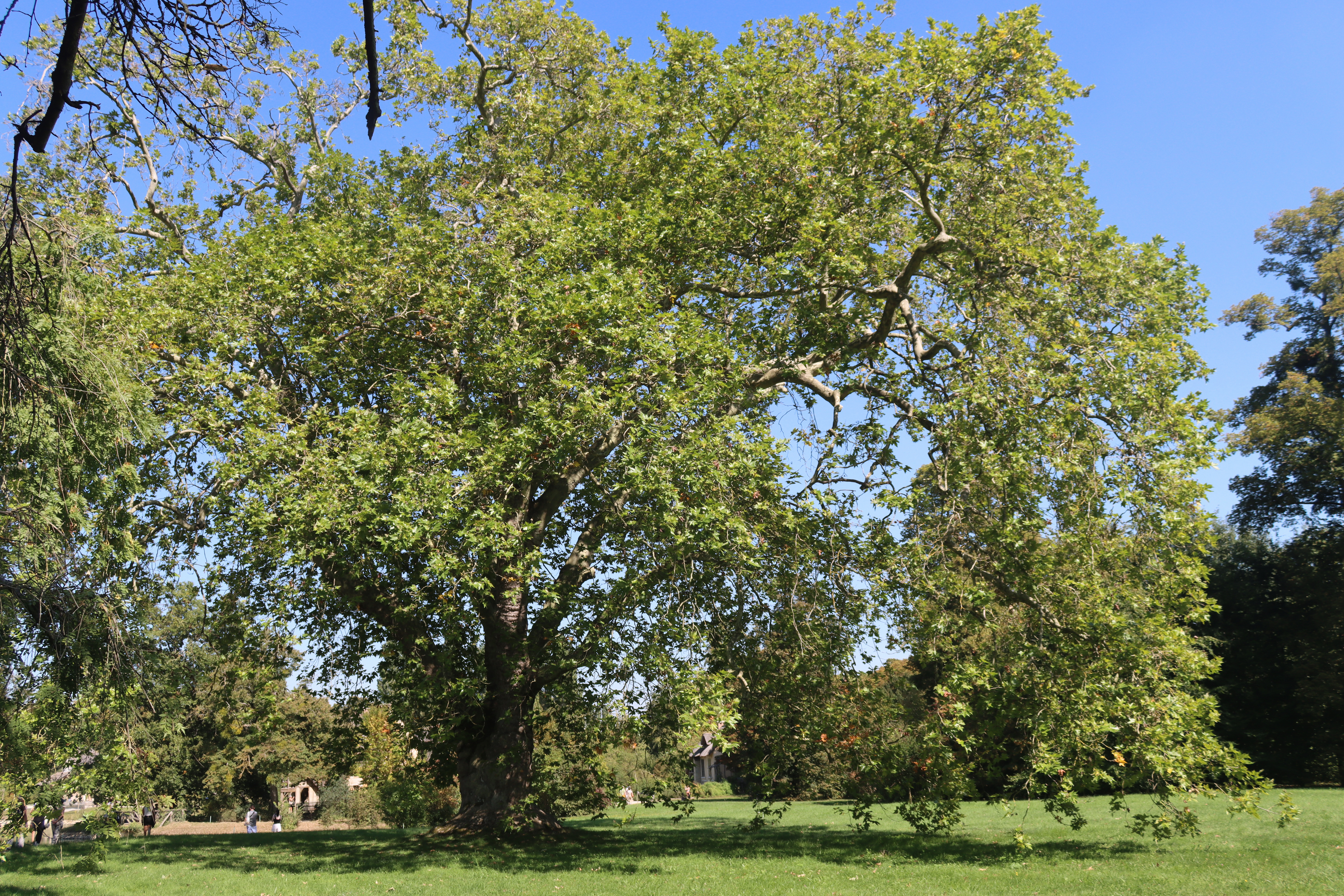
Platane à feuilles d'érable du Hameau de la Reine
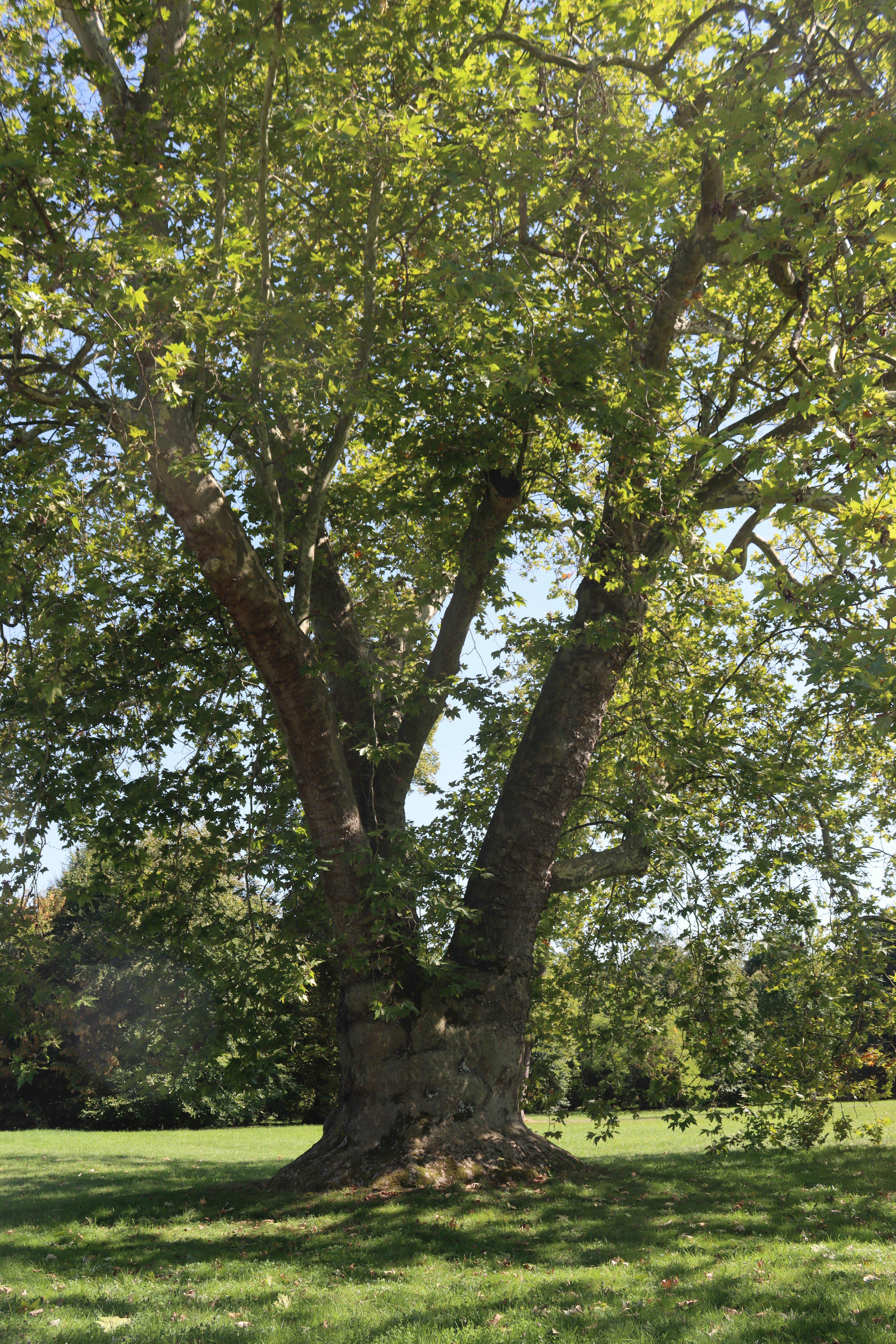
Platane à feuilles d'érable du Hameau de la Reine
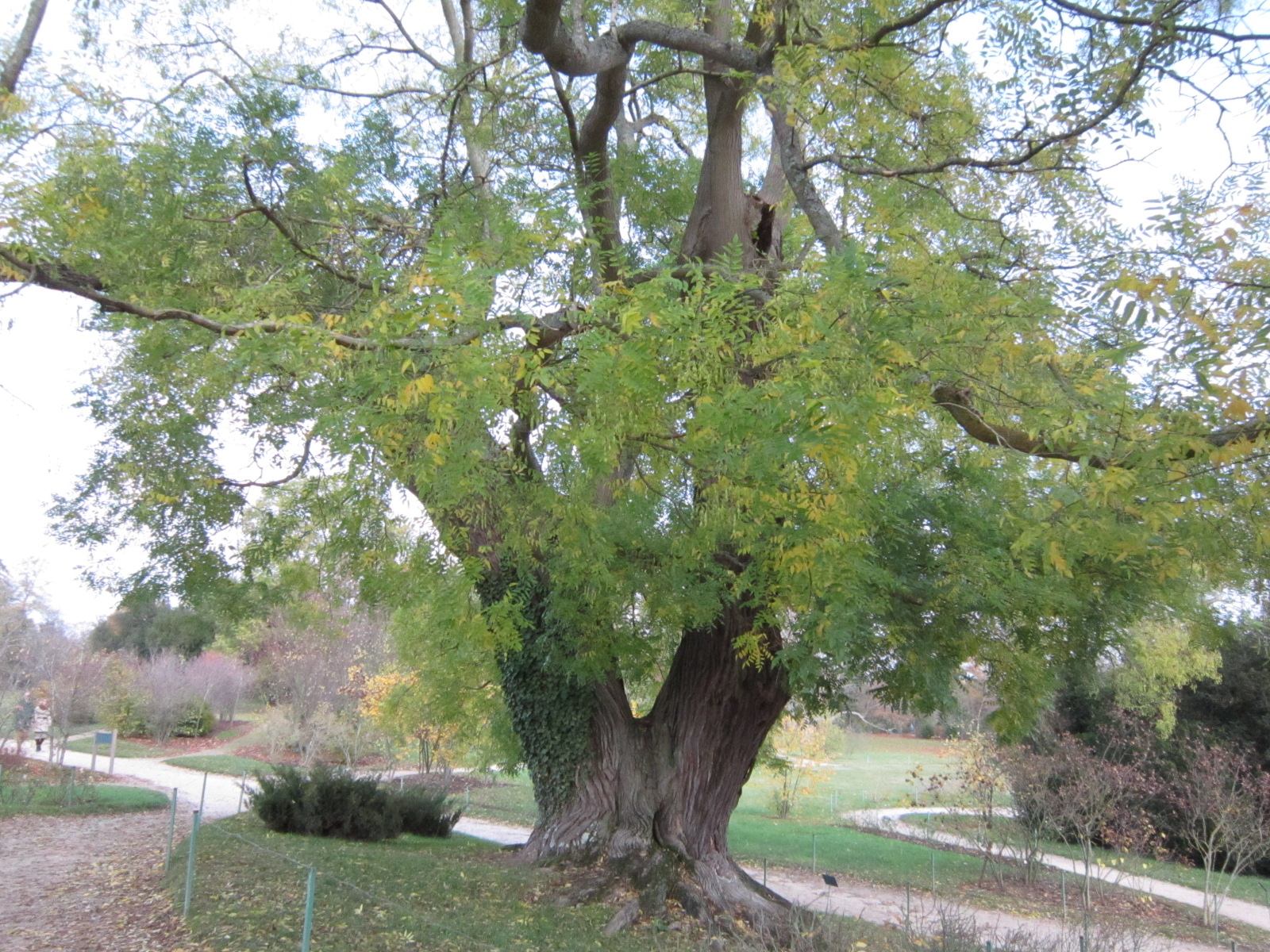
Sophora du Trianon.
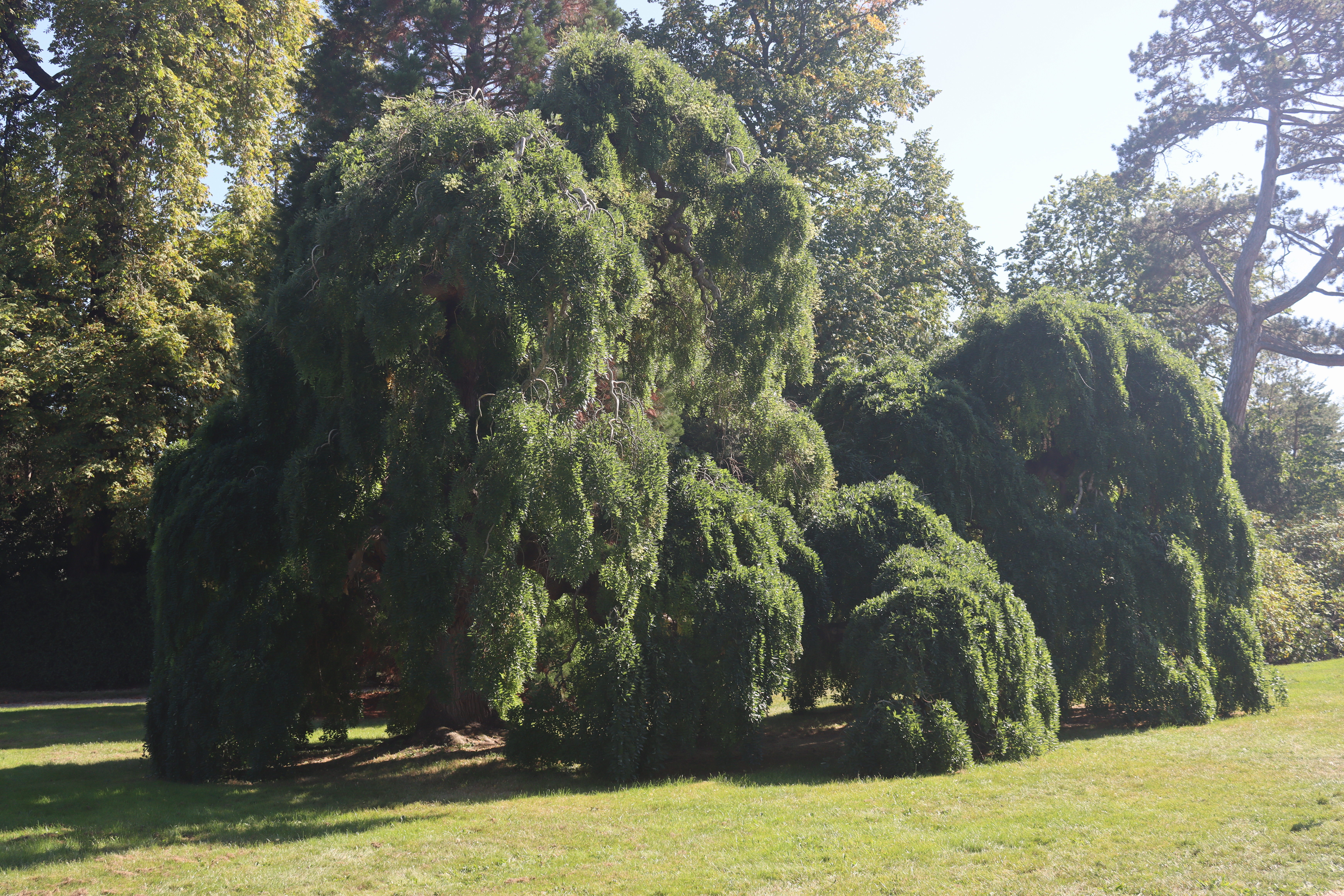
Sophoras du japon pleureurs - Domaine de Trianon
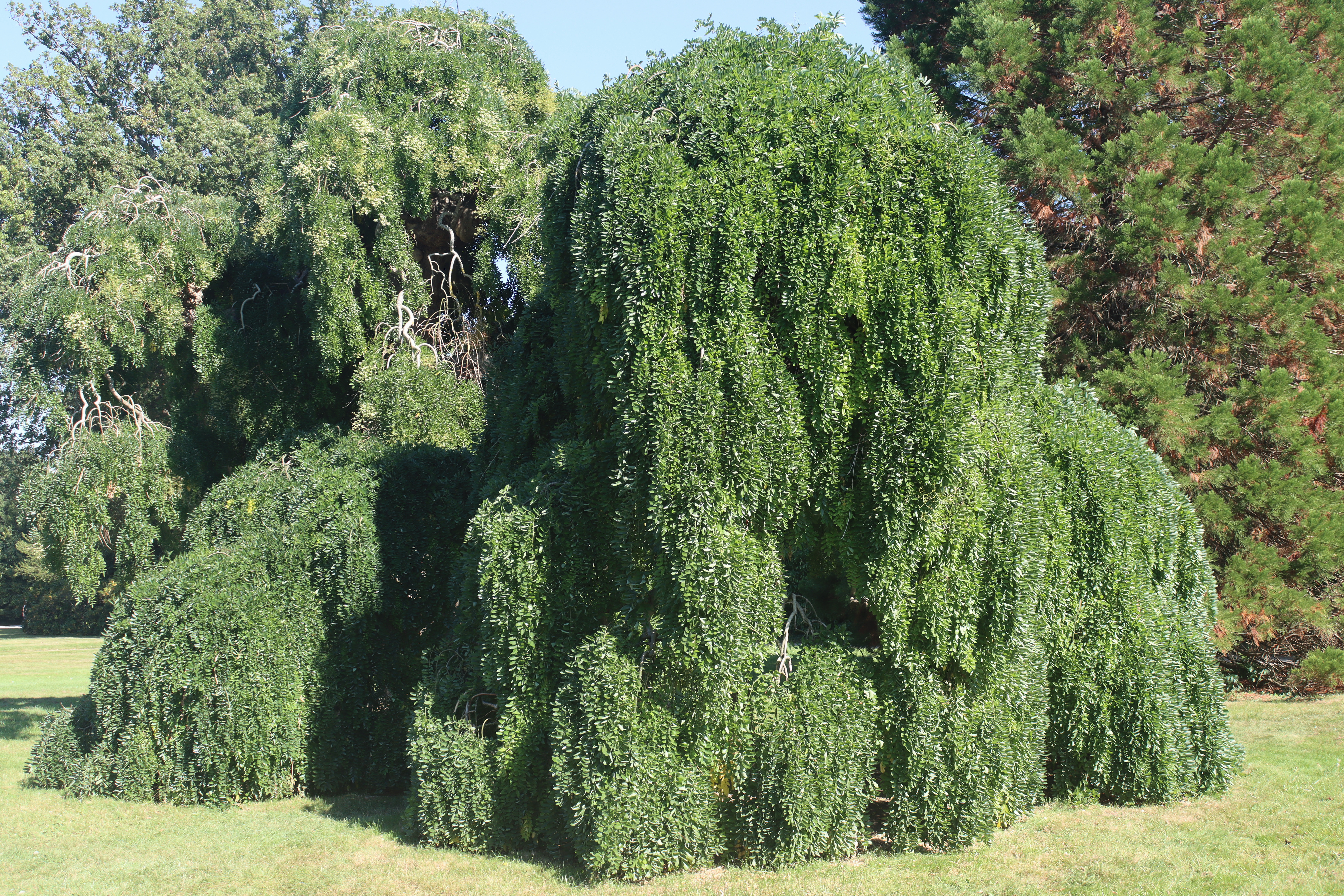
Sophoras du japon pleureurs - Domaine de Trianon

- Viroflay : Chêne de la Vierge

### Normandie

#### Calvados
- Bayeux :
  - Hêtre tortillard pleureur
  - Platane de la liberté
- Caen : Sophora japonica planté en 1750 dans le Jardin des plantes de Caen, 4,60 m de circonférence
- Castillon : If funéraire
- Courson : If funéraire
- Estry : If funéraire, daté d'environ 1 600 ans, avec une circonférence de 11,55 m, est considéré comme l'un des plus vieux arbres de France[110].
- Livarot-Pays-d'Auge : Hêtre commun et platane d'Orient du château de Fervaques (plus vieux platane de France, âgé de plus de 500 ans, 25 m de hauteur, 13,80 m de circonférence à 1,50 m du sol, 36 m d'envergure)
- Pierres : If funéraire
- Saint-Pierre-la-Vieille : If funéraire
- Saint-Rémy : If funéraire.

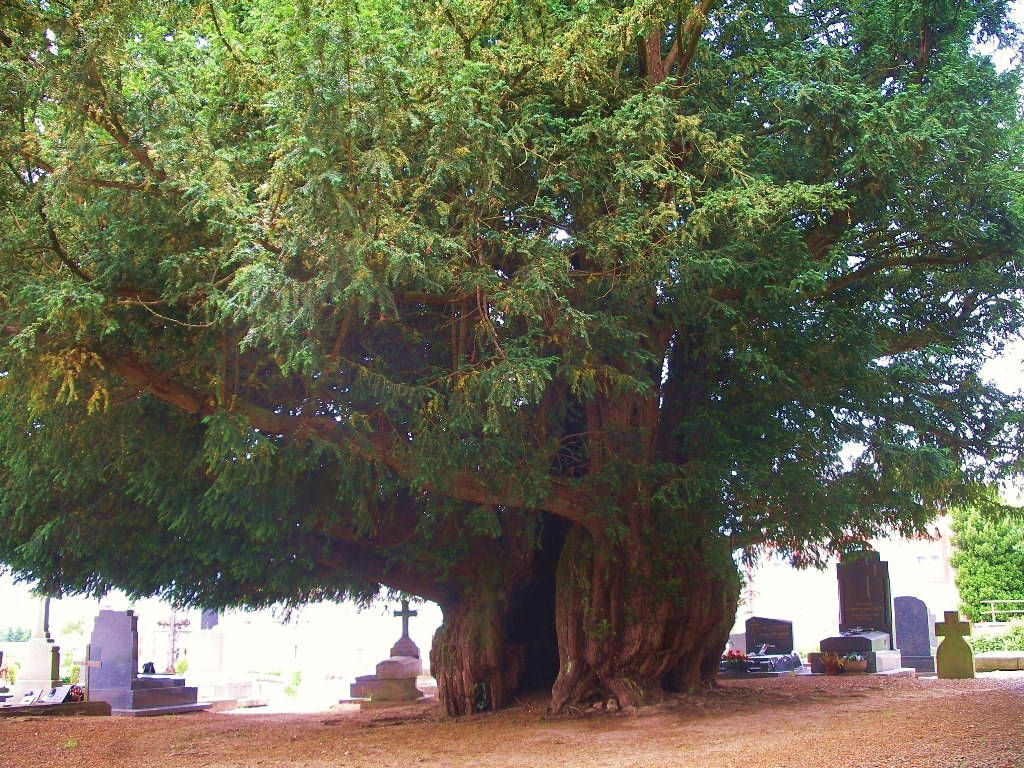
If millénaire d'Estry.
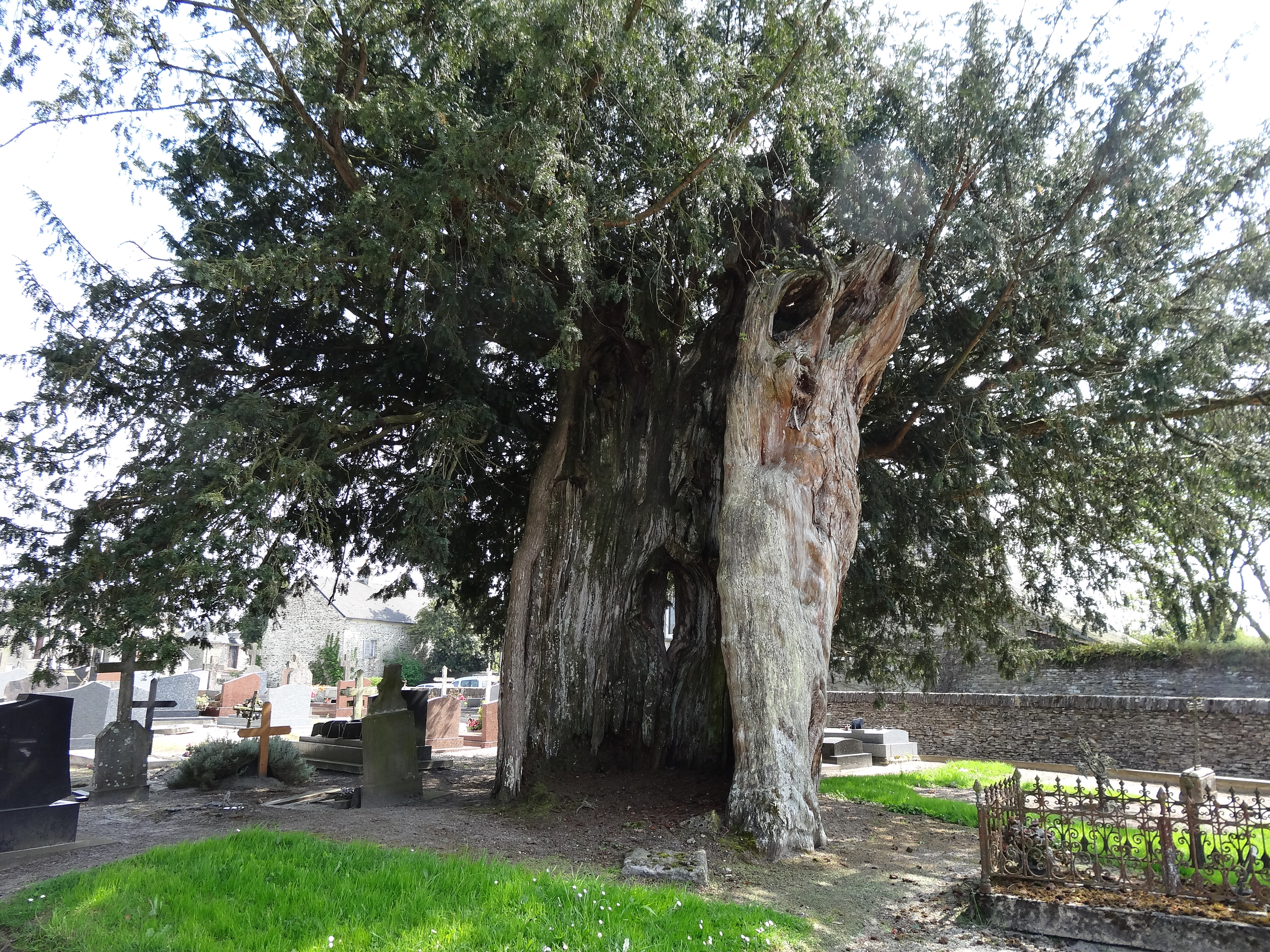
If funéraire de Castillon.
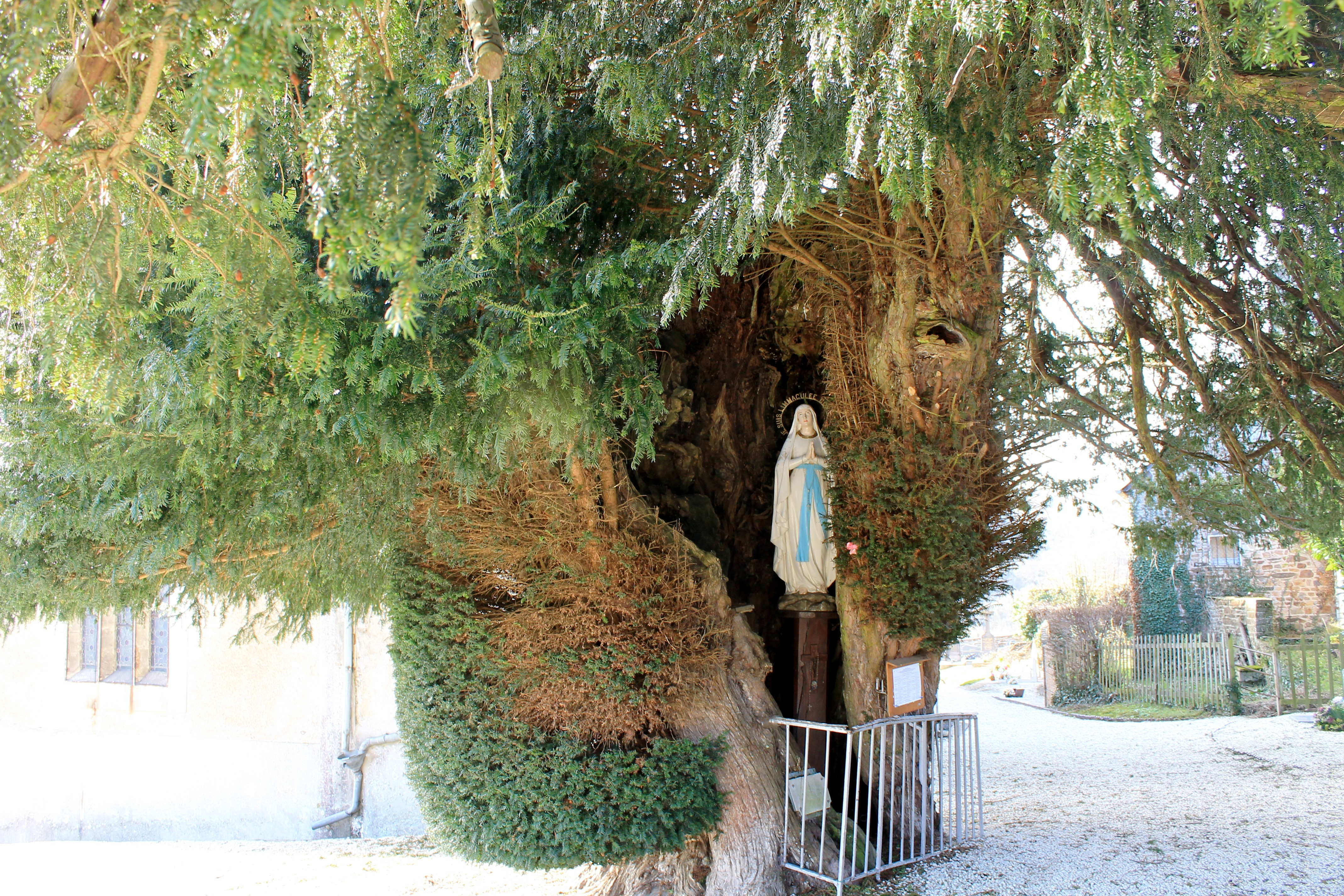
If funéraire de Saint-Rémy.
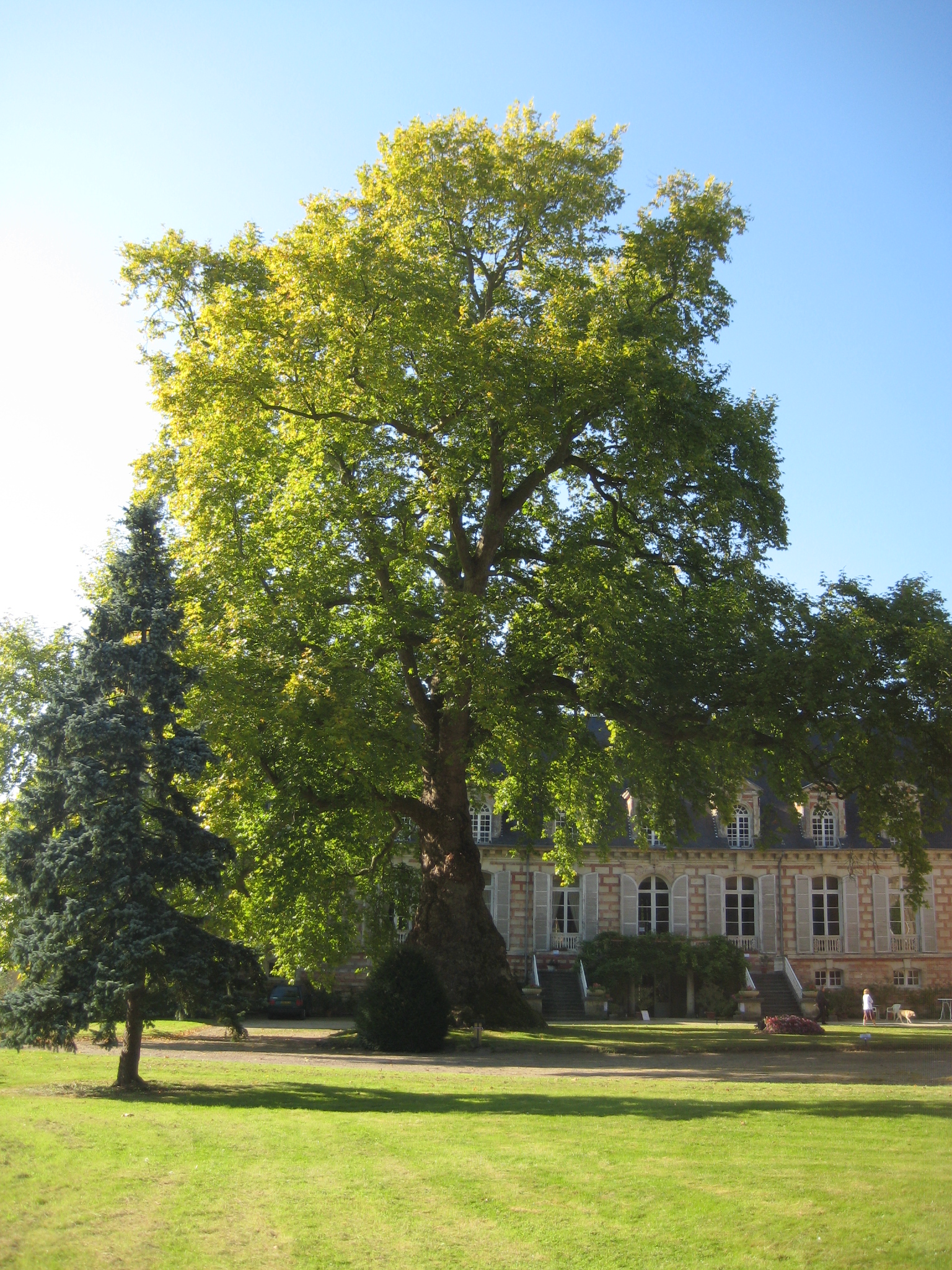
Platane de Fervaques.
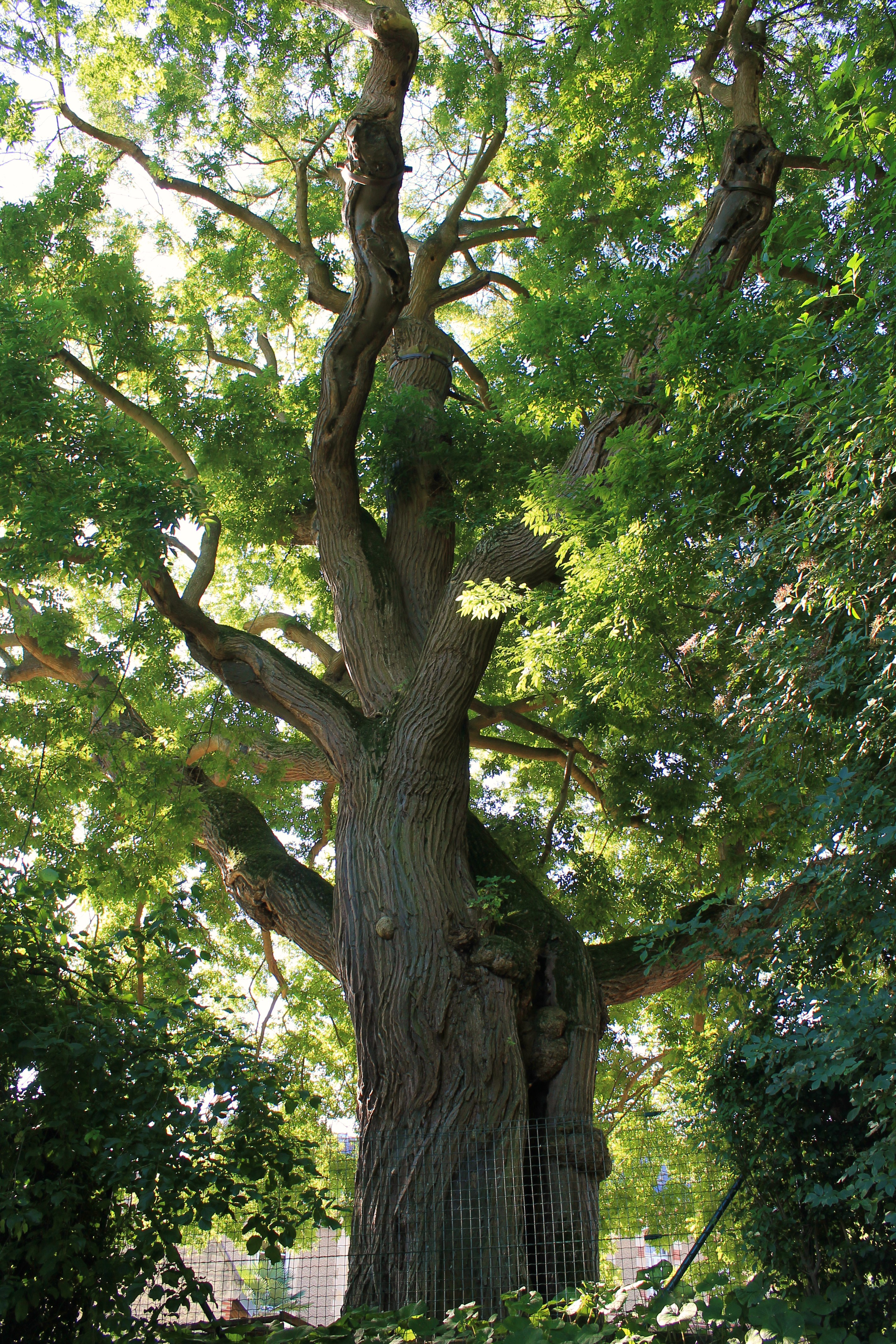
Sophora japonica de Caen.
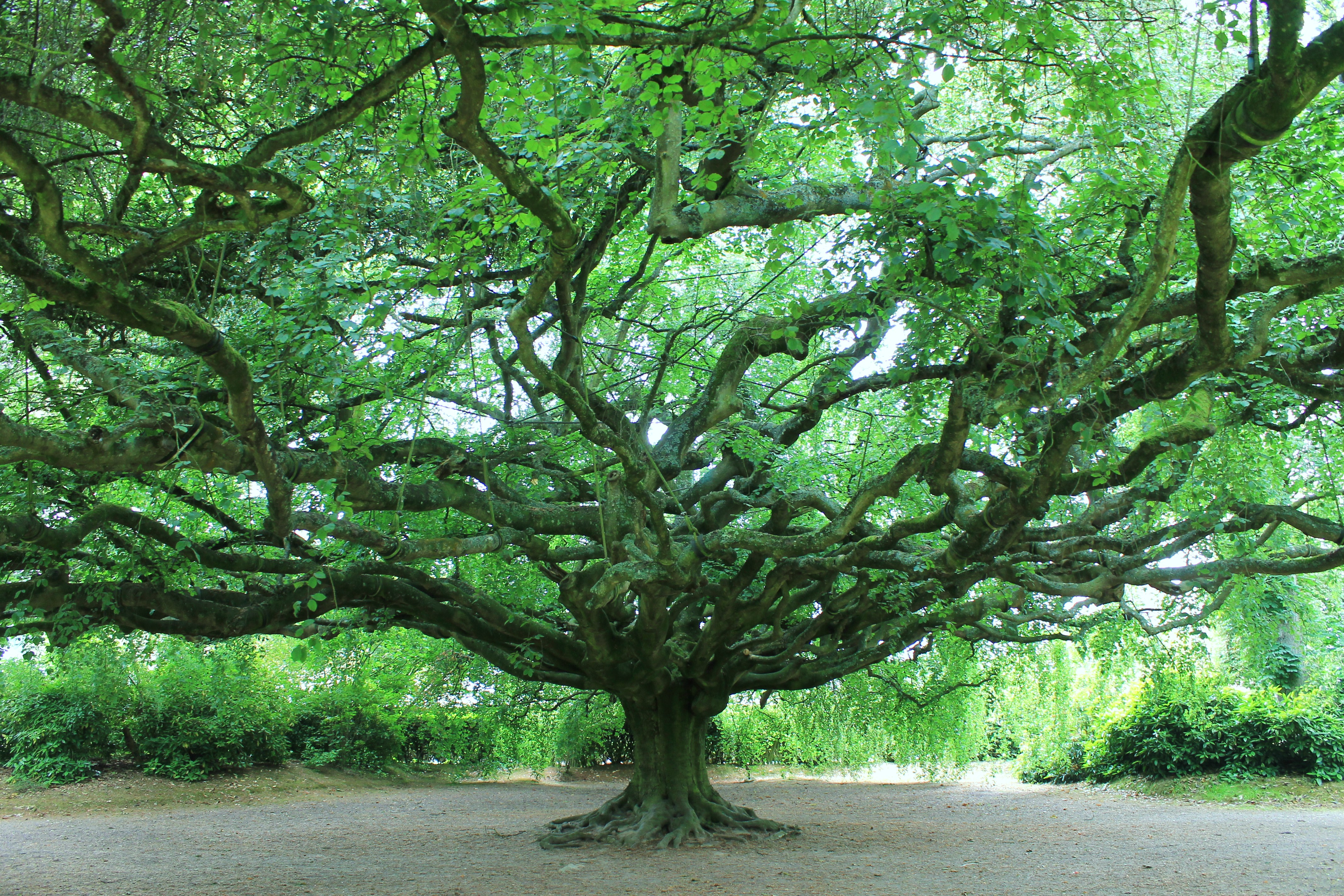
Hêtre pleureur de Bayeux.

#### Eure

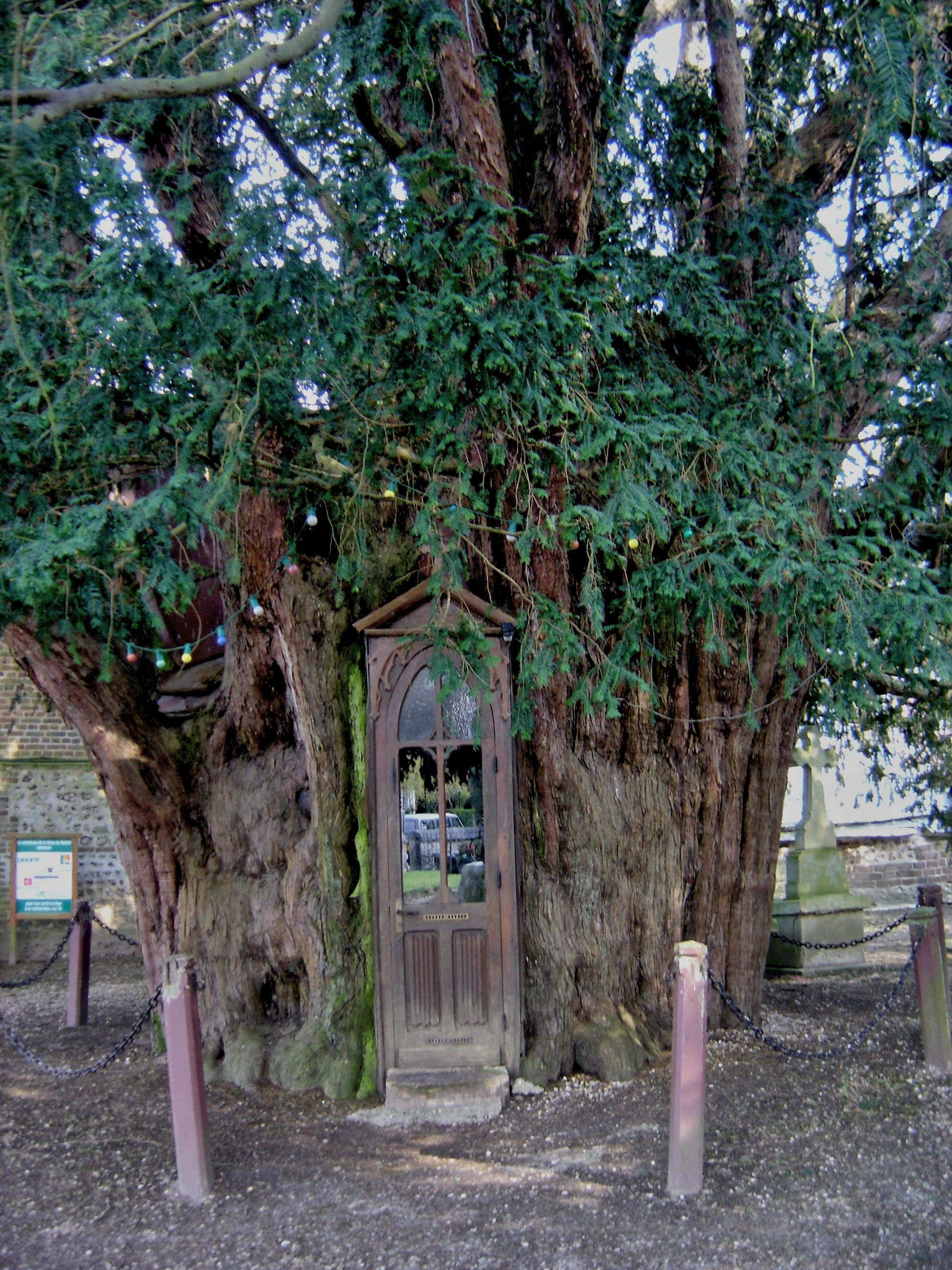
Chapelle Sainte-Anne, dans le tronc de l'if est de La Haye-de-Routot.

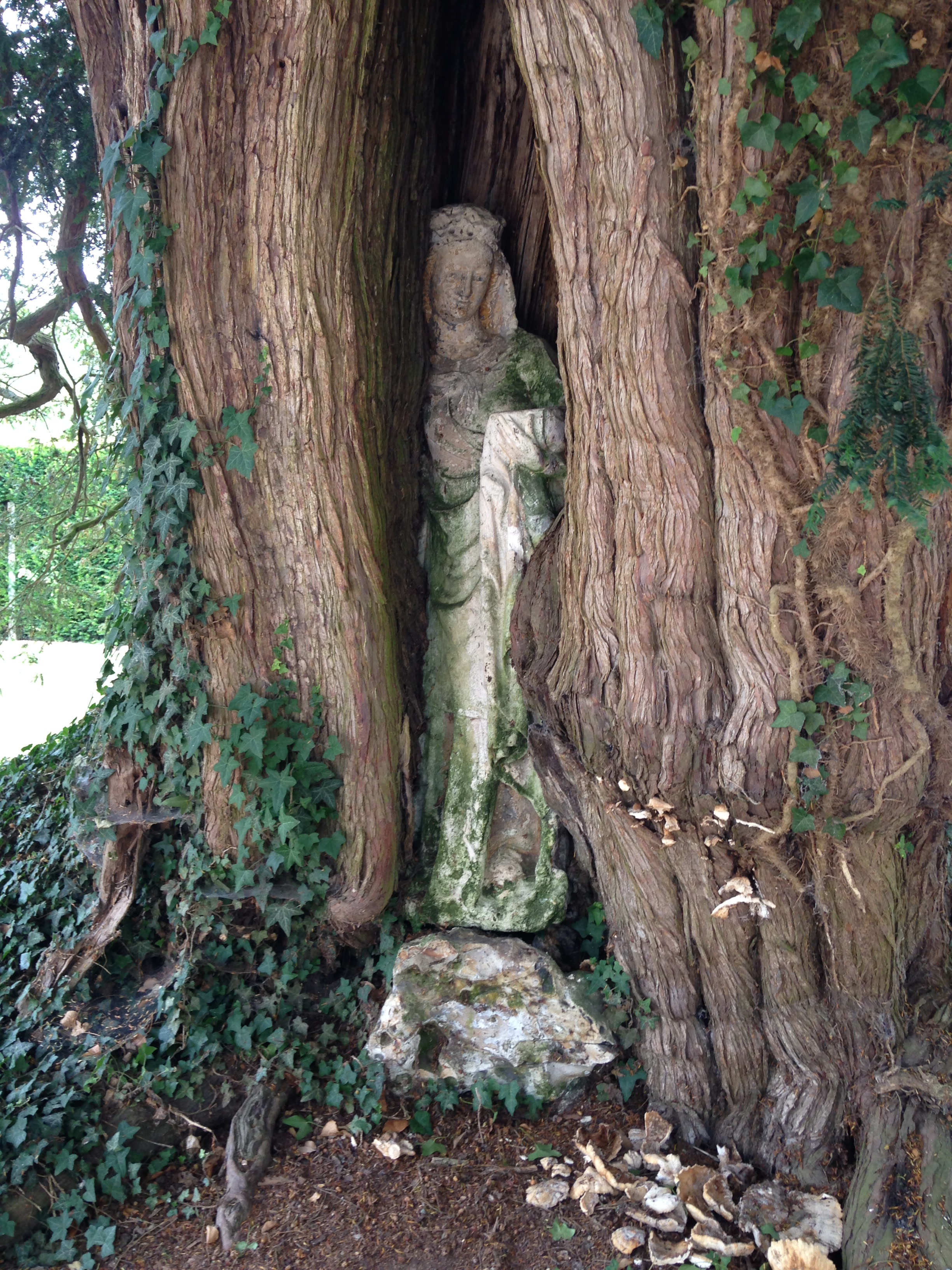
L'if de Troncq, vieux de 800 ans, est un arbre creux dont l'écorce se referme sur la statue de la Vierge du XVIe siècle qu'on y a placée, grâce à l'activité de deux couches périphériques de cellules juvéniles, le cambium et le phellogène, formant des bourrelets de « cicatrisation ».

Ont reçu le label « Arbre remarquable de France » :
- Bouquetot : l'aubépine de Bouquetot, plantée au XIVe siècle, fleurit chaque année.
- Évreux : l'érable sycomore planté en façade du théâtre municipal d'Évreux avant la Révolution[111].
- Harcourt : neuf arbres remarquables de l'Arboretum d'Harcourt
- La Haye-de-Routot : ifs-chapelles funéraires de La Haye-de-Routot, dont un est aménagé en chapelle, a une circonférence de 11,02 m
- Radepont : tilleul - disparu à la suite des intempéries d'octobre 2014[112].
- Saint-André-de-l'Eure : chêne à six fûts
- Saint-Sulpice-de-Grimbouville : if funéraire.

Autres arbres :
- Boisney : deux ifs funéraires
- Bosguérard-de-Marcouville : chêne à la Vierge de la Mésangère
- Collandres-Quincarnon : if funéraire de Quincarnon
- Condé-sur-Risle : le chêne aux loups et le chêne à Leude
- Épreville-en-Roumois : if funéraire
- Fiquefleur-Équainville : if funéraire de Fiquefleur, circonférence de 7,67 m
- Foulbec : if funéraire
- Mandeville : if funéraire
- Saint-Clair-d'Arcey : if funéraire
- Saint-Mards-de-Blacarville : if funéraire
- Saint-Martin-du-Tilleul : if funéraire
- Saint-Symphorien : if funéraire
- Saint-Victor-d'Épine : if funéraire
- Triqueville : if funéraire
- Le Troncq : if funéraire
- Vernon : catalpa du château de Bizy.

#### Manche
- La Bloutière : If funéraire de + de 1 000 ans, circonférence de 8,30 m
- Boutteville : If funéraire
- Brix : If funéraire, circonférence de 8,40 m
- Le Chefresne : If funéraire, circonférence de 8,80 m
- La Lucerne-d'Outremer : If funéraire, circonférence de 8,10 m
- Le Mesnil-Angot : If irlandais funéraire
- Les Moitiers-en-Bauptois : If funéraire, 7,90 m
- Montcuit : If funéraire, 7,70 m
- Montgardon : If funéraire, 9,10 m, abattu en 2014.
- Nicorps : Ifs funéraires, 7,15 m
- Saint-Ursin : If funéraire de Saint-Ursin de 1 400 ans[Quand ?], circonférence de 10,70 m ou 9,65 m.

#### Orne
- L'Aigle : Deux platanes tricentenaires, Platanus orientalis, famille des platanacées. Dimensions : hauteur 25 mètres; diamètre de la couronne 30 mètres; circonférence du tronc 7 mètres à 1,30 m du sol. Arbre de l'année le 11 octobre 2016[113]
- Lalacelle : If funéraire, circonférence de 7,60 m
- La Lande-Patry : Ifs millénaires de La Lande-Patry, ifs funéraires dont l'un aurait été planté vers le VIe siècle et a une circonférence de 11,80 m ou 10,70 m
- Le Ménil-Ciboult : If funéraire + de 1 000 ans[Quand ?], 13 m de circonférence, ce qui en fait l'un des plus gros au monde[114].

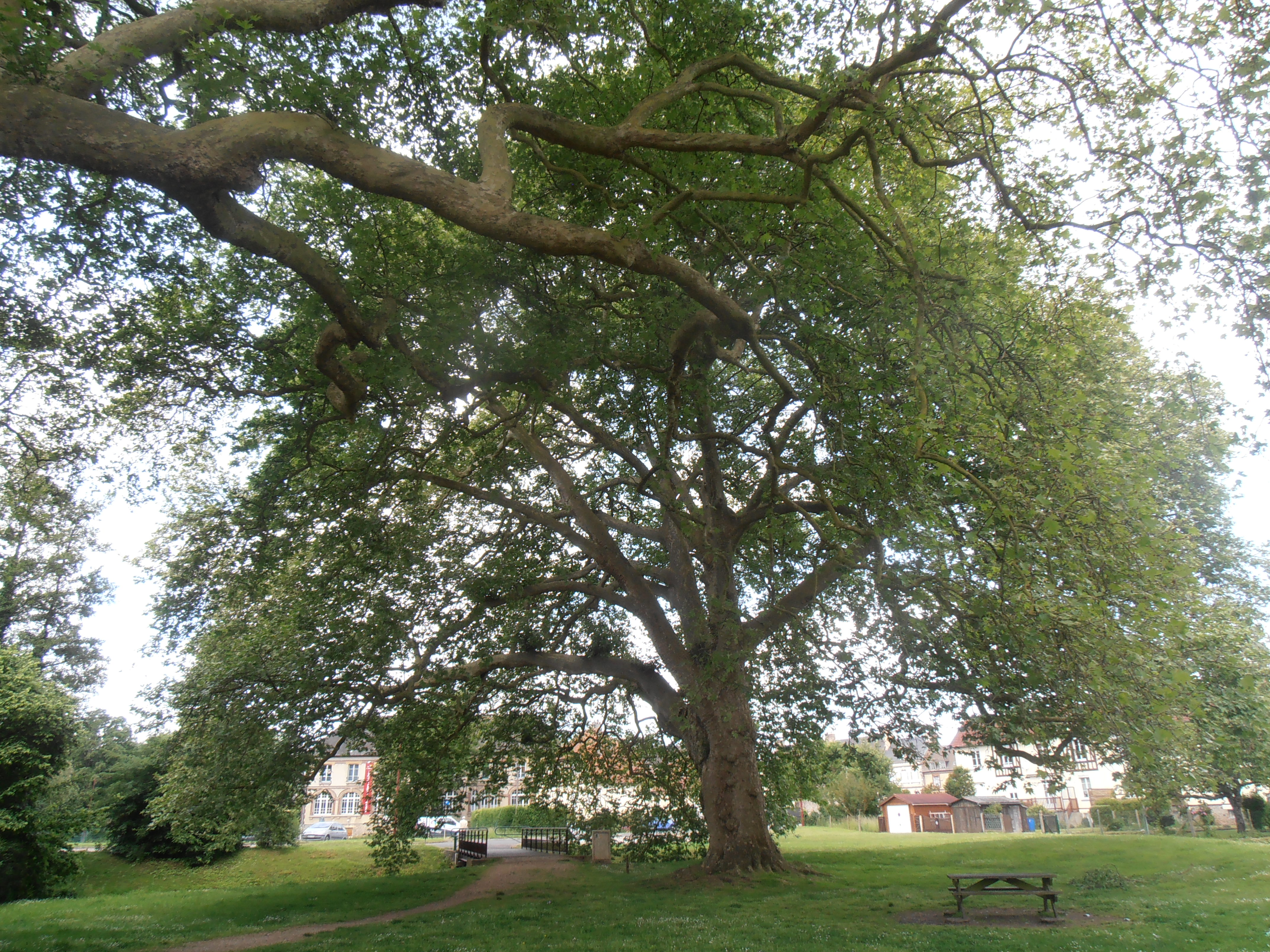
Platanes tricentenaires de L'Aigle (Orne).
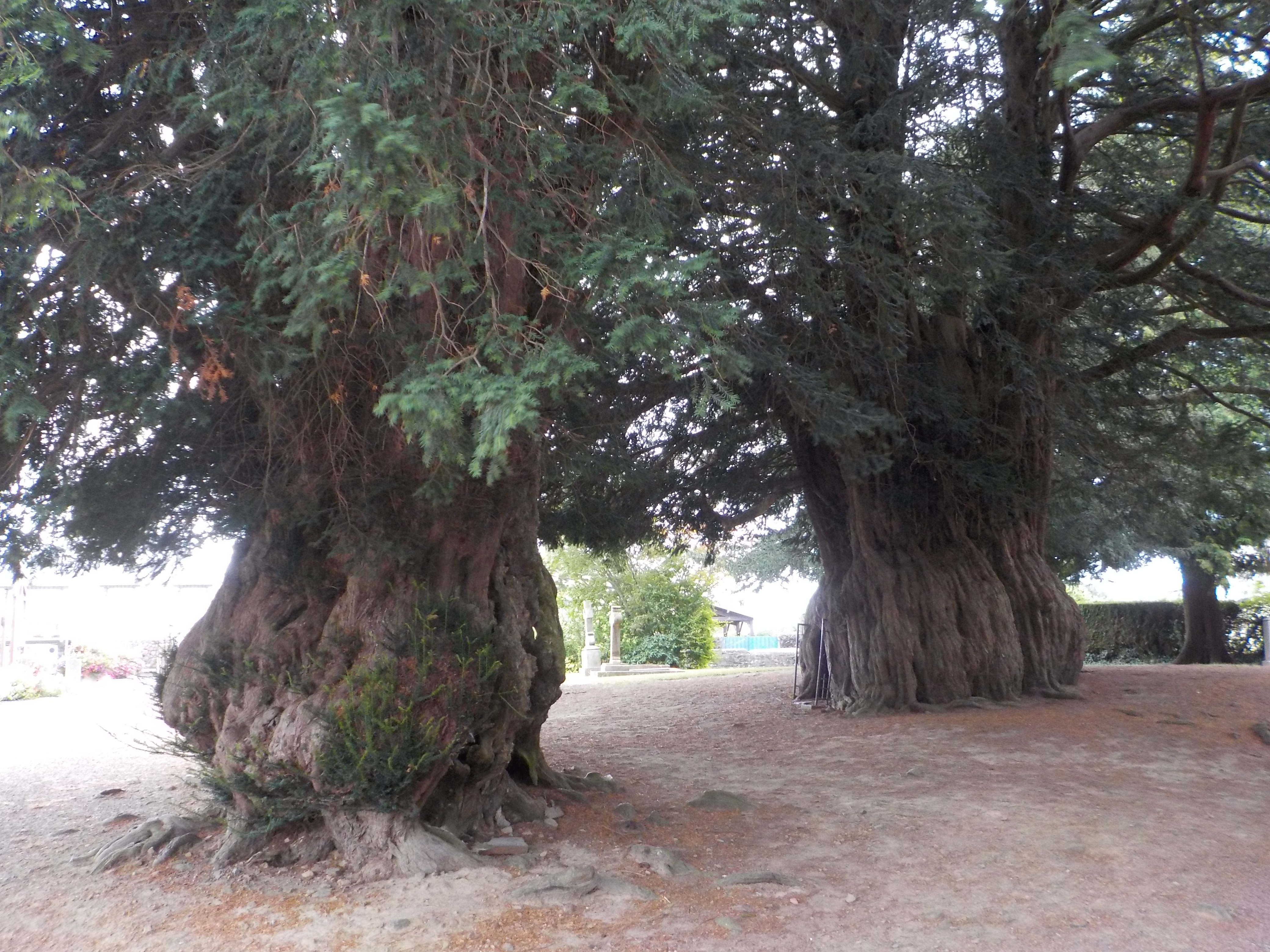
Ifs millénaires de La Lande-Patry.

#### Seine-Maritime
- Allouville-Bellefosse : Chêne d'Allouville, environ 1 200 ans, plus vieux chêne de France,
- Auffay : tilleuls (et autres) du parc du château de Bosmelet
- Beauval-en-Caux (anciennement Beaunay) : Le chêne de la ferme de Socquentot  Site classé (1937) 49° 45′ 24″ N, 1° 02′ 35″ E[115],[116],[117],[118].
Ce chêne pédonculé aurait au moins 600 ans (plantation vers 1400 ?) et se trouve sur la propriété du maire Philippe Wemaëre.
- Beauvoir-en-Lyons : hêtre de La Bunodière en forêt de Lyons, plus grand arbre de Normandie (45 m.)[119], abattu le 30 novembre 2013[120].
- Fresnay-le-Long : Le Gros Chêne, répertorié par Henri Gadeau de Kerville dans Les vieux arbres de Normandie[121], circonférence 15 mètres.
- Gouy : if funéraire
- La Mailleraye-sur-Seine : Le Chêne Cuve de la forêt de Brotonne (Guerbaville)
- Maucomble : buis de l'église Saint-Ouen
- Offranville : if funéraire, + de 1 100 ans
- Les Trois-Pierres : if-chapelle funéraire.
- Vieux-Rouen-sur-Bresle : Le tilleul de Bouafles, site naturel classé en 1932.

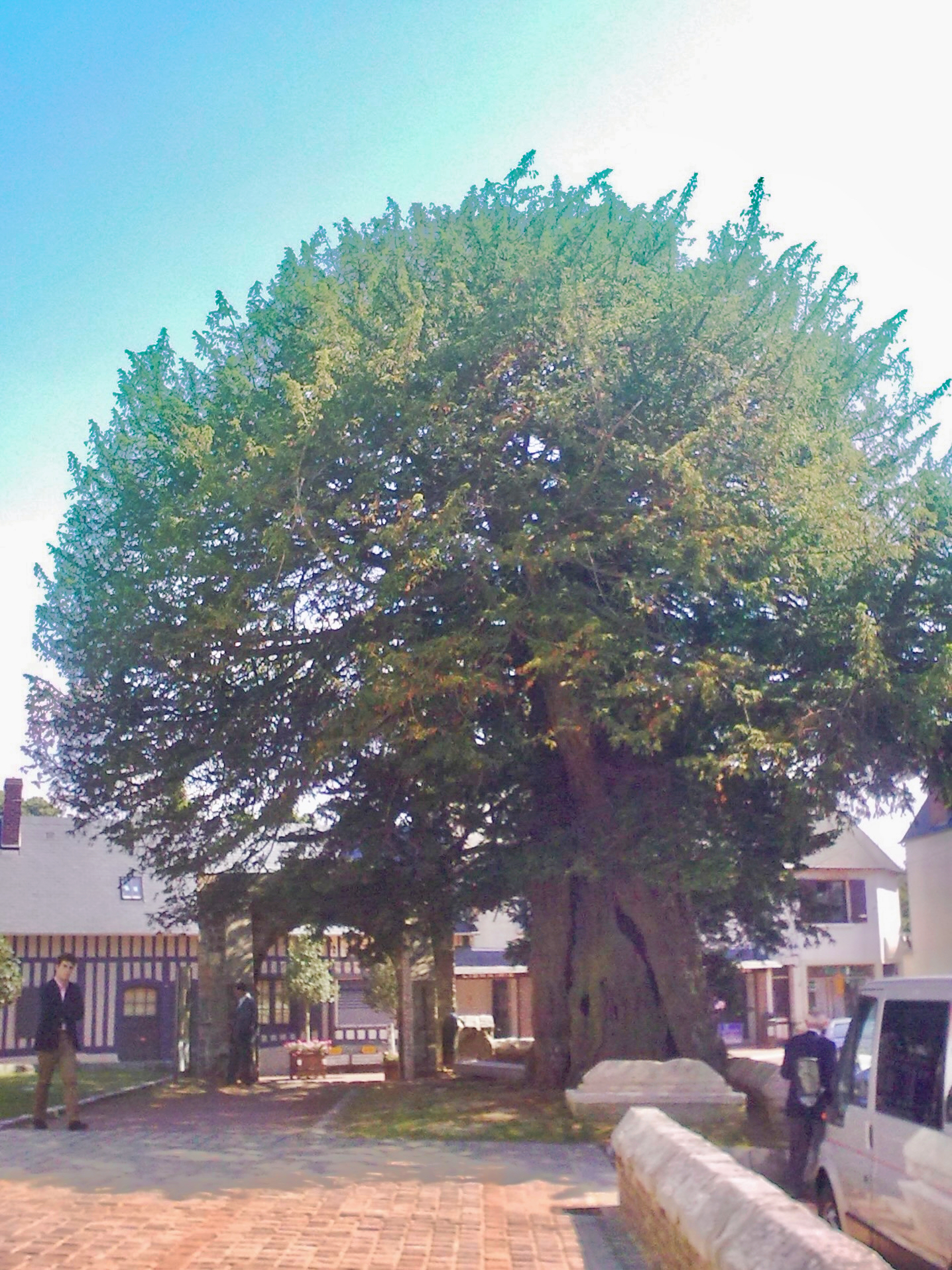
L'if millénaire d'Offranville.
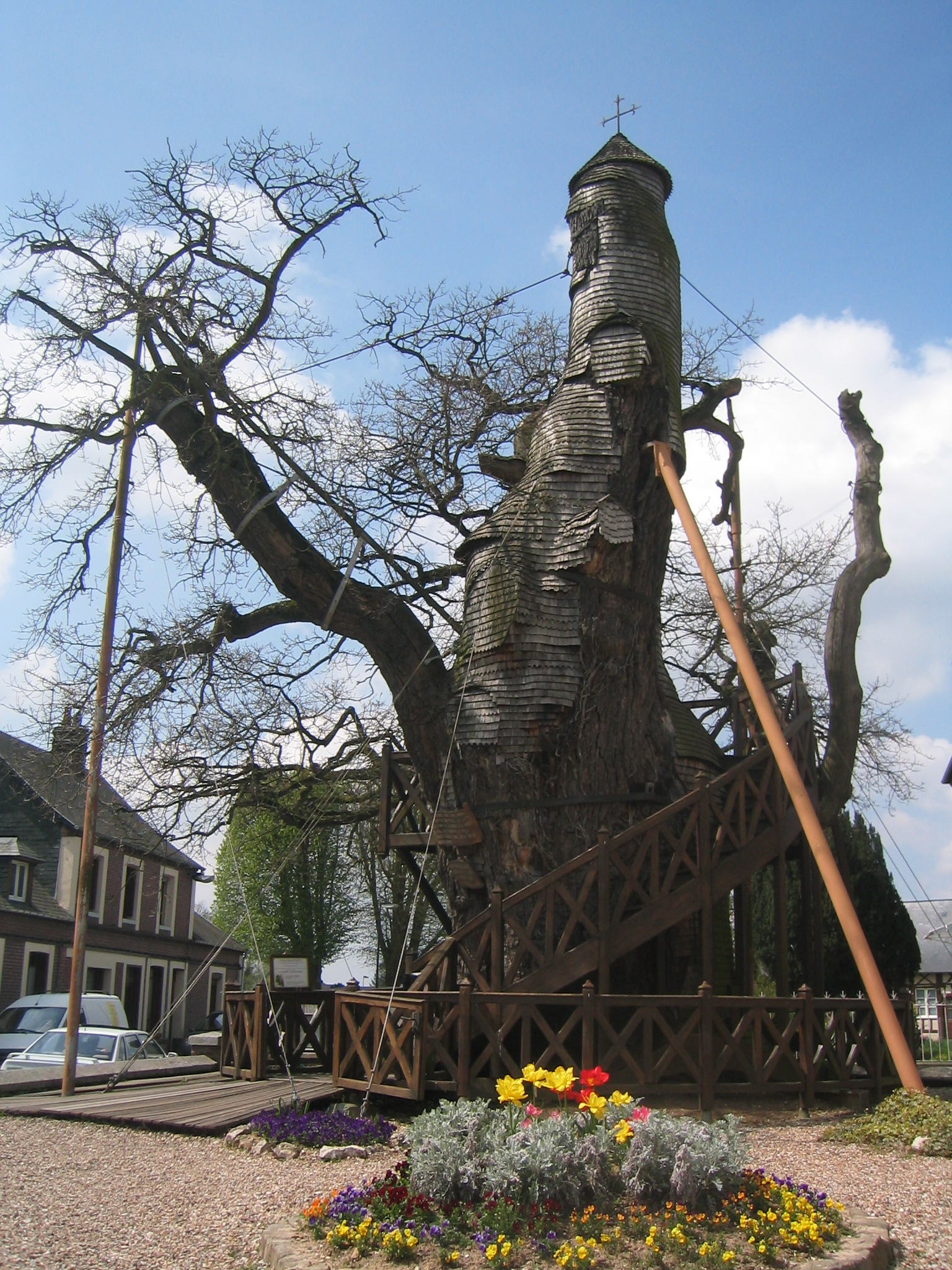
Le chêne d'Allouville.
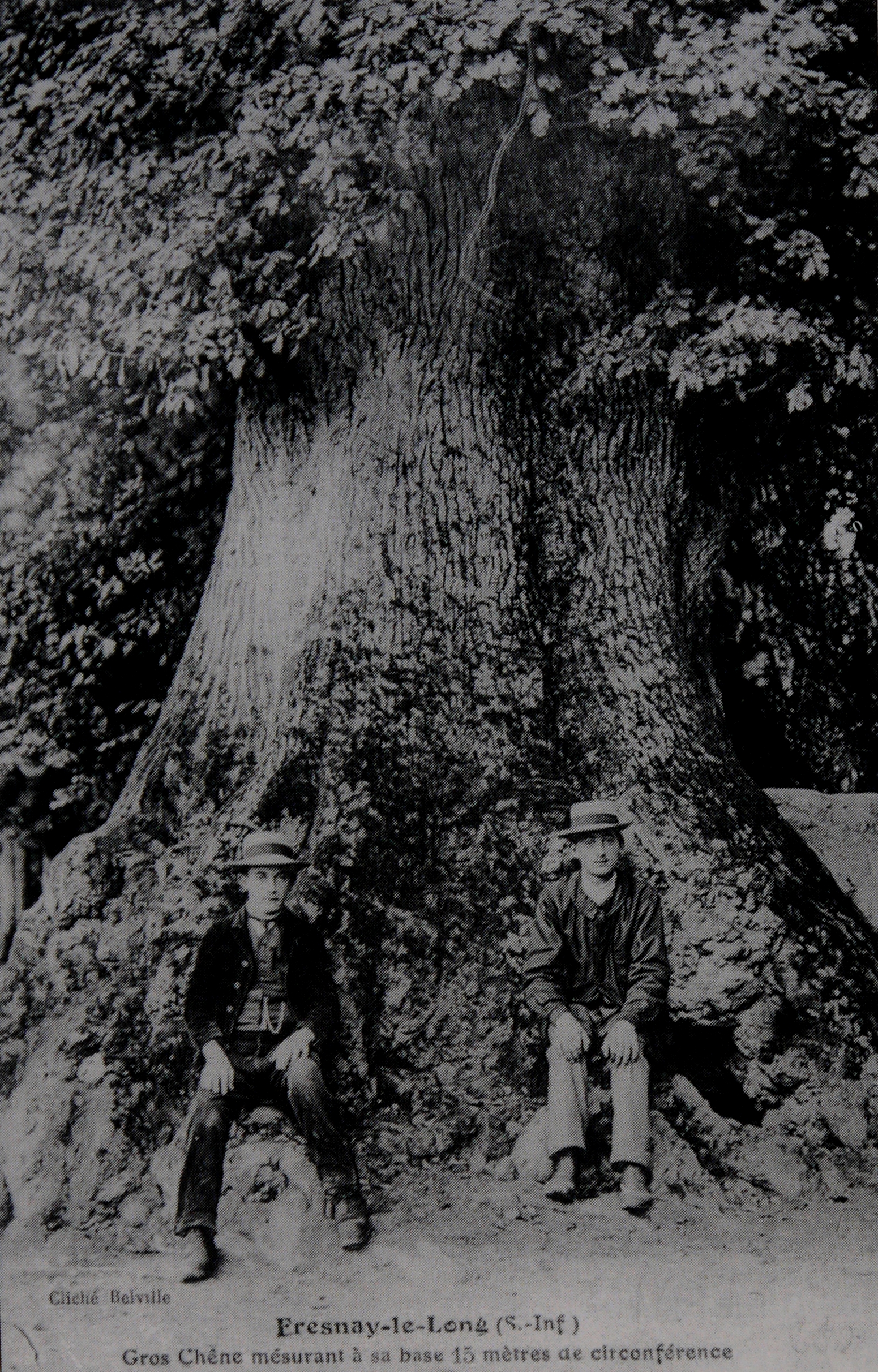
Le Gros Chêne à Fresnay-le-Long, carte postale vers 1910.

### Nouvelle-Aquitaine

#### Charente
- Cherves-Richemont : Chêne vert à l'entrée du conservatoire du vignoble charentais
- Saint-Même-les-Carrières : Chêne devant la mairie.

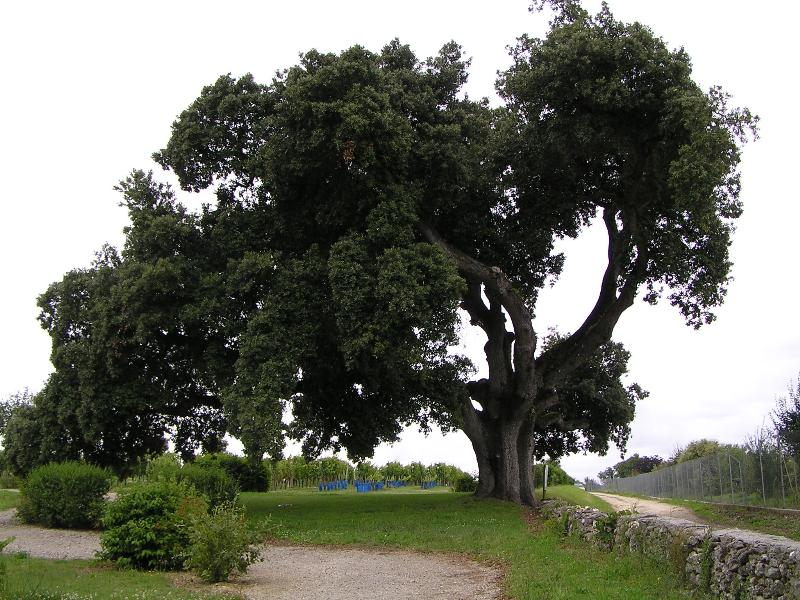
Chêne vert de Cherves-Richemont.
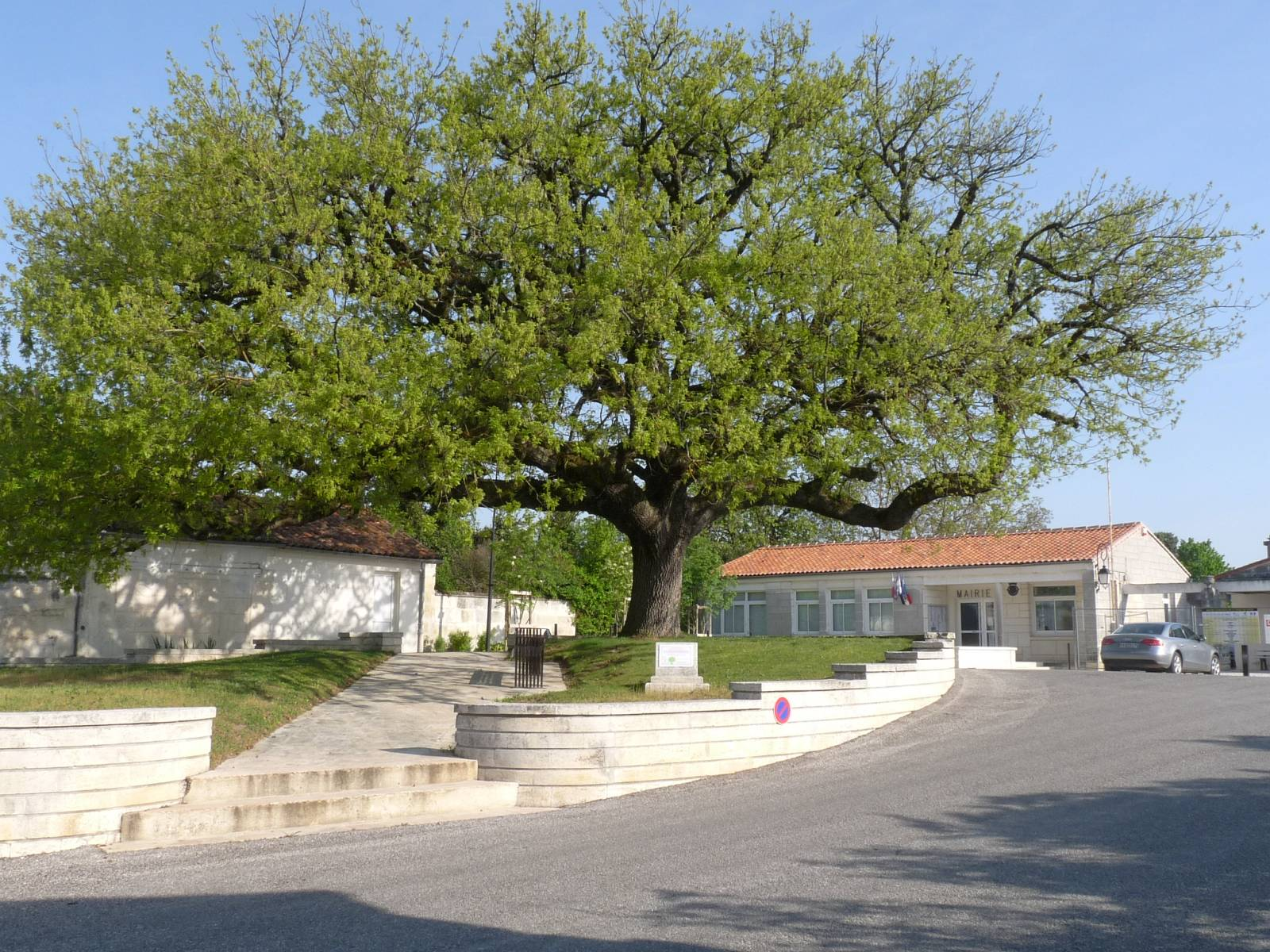
Chêne de Saint-Même-les-Carrières.

#### Charente-Maritime
- Ballans : cèdre du Liban, le plus vieux cèdre de France rapporté au baron de Livenne, seigneur de Ballans, par le botaniste Bernard de Jussieu en 1734.
- Clavette : un chêne multi-centenaire est classé arbre remarquable depuis 2017 46° 08′ 23″ N, 1° 03′ 26″ O.
- Marsilly : arbre de la liberté, un chêne chevelu planté en 1792, d'une envergure de 19 mètres.
- Les Mathes : platanes du Roi de Rome, bicentenaire, plantés en honneur du mariage de Napoléon Ier avec Marie-Louise de Habsbourg-Lorraine-Este.
- Neuvicq-le-Château : If 5,90 m de circonférence environ 500 ans[122]
- Abbaye de Sablonceaux : Noyer d'Amérique[123] : il aurait été planté à la fin du XVIIIe siècle pour commémorer l'indépendance des États-Unis. Il a été reconnu arbre remarquable en juillet 2001.

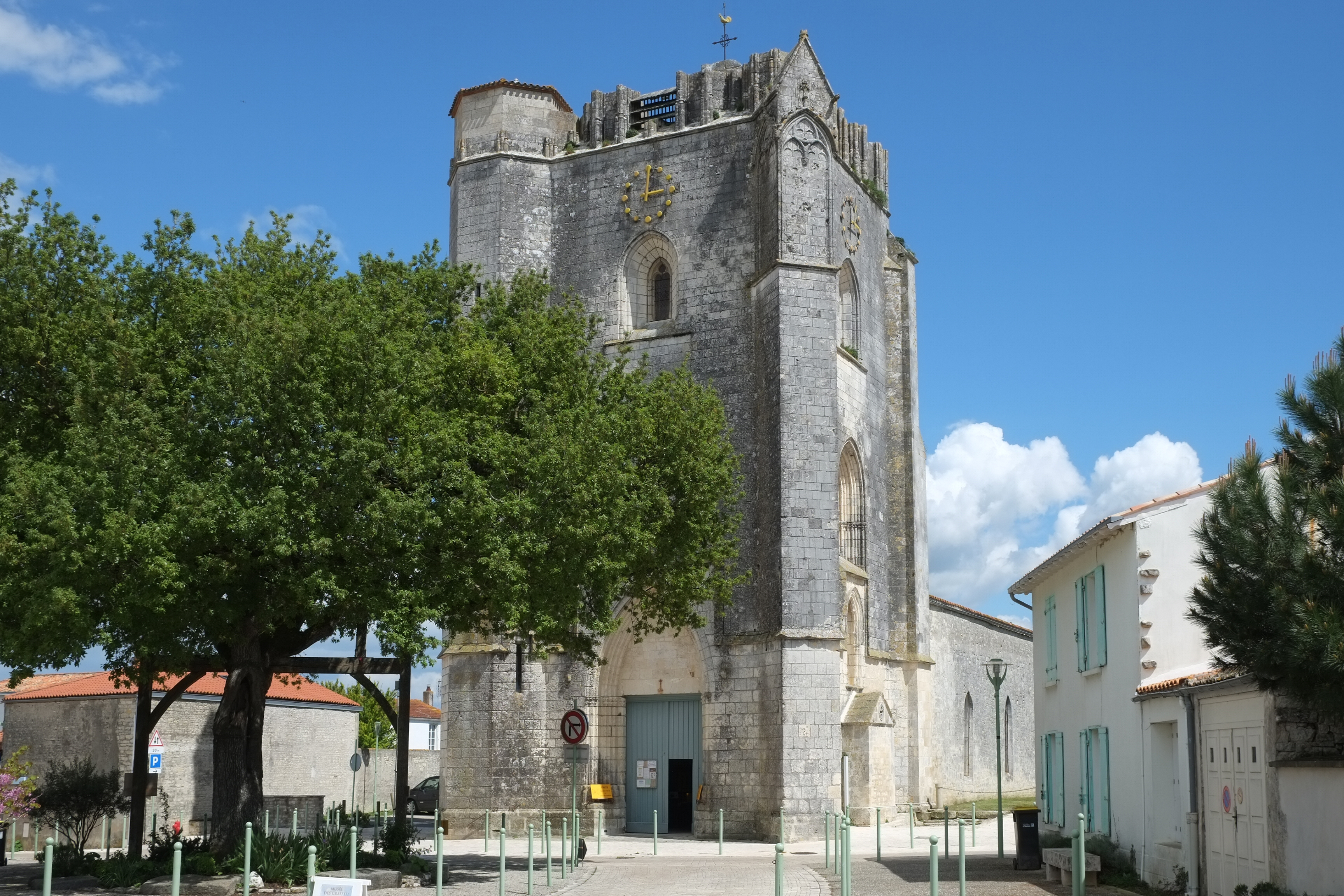
Arbre de la liberté de Marsilly
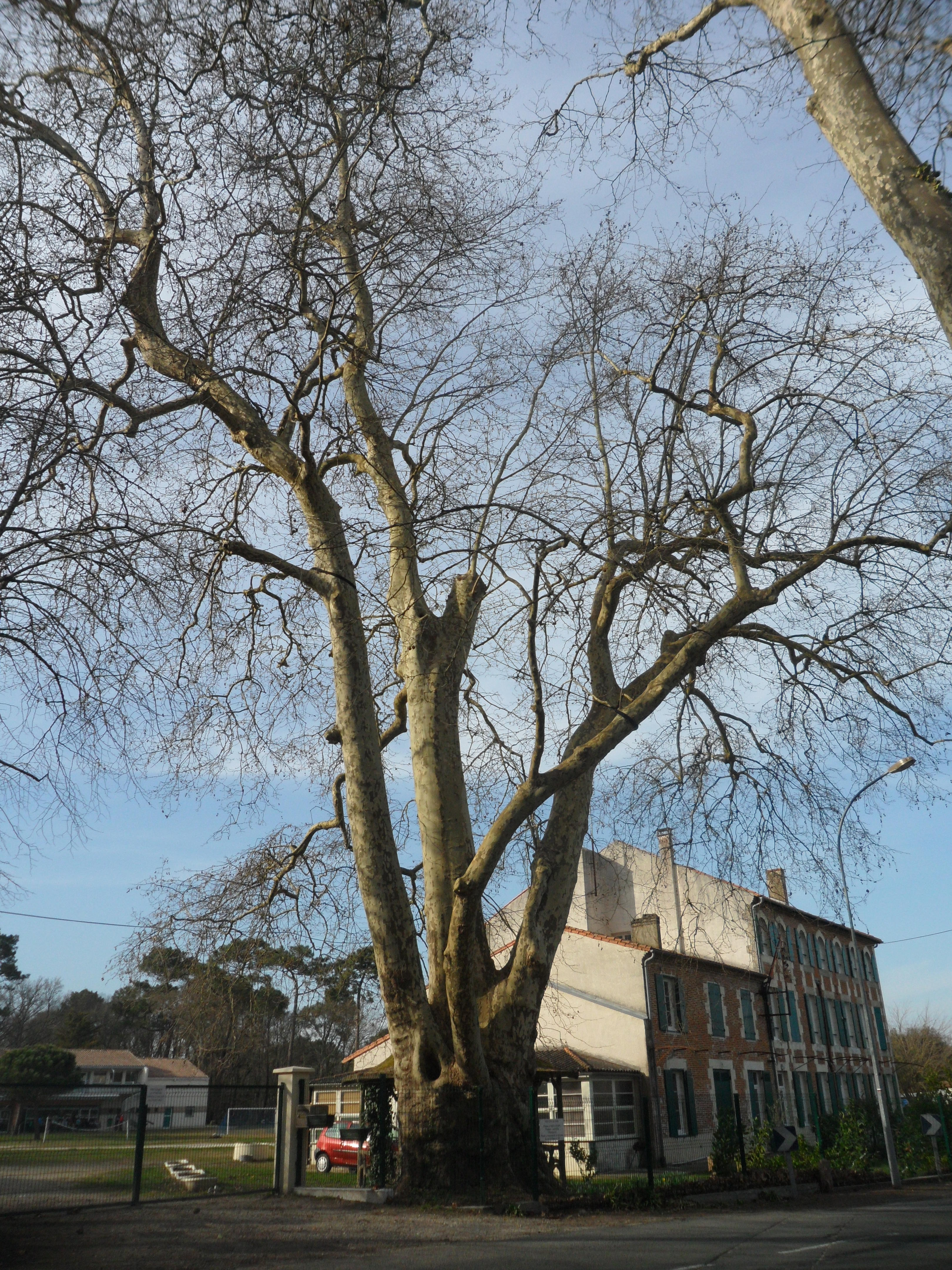
Les Mathes, platane planté en 1811.
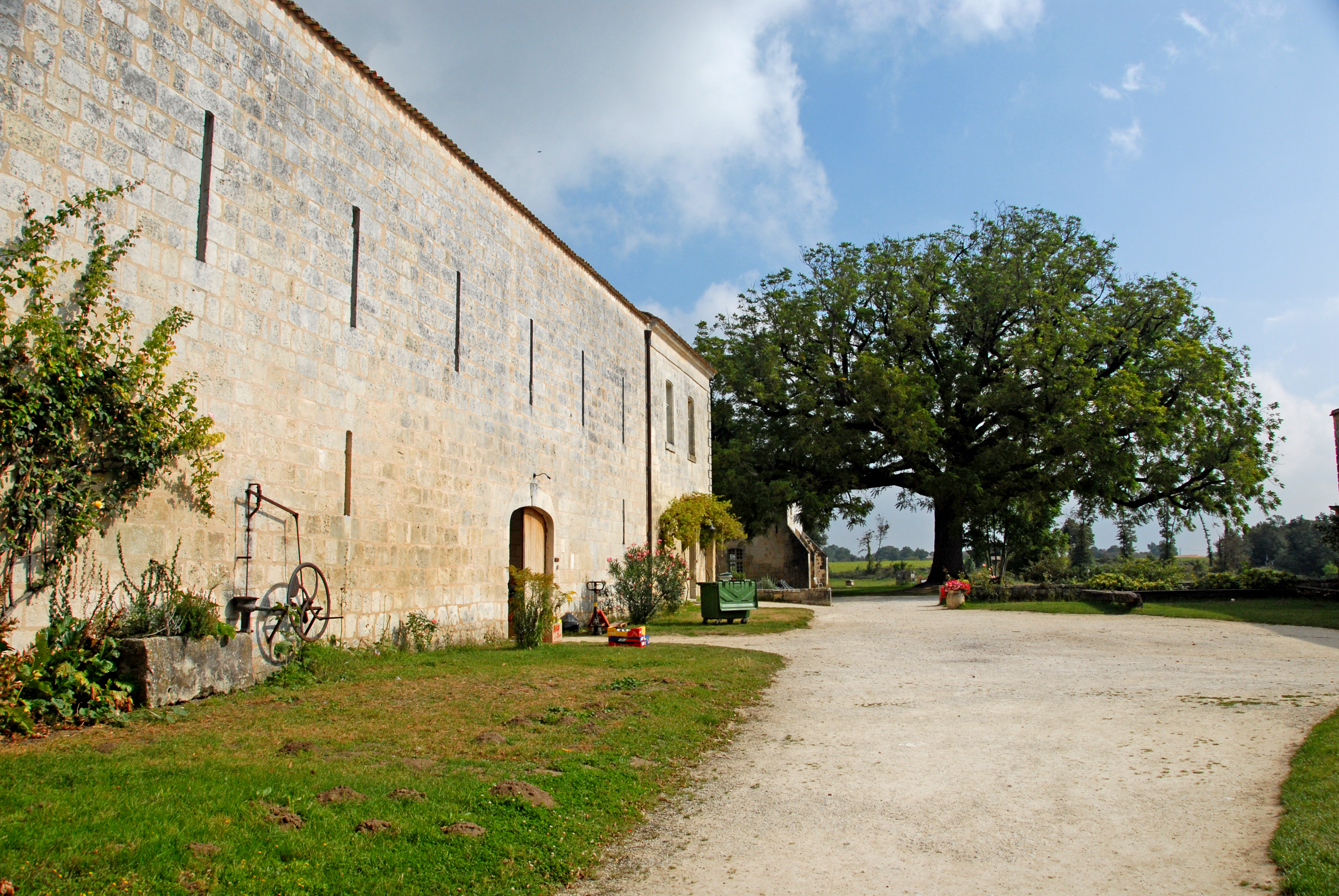
Noyer noir d'Amérique de l'Abbaye Notre-Dame de Sablonceaux.

#### Corrèze
- Meymac : Douglaseraie des Farges, sapins de Douglas dont plusieurs sujets frisent les 60 m de hauteur.
- Montgibaud : Tilleul de Sully au tronc creux évidé planté sur le terre-plein devant l'église. Il aurait été planté au temps de Henri IV et de son ministre Sully. Soit au XVIe siècle. Ce tilleul aurait servi d'abri aux paroissiennes à la sortie de l'église. En Limousin chaque ferme en possédait un. On cueillait les fleurs que l'on faisait sécher à plat dans les greniers. Une fois sèche, les fleurs, conservés dans des pots servaient aux infusions aux vertus calmantes. On les utilisait pour les bains des bébés.
- Vigeois : If, de 9 m de circonférence, couvrant 350 m2 au sol et datant du VIe siècle[124], soit l'un des plus vieux arbres de France
- Vitrac-sur-Montane : Tilleul de Sully devant l'église Saint-Martin-de-Tours.

#### Creuse
- Mortroux : tilleul, le « Sully », aurait été planté sous le règne d'Henri IV[réf. nécessaire]
- Arrènes : Le chêne de Sully de Sazeirat, Arrènes (Creuse) Il a une circonférence de 7,10 mètres, l’arbre semble être en assez bonne santé malgré la perte d’un membre inférieur, probablement Lors de la tempête de décembre 1999.

#### Deux-Sèvres
- Celles-sur-Belle, hameau de La Revêtizon : La « talle à teurtous », châtaignier, tronc principal circonférence : plus de 7 mètres arbre mort mais deux drageons qui l'entourent lui ont redonné vie. L'ensemble fait 11,65 m de circonférence.
- Coutières : chêne de La Prennerie, circonférence de 7 mètres, hauteur : 20 m, âge : ~700 ans (labellisé «Arbres remarquable de France », 2014[125]).
- Saint-Hilaire-la-Palud : robinier faux-acacia, planté en 1864[126] incliné à près de 45 degrés (photographie de 1906), labellisé « Arbres remarquables de France » en 2007.
- Villiers-en-Bois : érable de Montpellier de Virollet, circonférence à 1,30 m : 3,63 m hauteur : 14 m envergure : 20 m (labellisé «Arbres remarquable de France », 2017[127].

#### Dordogne
- Brantôme : Peuplier noir

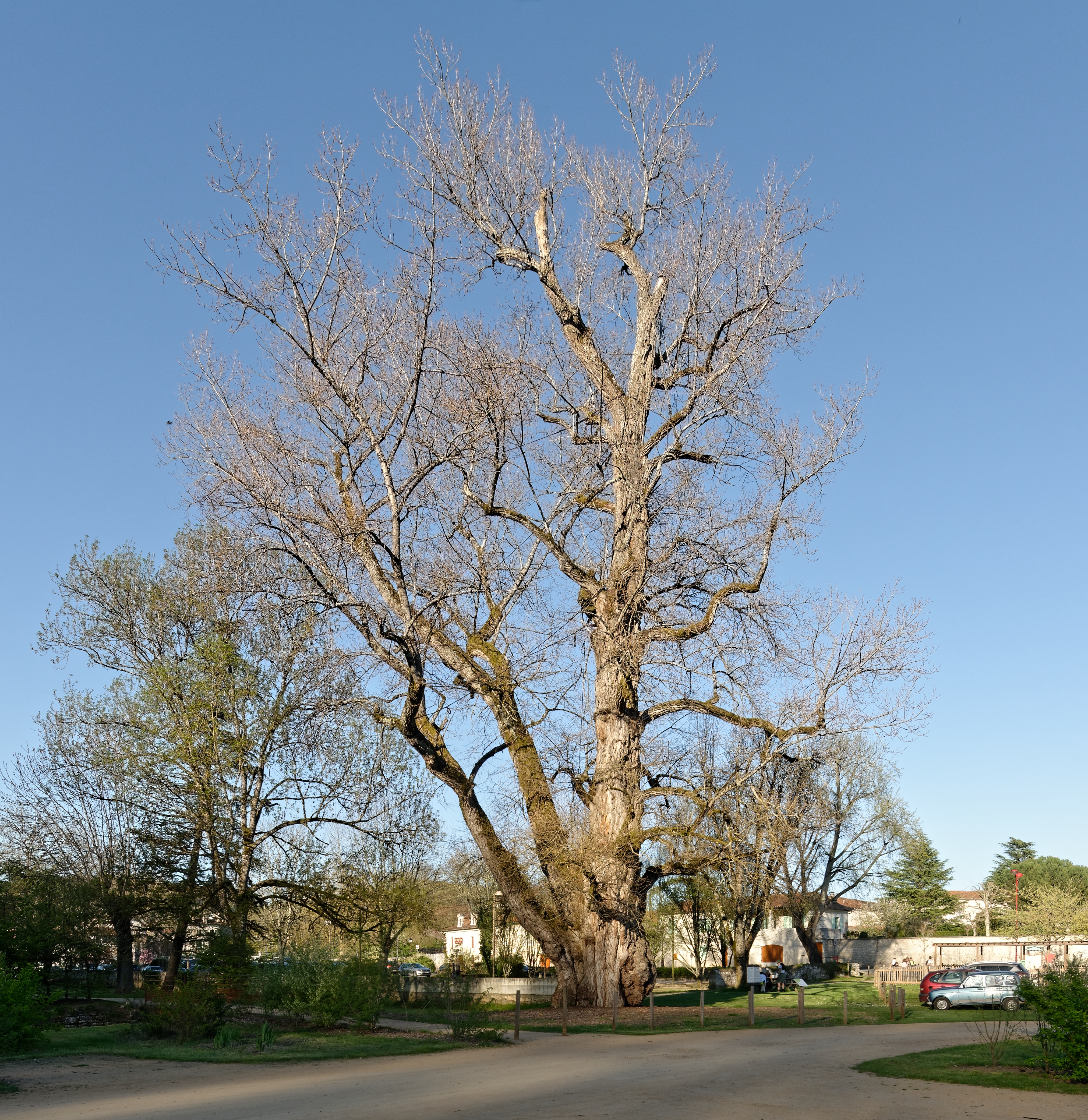
Peuplier noir de Brantôme.

#### Gironde
- Le Porge : platane d'âge estimé à 130 ans (mai 2003), 4,75 m de circonférence
- Talence : zelkova du parc André Curvale (janvier 2008), 4,45 m de circonférence

#### Haute-Vienne
- Limoges :
  - Parc Victor-Thuillat, séquoia géant
  - Parc Lafayette :
    - tulipier, circonférence : 5,35m âge : ~300 ans
    - deux Sequoias circonférence, 7,50 m et 8,30 m
    - un cèdre bleu de l'Atlas

#### Landes
- Lüe : chêne de Cantaure, dont les premières racines auraient poussé au XIVe siècle, avec un âge estimé à environ 700-800 ans. Le spécialiste de la Haute-Lande Félix Arnaudin a mentionné l'arbre dans son ouvrage aux temps des échasses. Il compte 8 mètres de circonférence dont 11 à la base. Labellisé " Arbre remarquable de France " en 2011[128].

#### Lot-et-Garonne
- Villeneuve-sur-Lot : chêne du parc du château de Rogé, âge : ~ 300 ans (labellisé « Arbre remarquable de France » en 2019[129]).
- Tombebœuf : chêne commun, 38 m d'envergure, 25 m de haut et 6,30 m de circonférence du tronc, âge estimé: 300 ans[130]; labellisé « arbre remarquable » en 2003, et prix du jury au concours du plus bel arbre de France en 2020[131].

#### Pyrénées-Atlantiques
- Lys : chêne (propriété privée), circonférence de 7,50 m, âge estimé : ~600 ans (labellisé « Arbre remarquable de France » en 2012[132]).
- Orthez : chêne (propriété privée), 30 m de haut, âge estimé : ~400 ans (labellisé « Arbre remarquable de France » en 2015[133].

#### Vienne
- Poitiers :
  - chêne de la Matauderie, vieux de 350 ans, 30 mètres de haut, ses 6 mètres de circonférence (labellisé « Arbre remarquable de France » en 2019[134])
  - Jardin des plantes : ginkgo biloba
  - cimetière de Chilvert : cèdre du Liban
  - parc des Prés-Mignons : deux séquoias
- Montmorillon :
  - Magnolia à grandes fleurs (Magnolia grandiflora) situé dans le square Alphonse-Boudard[135].
  - Ginkgo biloba situé devant la mairie de Montmorillon[135]

### Occitanie

#### Ariège
- Carla-Bayle (La Gleysette) : chêne, âge : 400 ans, hauteur : 32 m, circonférence : 7 m, envergure : 10 m.
- Pamiers : chêne des Négrats, âge 250 ans, circonférence : 4 m, hauteur : 20 m

#### Aude
- Caunes-Minervois : deux Platanes sur la place de la République. Plantés en 1792, ils ont été labellisés en 2017[136].
- Durban-Corbières : Genévrier cade tricentenaire[137]. Labellisé « Arbre remarquable ».
- Montolieu :
  - Sapin de Douglas de la Forge de Montolieu. Labellisé « Arbre remarquable » en janvier 2015.
  - Les Cyprès de la Chapelle Saint Roch. Groupe de Cyprès de Provence à port étalé (cupressus sempervirens var. horizontalis), on estime leurs âges entre 400 et 600 ans. Labellisés "Arbre Remarquable" en août 2014[138].
- Port-la-Nouvelle : Oliviers bonsaïs[139].
- Villesèquelande : Orme de Sully. Vieil Orme de 400 ans qui a résisté à la graphiose. Labellisé « Arbre remarquable » en 2013[140].

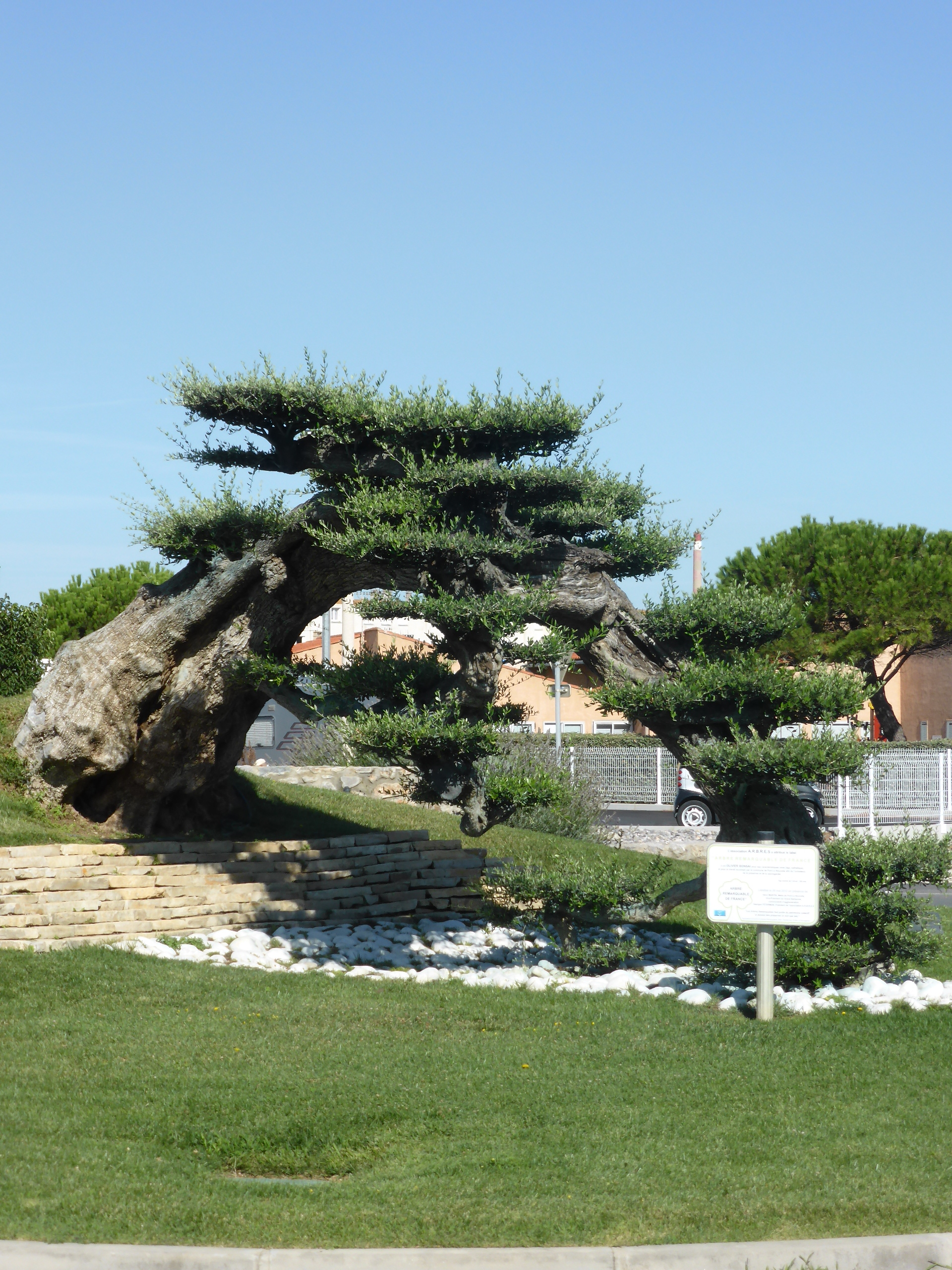
Olivier bonsaï à Port-la-Nouvelle en 2015.
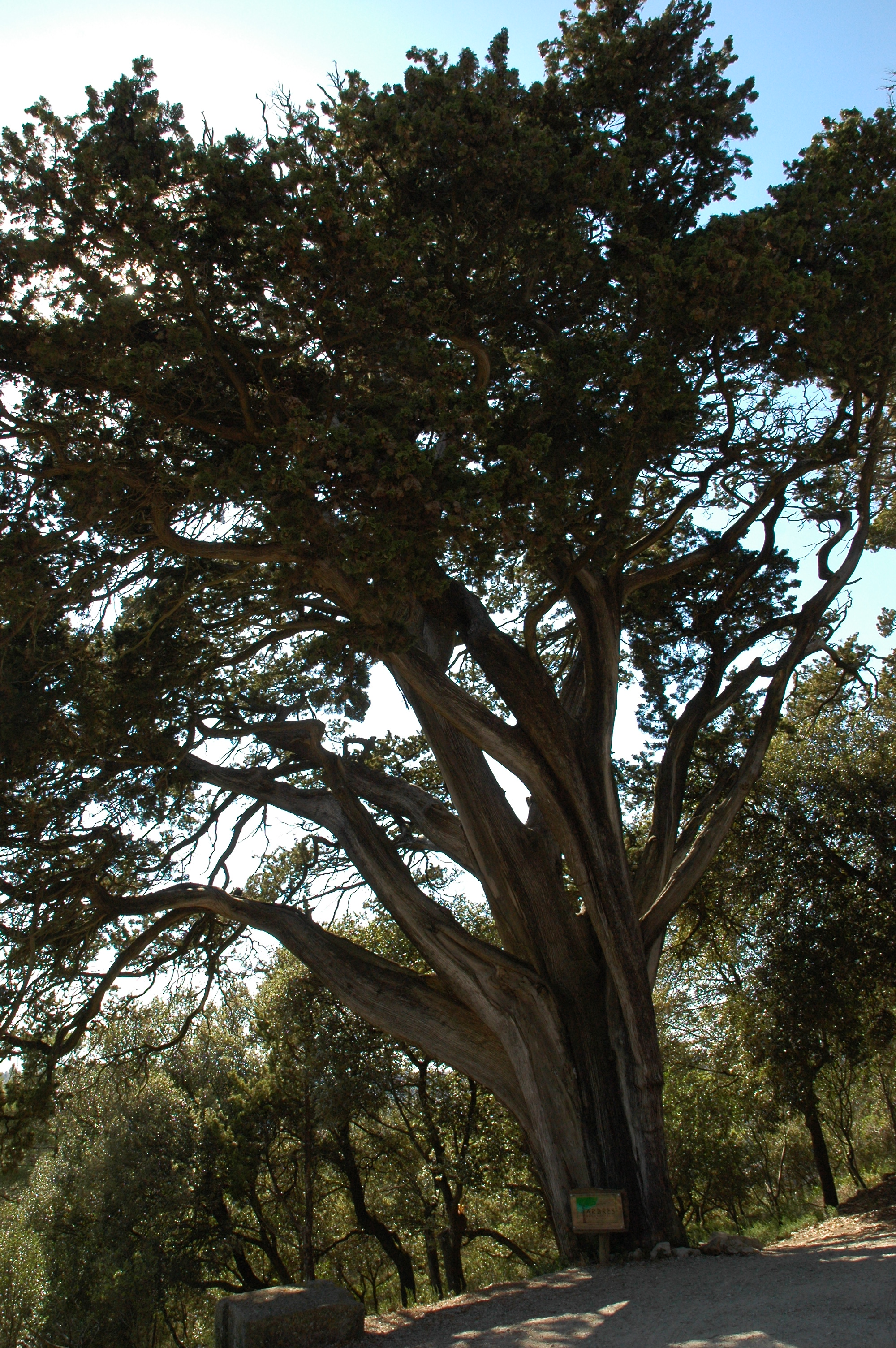
Cyprès de St-Roch de Montolieu en 2016.
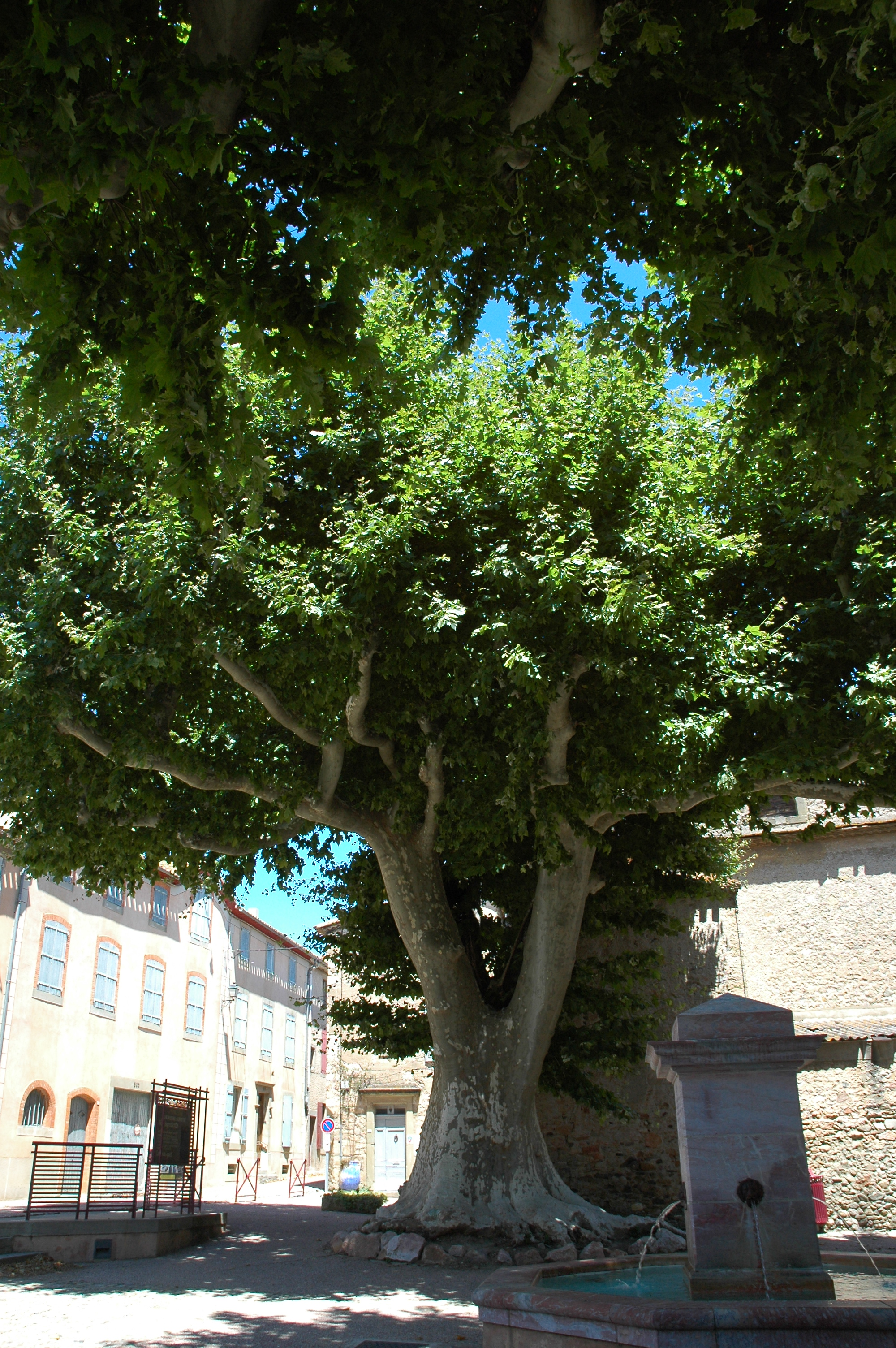
Platanes de Caunes-Minervois en 2016.

#### Aveyron
- Tayrac : chêne pédonculé, hauteur : 21 m, envergure : 18 m, circonférence : 2,5 m

#### Gard
- Saint-Sauveur-Camprieu : Arboretum de la Foux, Sapins jumeaux de Vancouver sur le versant océanique du massif de l'Aigoual âgés d'à peine plus de 110 ans l'un des deux atteint 63 mètres et pourrait être l'arbre le plus haut de France. Récemment attaqués à grande vitesse par un parasite ils doivent, hélas, être abattus dans le courant de l'année 2013.
- Pont-Saint-Esprit : Platane du château des Bruyères 55 mètres de hauteur et 10 mètres de circonférence pour le tronc.

#### Haute-Garonne
- Villariès : face à l'église gothique, un chêne de Sully datant du XVIe siècle.
- Toulouse : platanes du canal de Brienne, micocoulier du cimetière de Terre-Cabade, alignement des mûriers avenue Marcel-Dassault, magnolia de Purpan planté au XVIIIe siècle.

#### Hautes-Pyrénées
- Bonnemazon : Chêne de l’Abbaye de l’Escaladieu, 6,04 mètres de circonférence, 30 mètres de haut[141].
- Tarbes :
  - cèdre du square Maurice Trélut[142];
  - cèdre du parc Bel-Air[143].

#### Hérault
- Félines-Minervois : Chêne.
- Fraisse-sur-Agout : Hêtre, plus de 600 ans pour une circonférence de 9 mètres[144].
- Pierrerue : Mûrier[145].
- Saint-Guilhem-le-Désert : platane planté en 1848 pour célébrer la naissance de la Deuxième République, bien qu'un panonceau indique la date du 21 janvier 1855[146] il a donc plus de 150 ans. D'une hauteur de 20 mètres environ, il possède un tronc dont la circonférence dépasse les 6 mètres. Surnommé le « Roi platane », une légende lui est associée, selon laquelle un âne attaché à son tronc se serait fait emporter par une crue du Verdus et aurait été retrouvé assis sur l'autel de l'église toute proche[147].
- Sérignan : Figuier, planté en 1944 d'une circonférence de 2,8 mètres et une hauteur de 13,5 mètres[148],[149],[150].
- Castelnau-le-Lez : Chêne, labellisé arbre remarquable en 2020[151].

#### Lot
- Saint Cirgues se trouve à 20 km au nord-est de Figeac :
  - Ce tilleul de Sully est vraiment particulier, malgré ses 400 ans il a encore une bonne vitalité, son tronc est creux certes mais à la différence d’autres tilleuls rien ne le laisse présager à part une petite fissure en haut du tronc, sa hauteur est vraiment inhabituelle pour un tilleul (35 mètres d’après ceux qui ont effectué les mesures) après la tempête du 21 mai 2014 il est mesurer à 20 m de haut., un fût de 11 mètres de haut et un tour de taille de + de 9 mètres à hauteur d’homme.
- Cahors :
  - pin parasol, circonférence : 3,56 mètres[152];
- Masclat : tilleul de Sully, 3,95 mètres de circonférence à 1,40 m du sol, hauteur : 5 mètres[153].

#### Lozère
- Saint-Étienne-du-Valdonnez : hêtre tortillard

#### Pyrénées-Orientales
- Opoul-Périllos : Genévrier d'environ 1 600 ans[154], 4,6 m de circonférence
- Prades : Platane de plus de 150 ans, avec une circonférence de 10 mètres[155].
- Reynès : Chêne-liège, remarquable pour sa taille. Son âge est estimé à 300 ans pour une circonférence de 5,60 mètres[156].
- Le Vivier : Le Fajas d'en Baillette de la Forêt communale. Hêtre remarquable de 500 ans pour une hauteur de 30 mètres et une circonférence de 5,75 mètres (données 2007)[157].

#### Tarn
- Castres : Cèdre remarquable du Jardin Briguiboul
- Garrevaques : Chêne pedonculé de 550 ans dans le parc du château de Garrevaques.
- Sorèze : Hêtre tricentenaire de St-Jammes.

#### Tarn-et-Garonne
- Merles : Chêne d'Henri IV
- Verdun-sur-Garonne : Allée des platanes, plantée en 1815 : 63 platanes de plus de 50 m de haut, sur un site historique classé.

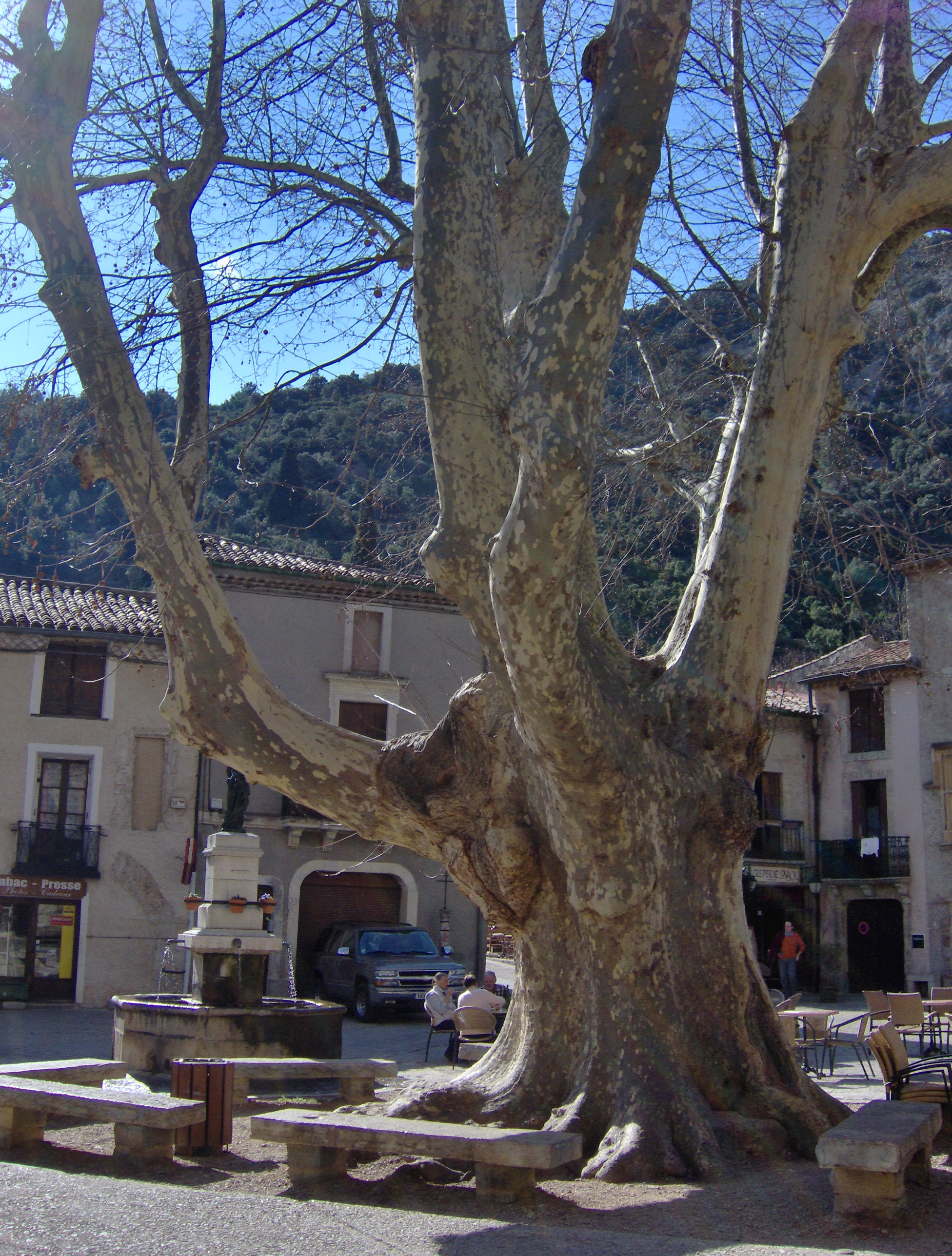
Platane de Saint-Guilhem-le-Désert.
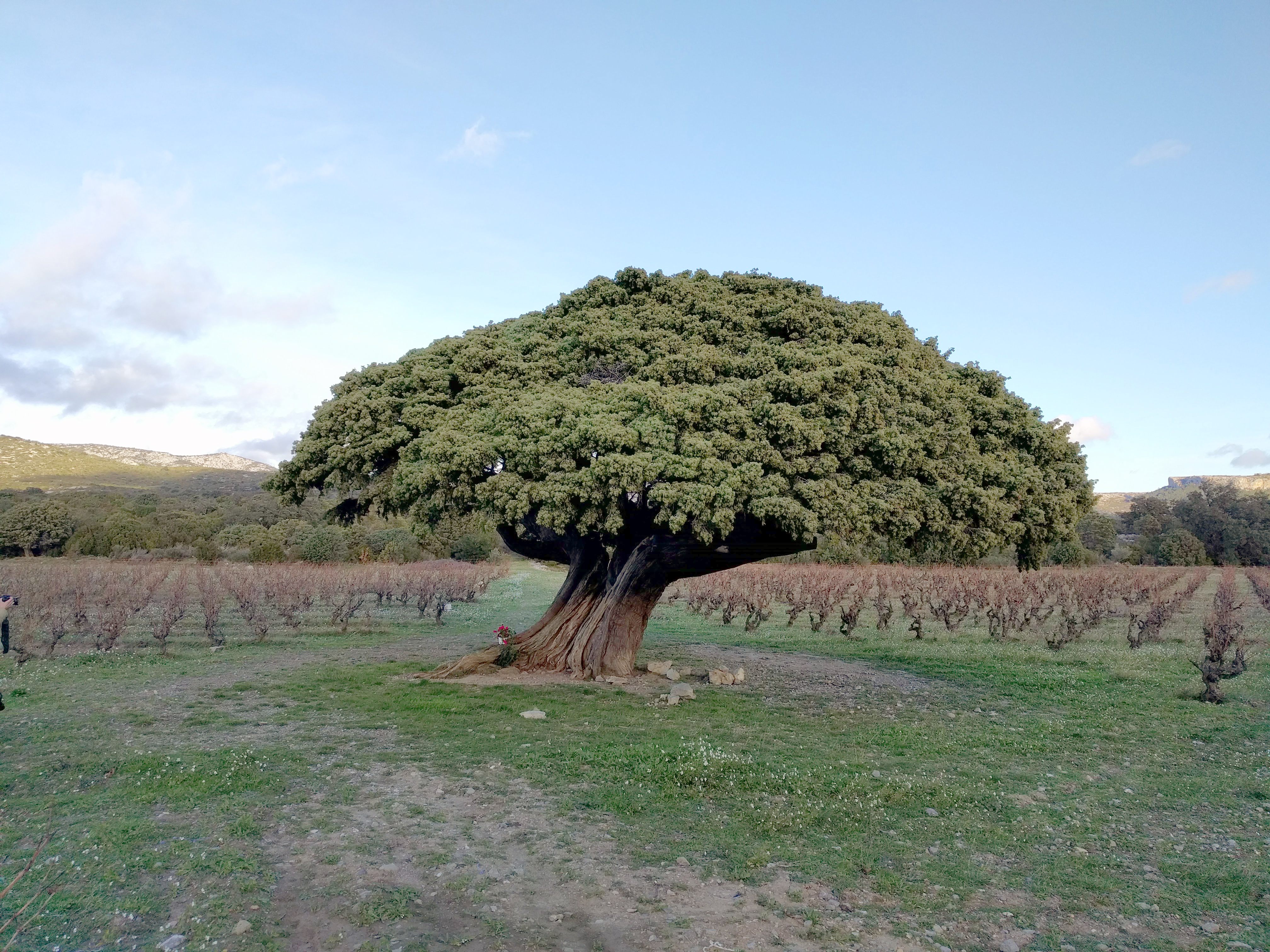
Génévrier d'Opoul.
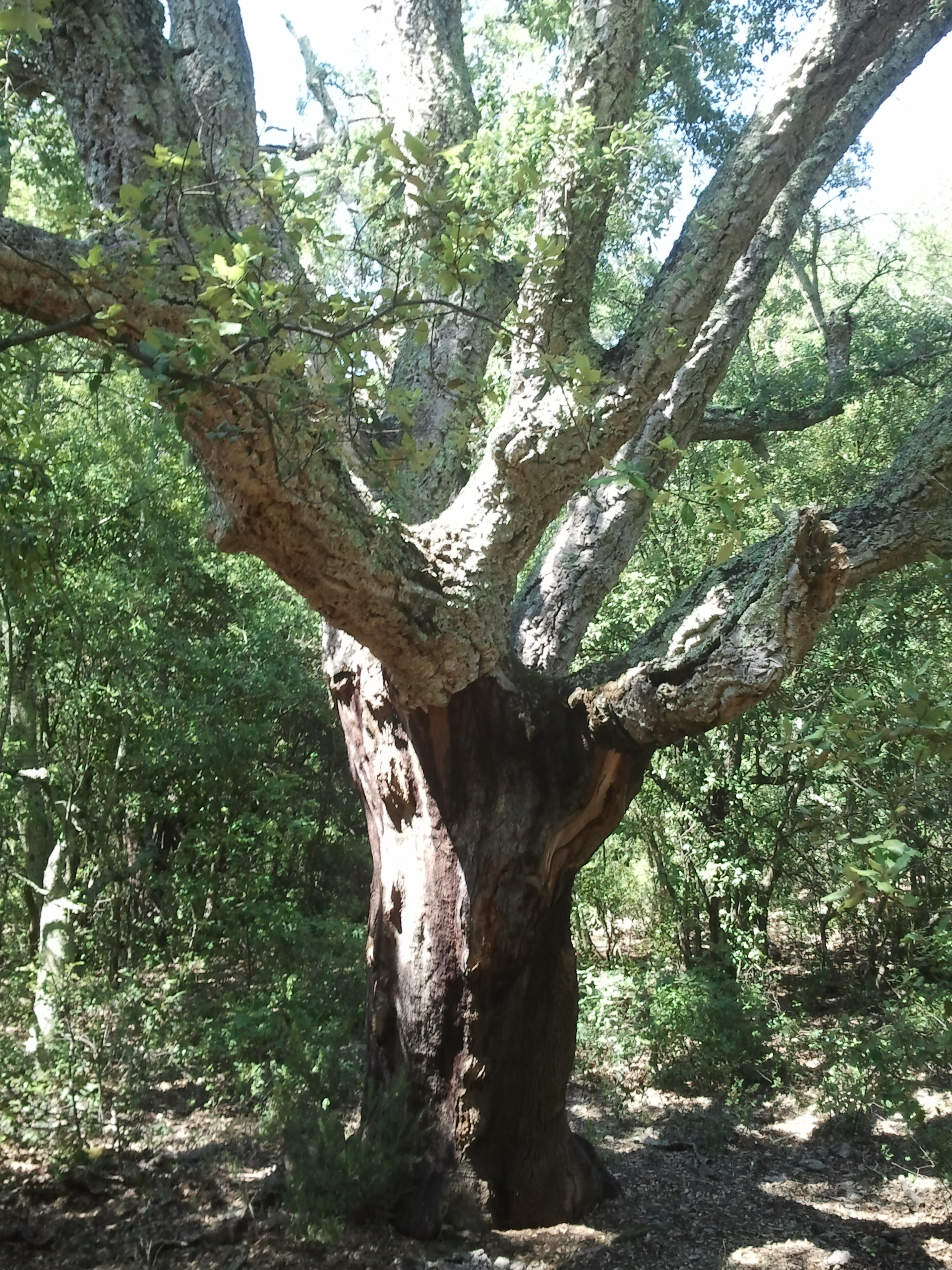
Chêne-liège de Camp de Séris à Reynès.
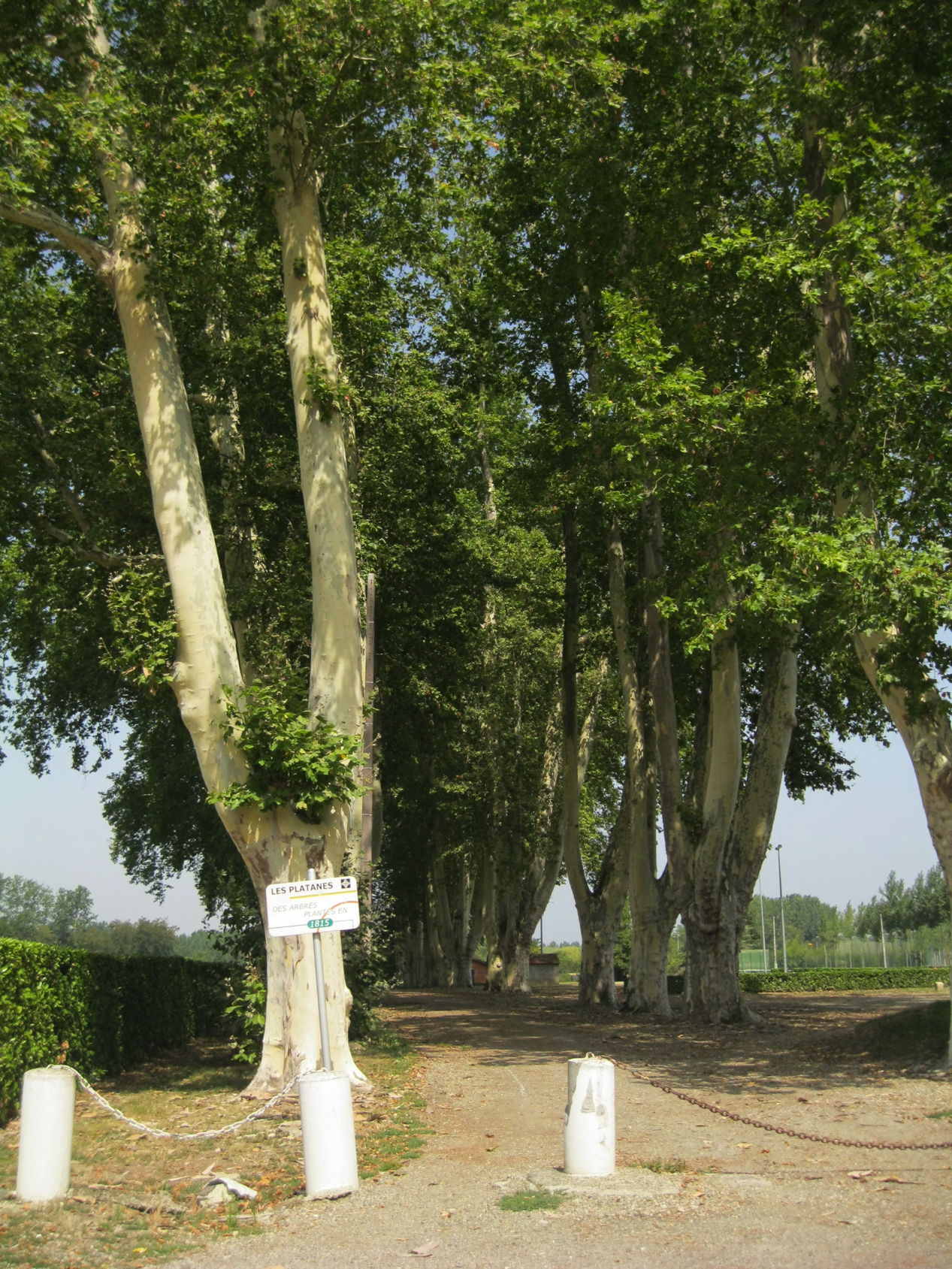
Allée des platanes à Verdun-sur-Garonne.

### Pays de la Loire

#### Loire-Atlantique
- Abbaretz : Châtaignier des Nonneries
- Bonnœuvre : Chêne aux clous
- Corcoué-sur-Logne : Chêne Louis XIII
- Missillac : Platane pendula d'orient doré planté entre 1620 et 1640[158]
- Nantes : Châtaignier de l'Eraudière

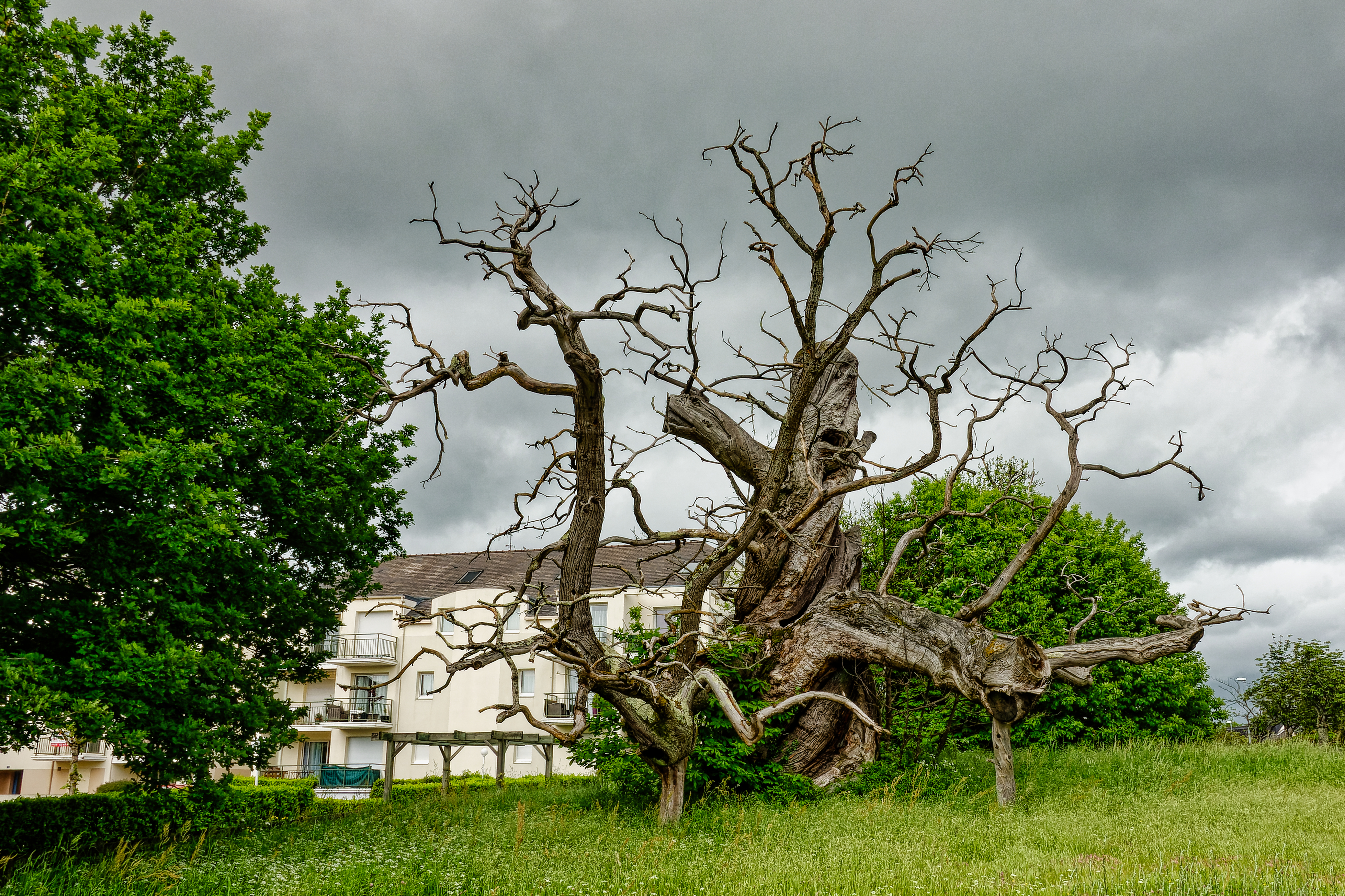
Chataignier de l Eraudière

#### Mayenne
- Lassay-les-Châteaux : Houx du château de Lassay
- Saint-Mars-sur-la-Futaie : Aubépine de 1 700 ans (ce qui en fait un des plus vieux arbres de France)[159], du IIIe siècle, contemporaine de saint Julien.

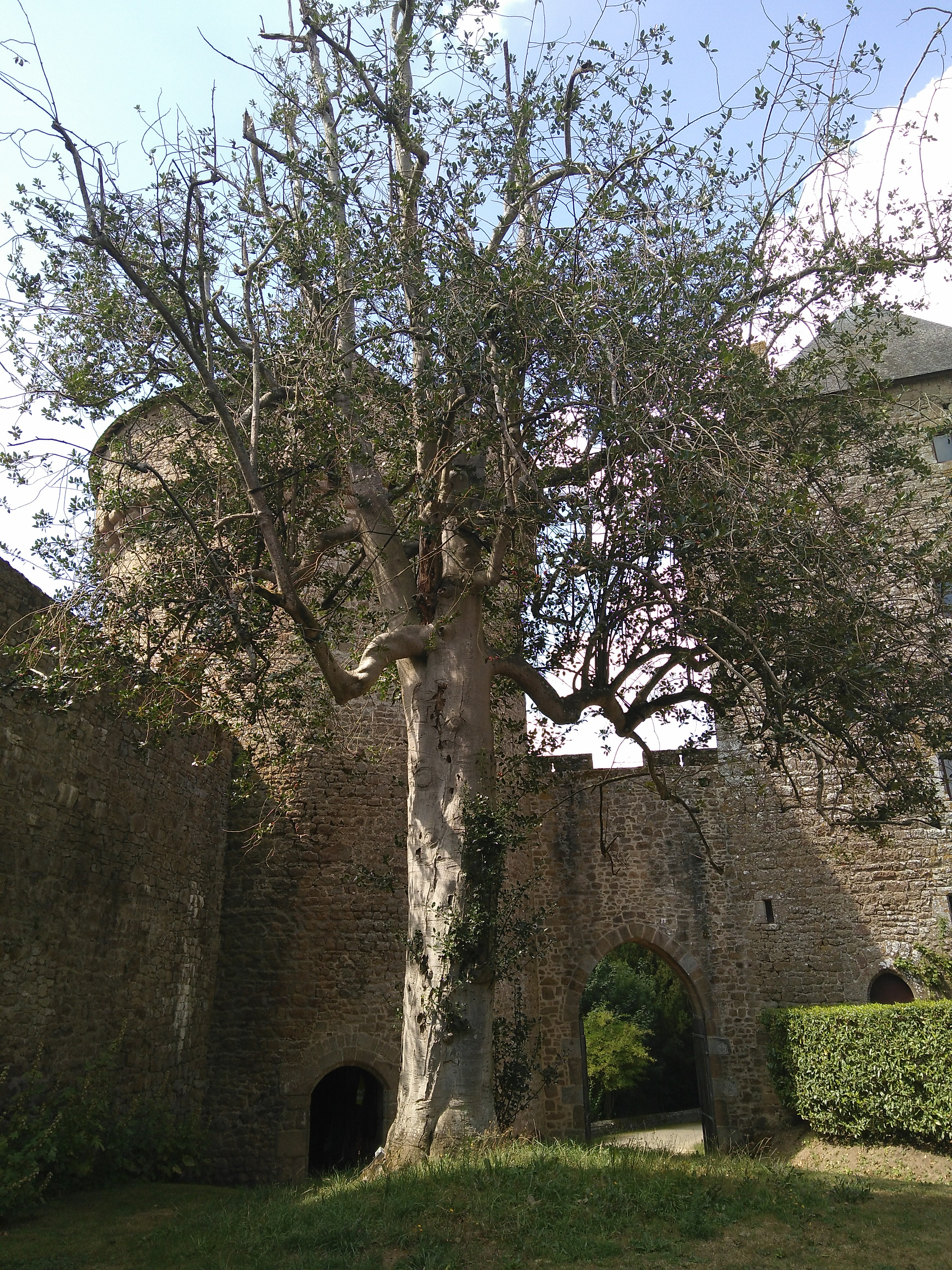
Houx du château de Lassay

#### Maine-et-Loire

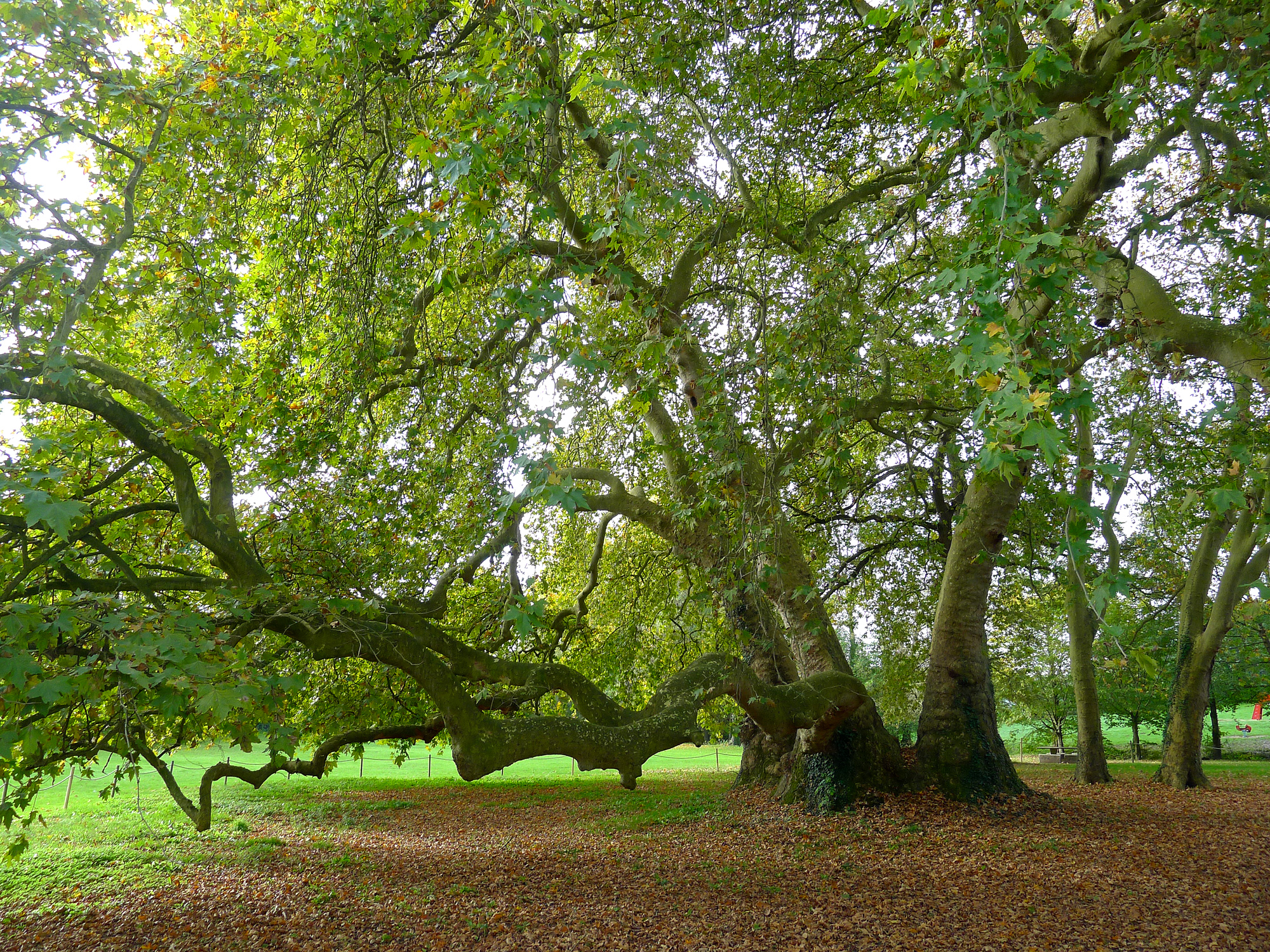
Platane de Savennières.

- Angers : Platane commun (Platanus x acerifolia de l'Île Saint-Aubin), cet arbre présente un houppier de 40 m de diamètre environ[160]
- Savennières : Platane du parc du Fresne qui atteint 18,5 mètres de circonférence et qui résulte de la juxtaposition de deux arbres[161]

#### Sarthe
- Jauzé : L'if millénaire de Jauzé est situé sur la commune de Jauzé, à 25 km au Nord-Est du Mans. Il se trouve dans le cimetière communal près de l'église. Sa circonférence à 1,30 m du sol est de 5,70 m. Son âge est estimé entre 850 et 900 ans[162]. En 2001, Il fait partie des premières labellisations arbre remarquable de France[163].
- Jupilles : le chêne Emery, en hommage à Auguste-Joseph Émery (1868-1945), ancien conservateur des eaux et forêts, est situé dans la Forêt domaniale de Bercé. Il est labellisé Arbre remarquable en 2002.
- Malicorne-sur-Sarthe : le noyer noir d’Amérique est labellisé Arbre remarquable en 2016.
- Le Mans : Ensemble d'arbres situé à l'Arche de la Nature intégrant un sentier de découverte est labellisé Arbre remarquable en 2005.
- Meurcé : Séquoia géant du cimetière est labellisé Arbre remarquable en 2017.
- Pirmil :
  - Frêne, 5,70 m de circonférence
  - Chêne de la Grande Brandinière, circonférence : 5,40 mm.

#### Vendée
- Montréverd, (Saint-Sulpice-le-Verdon) : chêne-chapelle dont le tronc creux est aménagé en chapelle. 14,50 m de circonférence.
- Payré-sur-Vendée : arbre de la Liberté, platane[164].

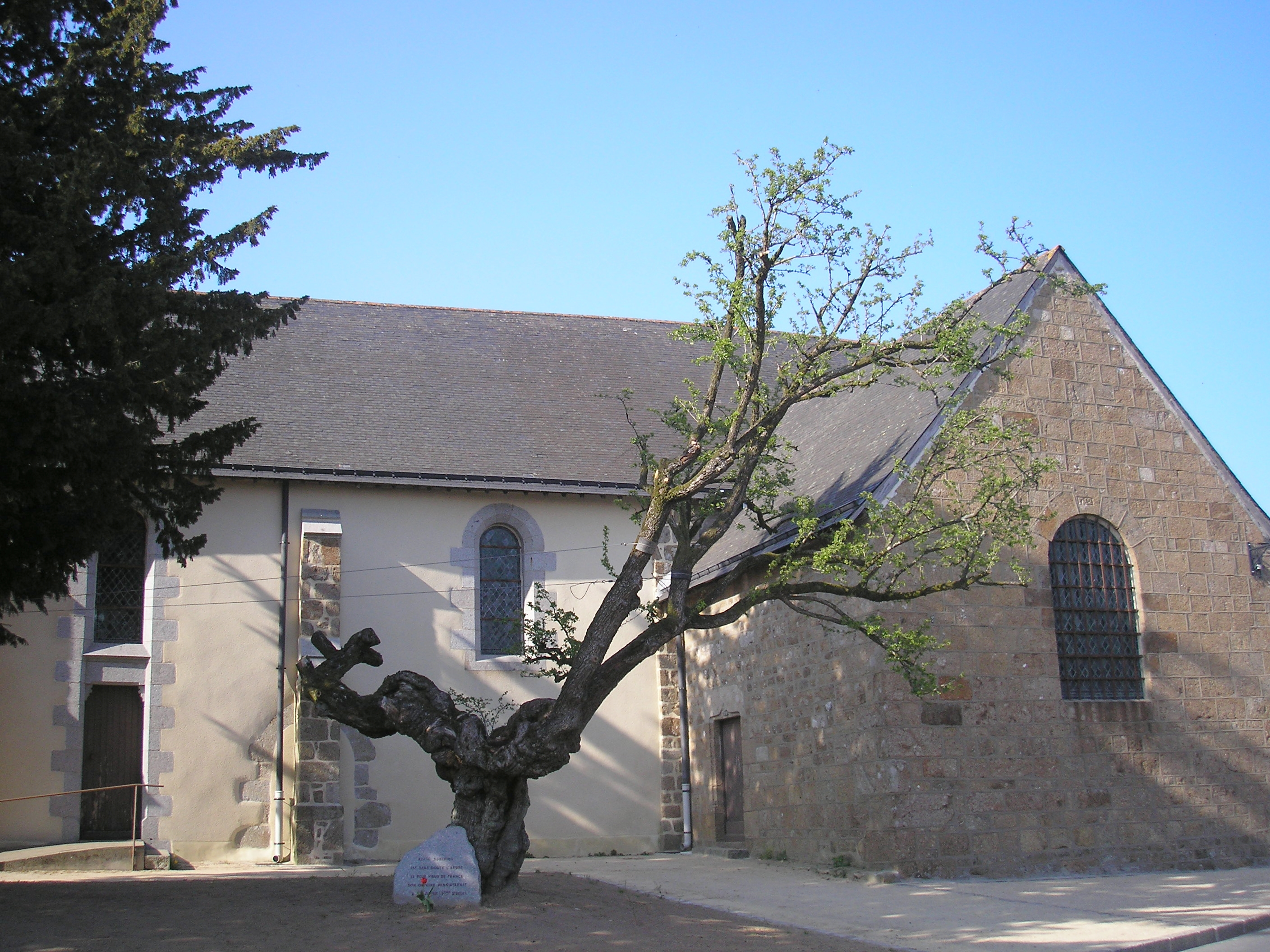
L'aubépine de Saint-Mars-sur-la-Futaie.
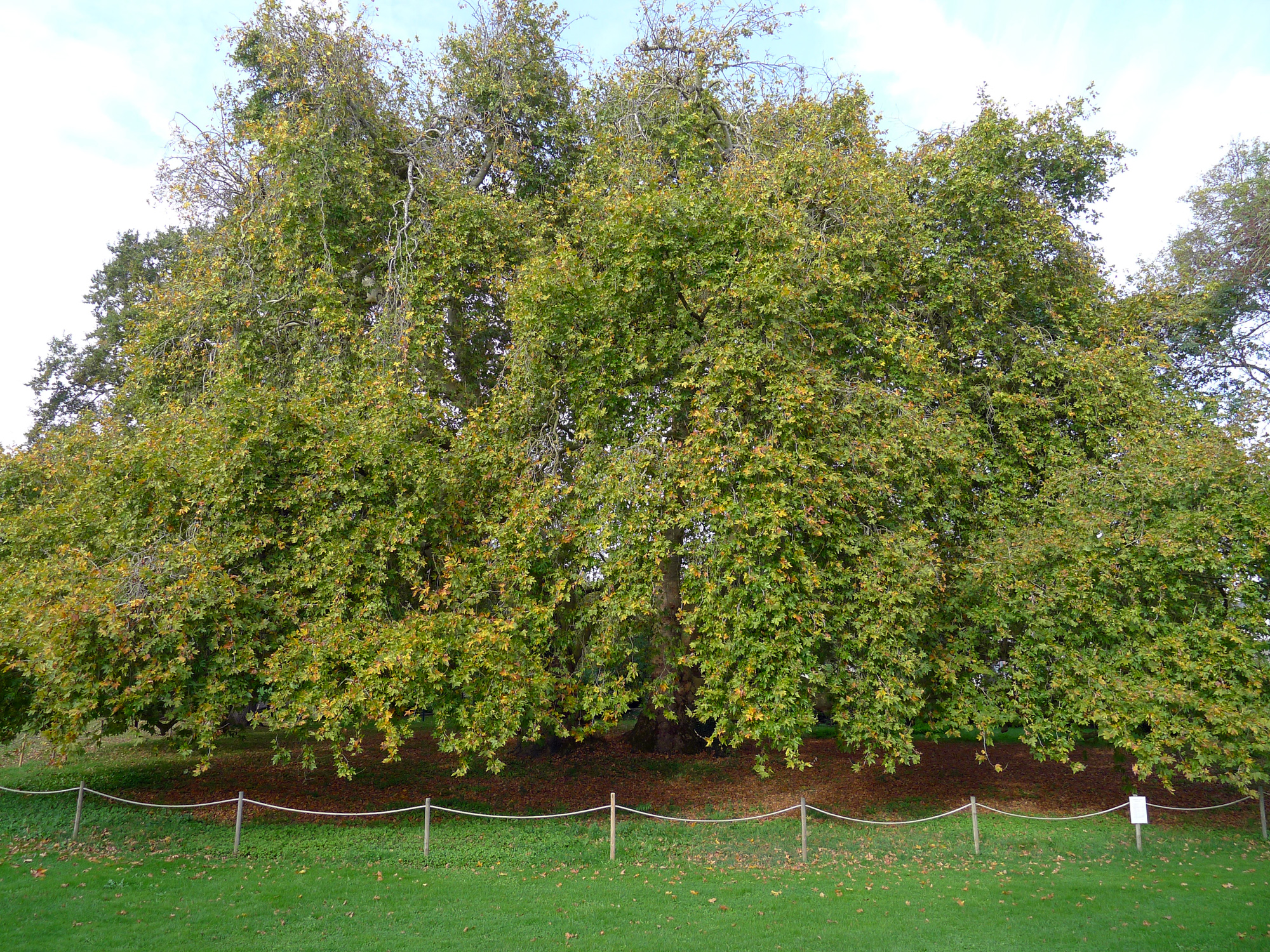
Le platane tri-centenaire de Savennières.
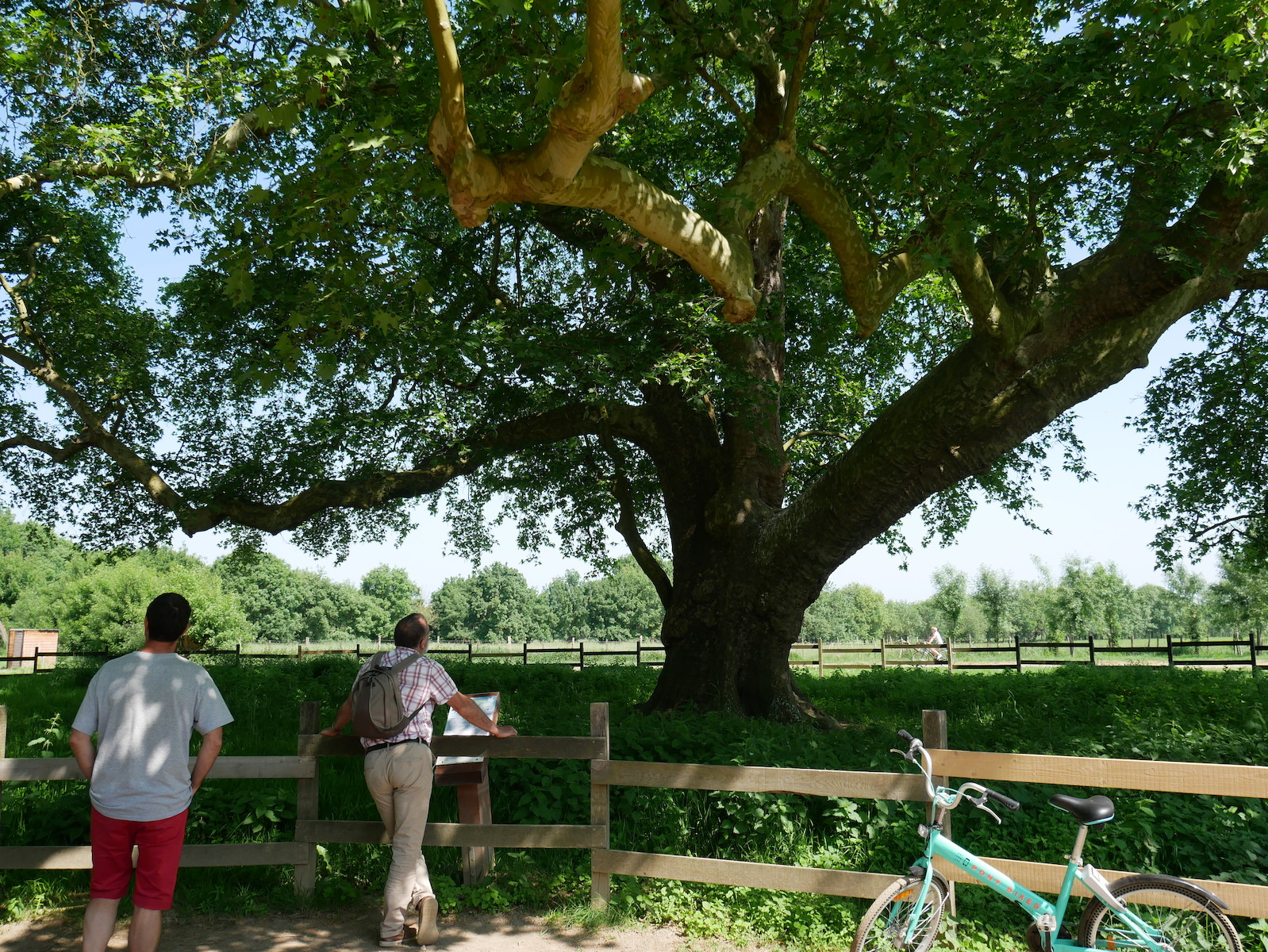
Platane de l'Île Saint-Aubin à Angers.

### Provence-Alpes-Côte d'Azur

#### Alpes-de-Haute-Provence
- Saint-Étienne-les-Orgues :
  - trois tilleuls bicentenaires[165]
  - un noyer bicentenaire.
  - Simiane-la-Rotonde
  - Chêne remarquable au Jardin de l'abbaye de Valsaintes

#### Alpes-Maritimes
- Gorbio : Orme
- Nice : Caroubiers

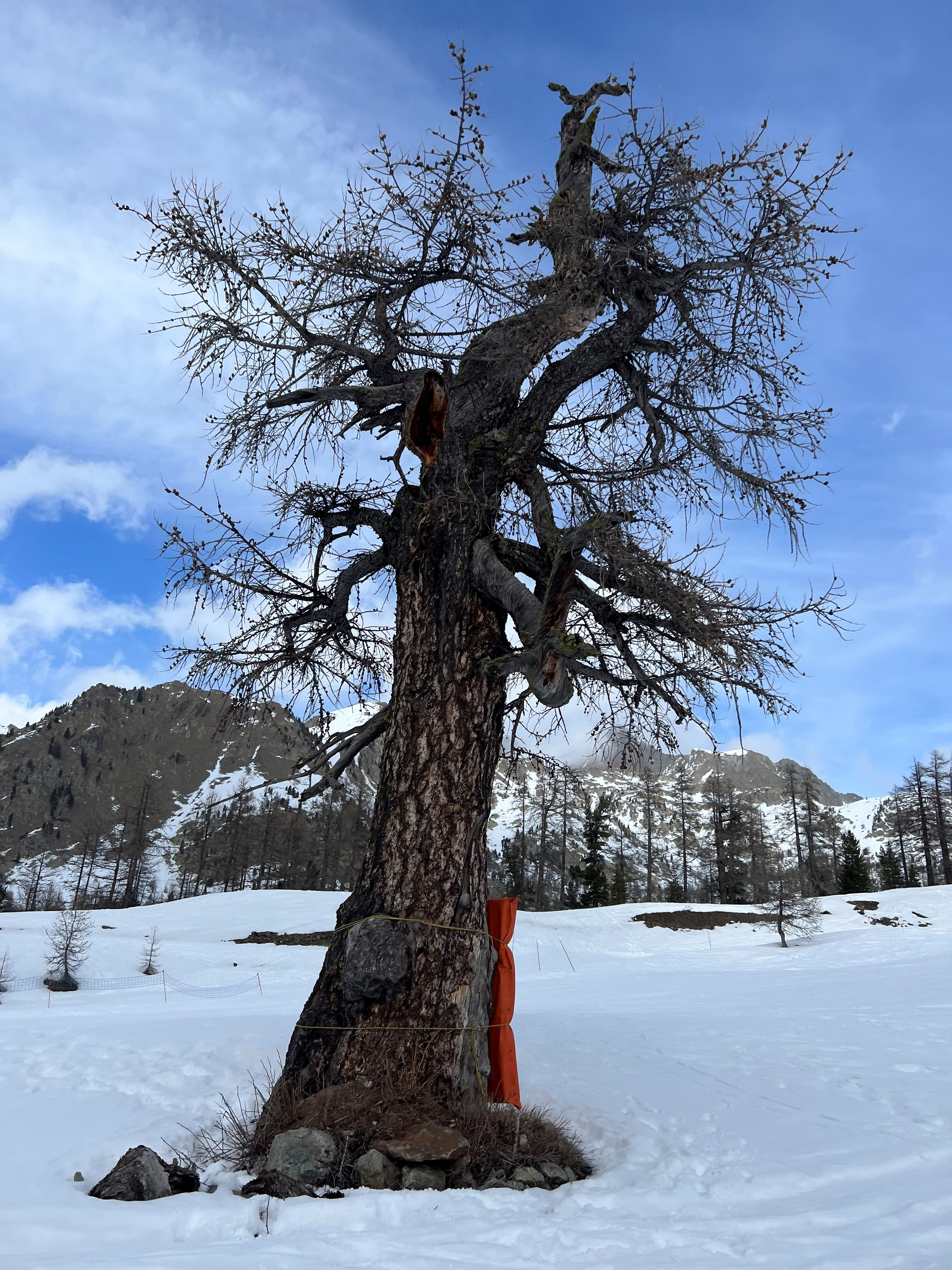
Mélèze Poussin

- Roquebrune-Cap-Martin : Olivier millénaire qui aurait plus de 2 000 ans, ce qui lui donne le titre de l'arbre le plus vieux de France[166], titre disputé par l'olivier de Filitosa[39].
- Isola 2000 : Mélèze dit "mélèze Poussin", situé sur la piste des Roubines, qui daterait de 1594, année de naissance du peintre Nicolas Poussin, circonférence 6,50 m, à 2150 m d'altitude. La remontée mécanique des Roubines a été décalée pour préserver cet arbre remarquable. C'est l'un des plus anciens mélèzes d'Europe[167].

#### Bouches-du-Rhône
- Aix-en-Provence :
  - trois pins d'Alep du terrain des Peintres dans le domaine de la Marguerite (label 2019, accessible) ;
  - alignement de platanes à l’entrée de la bastide du Jas de Bouffan (label 2019, accessible)[168] ;
  - cèdres du cimetière Saint-Pierre[réf. nécessaire] ;
  - deux chênes blancs du pavillon de Vendôme[réf. nécessaire] ;
  - platane de la promenade de la Torse, 6,40 m de circonférence[réf. nécessaire].
- Berre-l'Étang : cyprès d'Italie de l'ermitage de Notre-Dame de Caderot (label 2022, accessible) ;
- Bouc-Bel-Air : platanes du parc de Babiole, 2 de 5,40 m de circonférence, d'une hauteur de 48,50 m (label 2016, propriété privée) ;
- Coudoux : figuier et noyer, chemin de l'Arc, en contrebas de la station d'épuration (label 2021, accessible) ;
- Gréasque : chêne pubescent du château (label 2021) ;
- Istres : Chênes verts du domaine de Lavalduc (label 2015, accessible) ;
- Lamanon : platane commun dit « le Géant de Provence » (label 2014, propriété privée) ;
- Miramas : pin d'Alep, dit « Le Quillé » sur la route de la place du château (label 2000, accessible) ;
- La Barben : séquoia géant du château de La Barben, plus de 300 ans, 40 m de haut.[réf. nécessaire]

Arbres remarquables labellisés des Bouches-du-Rhône
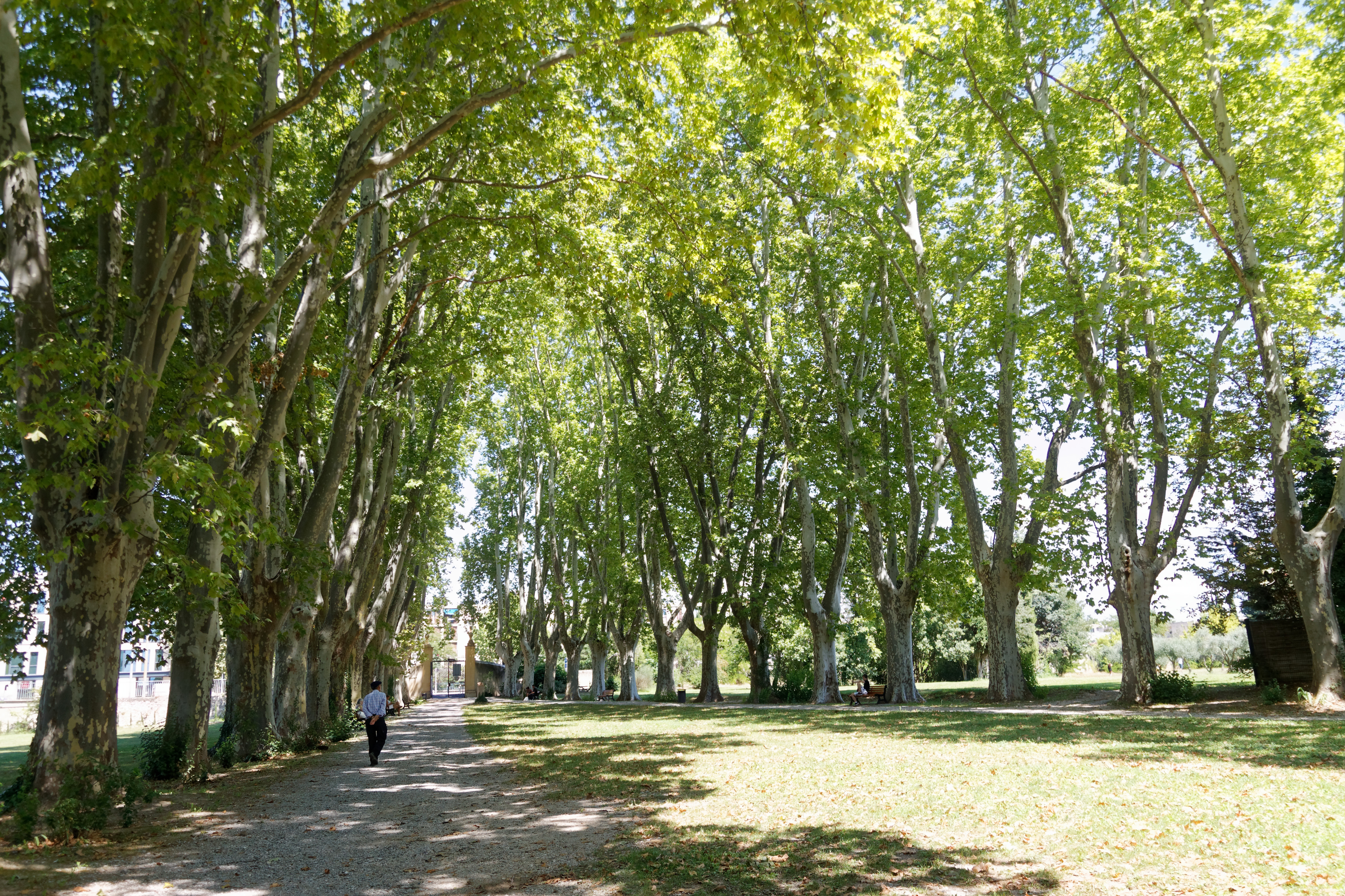
Platanes du Jas de Bouffan, Aix-en-Provence.
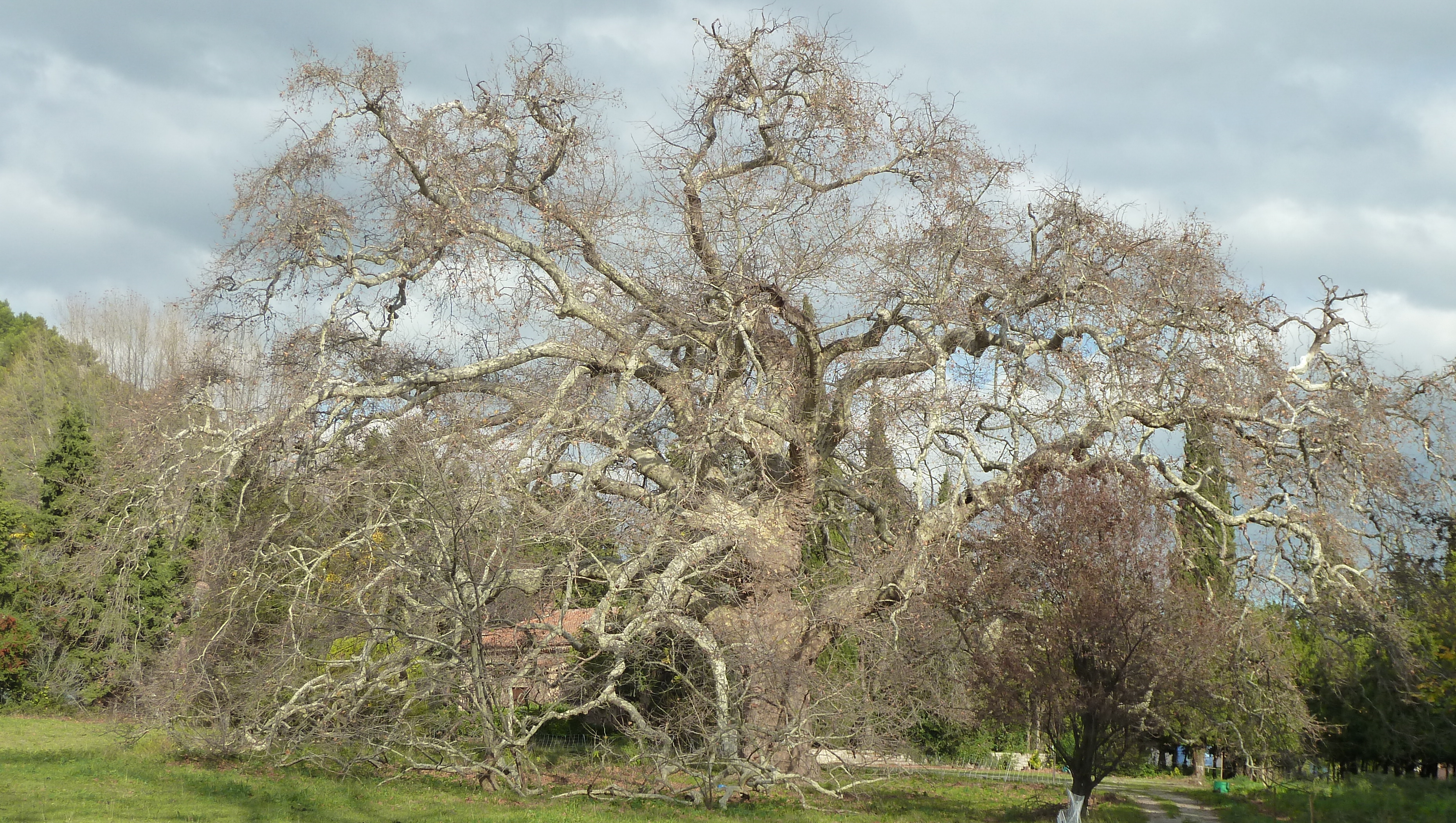
Platane géant de Lamanon.
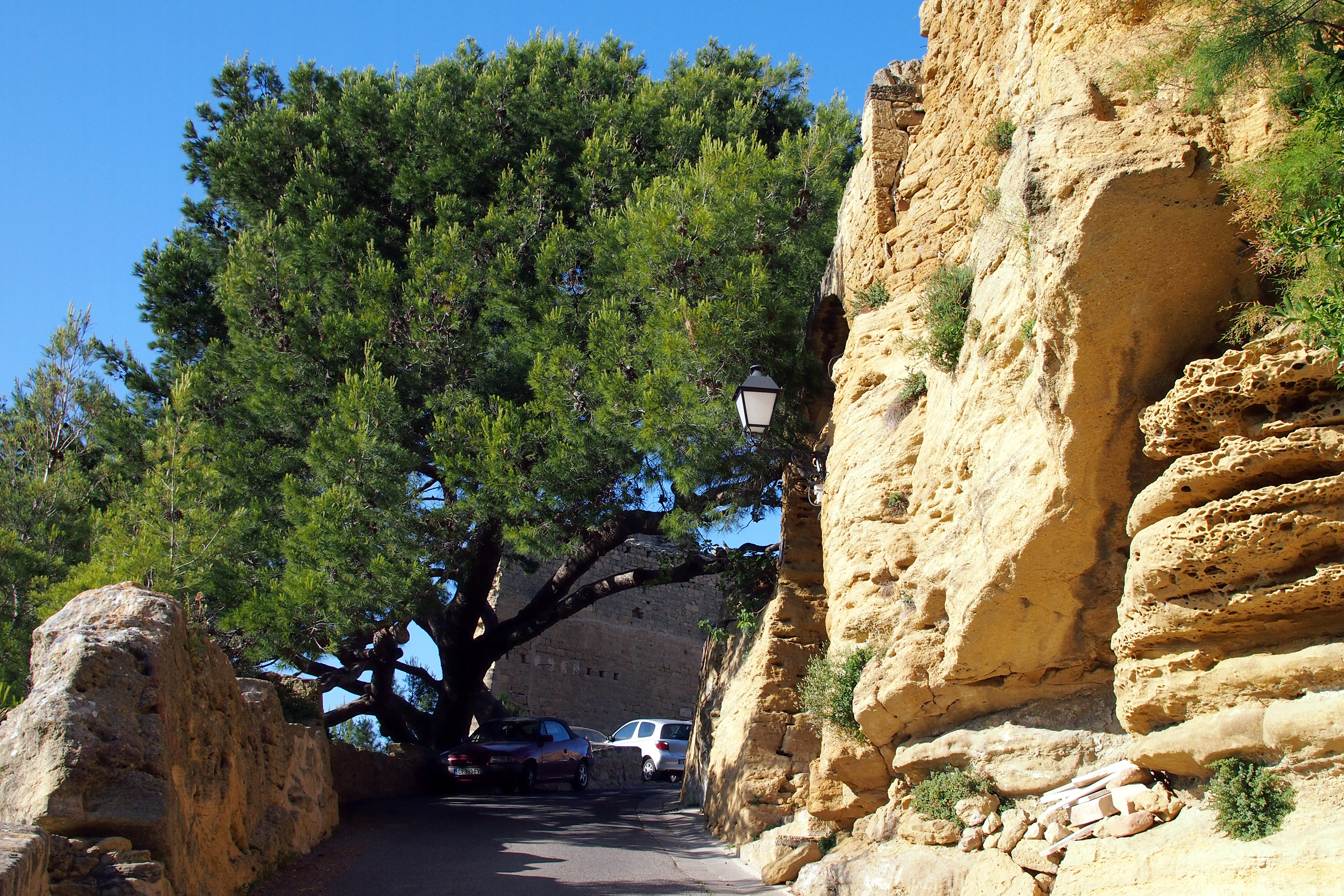
Pin d'Alep, dit « Le Quillé », Miramas.

#### Hautes-Alpes
- Saint-Crépin : Genévriers thurifères[169]

#### Var
- La Londe-les-Maures : Le Pas du cerf, chêne liège millénaire

#### Vaucluse
- Avignon : peuplier blanc de l'île de Bartelasse, circonférence : 6 mètres à 1,3 m de hauteur[170]
- Grambois : chêne blanc (chêne pubescent)[170].
- Villelaure : cèdre de l'Atlas du parc municipal, 5,3 m de circonférence, houppier 17 m d'envergure[170].